# Apolda

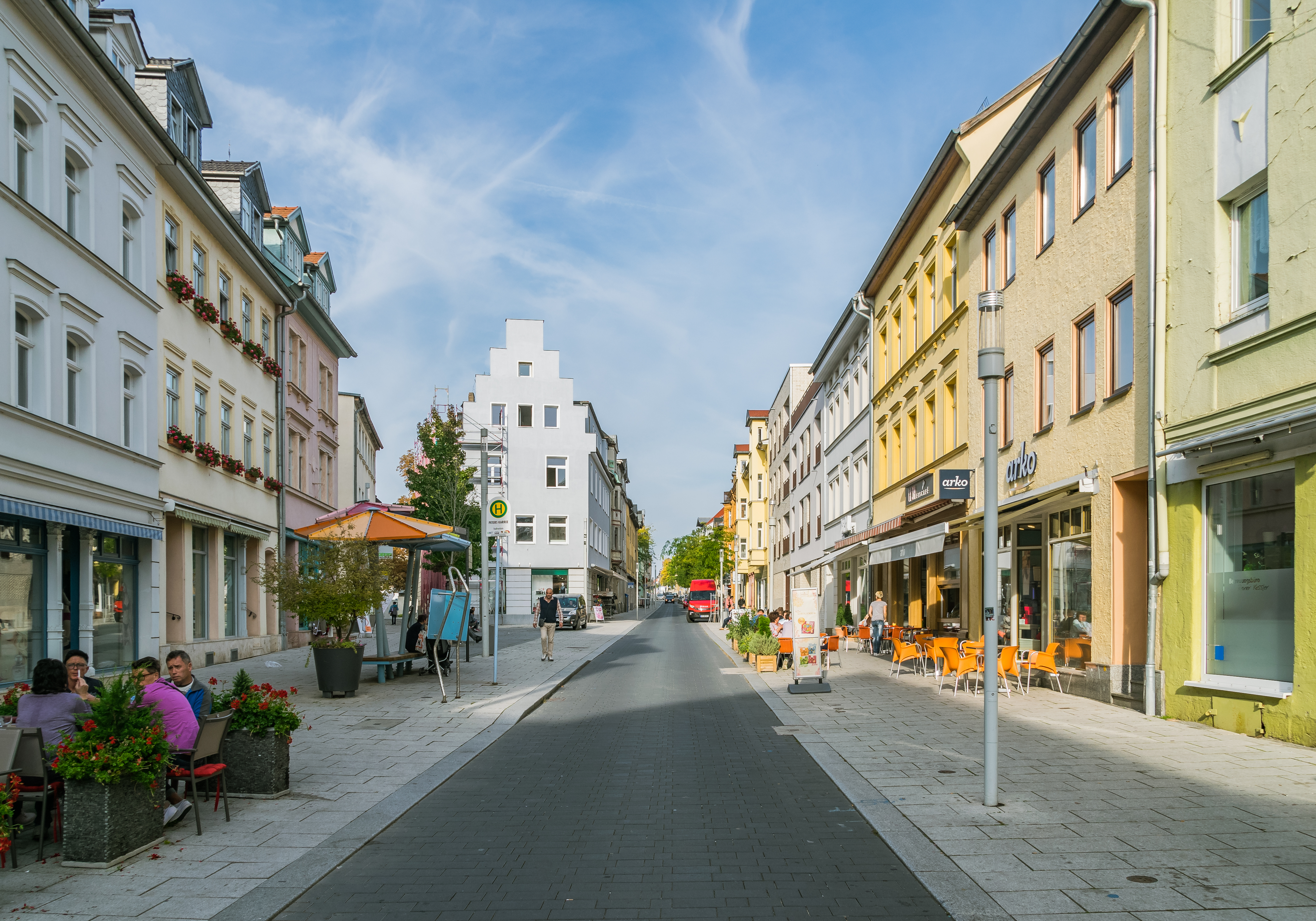
Die Bahnhofstraße mit Ladengeschäften im Stadtzentrum

Marktplatz mit Rathaus

Apolda [aˈpɔldaː] ⓘ (umgangssprachlich Abolle oder Apolle) ist die Kreisstadt des mittelthüringischen Landkreises Weimarer Land im Städtedreieck mit Weimar und Jena. Im Nordwesten des Stadtgebiets fließt die Ilm. In der Raumordnung des Freistaates Thüringen nimmt die Stadt den Rang eines Mittelzentrums ein. Apolda war von 1922 bis 1950 eine kreisfreie Stadt und hat seit 1952 den Status einer Kreisstadt.
Aufgrund der mehr als 250-jährigen Tradition des Glockengießens ist die Mittelstadt bis heute überregional als „Glockenstadt“ bekannt. Bedeutend ist auch die Strick- und Wirkwarenherstellung, die seit ebenfalls über 250 Jahren in Apolda betrieben wird. Ihren Aufschwung nahm die bis dahin kleine Ackerbürgerstadt, nachdem 1846 die Thüringer Bahn durch Apolda gebaut worden war. Die Textilindustrie wuchs rasant, und Apolda entwickelte sich zeitweise zur wichtigsten Industriestadt in Sachsen-Weimar-Eisenach. Von 1904 bis 1927 baute die Firma A. Ruppe & Sohn, die ab 1910 Apollo-Werke AG hieß, Automobile der Marken Apollo und Piccolo. In Apolda wurde die Hunderasse Dobermann gezüchtet, der hier ein Denkmal gesetzt wurde.

## Geografie

### Geografische Lage und Geologie

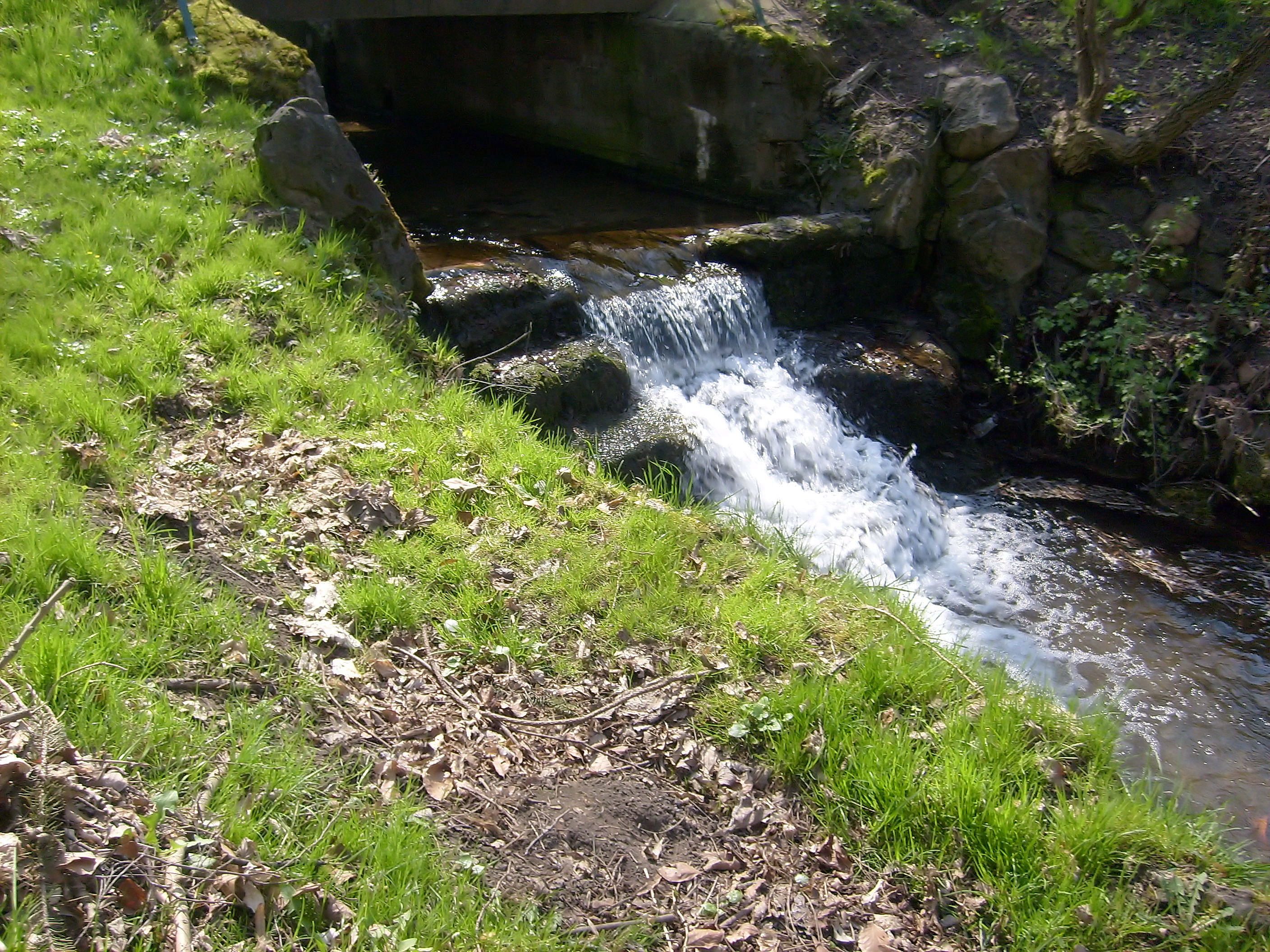
Schötener Bach

Apolda liegt auf rund 205 Meter Höhe in der östlichen Mitte Thüringens an der Regionsgrenze zu Ostthüringen und etwa zehn Kilometer südlich der Landesgrenze zu Sachsen-Anhalt. Apolda ist mit einer Fläche von 46,17 Quadratkilometern in eine flachhügelige Kulturlandschaft am Rande des Thüringer Beckens und der Ilmaue mit überwiegend landwirtschaftlicher Nutzung eingebettet und befindet sich im Städtedreieck Weimar–Jena–Naumburg. Die Stadt liegt jeweils rund 15 km nordwestlich von Jena und nordöstlich von Weimar, etwa 45 km östlich von Erfurt und 30 km südwestlich von Naumburg.
Der Stadtkern, der von zwei Bächen durchflossen wird, befindet sich in einem rechten Seitental der Ilm, eines Nebenflusses der Saale. Niedrigster Punkt des Tales ist mit 162 Metern über NHN die Sohle des Krebsbaches unter dem Viadukt. Der höchste Punkt befindet sich an der Gemarkungsgrenze zu Schöten mit 273,6 Metern über NHN.
Der Schötener Bach entspringt im Ortsteil Schöten und fließt durch die Schötener Promenade in das Stadtzentrum, wo er am Heidenberg in den Herressener Bach mündet. Der Bach verläuft zwischen dem Eingang zur Promenade und dem Heidenberg unter einer Straße, die deswegen die Bezeichnung Bachstraße trägt.
Die Quelle des Herressener Bachs liegt oberhalb der Ortschaft Frankendorf. Der Bach durchquert sie und gelangt durch die Orte Oberndorf und Herressen-Sulzbach bis in das Zentrum Apoldas, wo er sich mit dem Schötener Bach vereinigt, bis nach Nauendorf fließt und dort in die Ilm mündet. Zwischen Frankendorf und Sulzbach trägt der Herressener Bach die Bezeichnung Sulzbach, zwischen dem Zusammenfluss mit dem Schötener Bach und der Mündung in die Ilm wird er Krebsbach genannt. Vom Herressener Bach zweigten zwei Mühlgräben ab: einer führte an der Stadtmühle vorbei, der andere verlief bis zur Niedermühle. Beide Gräben vereinigten sich später wieder mit dem Bach.
Östlich von Apolda erhebt sich mit der Muschelkalkformation der Jenaer Scholle der nordöstlichste Teil der Ilm-Saale-Platte, während westlich die Ebenen des Thüringer Beckens liegen. Die landschaftliche Gestaltung ist das Ergebnis von tektonischen Vorgängen bei der Gebirgsbildung und hat durch eine Störungszone einen graben- bis beckenartigen Aufbau. Die Entstehung der Apoldaer Störungszone ist vermutlich auf Abschiebungen im Untergebirge zurückzuführen. Die Bodendecke besteht aus Schwarzerde und lößartigem Auelehm unterschiedlicher Färbung. In den Talauen kommt mit Kies und Sand vermischter unterer Keuper vor. Nur in einem Streifen von Norden nach Westen ist das Pleistozän vorherrschend. Dort findet man vorwiegend älteren Lehm, wogegen im Süden der Stadt eher jüngerer Lehm vorhanden ist. Der Osten Apoldas wird vom Grenzdolomit geprägt.

### Stadtgliederung und Flächennutzung

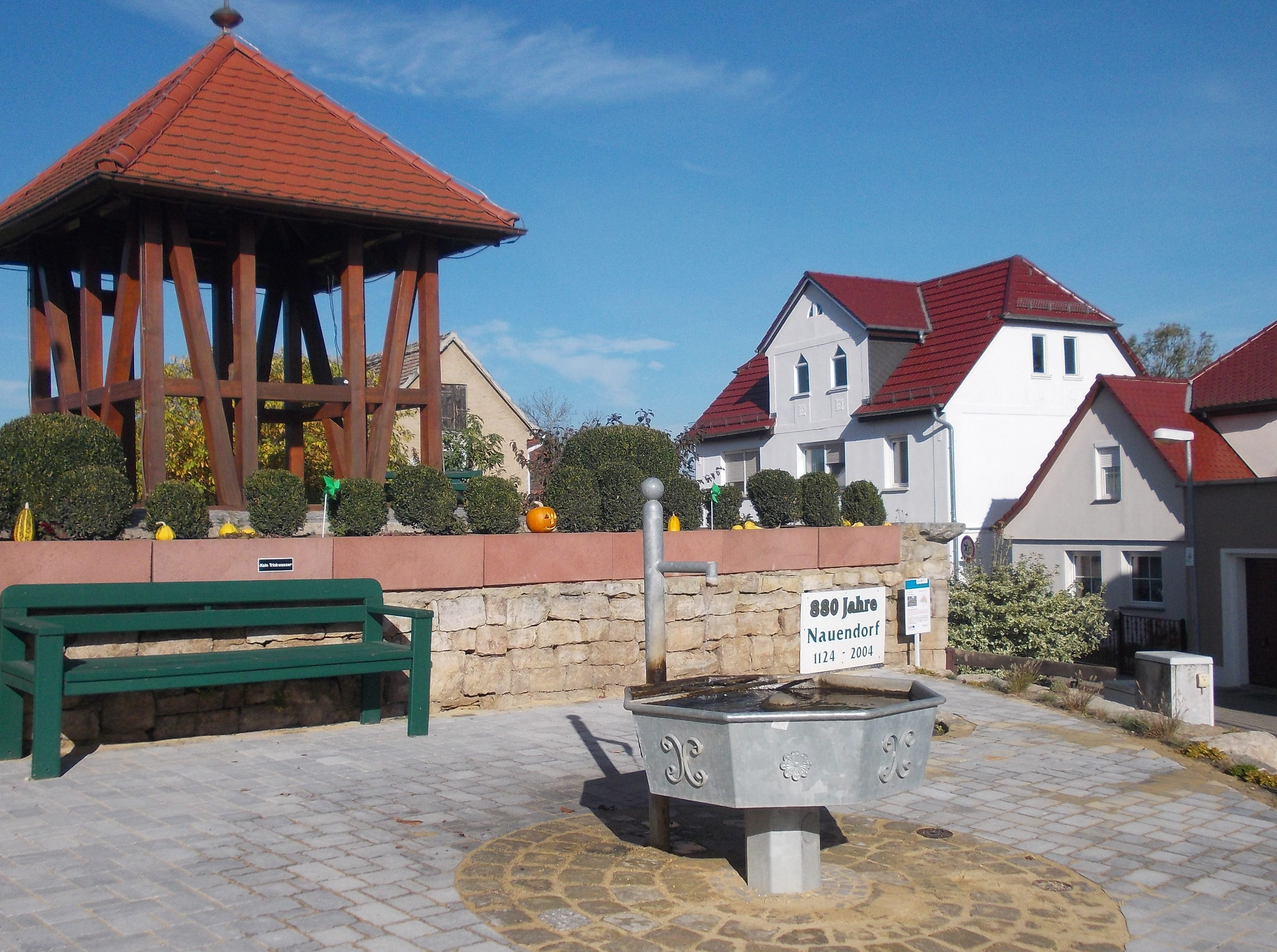
Dorfplatz Nauendorf mit Glockenstuhl

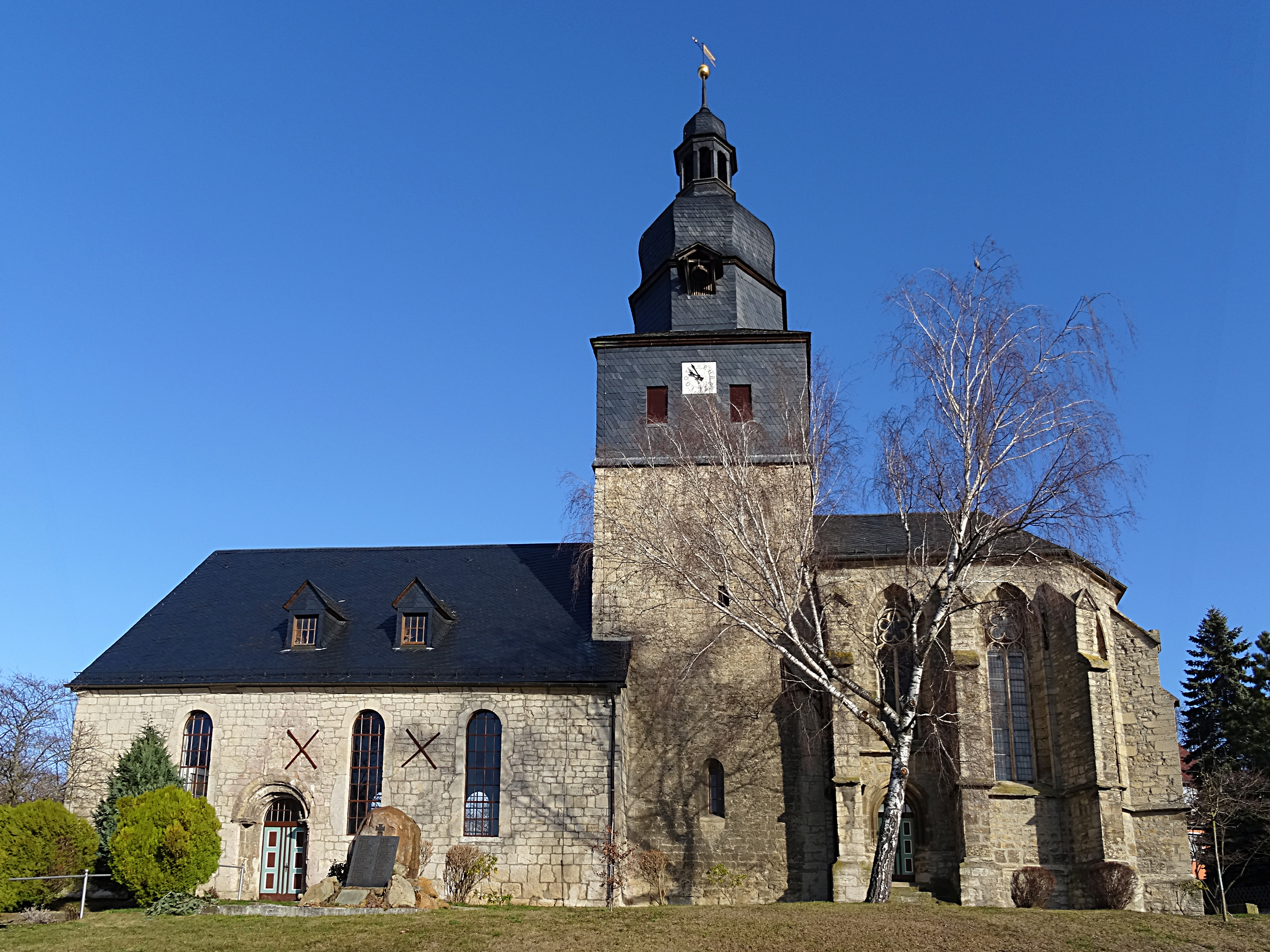
Dorfkirche St. Hilarius in Utenbach

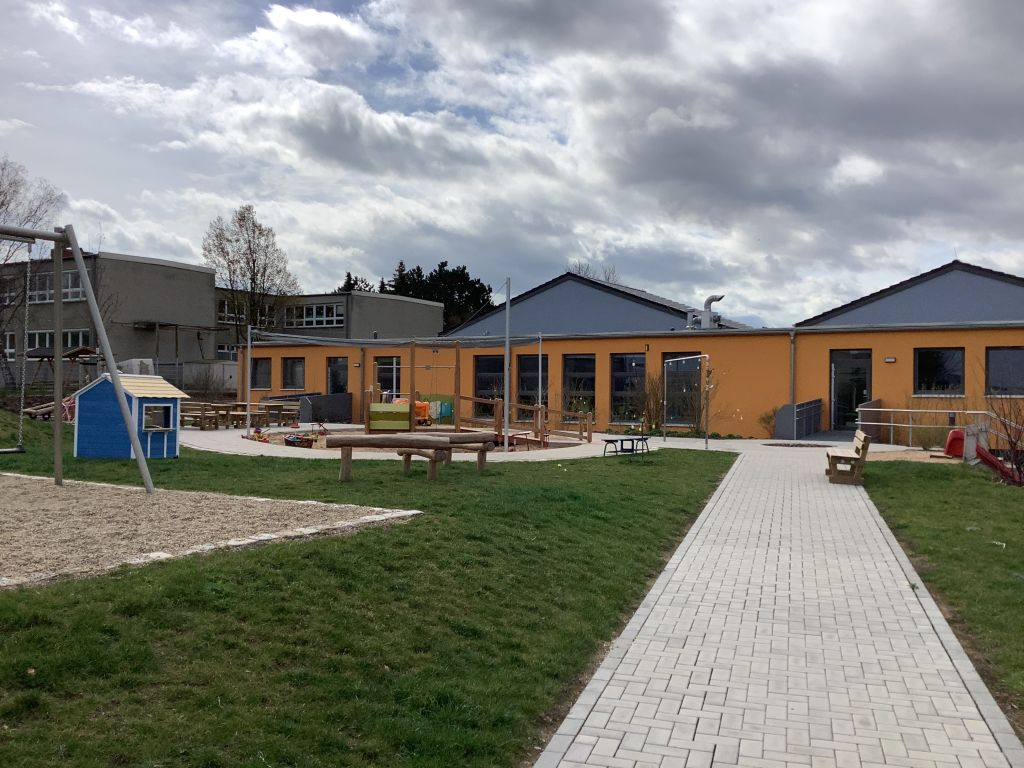
Kita „Moorentaler Spatzen“ in Herressen-Sulzbach

Die Stadt Apolda ist in acht Ortsteile gegliedert:
(Stand: 2022)
| Ortsteil             | Einwohner | Fläche (km²) | Ortsteile der Stadt Apolda (anklickbare Karte) | Lage der Stadt Apolda |
| -------------------- | --------- | ------------ | ---------------------------------------------- | --------------------- |
| Kernstadt Apolda     | 20.383    | 11,75        |                                                | Lage von Apolda       |
| Herressen-Sulzbach   | 572       | 5,41         |                                                | Lage von Apolda       |
| Nauendorf            | 156       | 4,92         |                                                | Lage von Apolda       |
| Oberndorf            | 302       | 4,93         |                                                | Lage von Apolda       |
| Oberroßla/Rödigsdorf | 955       | 4,98         |                                                | Lage von Apolda       |
| Schöten              | 230       | 1,27         |                                                | Lage von Apolda       |
| Utenbach             | 546       | 6,33         |                                                | Lage von Apolda       |
| Zottelstedt          | 355       | 6,56         |                                                | Lage von Apolda       |
| Gesamt               | 23.499    | 46,15        |                                                | Lage von Apolda       |

| Flächen nach Nutzungsart       | Fläche in km² |
| ------------------------------ | ------------- |
| Siedlungsfläche                | 10,06         |
| Verkehrsfläche                 | 2,99          |
| Vegetationsfläche              | 32,82         |
| Gewässerfläche                 | 0,39          |
| Bodenfläche (gesamt, gerundet) | 46,26         |

### Nachbargemeinden
Apolda ist von vier Gemeinden umgeben, die alle zum Landkreis Weimarer Land gehören:
- Landgemeinde Stadt Bad Sulza (im Osten und Süden),
- Gemeinden Kapellendorf und Wiegendorf (im Südwesten; gehören zur Verwaltungsgemeinschaft Mellingen) sowie
- die Landgemeinde Ilmtal-Weinstraße (im Westen und Norden).

### Klimatische Verhältnisse

Niederschlagsverteilung

Apolda liegt in der gemäßigten Klimazone. Die mittlere jährliche Niederschlagsmenge von ungefähr 560 mm ist geringer als der bundesweite Durchschnitt von rund 800 mm. Der niederschlagsreichste Monat ist der Juni mit durchschnittlich 71,6 mm, der niederschlagsärmste der Februar mit durchschnittlich 31,5 mm. Der niederschlagsreichste Tag in Apolda war der 27. Juni 1953, als bei einem Unwetter 100,1 mm Niederschlag fielen. Das Jahr mit dem meisten Niederschlag war 1966 mit 764 mm, das mit dem wenigsten 1982 mit 332 mm. Die größte Monatsniederschlagshöhe wurde im Juni 1953 mit 236 mm erreicht, im Oktober 1943, im November 1953 und im September 1959 traten mit nur 1 mm die geringsten Werte auf. In Apolda fällt durchschnittlich an 170 Tagen im Jahr Niederschlag. Im Januar kommt es mit 16 Tagen am häufigsten und im September mit 12 Tagen am wenigsten zum Niederschlag. Im Durchschnitt werden pro Jahr in Apolda 36 Tage mit Schnee oder Schneeregen registriert. Im langjährigen Mittel fällt zu Beginn der dritten Novemberdekade der erste Schnee und Mitte April der letzte.

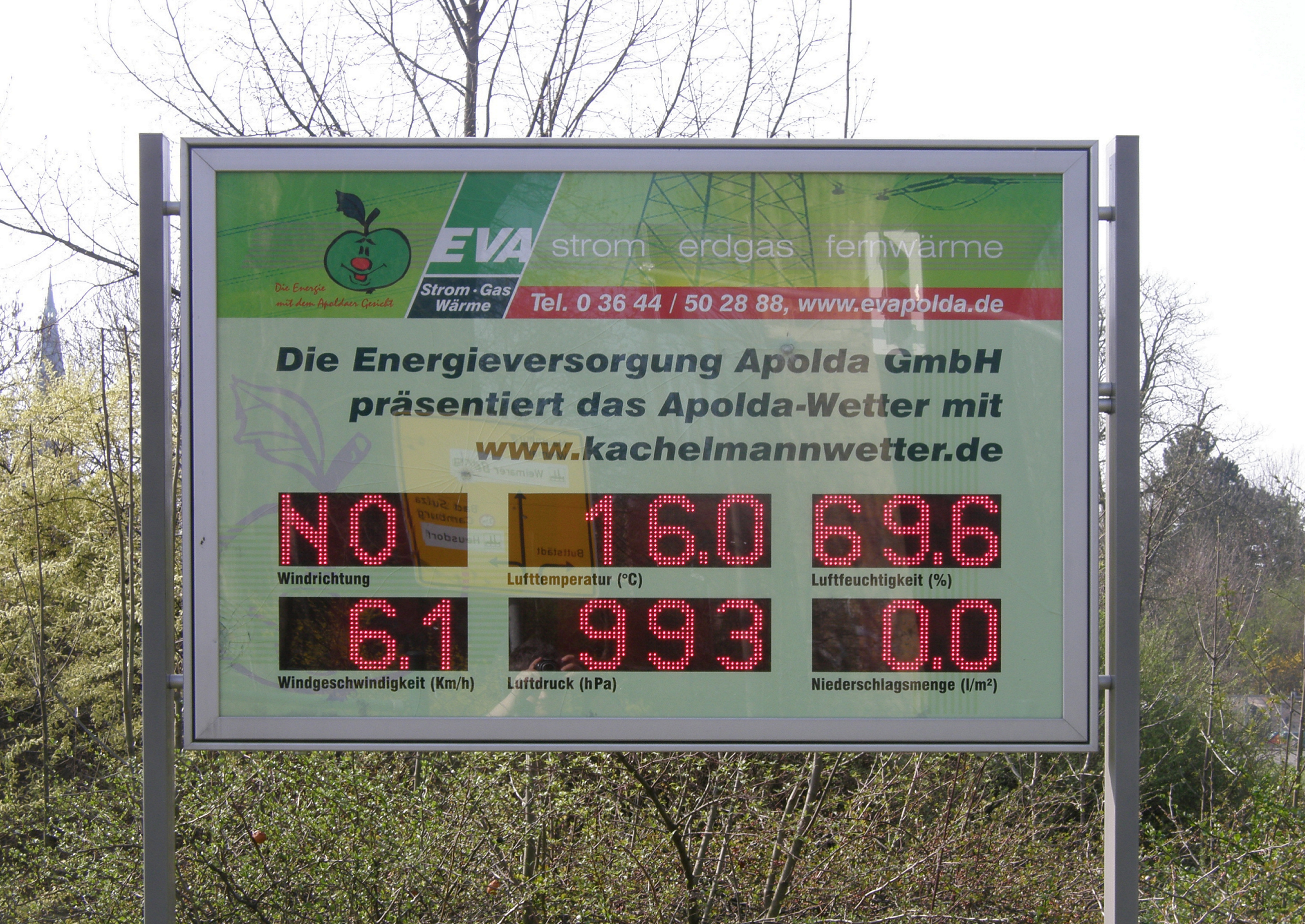
Wetterinformationstafel für Apolda von der Energieversorgung

Über das Jahr verteilt scheint die Sonne 1400 bis 1600 Stunden. Die Jahresdurchschnittstemperatur beträgt 8–9 °C. Der Temperaturverlauf entspricht ungefähr dem bundesdeutschen Durchschnitt. Dabei sind die Monate Juli und August mit einer durchschnittlichen Höchsttemperatur von 24 °C die wärmsten, die Monate Dezember und Januar mit einer Maximaltemperatur von 3 °C und einer Minimaltemperatur von −1 °C die kältesten. Der Wind kommt meist aus Richtung Südsüdwest bis Westsüdwest.
1265, 1613, 1728, 1734, 1739, 1909, 1953 und 1981 kam es in Apolda zu Unwetterkatastrophen, die teilweise verheerende Folgen hatten. 1265 kamen viele Einwohner durch Überschwemmungen ums Leben. Am 29. Mai 1613 schwemmte die Thüringer Sintflut acht Häuser weg und 24 Tiere ertranken. 1830 stürzten nach einem Hochwasser in der Bachstraße drei Häuser ein. 1909 war der Marktplatz betroffen, er wurde in einen See verwandelt. Am 26. Juni 1953 richtete ein weiteres Unwetter schwere Schäden an. Der Ministerrat der DDR stellte 4,4 Millionen Mark zur Behebung der Schäden zur Verfügung. Der Herressener Bach wurde oberhalb des Stadtbades begradigt; vor dem Gelände der Brauerei am Wehrweg und in der Schötener Promenade unterhalb des zweiten Teiches wurden Prallmauern errichtet. Die Bachläufe erhielten eine Steinauskleidung. Vom bisher letzten Hochwasser am 16. Mai 1981 war vor allem die Straße Faulborn betroffen. Hier wurden einige Keller ausgepumpt, die Gehwege repariert und Stützmauern erneuert.
Allgemein ist das Klima verhältnismäßig warm und trocken. Wetterextreme wie Stürme, starker Hagel oder überdurchschnittlicher Schneefall sind selten. 2023 lag die Minimaltemperatur bei −8,5 °C und die Maximaltemperatur bei 35,7 °C.
|                       | Jan  | Feb  | Mär  | Apr  | Mai  | Jun  | Jul  | Aug  | Sep  | Okt  | Nov  | Dez  |   |      |
| Mittl. Tagesmax. (°C) | 3    | 5    | 8    | 14   | 19   | 22   | 24   | 24   | 19   | 14   | 7    | 3    | ⌀ | 13,5 |
| Mittl. Tagesmin. (°C) | −1   | −1   | 2    | 5    | 9    | 12   | 14   | 14   | 10   | 6    | 2    | −1   | ⌀ | 6    |
|                       |      |      |      |      |      |      |      |      |      |      |      |      |   |      |
| Niederschlag (mm)     | 33,0 | 31,5 | 38,2 | 50,5 | 61,7 | 71,6 | 51,8 | 62,1 | 42,5 | 38,7 | 39,1 | 40,3 | Σ | 561  |

| −1 |

| −1 |

| 2 |

| 5 |

| 9 |

| 12 |

| 14 |

| 14 |

| 10 |

| 6 |

| 2 |

| −1 |

| −1 |

| −1 |

| 2 |

| 5 |

| 9 |

| 12 |

| 14 |

| 14 |

| 10 |

| 6 |

| 2 |

| −1 |

## Geschichte

### Frühgeschichte
Bereits für den Zeitraum von 4600 bis 2000 v. Chr. liegen erste Nachweise für Siedlungen im heutigen Stadtgebiet von Apolda vor. Sowohl in der Bronzezeit als auch in der Eisenzeit wurden dort mehrere Siedlungen angelegt. Seit dem 1. Jahrhundert v. Chr. lebten Germanen aus dem Stamm der Hermunduren in dem Gebiet. Sie waren aus dem Elbe-Havel-Gebiet zugewandert.

### Mittelalter
Ab dem 8./9. Jahrhundert ließen sich slawische Gruppen an der mittleren Saale und der Ilm nieder. Zu diesem Territorium gehörte das Gebiet der heutigen Stadt Apolda. Dieses Land an der Ostgrenze des Fränkischen Reiches war mehrheitlich von Thüringern, die sich aus Hermunduren und Turonen zusammensetzten, besiedelt.
Erstmals urkundlich bezeugt ist der Ort als Appolde 1119. Es wurde eine Siedlung mit zwei Kirchen, der Martinskirche und der Sankt-Johannis-Kapelle, erwähnt, die Graf Wichmann aus dem Geschlecht der Edelherren von Querfurt dem Mainzer Erzbischof Adalbert I. von Saarbrücken schenkte. Der Name der Stadt kann als mittelhochdeutsche Bezeichnung für eine Gegend, in der es viele Äpfel gibt verstanden werden. Später wurde der Ort Apollde, Apolle, Apolleda oder Appulen genannt. Der mittelhochdeutsche Stadtname bestand aus den Silben Appul = Apfel und -(e)de = Gebiet. Vier Jahre später, 1123, wurde eine Burg mit einem in ihrem Schutz stehenden Dorf in einer Urkunde genannt, in der „Ditterich von Abbolde“ Erwähnung als Ministerialer fand. Das Alter dieser Burg ist umstritten. Bisweilen wurde dort der Sitz der Grafen des Gaues Husitin vermutet, es gibt dafür keine Belege.
In der zweiten Hälfte des 12. Jahrhunderts wurde die Burg Stammsitz eines Geschlechts von Ministerialen des Mainzer Erzbischofs, in dem die Ämter des Vicedominus von Erfurt und des erzbischöflichen Mundschenks erblich waren. Um 1175 teilte sich das Geschlecht in die beiden Linien der Vitzthume (abgeleitet von Vicedominus) und der Schenken von Apolda. Unter ihrer gemeinsamen Herrschaft entwickelte sich die Siedlung in der zweiten Hälfte des 13. Jahrhunderts zur Stadt, deren Herren bis 1348 beide Linien blieben. Die Schenken von Apolda besaßen 1260 eine eigene Münzstätte. Die Münzen wurden Apoldsche Schenken genannt. 1289 erhielt die Burgsiedlung Apolda das Stadtrecht sowie ein eigenes Wappen und Siegel. Ihre Einwohner wurden in einer Urkunde als „Stadtbürger“ bezeichnet. Die Stadt wurde später ummauert und besaß zwei Tore.
1348 verzichteten die Schenken von Apolda zugunsten der Vitzthume auf ihre Rechte an der Stadt. Bald darauf, am Ende des 14. Jahrhunderts, starb die Linie der Schenken im Mannesstamme aus. Die Vitzthume ließen sich gleichzeitig von den Wettinern mit Apolda belehnen, wodurch die Oberlehnsherrschaft praktisch an die Wettiner überging. Infolge der Leipziger Teilung gelangte Apolda 1485 an das ernestinische Sachsen. Das Erzbistum Mainz hielt seine Ansprüche als Oberlehnsherrschaft noch einige Jahrhunderte aufrecht und gab sie erst 1666 auf.
In der Mitte des heutigen Marktplatzes wurde gegen Ende des 13. Jahrhunderts zunächst ein kleines Rathaus errichtet. Die älteste erhaltene Gemeindeverfassung entstand 1440; sie ist im sogenannten Roten Buch überliefert. Erst im 15. Jahrhundert hatte sich in der Stadt anstelle der Schultheißen der erste Rat der Stadt mit zwei Ratsmeistern, mehreren Ratsmännern und Viertelsmeistern gebildet. 1524 büßte die Burg bei einem großangelegten Umbau unter anderem die Sankt-Johannis-Kapelle ein.

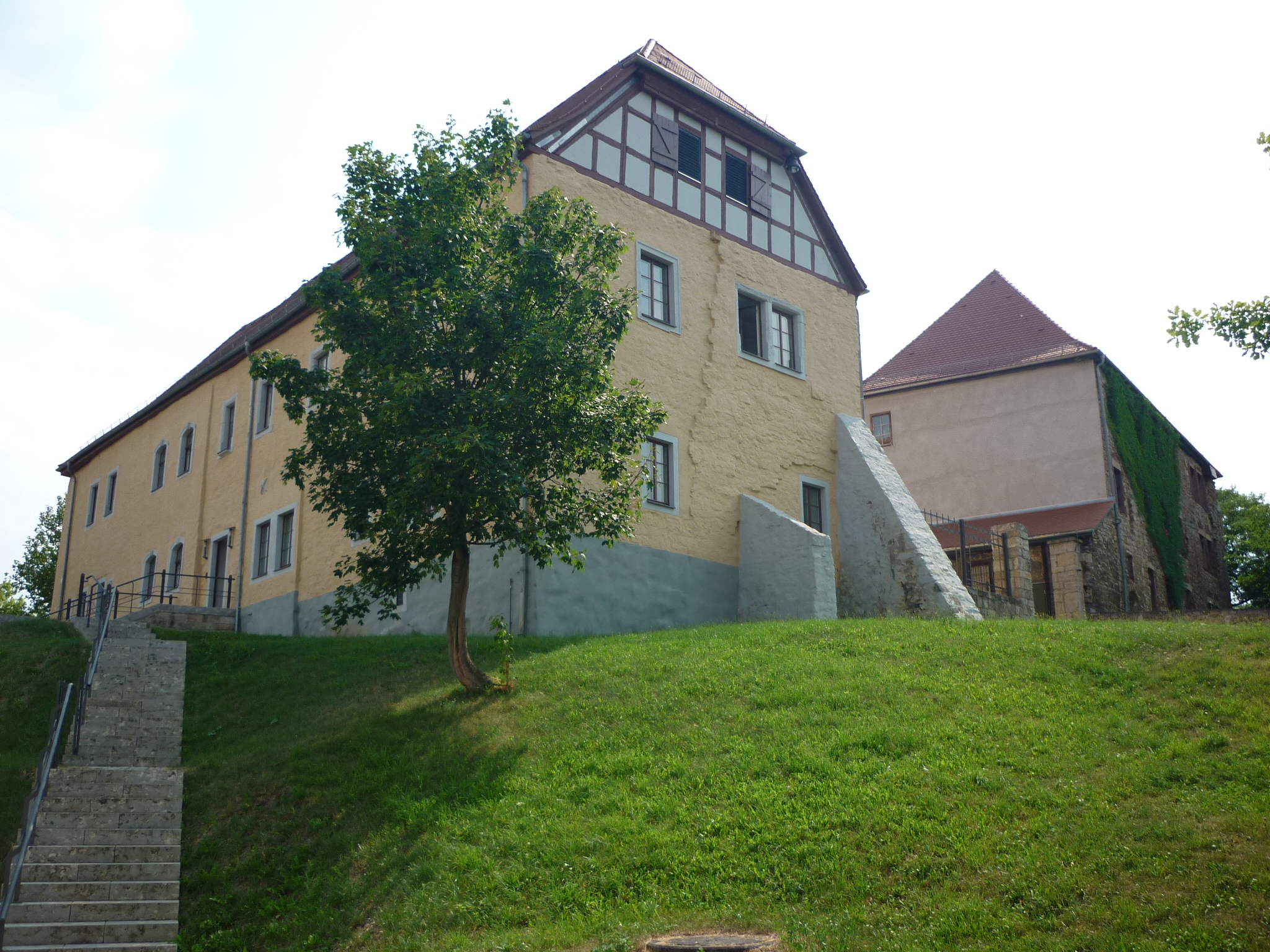
Schloss Apolda
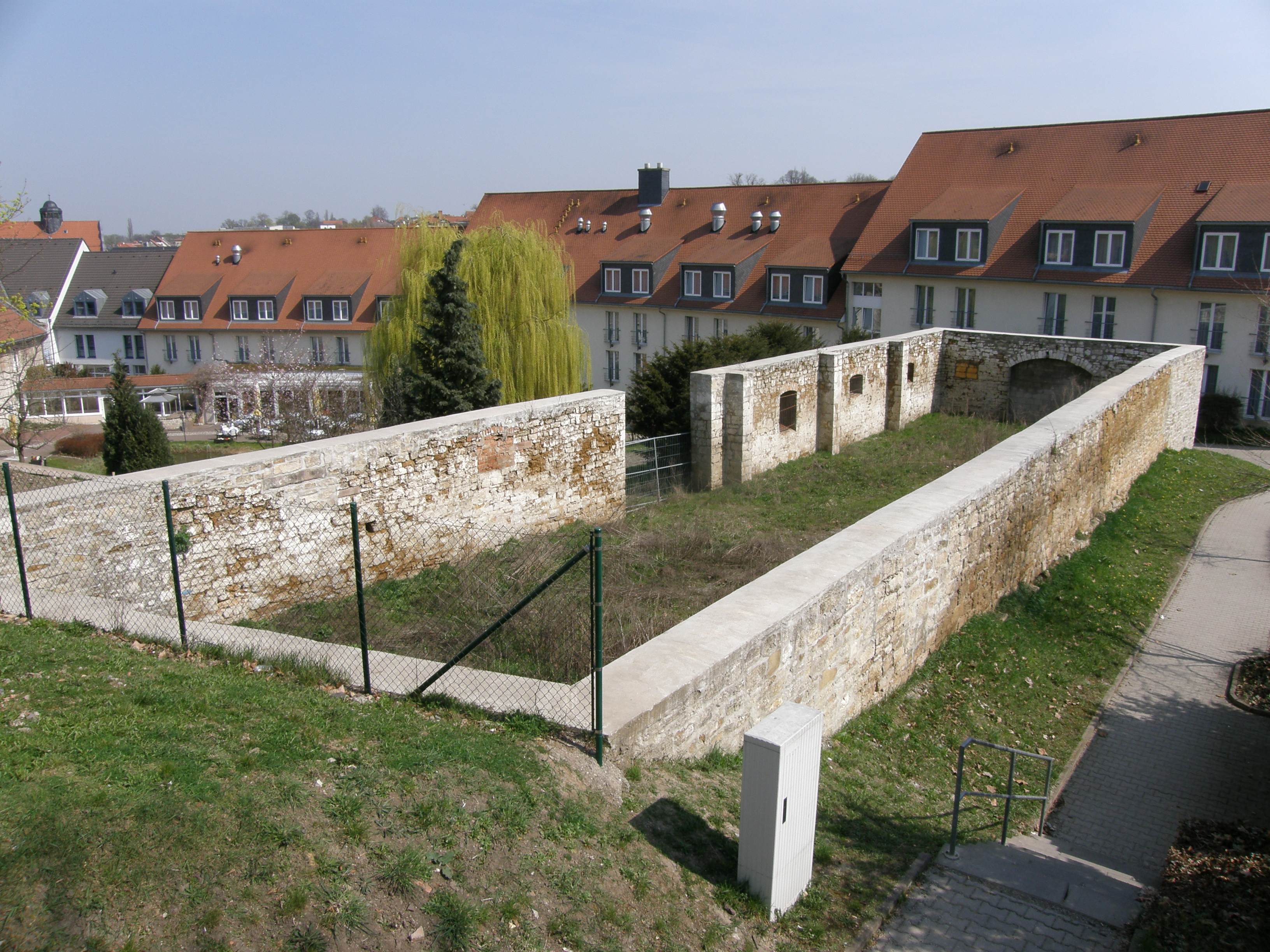
Mauerreste am Schloss
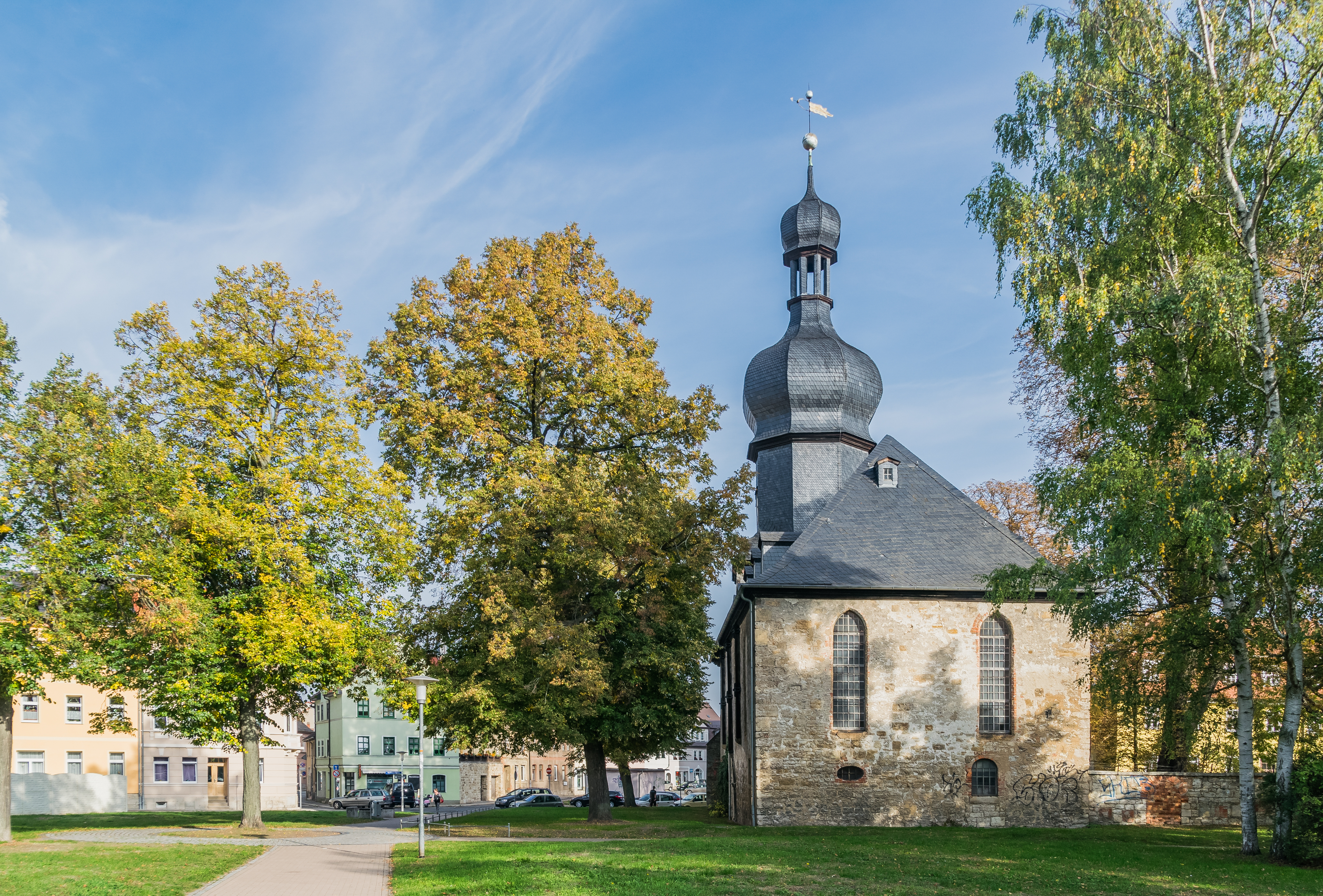
Martinskirche
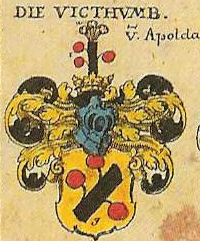
Wappen der Vitzthume von Apolda

### Reformationszeit und Dreißigjähriger Krieg
1528 wurde durch die Visitatoren Melanchthon, Myconius und Schurff die Reformation in der Stadt eingeführt und verbreitet. Bereits im 16. Jahrhundert war Apolda weit über das ummauerte Stadtgebiet hinaus gewachsen. Um die Martinskirche hatte sich eine Vorstadt gebildet, die um das Jahr 1530 größer als die Rechtsstadt war. Die Bewohner der Vorstadt wurden zwar zu den Einwohnern gezählt, hatten jedoch im Vergleich zu den „Instädtern“, die innerhalb der Stadtbefestigung wohnten, weniger Rechte. Dies bekamen sie besonders an Markttagen zu spüren. Sie durften erst einkaufen, wenn es am Rathaus angezeigt wurde, das heißt, wenn ein Strohbündel („Wisch“) oder später eine Fahne abgenommen worden war. Das Gebiet um Schulplatz, Goerdelerstraße, Bernhard-Prager-Gasse, Teichgasse und Lindenberg gehörte zur Vorstadt.

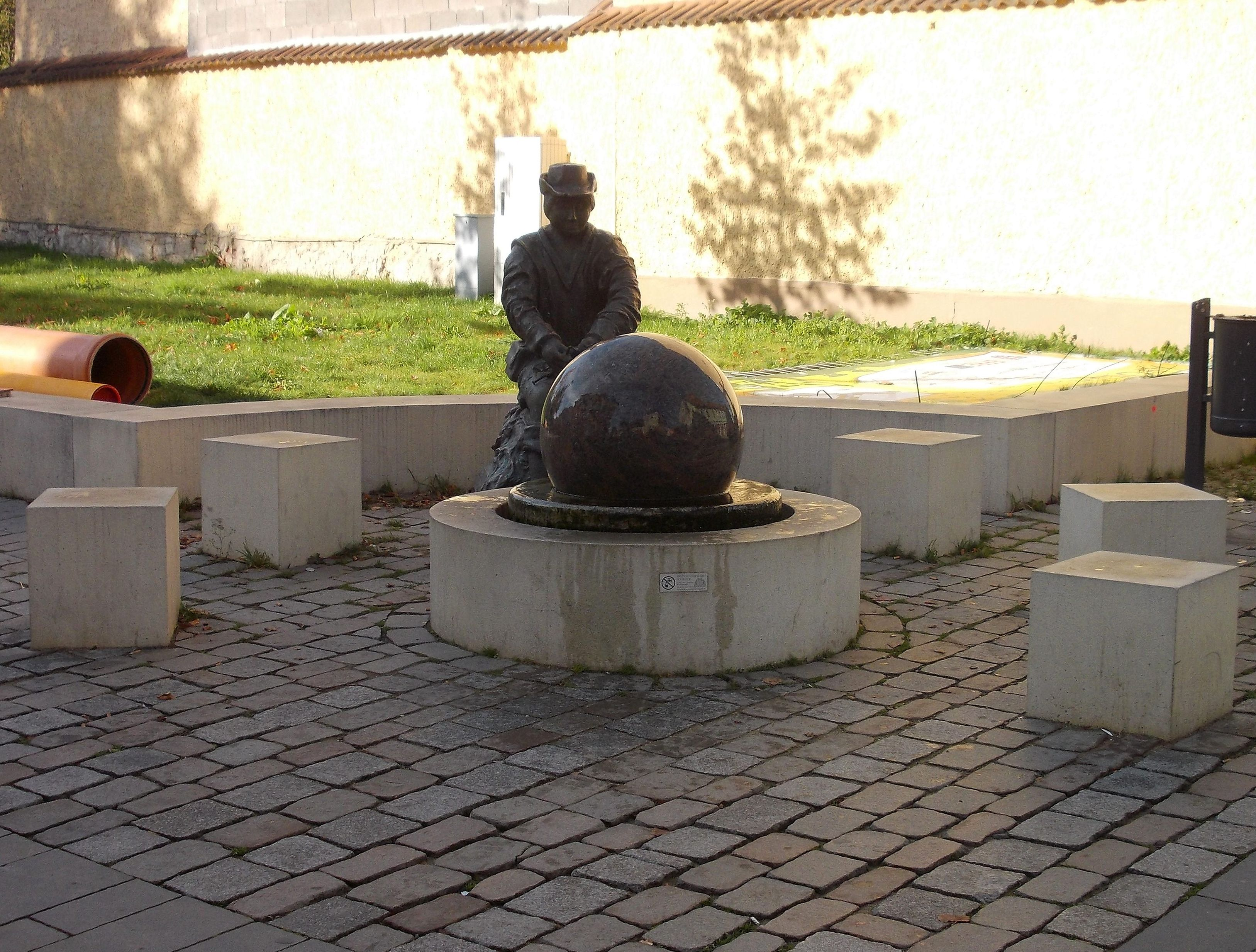
David der Strickermann (2013)

Wirtschaftlich war Apolda eine abseits von wichtigen Handelswegen wie der nördlich verlaufenden Hohen Straße gelegene Ackerbürgerstadt mit lokaler Bedeutung als Markt für die nähere Umgebung. Von 1558 bis 1559 wurde unter Christof von Vitzthum das heutige Rathaus an der Ostseite des Marktplatzes errichtet. Im Erbzinsregister erschien 1593 der Name David der Strickermann. Von ihm wird behauptet, dass er den Grundstein zur Wirk- und Strickwarenindustrie in Apolda legte, indem er den Apoldaern das Strumpfstricken mit fünf Nadeln beibrachte.
Ihm zu Ehren wurde ein neuer Brunnen errichtet und am 4. Mai 2013 auf dem neugestalteten Schulplatz eingeweiht: Vor der strickenden Figur dreht sich über einem Brunnen-Sockel auf hochquellendem Wasser eine große Kugel.
Vorher dem Herzogtum Sachsen-Weimar zugeordnet, unterstand Apolda seit der Ernestinischen Teilung 1603 sowohl Weimar als auch dem Herzogtum Sachsen-Altenburg. 1634 kam es ganz zu Altenburg, und ab 1672 gehörte es zum neugegründeten Herzogtum Sachsen-Jena, wurde jedoch nach dessen frühem Erlöschen 1691 wieder Teil Sachsen-Weimars (ab 1741 Sachsen-Weimar-Eisenach).
Im Dreißigjährigen Krieg plünderten 1632, 1635, 1636 und 1639 Kriegshorden und Soldaten die Stadt. Nach dem Aussterben der Apoldaer Linie der Vitzthume 1631 zogen die Ernestiner die Stadt als erledigtes Lehen ein und übergaben sie 1633 der Universität Jena als Dotalgut. Die Universität übte bis 1837 die Gerichtsrechte in Apolda aus und verfügte nach dem weitgehenden Abbruch der Burg bis zum Übergang an die Stadt 1922 über das Landgut. 1674 wurde der Renaissancebau des Rathauses barock umgestaltet und ein Turm angefügt.

### Wirtschaftliche Entwicklung im 18./19. Jahrhundert
Bald nach Einführung des Strumpfwirkerstuhls an der Wende vom 17. zum 18. Jahrhundert entstand in Apolda eine Strumpfmanufaktur, die bestimmend für die wirtschaftliche Entwicklung der Stadt werden sollte. Bis zum Anfang des 19. Jahrhunderts entwickelte sie sich zu einem der bedeutendsten wirtschaftlichen Unternehmen im Herzogtum Sachsen-Weimar. Die Zahl der Wirkerstühle stieg bei einer ungefähr gleichbleibenden Zahl von etwa 3.500 Einwohnern rasant von zehn im Jahr 1700 auf 780 im Jahr 1779 an. Gleichzeitig wurde die Stadt nach Norden und Osten erweitert und die alte Stadtbefestigung mit den beiden Türmen kurz vor und nach 1800 weitgehend abgerissen. Ende des 18. Jahrhunderts kam es jedoch zu einer tiefen Krise, die die Stadtentwicklung lange Zeit lähmte. Ursache war die Abhängigkeit vom Export in die Gebiete außerhalb des Herzogtums und die gleichzeitige merkantilistische, Ein- und Ausfuhren von Waren hemmende Wirtschaftspolitik.
1722 errichtete Johann Christoph Rose die erste Glockengießerei, um die Glocken für die geplante neue Kirche zu gießen. Eine davon, die sogenannte Wintzersche Vermächtnisglocke, wird noch in der Lutherkirche geläutet. Die nachfolgenden Glockengießerfamilien Ulrich und Schilling machten Apolda als Glockenstadt weltweit bekannt. 1878 wurde Franz Schilling senior Inhaber der Glockengießerei Carl Friedrich Ulrich. Diese spezialisierte sich, ab 1911 unter dem Namen Franz Schilling Söhne, auf Glockenspiele. Sie schuf Geläute für Kirchen in Asien, Afrika, Europa und Amerika. Das Handelshaus Christian Zimmermann & Söhne wurde 1789 gegründet. Damit begann allmählich der Aufschwung des Textilgewerbes in der Stadt, der erst Mitte des 19. Jahrhunderts deutlich zunahm. Großen Einfluss hatten 1833 die Gründung des Deutschen Zollvereins, der Anschluss der Stadt an das Eisenbahnnetz und die Verwendung der Dampfmaschine.
Der Bau des Eisenbahnviadukts über den Krebsbach 1845/46 bildete die Voraussetzung für die Anbindung Apoldas an die Thüringer Bahn von Halle nach Erfurt und wirkte sich überaus positiv auf die wirtschaftliche Entwicklung der Stadt aus. Die Eisenbahnlinie war zunächst in größerer Distanz zu Apolda geplant worden (über Niederroßla und Mattstedt), um die teure Überbrückung des Krebsbachtals zu vermeiden. Nachdem die Apoldaer Unternehmer sich jedoch bereit erklärt hatten, für befristete Zeit eine Abgabe auf jeden Zentner Fracht zu zahlen, lenkte die Erbauergesellschaft ein. Sie ordnete an, die Eisenbahnlinie über Oberroßla und Heusdorf zu bauen, und verzichtete auf die Abgabe. Stattdessen schlug die Regierung Sachsen-Weimar-Eisenachs, die an der Gesellschaft beteiligt war, vor, die Abgabe für einen wohltätigen Zweck zu erheben. Schließlich wurde das 1854 eröffnete Krankenhaus damit finanziert.
Am 17. Januar 1863 wurde, aufgrund einer Stiftung von 225 Bänden und 5.000 Talern des 1860 verstorbenen Bürgers Gottlob Müller, in Apolda eine Stadtbibliothek eröffnet. Im selben Jahr fand der erste Apoldaer Hundemarkt statt. Später wurde dort unter anderem der in Apolda gezüchtete Dobermannpinscher präsentiert.
Eine große Bedeutung für die wirtschaftliche Entwicklung der Stadt hatte Ende des 19. Jahrhunderts die Umstellung der Strumpffabrikation auf die Herstellung von modischen Strick- und Wirkwaren. Damit einher gingen ein weiteres Wachstum der Stadt und die Errichtung zahlreicher öffentlicher Bauten, Fabrikgebäude und Wohnhäuser, sowohl in Blockrandbebauung im Stil des Historismus für die Arbeiterschaft als auch von Villen und Siedlungshäusern.
Nach dem Fall des Sozialistengesetzes, mit dem soziale Forderungen der aufstrebenden Arbeiterklasse für zwei Jahrzehnte unterdrückt worden waren, entfalteten sich in Apolda breite Aktivitäten der nunmehr zugelassenen SPD und der Gewerkschaften. Maßgeblichen Anteil daran hatte der Wirkermeister August Baudert, der 1891 den Deutschen Textilarbeiterverband gründete und in der Gewerkschaft verankerte. Neben seinem Beruf war er bei der Arbeiterzeitung „Tribüne“ tätig und gestaltete als Redakteur deren Beilage „Freie Presse für Apolda und Umgebung“. Er gründete in Apolda den SPD-Ortsverein, unter dessen Dach sich zahlreiche soziale und kulturelle Aktivitäten sammelten, wie ein Arbeiter-Radfahrerklub, der Verein Freie Sänger, die Freien Turner usw. Eine intensiv betriebene Öffentlichkeitsarbeit ließ in Apolda prominente Redner auftreten wie August Bebel, Wilhelm Liebknecht und Karl Liebknecht. 1893 eröffnete Baudert am Heidenberg ein Arbeiterlokal mit dem programmatischen Namen „Vorwärts“, das sich zum Kultur- und Bildungshaus der Apoldaer Arbeiter entwickelte. Baudert wurde mehrfach als Abgeordneter der SPD in den Sachsen-Weimarischen Landtag gewählt, später auch in den Deutschen Reichstag. Um die Jahrhundertwende bekamen bei den Reichstags- und Landtagswahlen unter seiner Führung die Sozialdemokraten die meisten Stimmen und konnten die bürgerlichen Kandidaten schlagen. Auch wenn Baudert 1906 nach Weimar zog, trug die unter seiner Anleitung getragene Bildungsarbeit unter der Arbeiterschaft noch weitere Jahrzehnte Früchte, denn bis in die Mitte der 1920er Jahre war das sozialdemokratische Milieu in der Apoldaer Arbeiterschaft bestimmend.
Bis zur Jahrhundertwende verstärkte sich der Zuzug jüdischer Familien in Apolda. Lebten 1880 erst zwölf Juden in Apolda, waren es 1885 schon 39 und 1895 dann 47. Am 1. Oktober 1899 wurde die Israelitische Religions-Gemeinschaft zu Apolda gegründet, der die meisten jüdischen Bürger angehörten. 1905 waren es bereits 63 Mitglieder. Die Gemeinschaft stellte 1901 einen Antrag auf Umwandlung in eine Israelitische Kultusgemeinde, der jedoch vom Staatsministerium des Großherzogtums Sachsen abgelehnt wurde. Die religiösen Feiern hielten die Juden in einem Betsaal im Obergeschoss des Bürgervereins ab. Die Religionsgemeinschaft bestand nur bis zum Jahr 1925/1926. Die evangelische Lutherkirche und die katholische St.-Bonifatius-Kirche wurden 1894 geweiht.

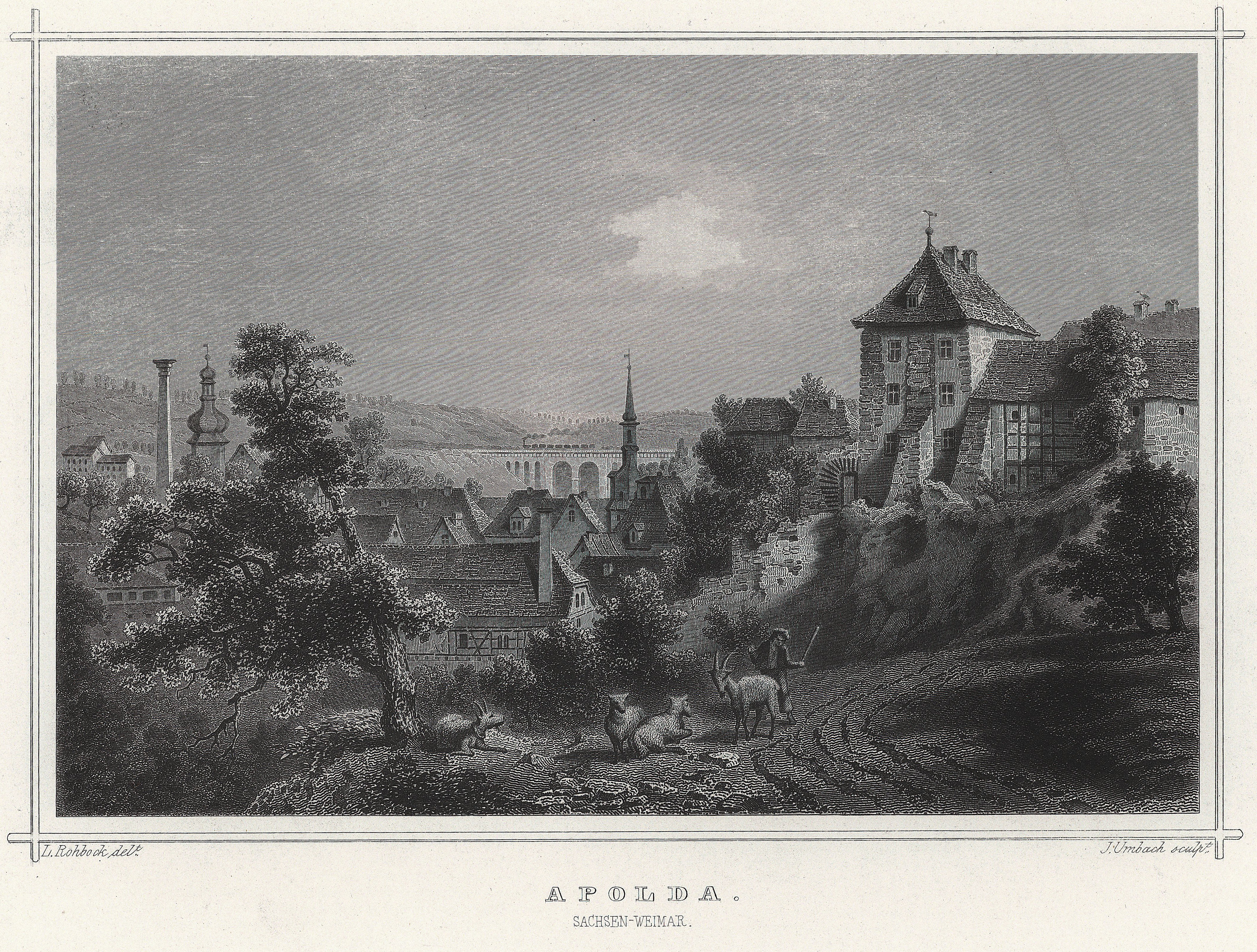
Blick auf Apolda Mitte des 19. Jahrhunderts
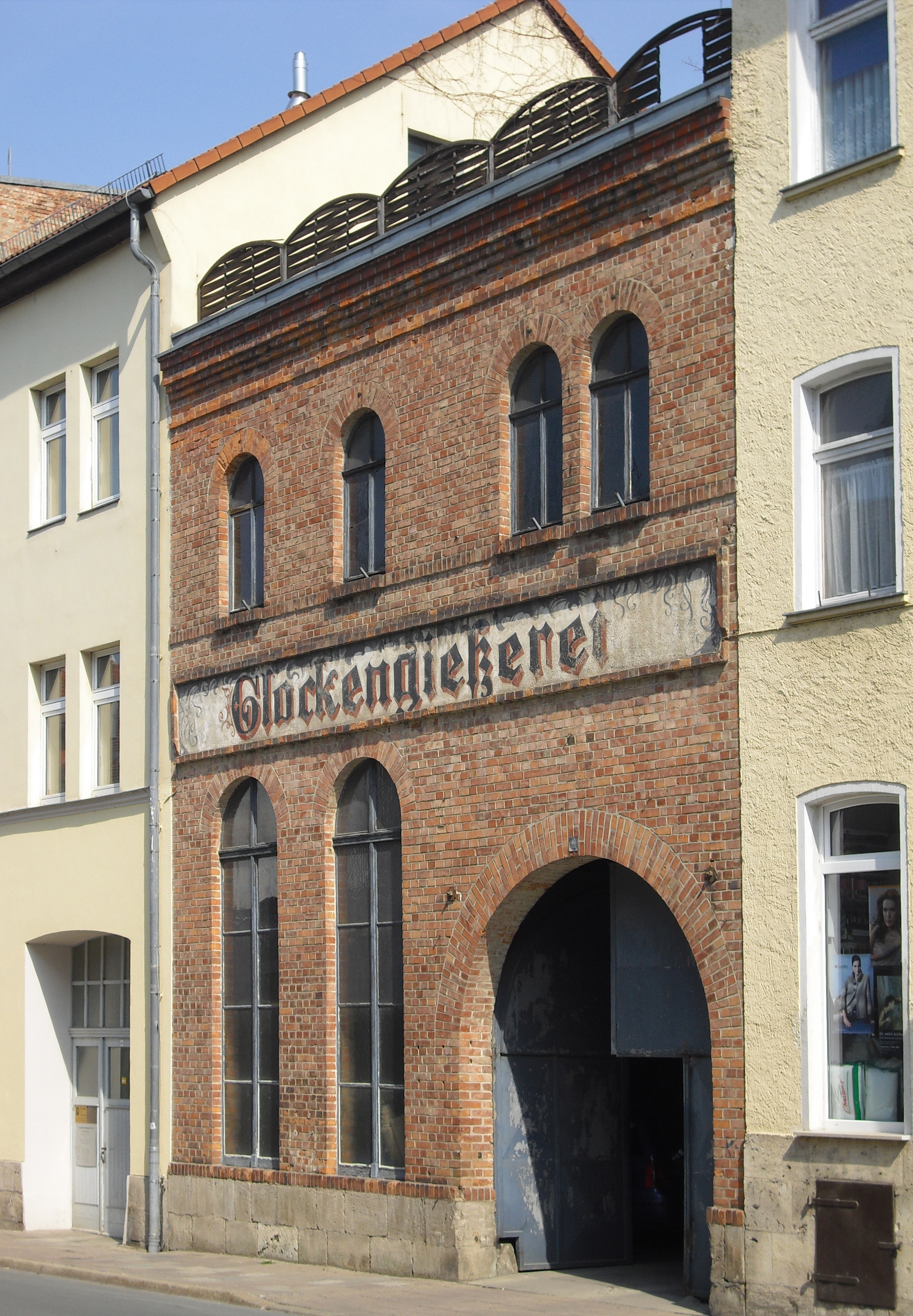
Alte Glockengießerei
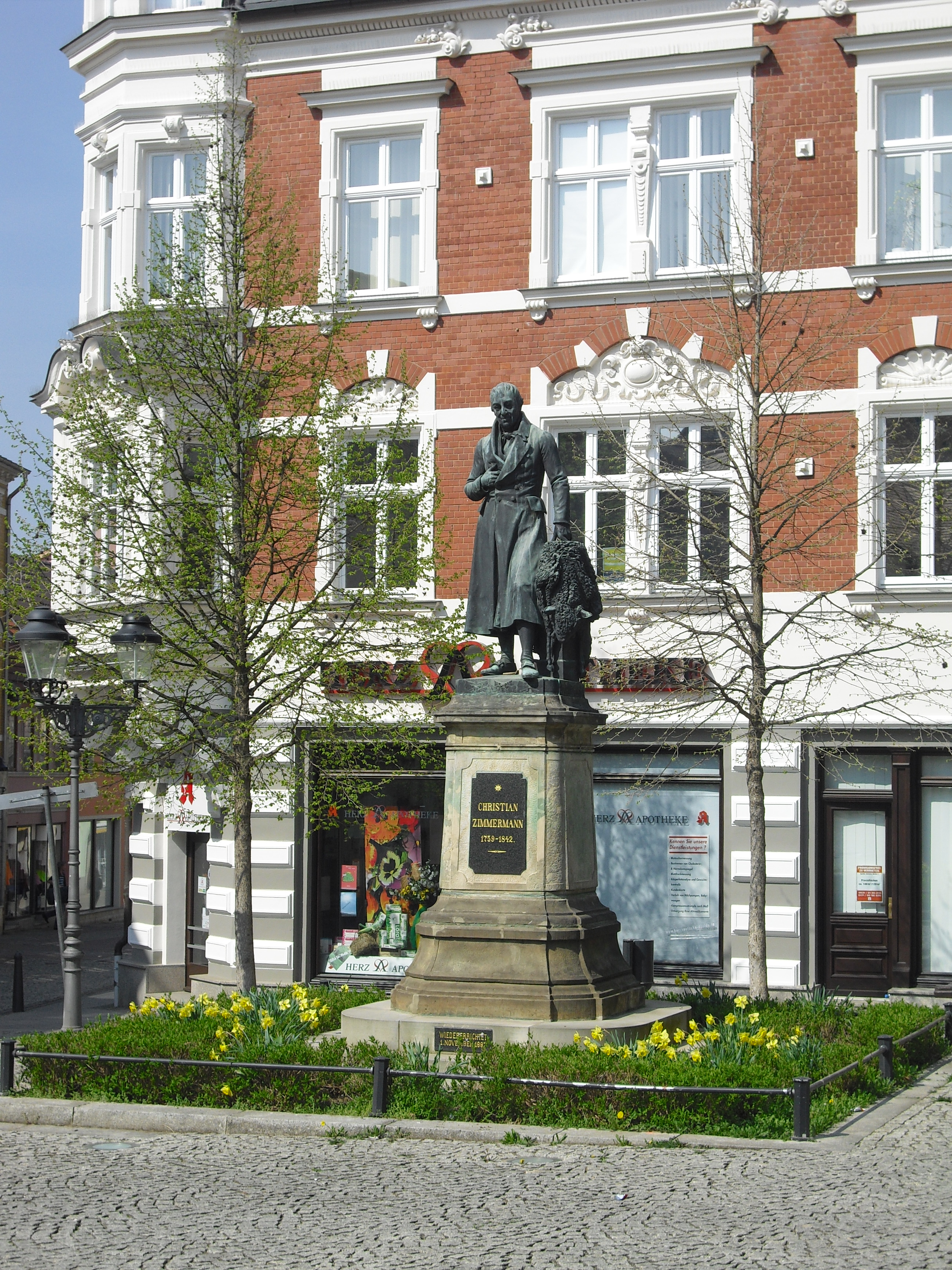
Christian-Zimmermann-Denkmal
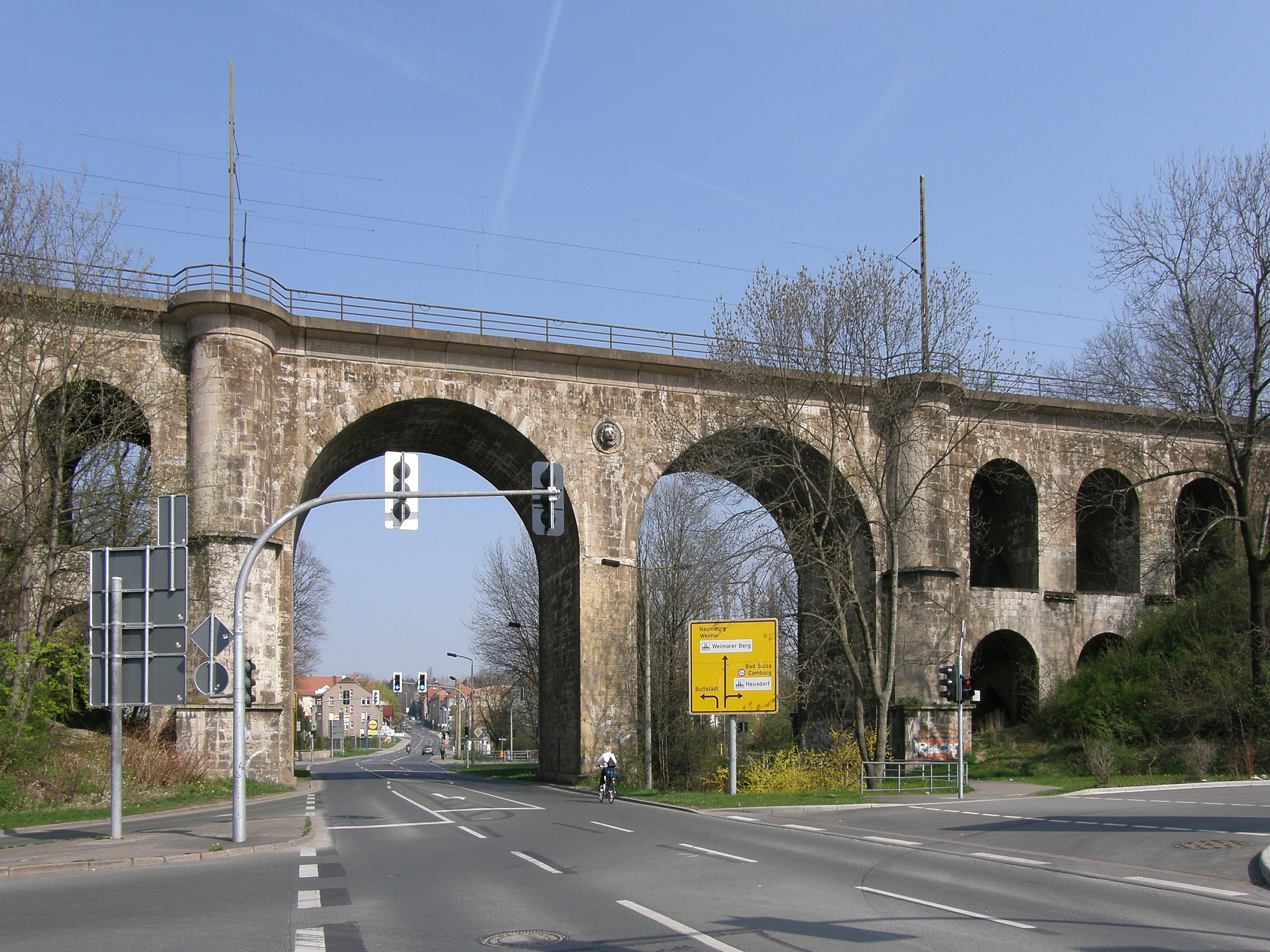
Viadukt

### Von 1900 bis zum Zweiten Weltkrieg
Das Gesicht der Stadt veränderte sich 1910 durch den Bau eines weiteren repräsentativen Gebäudes, des Stadthauses, in dem die städtische Sparkasse ihren Sitz hatte. Mit der Gründung der Thüringer Elektrizitäts- und Gas-Werke AG in Apolda und der Inbetriebnahme des Elektrizitätswerkes begann 1902 die Versorgung Apoldas mit elektrischem Strom. 1904 wurde der Bismarckturm an der Leipziger Straße errichtet. Die Automobilproduktion der Firma A. Ruppe und Sohn (ab 1912 Apollo-Werke AG) begann. Apolda war zu einer Industrie- und Handelsstadt geworden, und die Einwohnerzahl war von etwa 4.000 vor dem Bau der Eisenbahn auf über 20.000 zur Jahrhundertwende angewachsen.
Am Ende des Ersten Weltkriegs trauerten die Apoldaer Bürger um 687 Gefallene. Durch fehlende Exportmöglichkeiten, Rohstoffmangel und Kriegseinwirkungen ging die Produktion auch in der örtlichen Textilindustrie stark zurück. 1914 bis 1918 waren insgesamt 4.079 militär- und landsturmpflichtige Apoldaer Bürger zum Kriegsdienst einberufen worden. In der Novemberrevolution wurde, wie in vielen deutschen Städten, am 9. November 1918 in Apolda ein Arbeiter- und Soldatenrat gebildet, unter dem Vorsitz des Arbeiters Hermann Ulrich (SPD). Er behielt sich vor, so lange zu bestehen, „bis durch allgemeine Reichs- und Städtewahlen andere Organe eingesetzt sind.“ Der Rat bestand bis 1919. Ebenfalls am 9. November 1918 dankte in Weimar der letzte Großherzog von Sachsen-Weimar-Eisenach ab. Während des Ersten Weltkriegs sank die Einwohnerzahl von 23.532 im Jahr 1914 auf 18.975 im Jahr 1918. Hauptursache dafür, dass viele Apoldaer ihre Heimatstadt verließen, war die hohe Arbeitslosigkeit. Neben Kleidung und Wäsche fehlte es an den notwendigsten Lebensmitteln. Viele Bürger starben an Unterernährung. Außerdem breitete sich die Tuberkulose aus, wovon hauptsächlich die Kinder betroffen waren. So wie in vielen deutschen Städten bestand in Apolda Wohnungsnot. Während der Kriegsjahre war die Bautätigkeit wegen fehlender Fachleute und Materialmangel zum Erliegen gekommen, unmittelbar nach Kriegsende fehlte das Geld.
Bis 1920 gehörte Apolda zu Sachsen-Weimar-Eisenach und war Teil des damaligen Kreises Weimar. 1922 wurde die Gemeinde Nauendorf als erste der umliegenden Ortschaften an Apolda angegliedert. Zeitgleich wurde Apolda kreisfreie Stadt. In der Herressener Promenade wurde das Städtische Schwimm- und Sonnenbad eröffnet. 1922/1923 wurde die Ringallee als Apfelbachpromenade angelegt. Am 5. Mai 1923 gelang dem Glockengießer Heinrich Ulrich der Guss der größten freischwingenden Glocke der Welt, der Petersglocke für den Kölner Dom.
Von 1926 bis 1932 wurde die Stadt von einem bürgerlichen Stadtrat regiert, wobei die Konservativen nach massiven Zugewinnen der Nationalsozialisten 1929 nur noch zusammen mit diesen die Mehrheit bildeten. Vier Tage vor Hitlers Machtantritt, am 26. Januar 1933, konnte sich bereits ein nationalsozialistischer Stadtrat bilden. Im selben Jahr bekannten sich 80 jüdische Bürger bei einer Volkszählung zu ihrem Glauben. 1936, nach dem Erlass der Nürnberger Gesetze, zählten die NS-Machthaber aber 114.
Am 9. November 1938 zogen Angehörige der SA und SS durch die Stadt Apoldas und warfen Fensterscheiben an den Wohnsitzen von jüdischen Einwohnern ein. 12 jüdische Männer wurden in das KZ Buchenwald verschleppt und nach einigen Monaten wieder entlassen. Die Apoldaer Juden wurden aus der Stadt vertrieben, wanderten notgedrungen aus oder wurden nach Deportationen von 1942 in Konzentrationslagern ermordet. Es gelang nur wenigen von ihnen, sich zu verstecken und nach dem Ende des Krieges nach Apolda zurückzukehren. Den Toten und den Widerstandskämpfern widmete die Stadt ein Denkmal für die Opfer des Faschismus.
Lange vor Beginn des Zweiten Weltkrieges wurde Apolda durch die führenden Nationalsozialisten, insbesondere den damaligen Oberbürgermeister Julius Dietz, zu einem bedeutenden Rüstungsstandort ausgebaut. Er ließ zwischen 1936 und 1939 fünf Rüstungsbetriebe in der Stadt ansiedeln. Die Friedrich Goetze AG in Burscheid bei Köln errichtete in der stillgelegten Firma Stieberitz & Müller die Eisenwerk GmbH Apolda, in dem bis zu 300 Beschäftigte Kolbenringe, Dichtungen und anderes für Militärfahrzeuge herstellten. Die Spinnhütte AG Celle richtete hinter dem Schlachthof an der Celler Straße (heute Nordstraße) den Betrieb der Spinnhütte ein, in dem Seidenkokons zur Herstellung von Fallschirmseide verarbeitet wurden. Hier waren 1940 bis zu 500 Personen beschäftigt. Die erforderlichen Rohstoffe dafür wurden durch die Anlage von ausgedehnten Maulbeerplantagen in Apolda und in den Dörfern im Umkreis der Stadt gewonnen. Weitere rüstungswichtige Betriebe waren die Rheinmetall Borsig AG mit Werk 1 in der Adolf-Hitler-Straße und Werk 2 (L-Werk) in der Utenbacher Straße und die Total Foerstner KG in der Tirpitzstraße (heute Auenstraße). Im Zweiten Weltkrieg bestand das KZ-Außenlager Apolda, ein Außenlager des KZ Buchenwald.
Der erste US-amerikanische Bombenangriff auf Apolda erfolgte am 21. November 1944. Zehn Boeing B-17 „Flying Fortress“ warfen auf die Stadt als Ausweichziel 25 Tonnen Bomben ab. Es waren 13 Todesopfer zu beklagen, ein Teil von ihnen wurde zwischen Soldaten auf der Kriegsgräberstätte des Friedhofs beigesetzt. Unter den Opfern war der Franzose Andre Lafon, der als ehemaliger Kriegsgefangener im Juni 1944 „in Zivil übernommen“ wurde und im Lager Baumbach in der heutigen Straße Faulborn wohnte. Im Nachruf auf die Opfer des Luftangriffs wurde er nicht erwähnt, da die Thüringer Gauzeitung nur Deutsche berücksichtigte. Der zweite Angriff am 2. April 1945 verursachte Beschädigungen an Häusern. Das einzige Todesopfer dieses Angriffs war ein 15-jähriges Mädchen.
Eine kritische Situation für die Stadt entstand am 11. April 1945, als von der Wehrmachtsführung ein „Kampfkommandant“ nach Apolda beordert wurde, der die Stadt „bis zum Äußersten“ verteidigen sollte, was einen militärischen Angriff auf die Einwohner bedeutet hätte. Nach einer Beratung mit städtischen Amtsträgern entschloss sich Kommandant Ludwig Edinger, diesen Befehl zu verweigern. Auf die Gefahr hin, sein eigenes Leben aufs Spiel zu setzen, unterschrieb er einen Revers, den OB Julius Dietz am nächsten Tag dem Befehlshaber der US-Truppen in Niederrossla bei Apolda aushändigte. Nach der kampflosen Übergabe wurde Apolda vom 12. April bis zum 1. Juli 1945 von amerikanischen und am 2. Juli 1945 nach den Beschlüssen der Konferenz von Jalta von sowjetischen Truppen besetzt.
Unter dem Vorwurf von „Werwolf“-Tätigkeit wurden im Dezember 1945 19 Apoldaer Jugendliche im Alter von 15 bis 18 Jahren durch ein sowjetisches Militärtribunal zu hohen Haftstrafen und zum Tode verurteilt. Von den 13 Todesurteilen wurden fünf vollstreckt. Vier Jugendliche verstarben in sowjetischen Speziallagern.

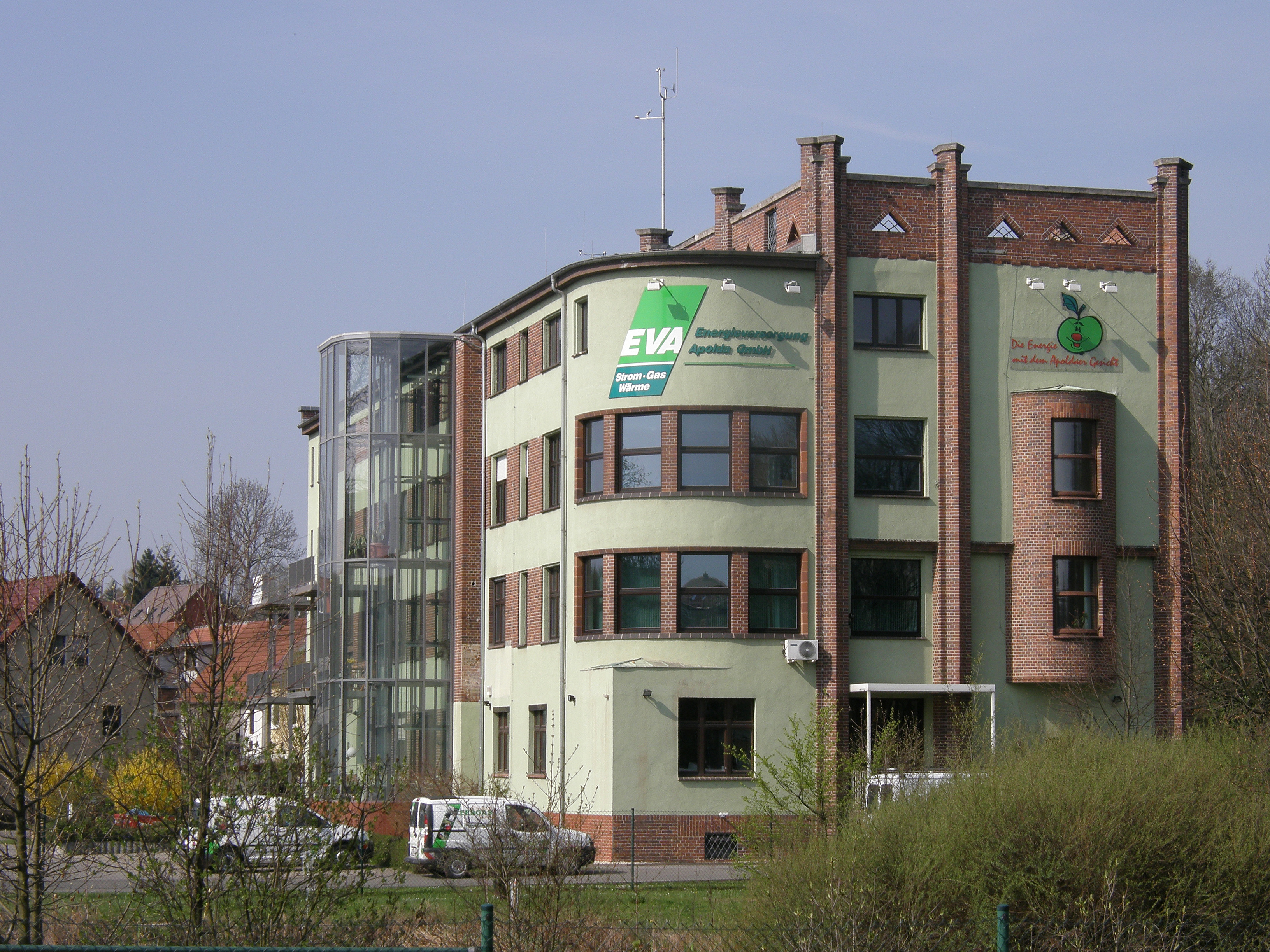
Gebäude der Energieversorgung Apolda (EVA) am Heidenberg
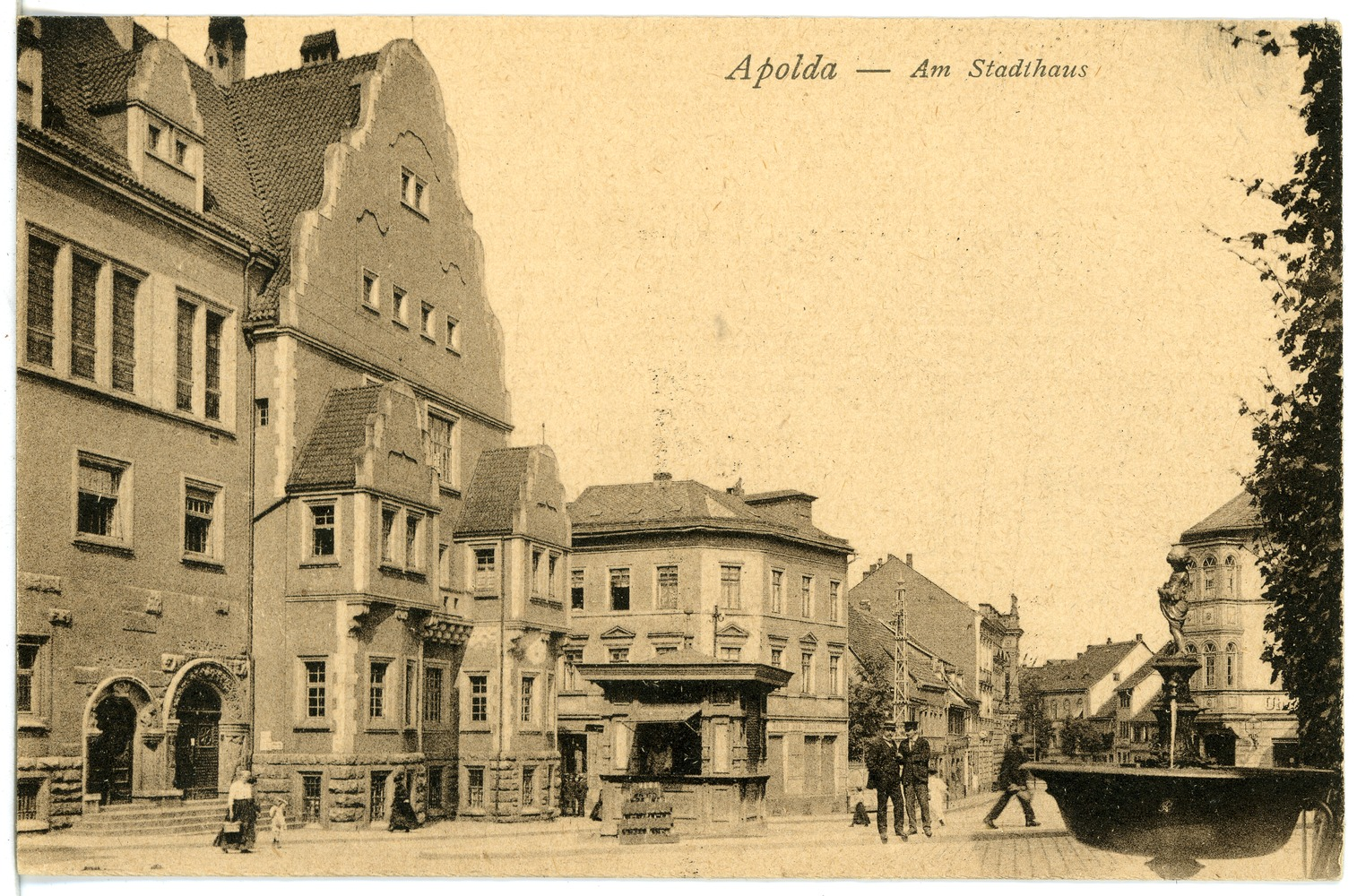
Stadthaus (1918)
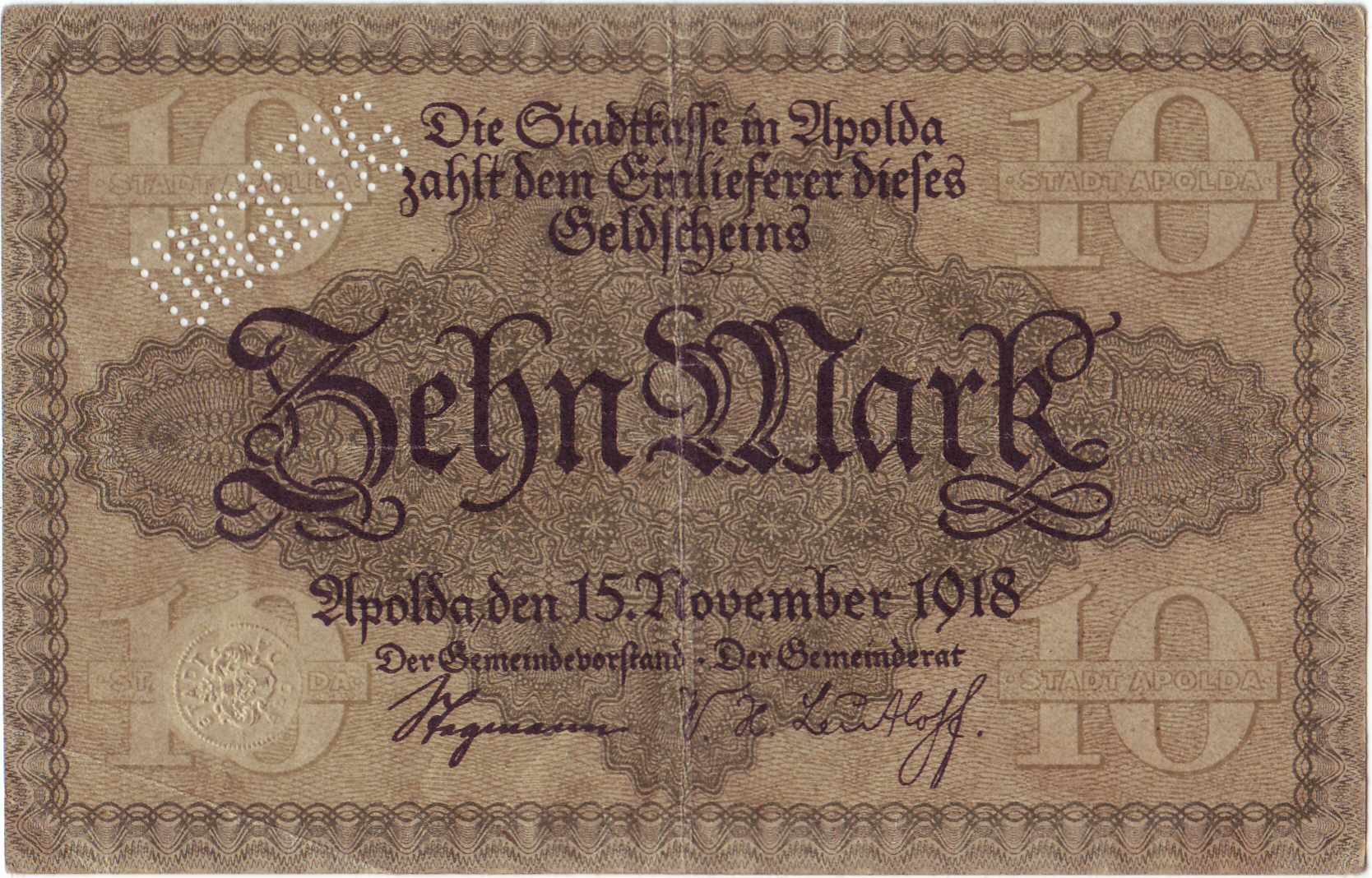
10-Mark-Schein der Stadt von 1918
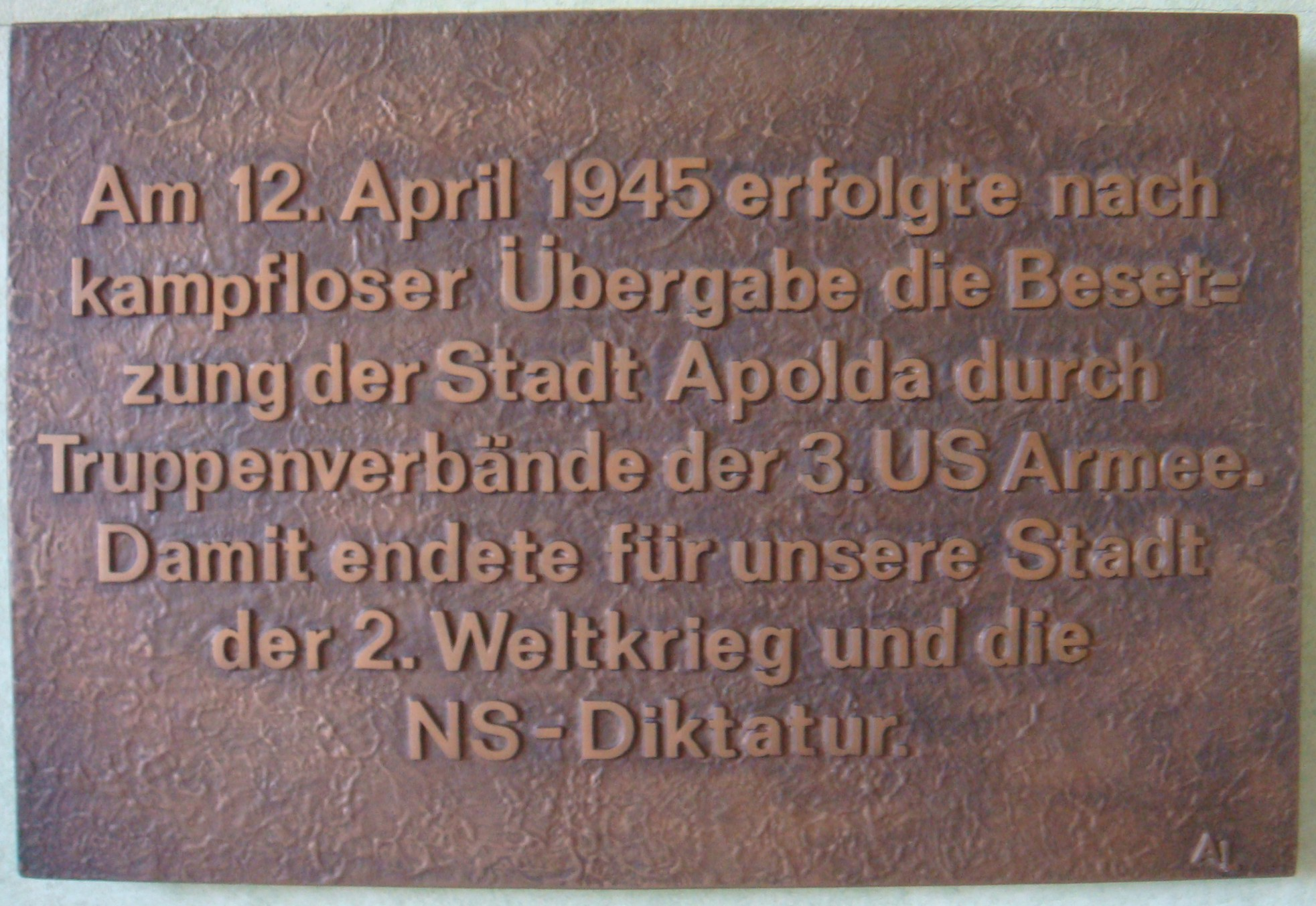
Gedenktafel für US-Befreier im Rathaus

### Sowjetische Besatzungszone und DDR-Zeit
Ein Antifaschistisches Komitee, das sich bereits zur Zeit der US-Besatzung verdeckt getroffen hatte, wurde nach der Machtübertragung an die Sowjetische Militäradministration aktiv. Schlüsselstellungen in Polizei und Verwaltung wurden von Nicht-NS-Belasteten eingenommen. Der Stadtrat beschloss am 9. August 1945 einstimmig die Schaffung eines Jugend- und Kulturamtes. Zum Vorsitzenden wurde der kommunistische Jugendfunktionär Ernst Horn bestimmt, der auch in Apolda den antifaschistischen Jugendausschuss leitete und später eine Ortsgruppe Apolda der Freien Deutschen Jugend (FDJ) gründete.
Im Rahmen der Bodenreform wurde das Gut Apolda-Heusdorf aufgeteilt, das anfangs als Benediktinerinnenkloster und später als großherzogliches Kammergut Heusdorf gedient hatte, bevor es 1922 infolge der Gründung des Landes Thüringen (1920) und der damit durchgeführten Kreisneuordnung- und -einteilung zum Staatsdomäne erhoben wurde. Von 1945 bis 1948 ließen Enteignungen und Verstaatlichungen in Landwirtschaft, Industrie und Handel eine völlig neue Wirtschaftsstruktur entstehen.
Im Zuge des Volksaufstands vom 17. Juni 1953 gab es in Apolda Streiks in den Großbetrieben und eine Demonstration auf dem Marktplatz. Belagerungen von Kreisgericht, Untersuchungshaftanstalt und SED-Parteileitung durch aufgebrachte Menschenmengen, die durch Einsatz von mehreren LKW mit sowjetischen Soldaten und Abgabe von Warnschüssen niedergeschlagen wurden.
Die meisten der privaten Strick- und Wirkwarenbetriebe wurden von 1956 bis 1958 in Produktionsgenossenschaften des Handwerks gezwungen. 1972 wurden die Betriebe der Textilindustrie enteignet und verstaatlicht. Danach existierten in Apolda noch sieben staatlich geleitete große Trikotagenbetriebe, unter ihnen der VEB Thüringer Obertrikotagen mit mehr als 2.800 Beschäftigten. Am 29. August 1983 kam es zu einem Großbrand in der Strickereihalle des VEB Thüringer Obertrikotagen; sie wurde ab März 1984 bis 1986 wieder aufgebaut. Ab 1972 wurde über die damalige Lehrstellenangebotsliste (für jeden Schulabgänger eine Lehrstelle) versucht, viele Jugendliche für eine Ausbildung in diesem Betrieb zu gewinnen. Erwachsene Fachkräfte wurden mit dem Angebot einer Neubauwohnung und durch ganz massive Anwerbepraktiken geworben.
Apolda wurde 1950 wieder in den Landkreis Weimar eingegliedert. 1952 wurde dieser geteilt und Apolda Kreisstadt des (kleineren) Ostteils des Altkreises im neugebildeten Bezirk Erfurt. Der Kreis Apolda war damit der östlichste Kreis im Bezirk Erfurt. In Apolda wurde im selben Jahr das Glockenmuseum eröffnet. Die Firma Schilling und Söhne goss die Oder-Neiße-Friedensglocke für die Stadt Frankfurt (Oder). 1964 fand ein Lauf der Motocross-Weltmeisterschaft in Apolda statt. Austragungsort war die Moto-Cross-Rennstrecke „Am Tannengrund“ in der Schötener Promenade. Zu jener Zeit erlebte der Motocross in Apolda seinen Höhepunkt.
Schon zu Beginn der 1950er Jahre entstanden die ersten Wohnungsbauten durch die Arbeiter-Wohnungsbau-Genossenschaft (AWG) in der Utenbacher und weiteren Straßen. 1963 waren an der Jenaer Straße ähnliche Wohnungsneubauten in Blockbauweise entstanden. Ab 1972 wurde ein neuer Stadtteil gebaut, Apolda–Nord. Es entstanden Neubauwohnungen in Plattenbauweise, die alle mit Fernheizung versorgt wurden. Außerdem wurde der Busbahnhof in der Nähe des Stadtzentrums errichtet. In der Innenstadt verfielen die Altbauten. Es kam zum Abriss der schlimmsten Ruinen meistens ohne einen Neubau an der gleichen Stelle. Auf dem Lindenberg und um die Lutherkirche wurde fast die Hälfte der Häuser abgerissen. Ab 1984 wurden weite Teile der Innenstadt zur Fußgängerzone umgestaltet, wie beispielsweise die Goerdelerstraße, die Teichgasse, die Johannisgasse, der Alexander-Puschkin-Platz und Teile der Bahnhofstraße.
Während der friedlichen Revolution gegen die SED-Diktatur fand am 13. November 1989 eine Demonstration und anschließend eine Kundgebung mit 5.000 Teilnehmern, am 20. November eine mit 1.100 Teilnehmern statt. Vor der Kreisdienststelle der Staatssicherheit wurden Kerzen aufgestellt.
Die ersten freien und demokratischen Kommunalwahlen fanden am 6. Mai 1990 statt und ergaben eine christlich-liberale Koalition.

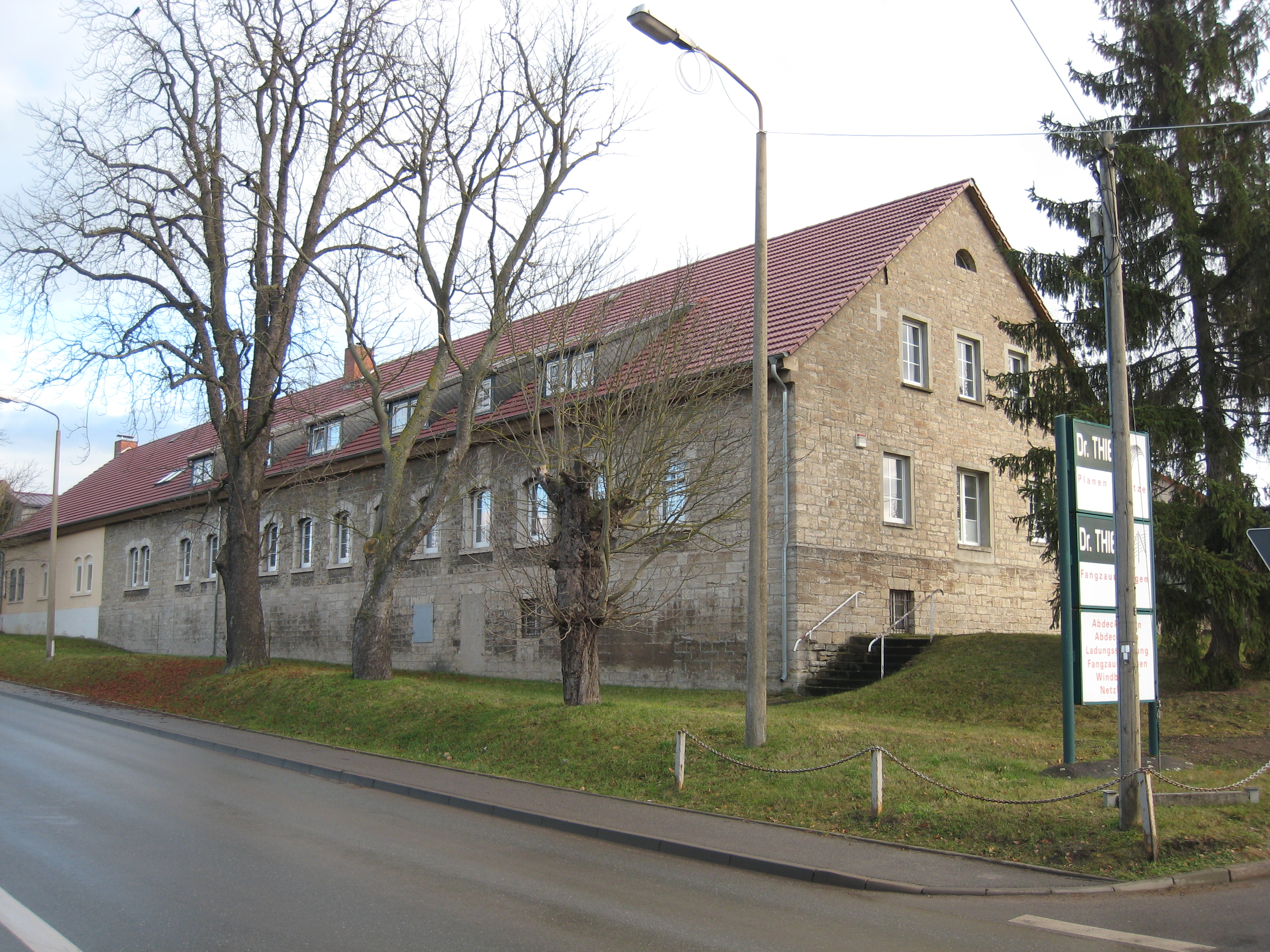
Ehemaliges Gut Apolda-Heusdorf
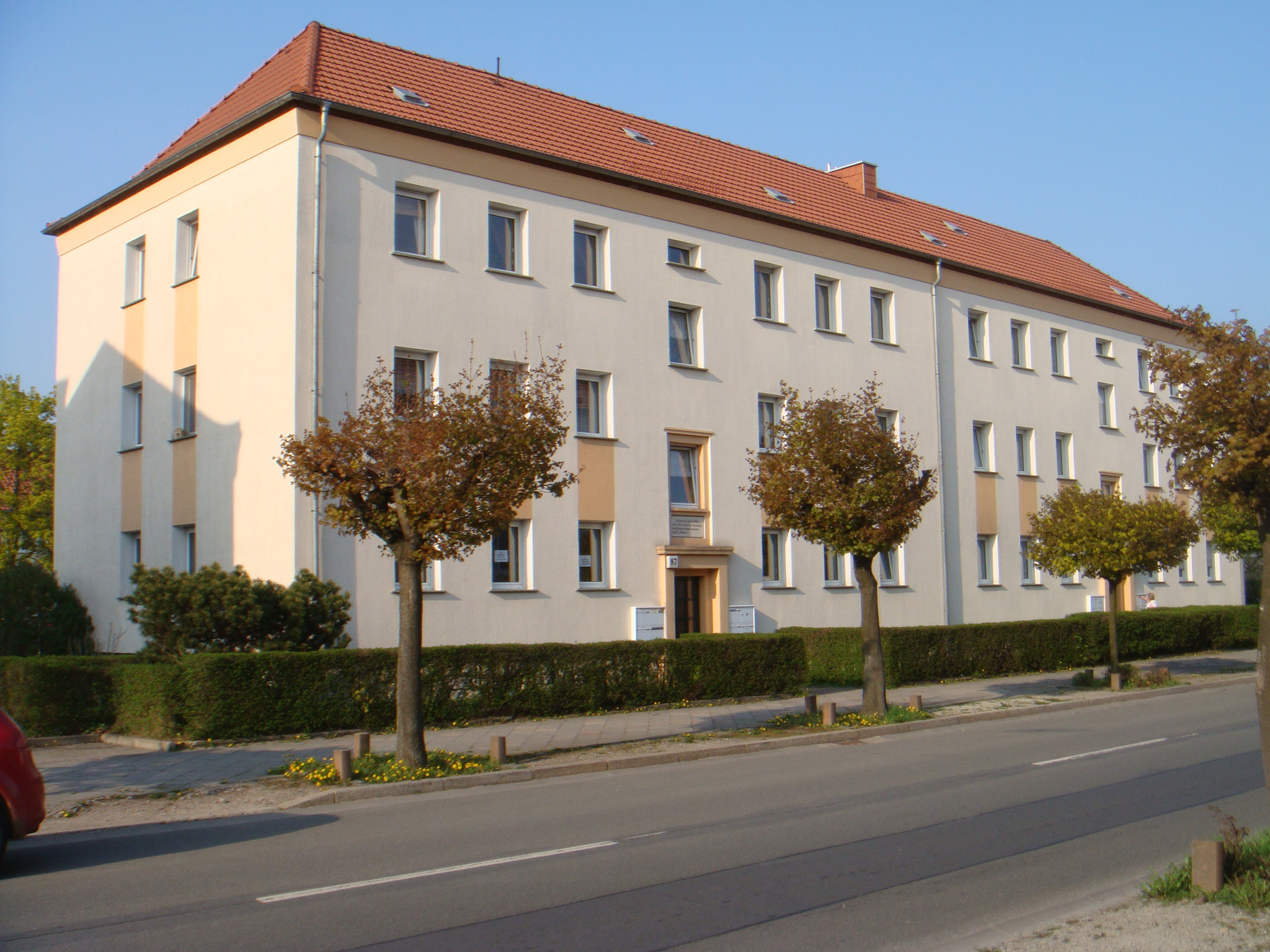
Wohnblock der AWG von 1955 in der Utenbacher Straße
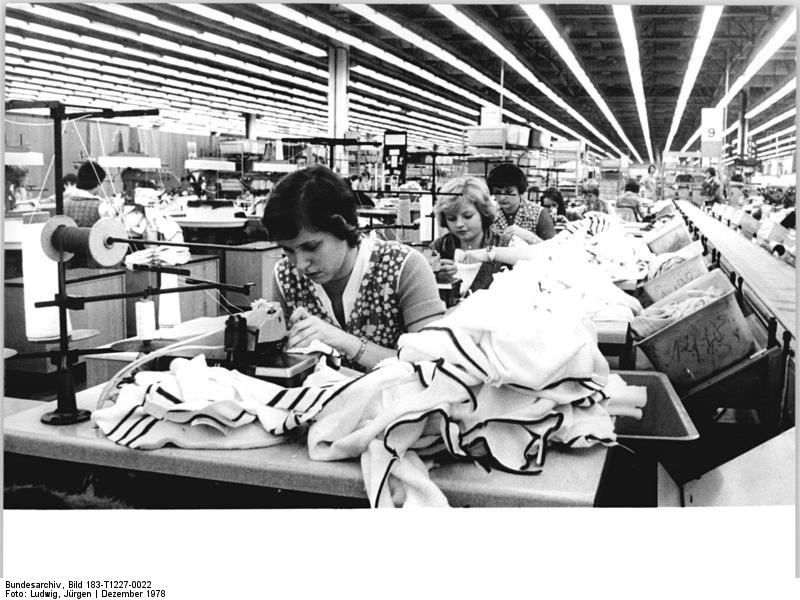
VEB Thüringer Obertrikotagenkombinat
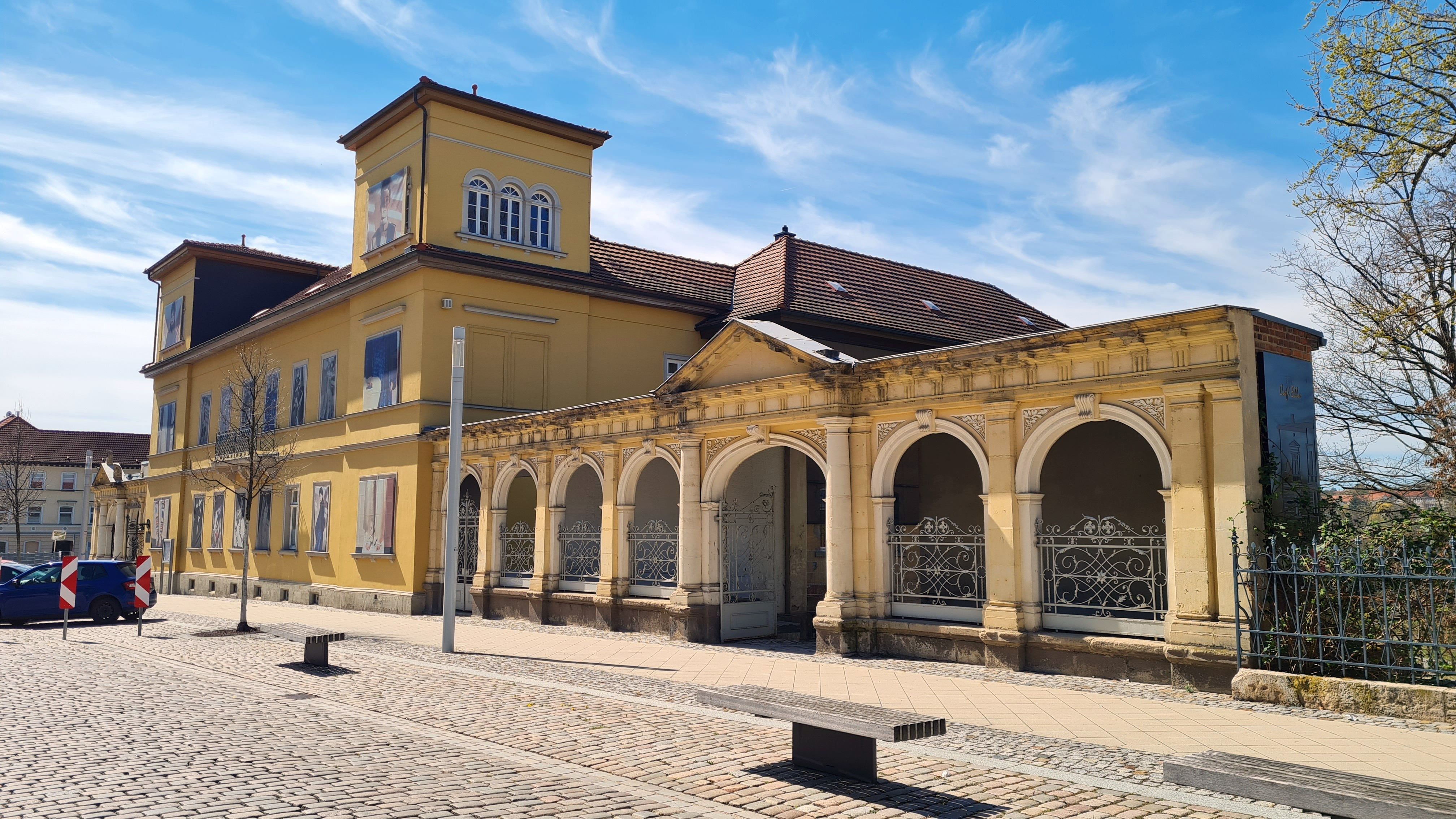
GlockenStadtMuseum, eröffnet 1952

### Apolda im wiedervereinigten Deutschland
Innerhalb der ersten vierjährigen Legislaturperiode des Stadtparlaments wurden Investitionen von mehr als 600 Millionen Mark getätigt und von Privatinvestoren über 1.520 neue Arbeitsplätze geschaffen. Es folgten die Errichtung der Gewerbegebiete an der B 87 und bei Heusdorf, die Umstellung der Gasversorgung von Stadt- auf Erdgas und die Bebauung des Wohngebiets Am Schötener Bache. Am Brauhof, am Schlossaufgang und im unteren Teil der Jenaer Straße entstand eine große Baustelle, da dort eine Tiefgarage, zwei Banken, ein Lebensmittelmarkt, das „Hotel am Schloß“ und mehrere kleine Häuser mit Ladenlokalen gebaut wurden. Am Schlossberg musste eine etwa 12 Meter hohe Stützmauer errichtet werden, um Gefahren abzuwehren. Bei den Ausschachtungsarbeiten wurden Reste einer Siedlung aus der Eisenzeit gefunden.
Der Kreis Apolda bestand bis 1994, als er mit dem Kreis Weimar-Land ohne die kreisfreie Stadt Weimar zum neuen Landkreis Weimarer Land mit Apolda als Kreisstadt zusammengelegt wurde.
Ein Jahr später wurde die Stadthalle auf dem Gelände des ehemaligen Volkshauses als Stätte für kulturelles Leben sowie Veranstaltungen im großen und kleinen Rahmen eröffnet.
Vom 15. bis 16. Mai 1998 fand in Apolda das 4. Bornfest statt. Zu diesem Anlass wurde der neu entstandene Bürgerbrunnen auf dem Brauhof eingeweiht. Ab 1904 befand sich dort ein gusseiserner Brunnen, aus dessen Mittelsäule Wasser sprudelte. Einige Jahrzehnte vorher stand an der gleichen Stelle ein Holzbottich. Dann gab es auf dem Brauhof viele Jahre keinen Brunnen mehr.
Im selben Jahr beschloss der Stadtrat die Renovierung des Rathauses. Nachdem der erste Bauabschnitt, auf den später zwei weitere Bauabschnitte folgten, beendet war und bereits eine Million Mark verbaut worden waren, feierten die Bürger der Stadt am 20. Juli 1999 die Übergabe des Hauptgebäudes nach einer sehr umfassenden Rekonstruktion. Der alte Eingang zum Rathaus sowie die Eingangshalle wurden wiederhergestellt; die Turmuhr wurde erneuert.
Am 18. August 2000 wurde die Brücke der Bundesstraße 87 über die Bahnstrecke der Thüringer Bahn im Westen Apoldas freigegeben. Der bis dahin vorhandene beschrankte Übergang an dieser verkehrsreichen Bahnstrecke hatte den Autoverkehr sehr behindert. Seitdem dient die B 87, die über drei Stadtein- beziehungsweise -ausfahrten mit Apolda verbunden ist, als Umgehungsstraße. Die Brücke hat eine Länge von 75 Metern und ist ungefähr 12 Meter hoch. Die Kosten betrugen etwa 7 Millionen Mark.
Im Jahr 2003 erfolgt die erste Erweiterung des Gewerbeparks an der B87, nachdem dieser ein Jahr zuvor sein 10-jähriges Jubiläum gefeiert hat. Bereits fünf Jahre später wird auf der gegenüberliegenden Seite der B87 der Spatenstich für die zweite Erweiterung gefeiert, nur ein Jahr später (2009) kann diese feierlich eingeweiht werden.
2005 bis 2010 wurden mehrere Wohngebäude mit insgesamt 550 Wohneinheiten im Neubaugebiet Apolda Nord im Zuge des Stadtumbaus Ost abgerissen.
In den frühen Morgenstunden des 17. Februar 2010 wurden durch einen Großbrand in der historischen Innenstadt sechs Fachwerkhäuser beschädigt beziehungsweise zum Teil so stark beschädigt, dass sie abgerissen oder grundsaniert werden mussten. Es entstand ein Schaden in einstelliger Millionenhöhe. Als Ursache des Brandes wurde von den ermittelnden Behörden Brandstiftung angegeben. Die Täter sind jedoch nicht gefasst worden.
Vom 29. April bis zum 4. September 2017 fand die 4. Landesgartenschau des Freistaats Thüringen in Apolda statt. Vorausgegangen war die Bewerbung im Jahr 2008 um die Ausrichtung der Landesgartenschau im Jahr 2013. Die Landesregierung vergab im Jahr 2009 die Option zur Ausrichtung im Jahr 2017, da die Vorbereitungszeit bis 2013 nicht ausgereicht hätte. Zahlreiche Projekte der Stadtentwicklung konnten durch die Fördermittel des Freistaates Thüringen und die Eigenmittel der Stadt Apolda in Vorbereitung der Landesgartenschau umgesetzt werden, wie zum Beispiel die Sanierung des Bahnhofs und seines Umfeldes, die Sanierung wichtiger innerstädtischer Straßen und Plätze und die Umgestaltung und Neuanlage von Parks und Promenaden. Im gleichen Jahr war Apolda vom 9. bis zum 11. Juni Gastgeber des 16. Thüringentages.
Am 6. Oktober 2018 erfolgten im Rahmen des Rechtsrock-Konzert Rock gegen Überfremdung III massive Ausschreitungen von Neonazis gegen die Polizei. Die Veranstaltung wurde aus diesem Grund vorzeitig aufgelöst.
Im April 2019 wurde zum Stadtjubiläum „900 Jahre erste urkundliche Erwähnung“ ein 19 Jahre alter und auf 900 Flaschen limitierter Whisky herausgebracht, der nach kurzer Zeit ausverkauft war. Im Juni wurde das Jubiläum mit einem großen Festumzug durch die Innenstadt gefeiert, der von über 1.200 Teilnehmern in 100 Bildern gestaltet wurde.

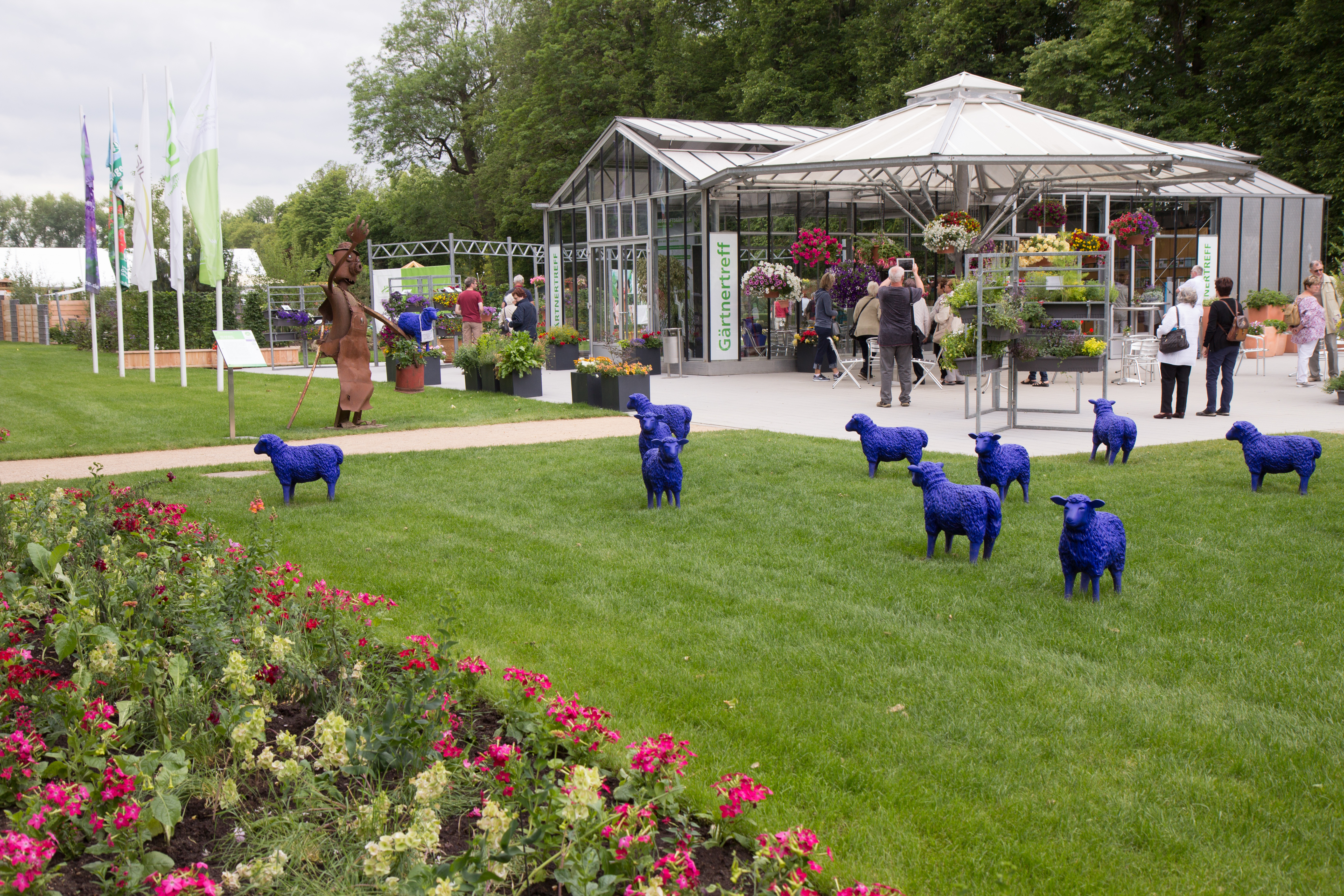
Landesgartenschau 2017
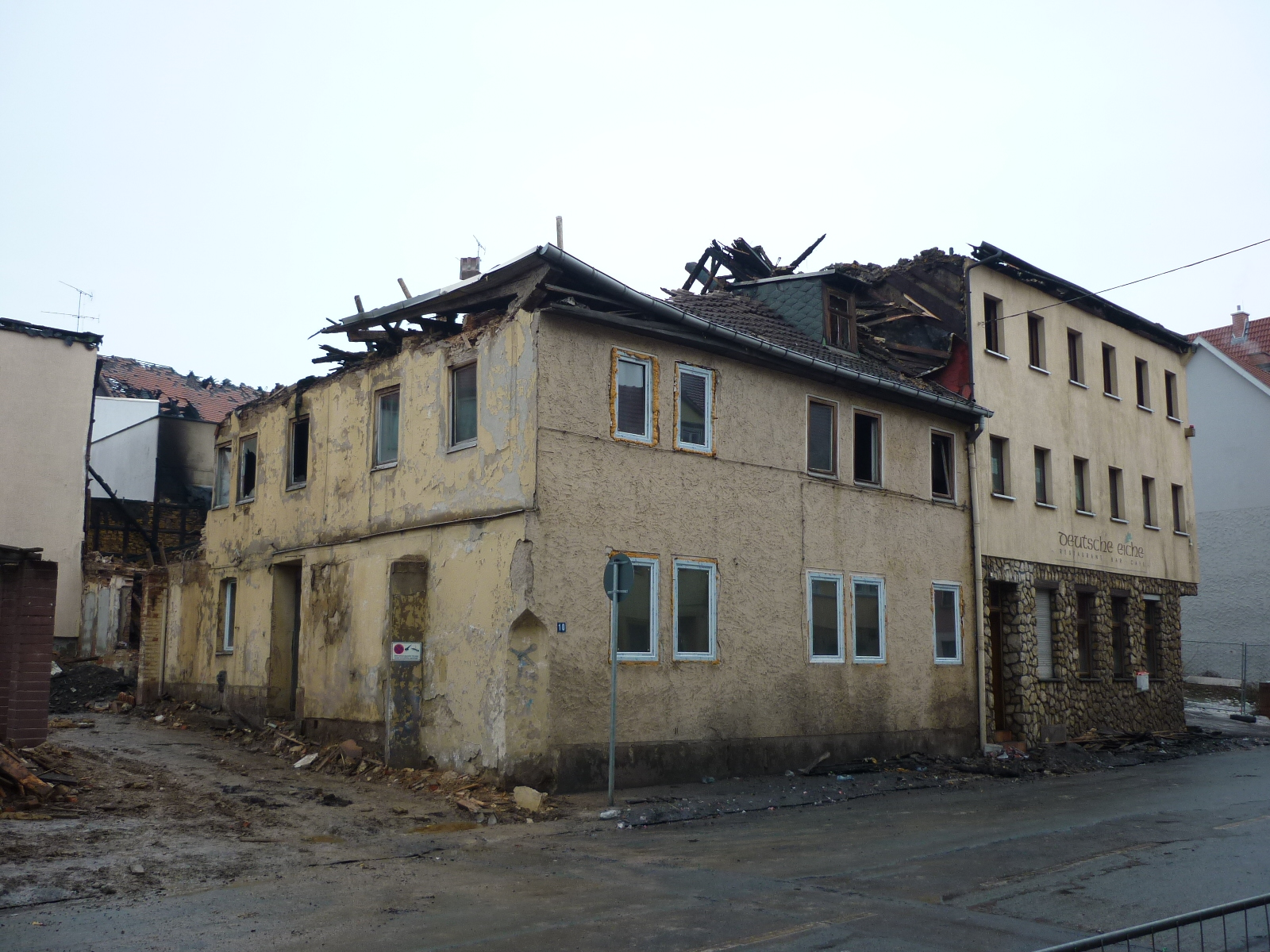
Die Bachstraße nach dem Großbrand am 19. Februar 2010
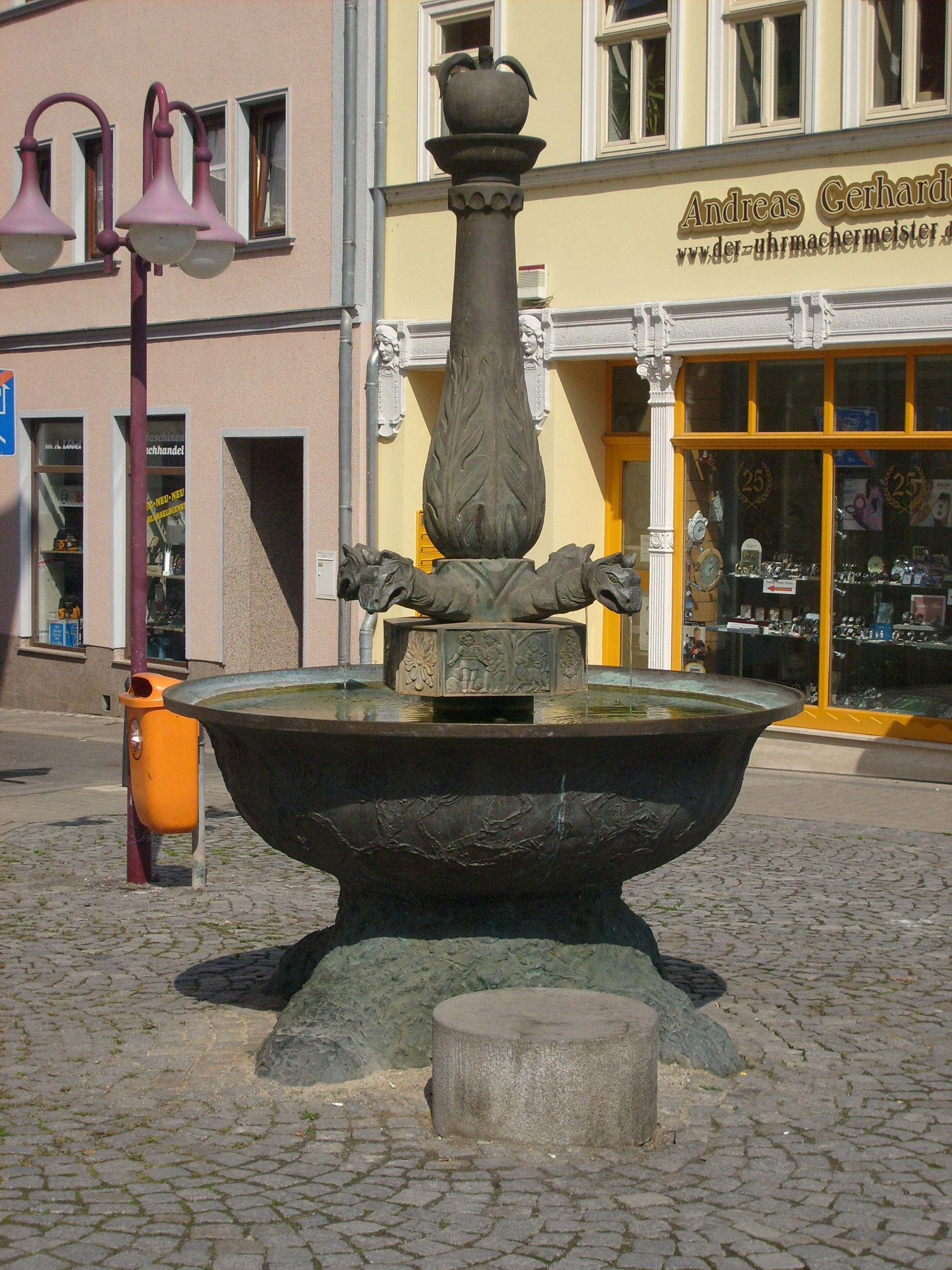
Bürgerbrunnen auf dem Brauhof
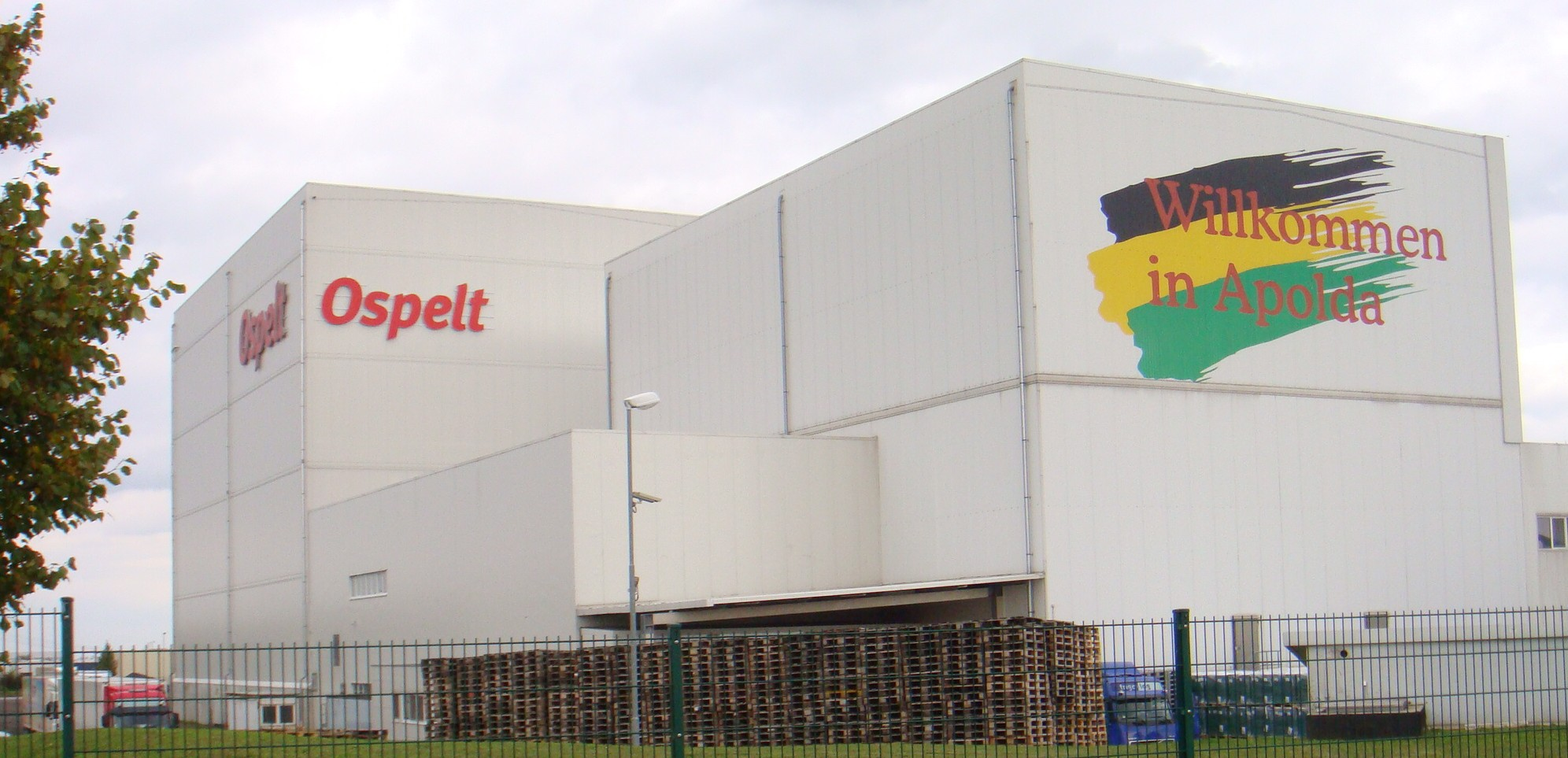
Firma Ospelt im Gewerbepark B87

## Politik

### Stadtrat
Dem Stadtrat gehören 30 Mitglieder und der Bürgermeister an. Der Stadtrat hat für die Vorbereitung seiner Arbeit die folgenden fünf Ausschüsse gebildet: Hauptausschuss, Finanzausschuss, Kultur- und Sozialausschuss, Bau- und Werkausschuss und Rechnungsprüfungsausschuss. Die letzte Stadtratswahl fand am 26. Mai 2024 statt.
Die Kommunalwahlen von 1990 bis 2024 hatten folgende Ergebnisse:
| Parteien und Wählergemeinschaften | Parteien und Wählergemeinschaften           | % 1990 | Sitze 1990 | % 1994 | Sitze 1994 | % 1999 | Sitze 1999 | % 2004 | Sitze 2004 | % 2009 | Sitze 2009 | % 2014 | Sitze 2014 | % 2019 | Sitze 2019 | % 2024 | Sitze 2024 |
| --------------------------------- | ------------------------------------------- | ------ | ---------- | ------ | ---------- | ------ | ---------- | ------ | ---------- | ------ | ---------- | ------ | ---------- | ------ | ---------- | ------ | ---------- |
| CDU                               | Christlich Demokratische Union Deutschlands | 45,6   | 13         | 44,0   | 13         | 40,8   | 12         | 45,8   | 14         | 36,0   | 11         | 38,3   | 11         | 29,6   | 9          | 30,5   | 9          |
| SPD                               | Sozialdemokratische Partei Deutschlands     | 22,5   | 7          | 21,2   | 7          | 23,8   | 7          | 14,4   | 4          | 10,7   | 3          | 9,0    | 3          | 8,1    | 2          | –      | –          |
| LINKE 1                           | Die Linke                                   | 9,0    | 3          | 20,3   | 6          | 17,8   | 6          | 22,9   | 7          | 20,4   | 6          | 18,7   | 6          | 9,6    | 3          | 6,7    | 2          |
| FDP 2                             | Freie Demokratische Partei                  | 16,5   | 5          | 14,5   | 4          | 10,4   | 3          | 9,0    | 3          | 9,2    | 3          | 7,1    | 2          | 5,6    | 2          | 6,0    | 2          |
| GRÜNE                             | Bündnis 90/Die Grünen                       | 6,4    | 2          | –      | –          | –      | –          | –      | –          | 3,5    | 1          | 3,0    | 1          | 6,5    | 2          | 4,3    | 1          |
| AfD                               | Alternative für Deutschland                 | –      | –          | –      | –          | –      | –          | –      | –          | –      | –          | –      | –          | 18,5   | 5          | 25,5   | 8          |
| FWA 3                             | Freie Wähler Apolda                         | –      | –          | –      | –          | 7,3    | 2          | 7,9    | 2          | 20,2   | 6          | 23,8   | 7          | 22,2   | 7          | 17,4   | 5          |
| Für Apolda                        | Für Apolda                                  | –      | –          | –      | –          | –      | –          | –      | –          | –      | –          | –      | –          | –      | –          | 9,1    | 3          |
| Gesamt*                           | Gesamt*                                     | 100    | 30         | 100    | 30         | 100    | 30         | 100    | 30         | 100    | 30         | 100    | 30         | 100    | 30         | 100    | 30         |
| Wahlbeteiligung                   | Wahlbeteiligung                             | 74,6 % | 74,6 %     | 66,6 % | 66,6 %     | 48,6 % | 48,6 %     | 40,2 % | 40,2 %     | 45,5 % | 45,5 %     | 43,3 % | 43,3 %     | 53,2 % | 53,2 %     | 54,3 % | 54,3 %     |

* nach Korrektur von Rundungsungenauigkeiten

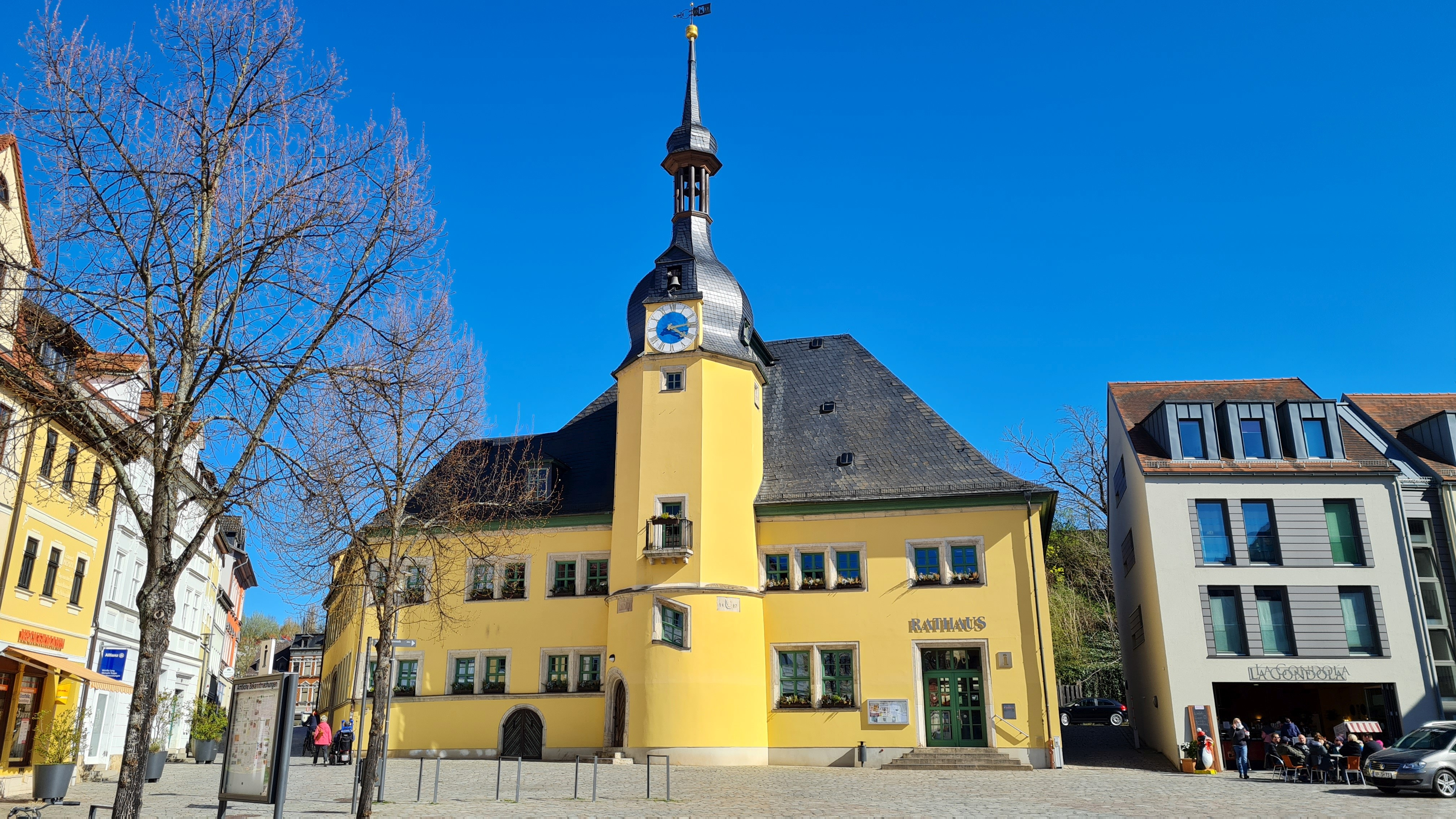
Rathaus am Marktplatz, Hauptsitz der Stadtverwaltung und des Bürgermeisters

### Bürgermeister
| Ergebnisse der Wahlen zum Bürgermeister der Stadt Apolda seit Einführung der Direktwahl 2000 |                 |                                                          |                        |
| Bezeichnung                                                                                  | Partei          | Stimmen Wahlgang                                         | Prozentanteil Wahlgang |
| Bürgermeisterwahl 2000 am 14. Mai 2000                                                       |                 |                                                          |                        |
| Wahlbeteiligung                                                                              | Wahlbeteiligung | abgegeben: 10.158, davon 9.948 gültige und 210 ungültige | 48,61 %                |
| Heinrich Macher                                                                              | SPD             | 3.918                                                    | 39,38 %                |
| Michael Müller                                                                               | CDU             | 6.030                                                    | 60,62 %                |
| Bürgermeisterwahl 2006 am 7. Mai 2006                                                        |                 |                                                          |                        |
| Wahlbeteiligung                                                                              | Wahlbeteiligung | abgegeben: 8.417, davon 8.168 gültige und 249 ungültige  | 41,9 %                 |
| Wolfgang Pirl                                                                                | CDU             | 2.366                                                    | 29,0 %                 |
| Rüdiger Eisenbrand                                                                           | FWW             | 5.802                                                    | 71,0 %                 |
| Bürgermeisterwahl 2012 am 22. April 2012                                                     |                 |                                                          |                        |
| Wahlbeteiligung                                                                              | Wahlbeteiligung | abgegeben: 8.957, davon 8.830 gültige und 127 ungültige  | 47,4 %                 |
| Rüdiger Eisenbrand                                                                           | FWW             | 5.343                                                    | 60,5 %                 |
| Sören Rost                                                                                   | CDU/SPD/FDP     | 2.494                                                    | 28,2 %                 |
| Michael Schade                                                                               | Die Linke       | 697                                                      | 7,9 %                  |
| Steffen Hiller                                                                               | Einzelkandidat  | 296                                                      | 3,4 %                  |
| Bürgermeisterwahl 2018 am 15. April 2018                                                     |                 |                                                          |                        |
| Wahlbeteiligung                                                                              | Wahlbeteiligung | abgegeben: 7.002, davon 6.279 gültige und 723 ungültige  | 37,7 %                 |
| Rüdiger Eisenbrand                                                                           | FWW und CDU     | 6.054                                                    | 96,4 %                 |
| Bürgermeisterwahl 2024 am 26. Mai 2024                                                       |                 |                                                          |                        |
| Wahlbeteiligung                                                                              | Wahlbeteiligung | abgegeben: 9.760, davon 9.641 gültige und 119 ungültige  | 54,3 %                 |
| Maik Schau                                                                                   | Die Linke       | 834                                                      | 8,7 %                  |
| Simon Ehrenreich                                                                             | AfD             | 2.335                                                    | 24,2 %                 |
| Jens Hoffmann                                                                                | SPD             | 608                                                      | 6,3 %                  |
| Christian Scheiber                                                                           | FDP             | 332                                                      | 3,4 %                  |
| Robert Börmel                                                                                | Einzelkandidat  | 1.402                                                    | 14,5 %                 |
| Olaf Müller                                                                                  | Einzelkandidat  | 4.130                                                    | 42,8 %                 |
| Stichwahl zur Bürgermeisterwahl 2024 am 9. Juni 2024                                         |                 |                                                          |                        |
| Wahlbeteiligung                                                                              | Wahlbeteiligung | abgegeben: 9.558, davon 9.432 gültige und 126 ungültige  | 53,2 %                 |
| Simon Ehrenreich                                                                             | AfD             | 2.708                                                    | 28,7 %                 |
| Olaf Müller                                                                                  | Einzelkandidat  | 6.724                                                    | 71,3 %                 |

Ab 1433 ist der erste Rat der Stadt mit zwei Ratsmeistern, mehreren Ratsmännern und Viertelsmeistern nachweisbar. Das älteste vereinbarte Stadtrecht ist das Rote Buch aus dem Jahr 1440, das die Bildung eines Stadtrates erwähnt. In diesem Buch wurden die Erweiterung des Rates auf acht bis zehn Mitglieder und die Wahl von Gemeindevormunden festgelegt. Die Ratsmitglieder wurden jährlich gewählt. Der Stadtherr erwählte aus ihnen den Ersten Bürgermeister. Den Zweiten Bürgermeister wählten die Ratsmänner. Erst vom Jahr 1644 an liegen Aufzeichnungen über die Namen und Amtszeiten der Bürgermeister vor. Sie amtierten nicht ununterbrochen, sondern oft im jährlichen Wechsel, wodurch Überschneidungen der Amtszeiten zu erklären sind. Eine Verfassungsänderung trat durch die Statuten vom 8. September 1671 ein, indem der angehende Rat den neuen regierenden Rat wählte. Er wie auch der Stadtschreiber, die Viertels-, Wacht- und Marktmeister bedurften der Bestätigung durch die Universität Jena bzw. das Schlossgericht.
Seit 1672 war die Landesregierung von Sachsen-Weimar-Eisenach zuständig. Sie änderte 1731 die Stadtordnung dahin, dass die zwei Bürgermeister auf Lebenszeit zu wählen waren, jedoch im jährlichen Wechsel die Amtsgeschäfte des ersten Bürgermeisters zu führen hätten. Eine Bestätigung dieser Statuten erfolgte erst 1737. Die genaue Zusammensetzung des Stadtrates ist erst aus dieser Zeit nachweisbar. Er bestand aus zwei Bürgermeistern, zwei Beisitzern, einem Stadtschreiber und vier Viertelsmeistern. Gotthilf Junge senior war der letzte regierende Bürgermeister gemäß der Stadtordnung von 1731/1737.
In den einzelnen Städten des Großherzogtums existierten unterschiedliche Stadtordnungen. Diese wurden durch die Regierung mit der landeseinheitlichen Gemeindeordnung vom 22. Februar 1850 aufgehoben. Seitdem wird das Amt des Ersten Bürgermeisters hauptamtlich mit einem berufsmäßig vorgebildeten Bürgermeister besetzt. Zuvor wurden die städtischen Ämter – bis auf das des Stadtschreibers – ehrenamtlich verwaltet.
Der Ordnung von 1850 folgte am 18. Januar 1854 die revidierte Gemeindeordnung und am 24. Juni 1874 eine weitere neue Gemeindeordnung. Nach letzterer war für Apolda eine beschließende Körperschaft, der Gemeinderat, mit 18 Vertretern durch die wahlberechtigte Bevölkerung auf drei Jahre zu wählen. Der Gemeindevorstand wurde, wie der Erste und Zweite Bürgermeister, der Stadtschreiber, vier Bezirksvorsteher sowie vier Deputierte der Bezirke als nebenamtliche Bedienstete auf die Dauer von sechs Jahren von der Gemeindeversammlung, welche aus allen wahlberechtigten Bürgern bestand, gewählt.
Am 17. April 1895 erfolgte eine abermalige Änderung der Verfassung durch die Gemeindeordnung, welche die Einführung der Magistratsverfassung ermöglichte. Ab 1906 trugen die Stadtoberhäupter die Bezeichnung Oberbürgermeister. Dieser Titel wurde durch den Großherzog Wilhelm Ernst von Sachsen-Weimar-Eisenach verliehen. Mit der Einführung der thüringischen Gemeinde- und Kreisordnung vom 20. Juli 1922 fiel die Gemeindeversammlung weg. Es gab nur noch den Stadtrat als beschließendes und den Stadtdirektor als ausführendes Organ. Bereits am 8. Juli 1926 trat eine neue Gemeindeordnung in Kraft. Danach wurde der Stadtrat mit 25 Vertretern auf vier Jahre durch die Bevölkerung und der Oberbürgermeister in den Stadtkreisen mit zwei hauptamtlichen und einem nebenamtlichen Beigeordneten auf sechs Jahre durch den Stadtrat gewählt. 1933 wurden alle Vertreter der Arbeiterparteien ausgeschlossen. Die deutsche Gemeindeordnung von 1935 beseitigte die parlamentarische Verwaltungsform. Der allein verantwortliche Oberbürgermeister, die drei hauptamtlichen Beigeordneten und die 18 Ratsherren – welche lediglich eine beratende Funktion hatten – wurden vom Beauftragten der NSDAP ernannt.
Nach der kampflosen Übergabe der Stadt an die amerikanischen Truppen am 12. April 1945 hatte die faschistische Diktatur ihr Ende in Apolda erreicht. Der Oberbürgermeister, der Bürgermeister und Dienststellenleiter wurden vom Militärkommandanten durch antifaschistische Persönlichkeiten ersetzt. Die nötigsten und wichtigsten Wirtschafts- und Verwaltungsmaßnahmen wurden ausschließlich im Einvernehmen von Stadtkommandant und Oberbürgermeister durchgeführt. Am 2. Juli 1945 kamen sowjetische Truppen nach Apolda. Mit Unterstützung der sowjetischen Kommandantur war es dem Oberbürgermeister möglich, im selben Monat 16 antifaschistische Personen für die beratende Körperschaft zu berufen.
Entsprechend der neuen, demokratischen Gemeindeverfassung des Landes Thüringen wählte die Stadtverordnetenversammlung, das höchste Organ der Stadt, den Oberbürgermeister, den Bürgermeister und zwei Stadträte. Mit der Aufhebung des Stadtkreises Apolda und der Eingliederung in den Landkreis Weimar bzw. in den später gebildeten Landkreis Apolda gab es ab 1. Juli 1950 in Apolda, wie in jeder anderen kreisangehörigen Stadt, einen Bürgermeister an der Spitze des Rates.
Die Stadt hat drei ehrenamtliche Beigeordnete, die gleichzeitig Stellvertreter des Bürgermeisters sind. In den Ortschaften gibt es je einen nebenamtlichen Ortsbürgermeister und einen Ortschaftsrat. Am 7. Mai 2006 wurde Rüdiger Eisenbrand zum neuen Bürgermeister der Stadt Apolda gewählt. Bei den Wahlen am 22. April 2012 und am 15. April 2018 konnte er sein Amt verteidigen. Die letzte Bürgermeisterwahl findet am 26. Mai 2024 statt. Da keiner der sechs Bewerber die notwendige Mehrheit erreichte, kam es zur Stichwahl am 9. Juni 2024 zwischen Simon Ehrenreich (AfD) und Olaf Müller (Einzelkandidat). Mit 71,3 % konnte Olaf Müller die Stichwahl gewinnen und ist ab dem 1. Juli 2024 neuer Bürgermeister.

### Städtischer Haushalt

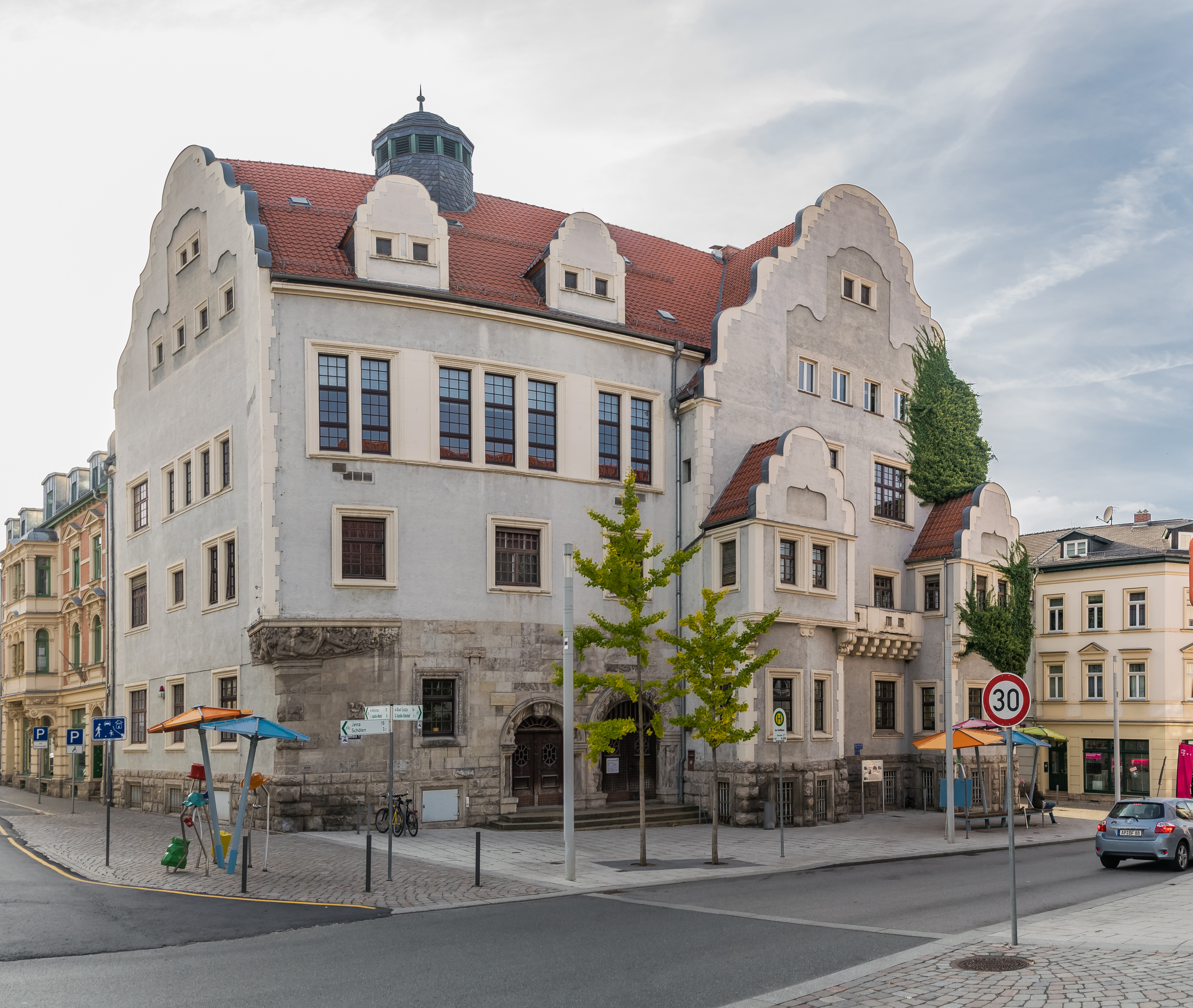
Das Stadthaus, Sitz der städtischen Bau- und Finanzverwaltung

Das Entwicklung des Haushaltes und der Schulden der Stadt Apolda seit 2017:
| Entwicklung des städtischen Haushaltes seit 2017 | Entwicklung des städtischen Haushaltes seit 2017 | Entwicklung des städtischen Haushaltes seit 2017 | Entwicklung des städtischen Haushaltes seit 2017 | Entwicklung des städtischen Haushaltes seit 2017 | Entwicklung des städtischen Haushaltes seit 2017 | Entwicklung des städtischen Haushaltes seit 2017 |
| Jahr                                             | Gesamthaushalt                                   | Verwaltungshaushalt                              | Vermögenshaushalt                                | Schuldenstand zum 31.12.                         | Pro-Kopf-Verschuldung Stadt Apolda               | Pro-Kopf-Verschuldung Ø Thüringen                |
| ------------------------------------------------ | ------------------------------------------------ | ------------------------------------------------ | ------------------------------------------------ | ------------------------------------------------ | ------------------------------------------------ | ------------------------------------------------ |
| 2017                                             | 36,478 Mio. €                                    | 31,791 Mio. €                                    | 4,687 Mio. €                                     | 12,651 Mio. €                                    | 570 €                                            | 808 €                                            |
| 2018                                             | 41,653 Mio. €                                    | 32,010 Mio. €                                    | 9,643 Mio. €                                     | 11,824 Mio. €                                    | 536 €                                            | 738 €                                            |
| 2019                                             | 34,836 Mio. €                                    | 31,548 Mio. €                                    | 3,288 Mio. €                                     | 10,977 Mio. €                                    | 497 €                                            | 710 €                                            |
| 2020                                             | 45,960 Mio. €                                    | 37,100 Mio. €                                    | 8,860 Mio. €                                     | 10,150 Mio. €                                    | 457 €                                            | 664 €                                            |
| 2021                                             | 48,815 Mio. €                                    | 37,374 Mio. €                                    | 11,440 Mio. €                                    | 9,383 Mio. €                                     | 422 €                                            | 614 €                                            |
| 2022                                             | 51,566 Mio. €                                    | 40,340 Mio. €                                    | 11,225 Mio. €                                    | 8,607 Mio. €                                     | 376 €                                            | 577 €                                            |

### Wappen und Flagge
|                               |  |
|                               |  |
| Banner, Wappen und Hissflagge |  |

Die Entwicklung Apoldas hing 500 Jahre lang stark von den Vitzthumen ab. Als Stadtherren, im Dienste des Erzbischofs von Mainz die Ämter des Schenken sowie des Vitztums (vicedominus, Vertreter des Fürsten) innehabend, waren ihnen zahlreiche Abgaben zu entrichten und Frondienste zu leisten. Die Familie der Vitzthume gehörte zu den sehr alten Adelsfamilien. Sie besaß keinen Adelsbrief, in welchem das Wappen festgestellt worden wäre. Seit dem Jahr 1349 wurde die Familie traditionsbewusster und erachtete es als ehrenvoll, ein über viele Generationen hinweg unverändertes Wappen zu führen, welches ein Naturholz mit drei Äpfeln zeigte. Es ist anzunehmen, dass die Vitzthume der Stadt das Wappen erteilt haben. Dabei legten sie ihr eigenes Familienwappen in geminderter Form zugrunde. Das Holz mit den grünenden Zweigen in den beiden Wappen drückt die Zugehörigkeit der Stadt Apolda zur Herrschaft der Vitzthume aus. Das Weglassen der drei Äpfel zeigt die Minderung des Stadtwappens gegenüber dem Familienwappen.
Die älteste erhaltene Darstellung des Stadtsiegels aus dem Jahr 1554 wird im Staatsarchiv Weimar aufbewahrt. Nur fünf Jahre später wurde über dem Eingang des Rathausturmes ein Wappenbild angebracht, welches heute noch betrachtet werden kann. Durch künstlerische Abwandlungen in späteren Darstellungen wurde das Naturholz aus dem Familienwappen der Vitzthume zum Baumstumpf beziehungsweise Stubben.
Im Dezember 1856 bestätigte die Landesregierung von Sachsen-Weimar-Eisenach mit einem Erlass eine neue Fassung des Stadtwappens von Apolda. Dieser Erlass wurde am 5. Januar 1857 im „Apoldaischen Wochenblatt“ veröffentlicht. Im Ministerialerlass stand, dass „in diesem Wappenzeichen ein erfreuliches Sinnbild für die sich immer erneuernde Blüte der Stadt erblickt wird.“ Die Zeichnung des Stadtwappens wurde vom Diakon Facius im Februar 1857 angefertigt. Von ihm stammt die dekorative Ausführung mit Helm und Helmzier, welche sonst nur bei Personenwappen üblich ist.
Das heutige Wappen zeigt einen Apfelbaumstumpf mit grünen Zweigen. Das Hauptbild ist von der ältesten bis zur jüngsten Darstellung der Apfel beziehungsweise der Stamm eines Apfelbaumes. Die drei Stadtwappen-Grundfarben Schwarz, Gelb (Gold) und Grün waren die Landesfarben des Großherzogtums Sachsen-Weimar-Eisenach, zu dem Apolda bis 1918 gehörte. In der Hauptsatzung der Stadt Apolda wird das Wappen wie folgt beschrieben: „Im goldenen Feld befindet sich ein schwarzer Baumstamm, der oben abgehauen ist, an den Seiten aber wieder grüne Blätter treibt.“
Die Flagge wird in der Hauptsatzung folgendermaßen beschrieben: „Die Flagge der Stadt ist als Hissflagge schwarz-gelb-grün im Verhältnis 1:1:1, quergestreift und hat in der Mitte das Stadtwappen im Schild. Als Banner ist sie schwarz-gelb-grün im Verhältnis 1:1:1, längsgestreift und hat in der Mitte das Stadtwappen im Schild.“

### Städtepartnerschaften
- Apolda unterhält seit 1963 eine Partnerschaft zu Seclin im französischen Département Nord.
- 1994 wurde der Partnerschaftsvertrag mit der Gemeinde Mark in Schweden abgeschlossen.
- Im selben Jahr wurde die Städtepartnerschaft mit Rapid City im US-Bundesstaat South Dakota begründet.
- 2011 wurde mit San Miniato in der Toskana/Italien ein „freundschaftliches Verhältnis“ begründet; am 29. September 2017 wurde ein Partnerschaftsvertrag abgeschlossen.

## Demografie und Bevölkerung

### Bevölkerung

Bürger-Schein aus dem Jahre 1906

Die städtische Bevölkerung wurde zu verschiedenen Zeiten durch Einwanderer ergänzt, die sich mit der Einwohnerschaft vermischten. Eine Zuwanderung verfolgter Hugenotten aus Frankreich lässt sich durch Namen wie Phlippeau oder Dittombée nachweisen. Ein beträchtliche Zahl von Zuwanderern kam durch Kriege und Unruhen in die Stadt, so beispielsweise Juden aus den russischen Teilen Polens, die besonders nach dem Ersten Weltkrieg aus wirtschaftlicher Not und vor Pogromen flohen. Nach dem Zweiten Weltkrieg kamen aus den ehemaligen deutschen Ostgebieten zahlreiche Flüchtlinge und Vertriebene hinzu. Zog ein auswärts Geborener nach Apolda zu, musste er bis zum Ende des Großherzoglichen Personenstandsrechtes 1918 die Bürgerrechte der Stadt beantragen, was mit der Verleihung eines „Bürger-Scheins der Fabrik- und Handelsstadt Apolda“ beurkundet wurde.
In Apolda wird die ilmthüringische Mundart gesprochen, die zu den thüringisch-obersächsischen Dialekten zählt. Der Name der Stadt Apolda in dieser Mundart lautet Apolle.

### Eingemeindungen
Im Rahmen der ersten Thüringer Kommunalreform unmittelbar nach der Gründung des Landes 1920 wurden 1923 die Landkreise gebildet und einige kleinere Gemeinden in größere Orte eingemeindet. Im Zuge dieser Reform wurden am 1. Oktober 1922 die Gemeinden Nauendorf (mit Heusdorf) und Oberroßla (mit Burkhardtsdorf) in die Stadt Apolda eingemeindet. Oberroßla erhielt schon nach wenigen Jahren wieder den Status einer selbständigen Gemeinde. Die Ortschaften Zottelstedt (27. März), Oberndorf und Herressen-Sulzbach (6. Mai) wurden 1993 mit Apolda verbunden.
Eine weitere Kommunalreform in Thüringen fand am 25. März 1994 aufgrund von § 23 des Neugliederungsgesetzes statt. Dabei wurden nicht nur die Landkreise in ihrem Zuschnitt verändert, sondern auch die Zahl der Gemeinden mit dem Ziel der Kosteneinsparung deutlich verringert. Die Nachbardörfer Oberroßla/Rödigsdorf (bereits am 4. Februar) und Utenbach (9. April) wurden nach Apolda eingemeindet. Rödigsdorf war seit 1974 ein Ortsteil von Oberroßla. Als letzter Ortsteil kam am 1. Januar 1996 Schöten hinzu.

### Bevölkerungsentwicklung
Die Einwohnerzahl Apoldas schwankte in der Zeit zwischen ihrer Gründung und dem Hochwasser von 1830 immer zwischen etwa 150 und 3.300. Als um 1850 die Industrialisierung in Apolda einsetzte, vervierfachte sich die Einwohnerzahl bis zum Beginn des 20. Jahrhunderts. 1865 hatte Apolda erstmals über 10.000 Einwohner, 1888 wurde die Marke von 20.000 überschritten. Mit dem Bau der Thüringer Bahn um 1845/1846 kam es in der Stadt zu einem wirtschaftlichen Aufschwung und zu einem rasanten Anstieg der Einwohnerzahl. Während des Ersten Weltkriegs sank diese von 23.532 im Jahr 1914 auf 18.975 im Jahr 1918. Im Zeitraum von 1939 bis 1945, also während des Zweiten Weltkriegs, stieg sie hingegen von 28.030 im Jahr 1939 auf 33.501 im Jahr 1945 an. 1947 erreichte sie mit 36.822 ihren historischen Höchststand, trotz der Kriegsverluste bedingt durch den Zustrom von Heimatvertriebenen aus den Ostgebieten. Während der Zeit der DDR, größtenteils in ihren ersten Jahren, verließen ungefähr 4.500 Menschen die Stadt. Seit der politischen Wende war die Entwicklung der Einwohnerzahl trotz verschiedener Eingemeindungen rückläufig, vor allem durch das Geburtendefizit und die Abwanderung. Seit 2015 kehrt sich diese Entwicklung um, hauptsächlich durch Migration und ein positives Wanderungssaldo. Am 31. Dezember 2023 betrug die amtliche Einwohnerzahl nach Fortschreibung des Statistischen Landesamtes Thüringen 22.896 Einwohner. Die nebenstehende Grafik zeigt die Entwicklung.

Einwohnerentwicklung von Apolda von 1830 bis 2017

| Jahr | Einwohner |
| ---- | --------- |
| 1830 | 3.333     |
| 1880 | 15.630    |
| 1885 | 18.061    |
| 1890 | 20.880    |
| 1895 | 20.798    |
| 1905 | 21.262    |
| 1910 | 22.610    |
| 1925 | 25.703    |
| 1933 | 27.834    |
| 1939 | 27.936    |
| 1947 | 36.822    |
| 1950 | 32.736    |

| Jahr | Einwohner |
| ---- | --------- |
| 1960 | 29.292    |
| 1970 | 29.784    |
| 1981 | 28.949    |
| 1984 | 28.725    |
| 1986 | 28.230    |
| 1988 | 28.244    |
| 1994 | 27.857    |
| 1995 | 27.720    |
| 1996 | 27.728    |
| 1997 | 27.135    |
| 1998 | 26.644    |
| 1999 | 26.301    |

| Jahr | Einwohner |
| ---- | --------- |
| 2000 | 25.899    |
| 2001 | 25.526    |
| 2002 | 25.142    |
| 2003 | 24.971    |
| 2004 | 24.720    |
| 2005 | 24.500    |
| 2006 | 24.088    |
| 2007 | 23.774    |
| 2008 | 23.386    |
| 2009 | 23.179    |
| 2010 | 23.131    |
| 2011 | 22.010    |

| Jahr | Einwohner |
| ---- | --------- |
| 2012 | 21.820    |
| 2013 | 21.738    |
| 2014 | 21.812    |
| 2015 | 22.364    |
| 2016 | 22.279    |
| 2017 | 22.163    |
| 2018 | 22.012    |
| 2019 | 22.184    |
| 2020 | 22.209    |
| 2021 | 22.232    |
| 2022 | 23.072    |
| 2023 | 22.896    |

### Bevölkerungsstruktur
Die folgende Übersicht zeigt die Entwicklung der Gesamtbevölkerung und die einzelner Altersgruppen von 2017 bis 2022. Alle Daten stammen vom 31. Dezember eines Jahres (Hauptwohnsitze; Quelle: Thüringer Landesamt für Statistik)
| Jahr | Gesamtbevölkerung | Alter: unter 6 | Alter: 6 bis 15 | Alter: 15 bis 65 | Alter: ab 65 |
| ---- | ----------------- | -------------- | --------------- | ---------------- | ------------ |
| 2017 | 22.163            | 1.137          | 1.635           | 13.410           | 5.981        |
| 2018 | 22.012            | 1.133          | 1.668           | 13.168           | 6.043        |
| 2019 | 22.184            | 1.155          | 1.729           | 13.154           | 6.146        |
| 2020 | 22.209            | 1.170          | 1.766           | 13.057           | 6.216        |
| 2021 | 22.232            | 1.143          | 1.812           | 12.996           | 6.281        |
| 2022 | 23.072            | 1.206          | 2.038           | 13.507           | 6.321        |

### Bevölkerungsprognosen
Das Thüringer Landesamt für Statistik prognostiziert im Rahmen der 1. Gemeindebevölkerungsvorausberechnung für die Stadt Apolda einen Bevölkerungsrückgang zwischen den Jahren 2020 und 2040 um 10,7 %. Im Mittel verlieren laut Thüringer Landesamt für Statistik die kreisangehörigen Gemeinden in Thüringen 15,4 % ihrer Bevölkerung, so dass die Stadt Apolda unter diesem Durchschnitt liegt. Allerdings basieren die Daten auf dem Stand Dezember 2020. Die tatsächliche Einwohnerzahl der Stadt Apolda war in diesem Jahr bereits höher und lag bei 22.209. In den darauffolgenden zwei Jahren bis 2022 ist die Bevölkerung sogar um 863 Personen gewachsen. Hauptursache hierfür ist die Migration zahlreicher Menschen aus der Ukraine aufgrund des Russisch-Ukrainischen Krieges.
Prognose der absoluten Bevölkerungsentwicklung bis 2040 für Apolda (Hauptwohnsitze, Stand Dezember 2020):
| Jahr | Gesamtbevölkerung |
| ---- | ----------------- |
| 2020 | 22.090            |
| 2025 | 21.530            |
| 2030 | 20.850            |
| 2035 | 20.260            |
| 2040 | 19.730            |

Das Durchschnittsalter wird sich zwischen 2020 und 2040 voraussichtlich um etwa 1,4 Jahre erhöhen. Mit einem erwarteten Durchschnittsalter von 49,1 Jahren wird sich Apolda im Vergleich zu anderen Thüringer Städten mit mehr als 5.000 Einwohnern im unteren Mittelfeld befinden (höchstes Durchschnittsalter: Meuselwitz 54,9 Jahre; niedrigstes Durchschnittsalter: Buttstädt 47,5 Jahre).

## Kultur und Sehenswürdigkeiten
→ siehe auch: Liste der Kulturdenkmale in Apolda

### Stadtbild
Das Stadtbild Apoldas zeigt eine relativ geschlossene Gründerzeit-Architektur. Große Teile der Stadt sind rechtwinklig angelegt, was für Thüringen ungewöhnlich ist. Der älteste Teil Apoldas umfasst den Markt, die Ritterstraße, die Mönchsgasse, den Topfmarkt, Brühl und Brückenborn; dort dominieren zwei- und dreigeschossige Fachwerkhäuser mit Steildächern.
Gegen Ende des 19. und Anfang des 20. Jahrhunderts wurde das Stadtbild nachhaltig durch Regulierung und Überbauung von Bachläufen, Straßenbau und Errichtung von Denkmälern verändert. Es entstanden Sakral-, Sozial-, Profan- und Wohnungsbauten, Friedhöfe, Siedlungen und Schrebergärten wurden angelegt. Aus der Zeit der Weimarer Republik stammen Industriebauten, das Sparkassengebäude und zahlreiche Siedlungs- und Wohnhäuser. Die Stadt und der Verschönerungsverein gestalteten öffentliche Anlagen, Gärten, Parks und Denkmäler.
Die Umgestaltung des Alten Friedhofs in einen Schlageter-Park in der Zeit des Nationalsozialismus hatte nur zehn Jahre Bestand. Der Bau der Freitreppe gegenüber dem Bahnhof, der Goethebrücke und der Bahnunterführung an der Niederroßlaer Straße fielen in diese Zeit. In der DDR-Zeit wurde vor allem der Wohnungsbau vorangetrieben. Ab 1972 entstand der neue Stadtteil Apolda-Nord, ein Plattenbaugebiet. Apolda erhielt damals zwei neue Schulen. Der Altbausubstanz wurde zwischen 1949 und 1989 wenig Aufmerksamkeit geschenkt.
Seit der politischen Wende wurden viele größere Bauprojekte realisiert. Durch den Bau der Stadthalle und des Krankenhauses sowie die Restaurierung der Martinskirche und des Stadtbades wurde das Stadtbild aufgewertet. Dennoch existieren und existierten in Apolda viele Brachflächen und Ruinen, wie zum Beispiel das  Haus für die Dame, ein Kaufhaus aus der Zeit des Jugendstils, das seit Jahren nicht mehr genutzt wurde, dem Verfall preisgegeben war und 2014 abgerissen wurde.

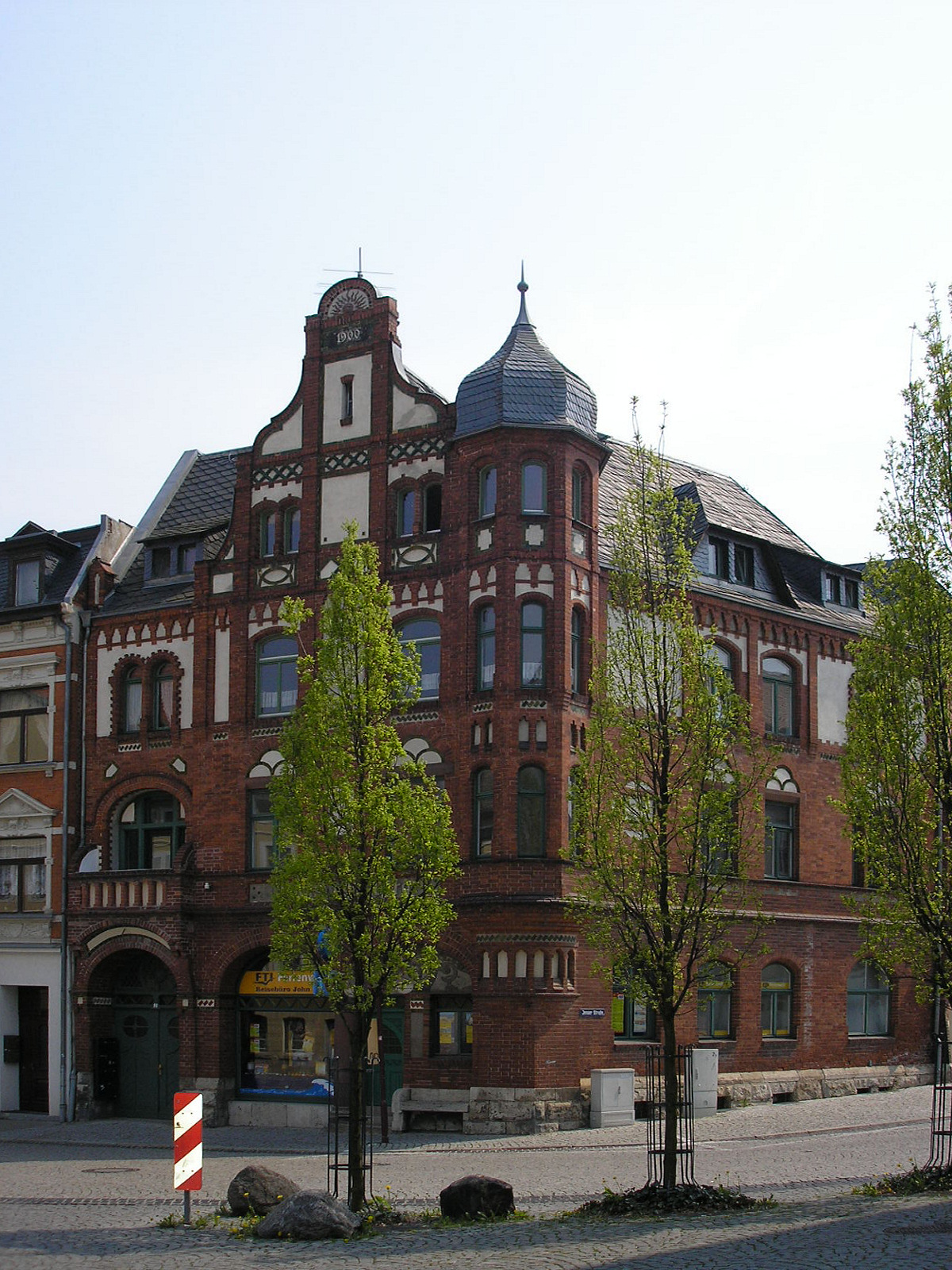
Haus „Louis Bamberg“ in der Altstadt
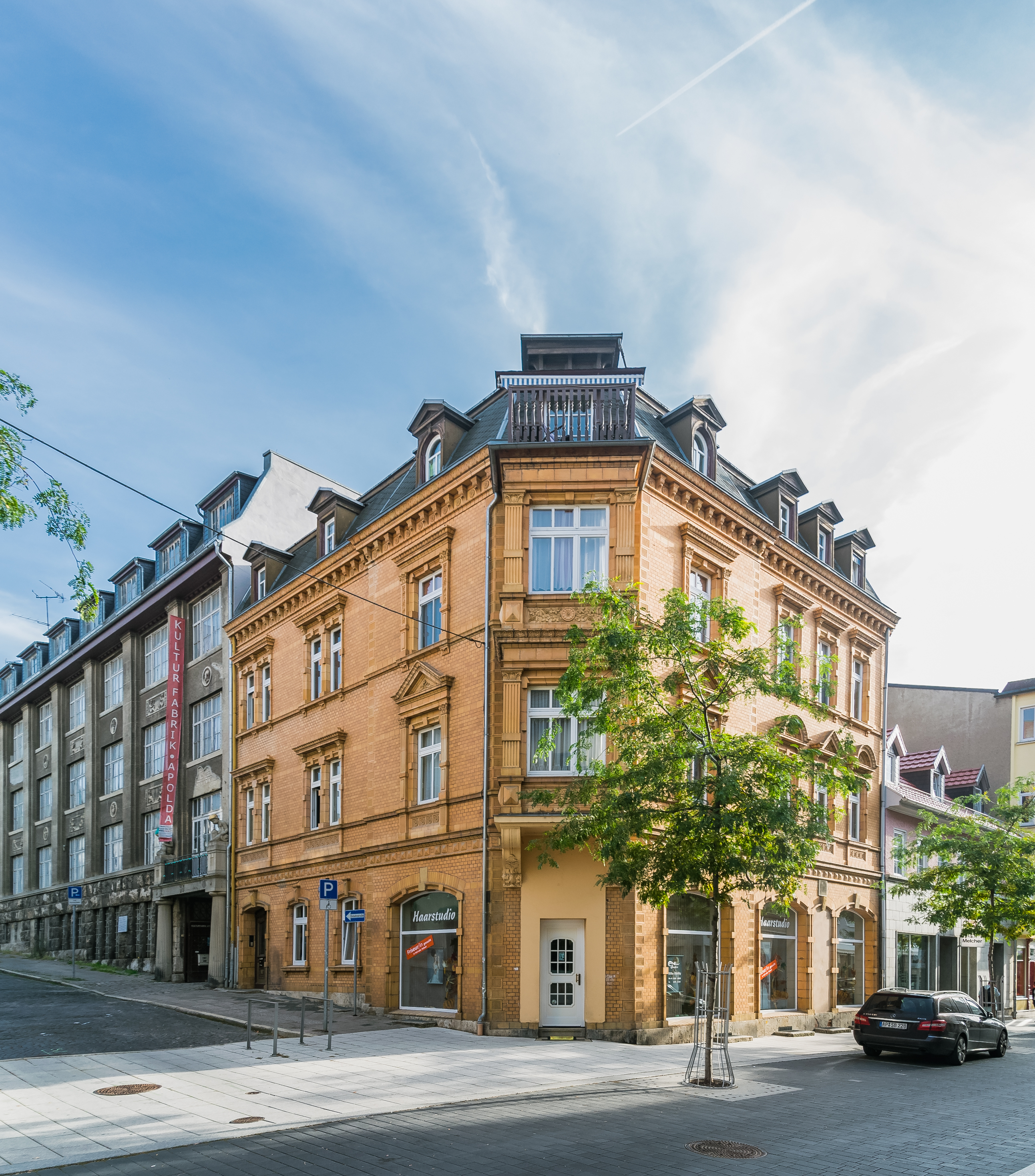
Gebäude Ecke Dr.-Wilhelm-Külz-Straße/Bahnhofstraße
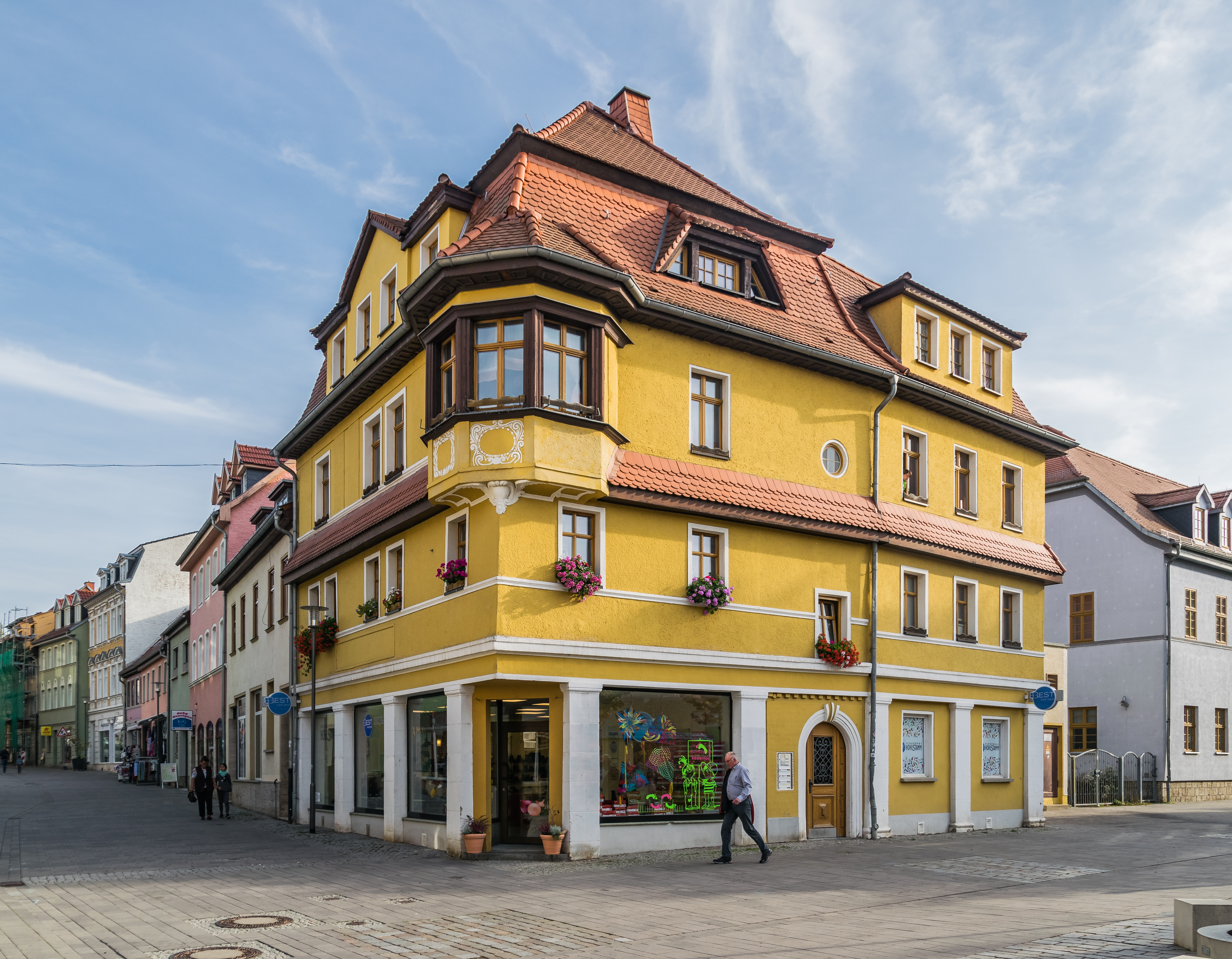
Gebäude Ecke Goerdelerstraße/Schulplatz
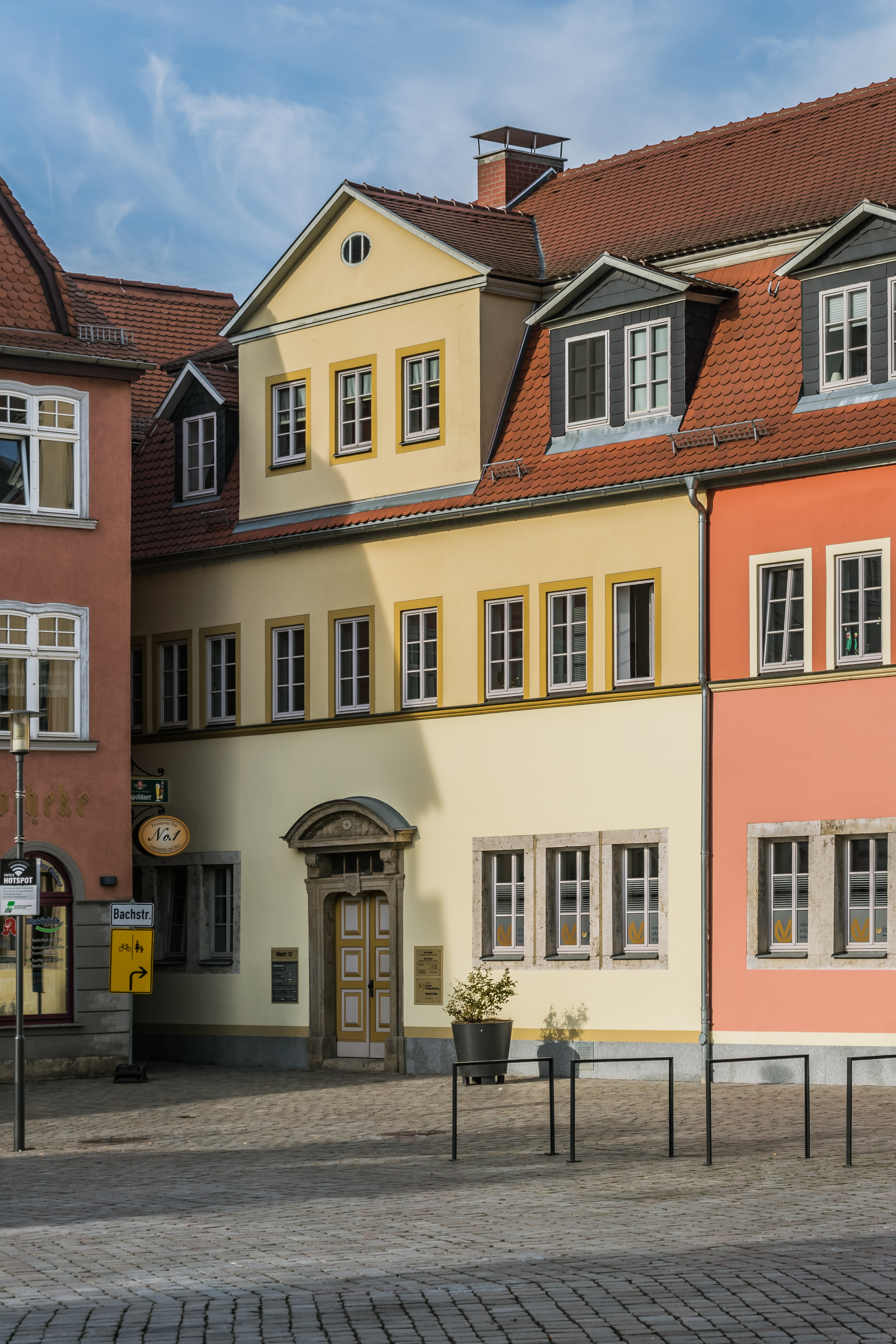
Gebäude Markt 12
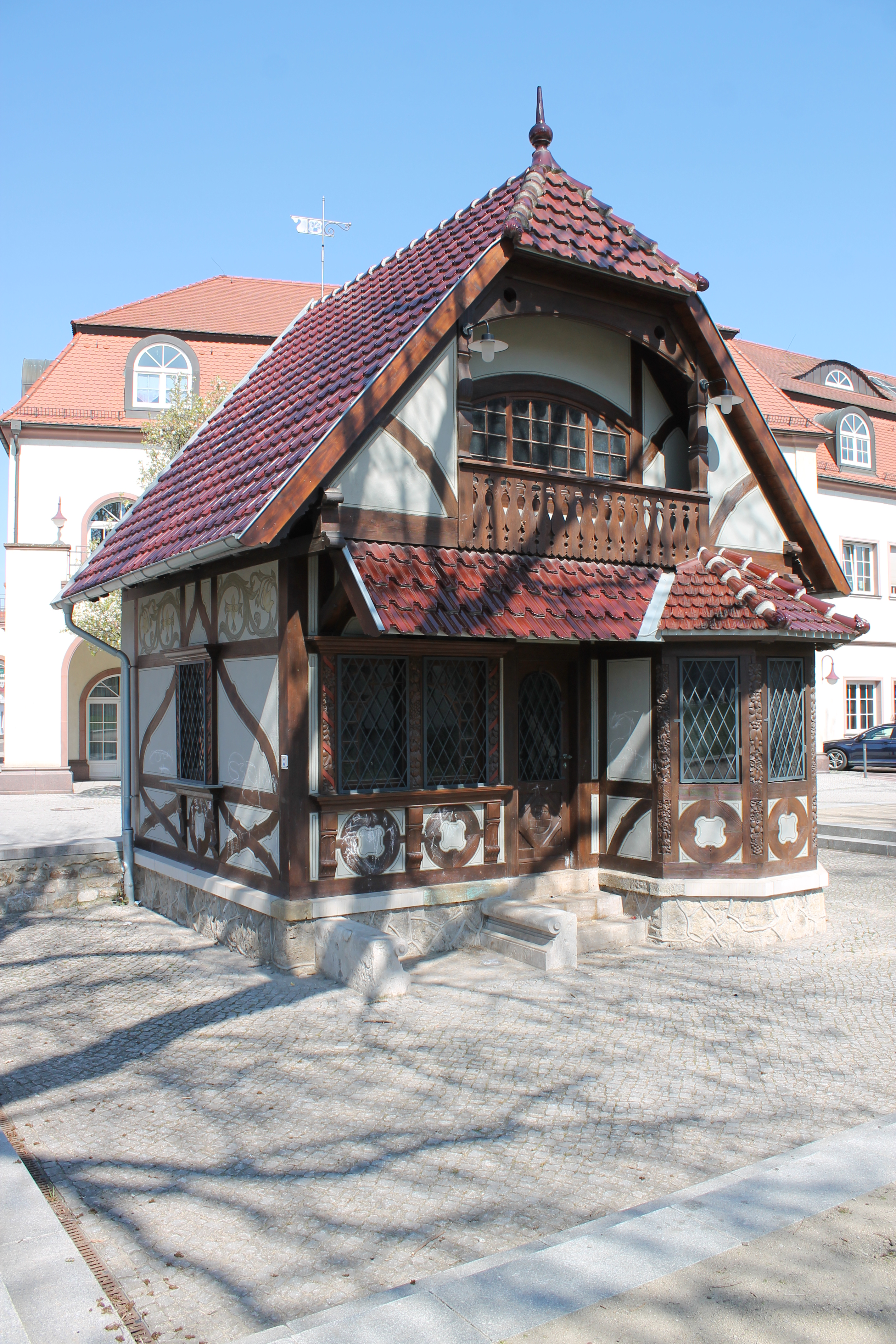
Gartenhaus am Darrplatz

### Sehenswürdigkeiten
Die Stadt wurde im 12. Jahrhundert von der weithin sichtbaren Burg, dem heutigen Schloss, dominiert. Unweit der Saale und an bedeutenden Heeresstraßen gelegen, bot die Burg an drei Seiten Schutz gegen Angriffe, während von Süden her ein ebener Zugang bestand. Im 16. und 17. Jahrhundert erfolgten bauliche Veränderungen der Burganlage. Aus jener Zeit stammt der noch erhaltene Vitzthumbau, in dem sich das Sachgebiet Kultur der Stadtverwaltung Apolda, das Standesamt, die Außenstelle Apolda der Musikschule Ottmar Gerster Weimar, der Apoldaer Kulturverein und der Fundus des Apoldaer Amateurtheaters befinden. Im Obergeschoss des Südwestbaus, errichtet im 19. Jahrhundert und 1999 saniert, wird ein Saal für Kleinkunstveranstaltungen und Konzerte genutzt.
Das Apoldaer Rathaus ist eines der ältesten Gebäude der Stadt. Ursprünglich stand es mitten auf dem Marktplatz. Es wurde abgerissen und an der Ostseite des Marktes 1558/1559 neu im Renaissancestil errichtet. Den charakteristischen Turm erhielt es erst 110 Jahre später. Das Rathaus und das gesamte Marktensemble stehen unter Denkmalschutz.
Der 95 Meter lange, 23 Meter hohe und etwa 8,80 Meter breite Apoldaer Viadukt wurde 1845/1846 aus Kalksandstein erbaut und durch den Verkauf von Eisenbahnaktien finanziert. Er gehört zur Thüringer Bahn von Halle nach Erfurt. Die Apoldaer Unternehmer kauften Aktien im Wert von rund einer Million Taler. Wegen des losen Untergrundes ruht der Viadukt auf 1336 Eschenholzpfählen, die 8,80 Meter tief im Boden verankert sind. Die Pfeiler der beiden Hauptbögen haben eine Breite von jeweils 2,97 m und wurden statisch als Stützpfeiler ausgebildet. Die lichte Weite der beiden kreisbogenförmigen Hauptgewölbe beträgt 12,65 m. Die erste Überquerung des Viadukts erfolgte am 3. Juni 1846 durch eine Pferdebahn. Die Arbeiten waren am 2. Dezember 1846 beendet und am 19. Dezember erfolgte die Übergabe des Streckenabschnitts Weißenfels − Weimar. Der Viadukt steht seit 1977 unter Denkmalschutz. Er wird täglich von fast 300 Zügen befahren.
Der Apoldaer Bahnhof steht an der Bahnstrecke Frankfurt/Main − Leipzig. Das heutige Bahnhofsgebäude wurde 1889 errichtet, nachdem das alte zweigeschossige klassizistische Empfangsgebäude 1884 vollkommen niedergebrannt und zwischenzeitlich ein Provisorium errichtet worden war. Das Gebäude aus Sandstein ist eine Stil-Mischung aus italienischer und deutscher Neurenaissance.
Der Bismarckturm mit einem quadratischen Grundriss steht an der B 87 am nördlichen Stadtrand auf einer Terrassenanlage von 6 m × 6 m, die über eine Außentreppe erreichbar ist. Über dem Eingangsportal befindet sich ein Bismarckwappen. Über eine Innentreppe mit 93 Stufen erreicht man eine Aussichtsplattform. Der Turm hat eine Höhe von 24 Metern und wurde am 25. September 1904 feierlich eingeweiht. Zu DDR-Zeiten trug er den Namen Friedensturm. Anfang der 1970er Jahre enthielt der Turm Sende- und Empfangsanlagen für terrestrisches Fernsehen und war damit für Besucher nicht mehr zugänglich. Von der Aussichtsplattform reicht der Blick nach Süden über die ganze Stadt bis hin zu den Höhen der Ilm-Saale-Platte. In Richtung Nordosten sind der Finnerücken sowie die Eckartsburg erkennbar.
Das Stadthaus, ein Jugendstilgebäude, wurde zwischen 1908 und 1910 durch die Städtische Sparkasse errichtet. Neben ihr hatte das Standesamt seinen Sitz. Die damalige Doppelnutzung ist an den beiden Portalen erkennbar: Über dem kleineren befinden sich zwei Eroten, und über dem größeren begrüßen ein Verschwender und ein Geizhals sowie die Göttinnen Fortuna (Glück) und Sapientia (Weisheit) die Besucher. Gegenwärtig befindet sich im Stadthaus ein Teil der Stadtverwaltung, außerdem wird es vom Stadtrat genutzt.
Die 1925/1926 erbaute Sparkasse befindet sich gegenüber dem Stadthaus.
Die Stadthalle aus dem Jahr 1995 ist das Veranstaltungs- und Tagungszentrum Apoldas. Sie befindet sich auf dem Gelände des Volkshauses aus der DDR-Zeit (vorher Bürgerverein). Das von der Apoldaer SPD zum neuen Volkshaus umgebaute ehemalige Gasthaus Zur Linde in der Bernhardstraße wurde in der DDR-Zeit vom DRK genutzt. Der Beschluss zum Bau der Stadthalle wurde am 17. Februar 1993 vom Stadtrat gefasst. Bereits drei Monate später, am 18. Mai 1993, begann man mit dem Abriss des Volkshauses. Am 28. März 1994 fand der symbolische erste Spatenstich für den Neubau und am 19. Januar 1995 das Richtfest statt. Die Stadthalle ist Austragungsort von Tagungen, Seminaren, Kongressen, Banketten und Konzerten.
Die Zimmermannsche Fabrik, das ehemalige Fabrikgebäude der Firma Christian Zimmermann & Söhne, das nach den Plänen des Architekten Karl Timler (1836–1905) von 1880 bis 1882 errichtet wurde, ist Sitz des Landratsamtes Weimarer Land. Ein Terrakottafries veranschaulicht den Weg der Wolle in der Strick- und Wirkwarenindustrie in einzelnen Szenen. Im Zweiten Weltkrieg war dort ein Zweigwerk der Rheinmetall Borsig AG untergebracht, in dem Teile für die Herstellung von Geschossen und Schrapnellen vorgefertigt wurden, die dann ab 1940 im „L-Werk“ als dem Werk 2 des Rheinmetall-Betriebes in die Endfertigung kamen. Die Arbeiten verrichteten bis zu 1800 Beschäftigte, darunter dienstverpflichtete deutsche Frauen und hunderte Zwangsarbeiter(innen), vornehmlich aus osteuropäischen Ländern, unter erbärmlichen Bedingungen. Dort kam es neben tödlichen Unfällen beim Umgang mit Sprengstoffen auch zu politisch motivierten Sabotageakten und Widerstandsaktionen, unter anderem durch den Techniker Kurt Weiland, für die das NS-Regime die Todesstrafe verhängte. Daran erinnert seit 2002 eine Gedenktafel am Eingang zum heutigen Landratsamt.
Das 1938/39 nach Plänen des Architekten Egon Eiermann errichtete beziehungsweise umgestaltete ehemalige VEB Feuerlöschgerätewerk im Eiermannbau wurde zu Beginn der 1990er Jahre teilweise stillgelegt. Dieses Werk war hervorgegangen aus der Total KG Foerstner & Co. die hier seit 1936 mit bis zu 370 Beschäftigten Feuerlöschgeräte und -anlagen für Kriegszwecke herstellte. Dessen Direktor Foerstner hatte Hitler zum „Wehrwirtschaftsführer“ ernannt; er setzte sich 1945 in die amerikanische Besatzungszone ab. Das Gebäude war von der Weberei Borgmann 1906/1907 errichtet worden. Die Total KG erwarb das Fabrikgebäude 1936 und beauftragte den Architekten Egon Eiermann mit der Planung eines Erweiterungsbaus im Anschluss an das ehemalige Webereigebäude. Das zurückgesetzte Dachgeschoss auf dem Erweiterungsbau wurde 1938/1939 errichtet. Seit 1993 war der unter Denkmalschutz stehende Industriebau ungenutzt und dem Verfall preisgegeben. Seit 2016 entwickelt die Internationale Bauausstellung (IBA) Thüringen den Eiermannbau zur Open Factory. Seit Mai 2018 hat sie ihren Geschäftssitz im Eiermannbau und sucht Mieter, die mit ihr die Fabrikhallen beleben.

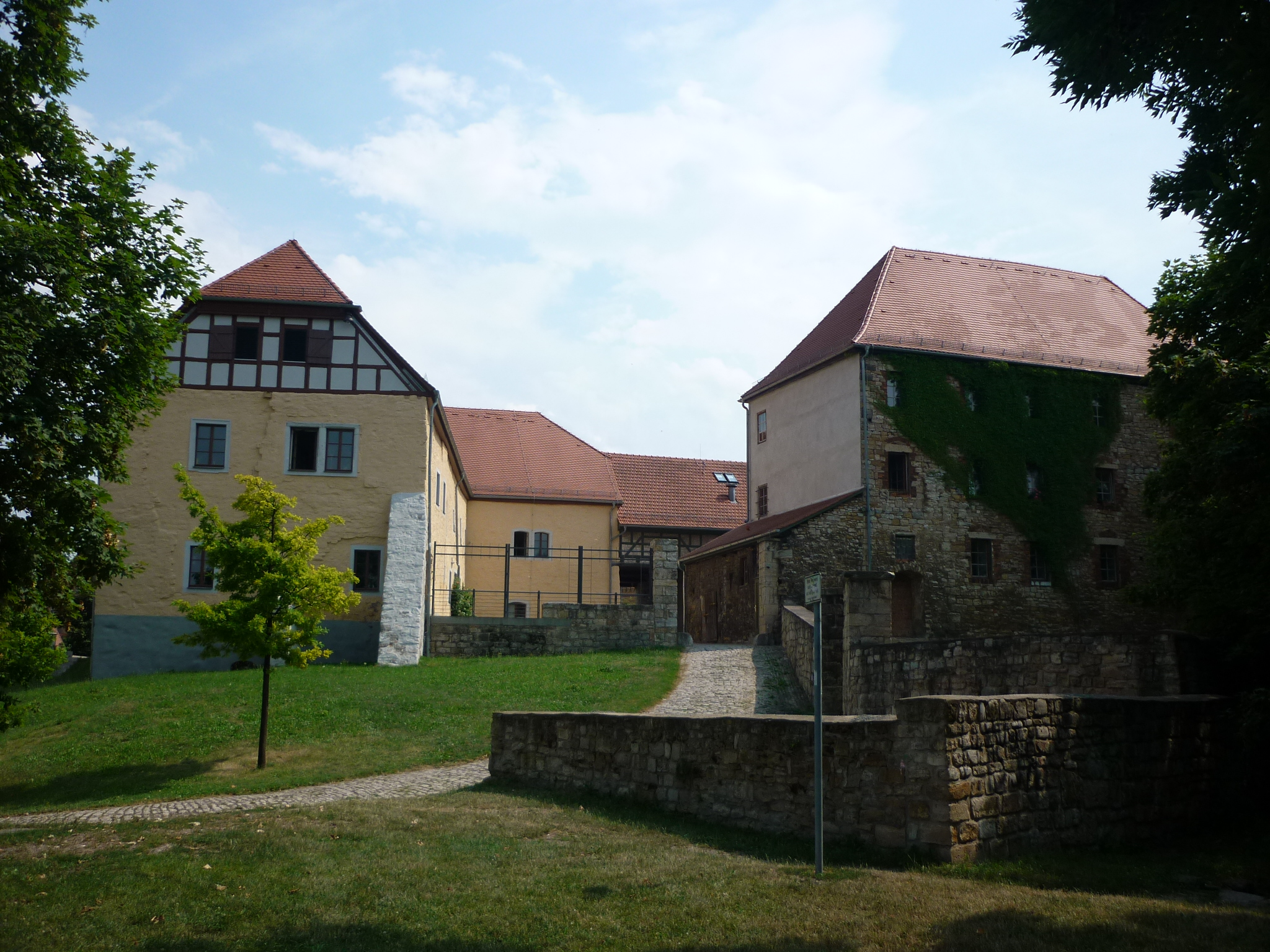
Das Schloss
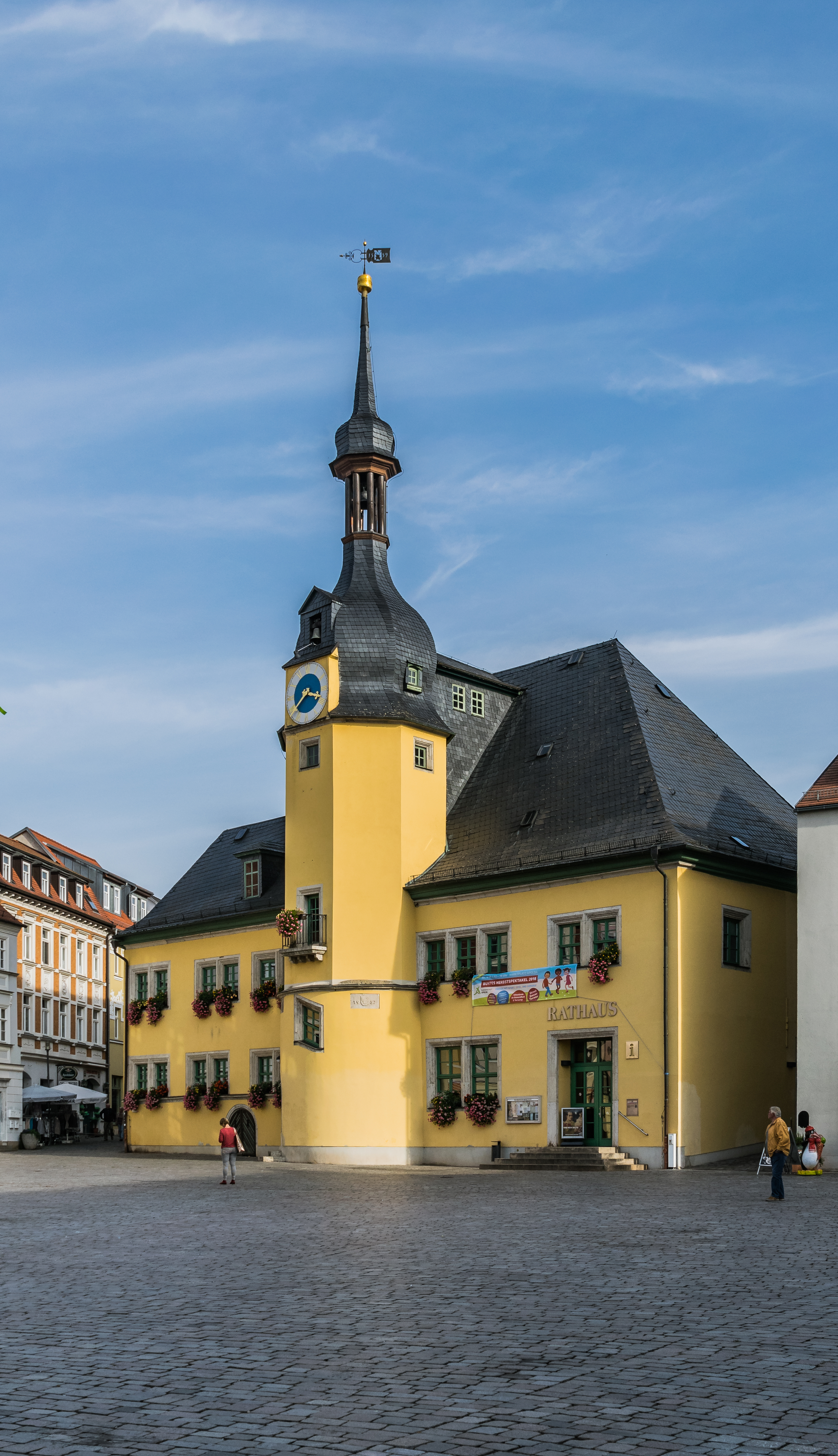
Das Rathaus
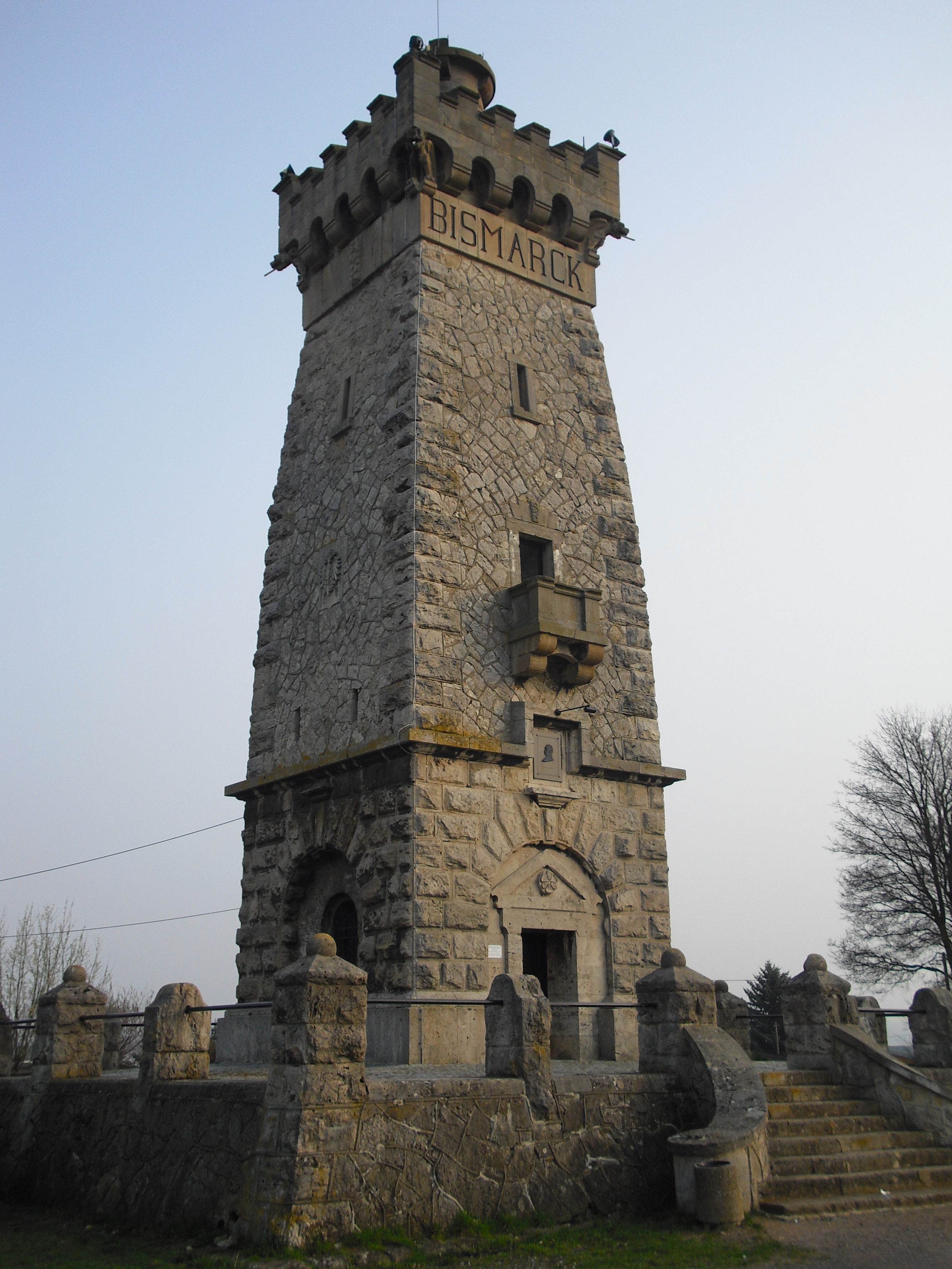
Der Bismarckturm
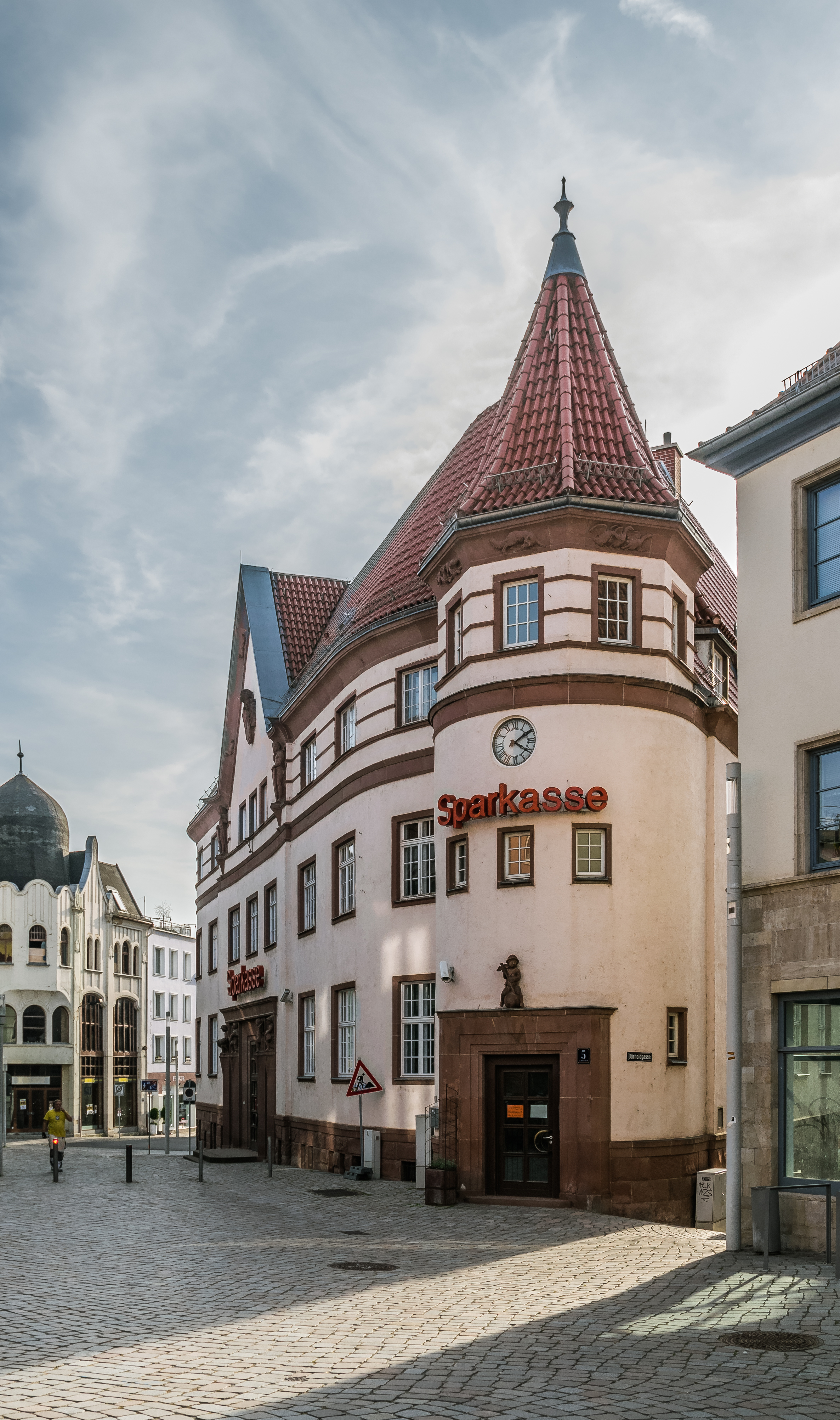
Die Sparkasse
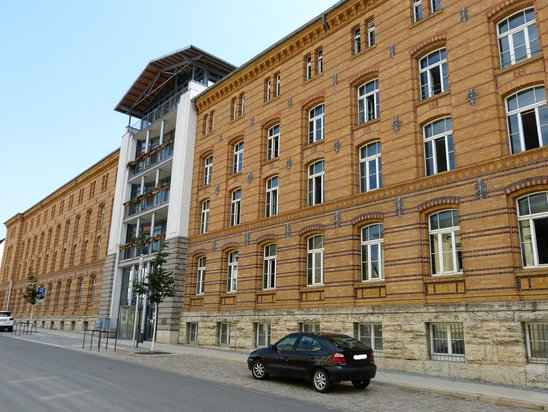
Der Zimmermannbau, heute Landratsamt

#### Museen und Ausstellungen

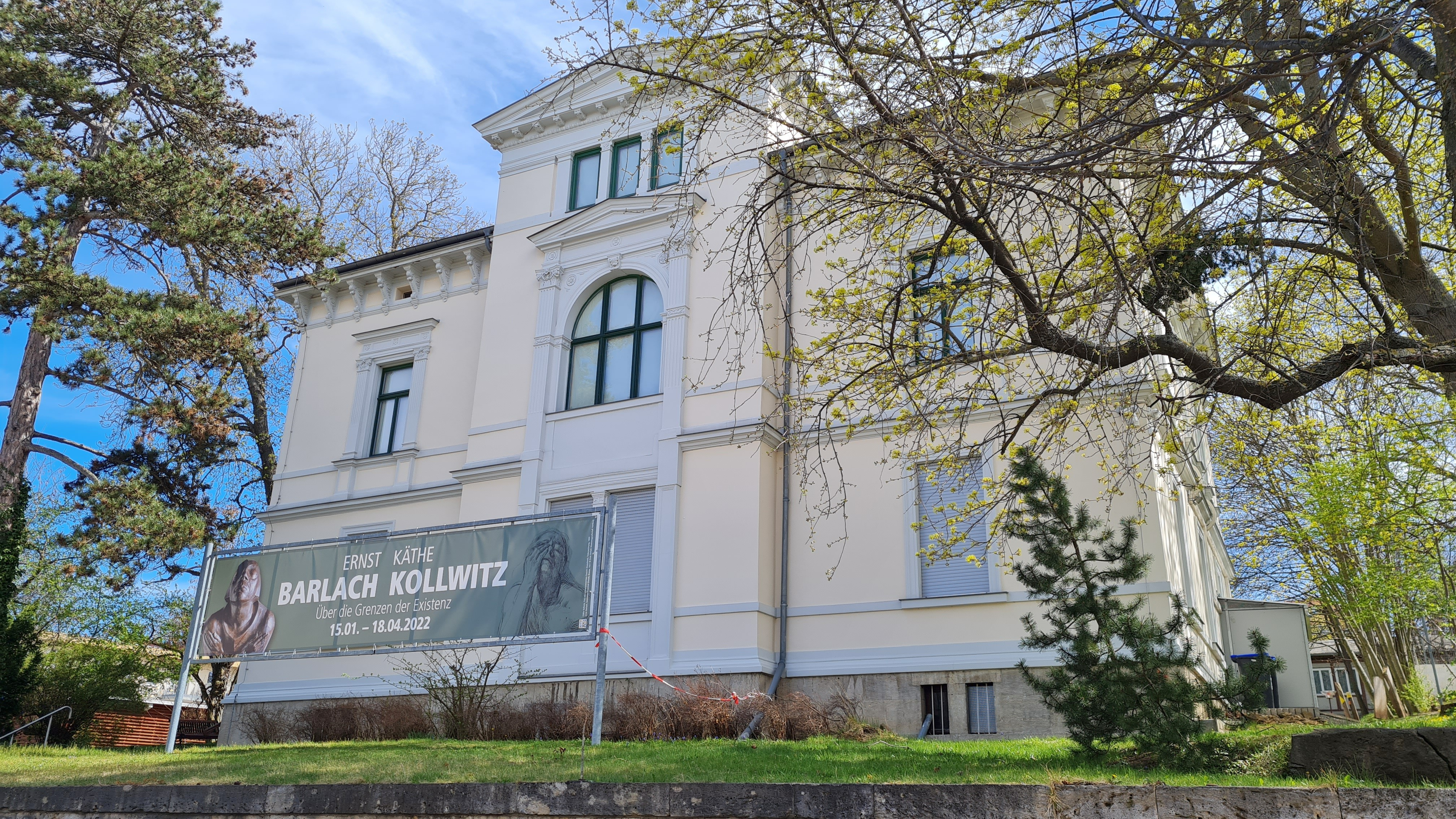
Kunsthaus Apolda Avantgarde

Das Kunsthaus Apolda ist eine zweigeschossige Villa im italienischen Landhausstil, die als Galerie genutzt wird. Seit 1995 ist es Sitz des Kunstvereins Apolda Avantgarde e. V. Die erste große Ausstellung, gewidmet den Malern Max Liebermann und Lovis Corinth am 18. Juni 1995, fand mit 8.000 Besuchern überregionale Beachtung. So zog die Dalí-Ausstellung, die erste ihrer Art, über 16.000 Besucher an. Im Jahr 2005 hatten Ausstellungen mit Werken der Künstler Aristide Maillol und Karl Lagerfeld, 2006 Picassos Frauen, Cocteaus Männer sowie Werke von Johannes Grützke und Camille Claudel regen Zuspruch. Außerdem finden regelmäßig Kunstvorträge und -auktionen sowie Vernissagen statt. Seit seiner Eröffnung im Juni 1995 hatte das Kunsthaus über 400.000 Besucher.
Das GlockenStadtMuseum Apolda wurde 1952 eröffnet. Es zeigt große und kleine Glocken aus mehreren Jahrhunderten sowie Erläuterungen zur Geschichte und Herstellung antiker und neuzeitlicher Glocken. Ferner beherbergt das Glockenmuseum Exponate zur Strick- und Wirkwaren-Produktion, die in Apolda eine ebenso große Tradition wie das Glockengießen hat. Zum Teil werden einmalig vorhandene Stücke und Maschinen gezeigt. Im Obergeschoss finden zudem ständig wechselnde Ausstellungen zu aktuellen Themen statt. Seit seiner Eröffnung finden regelmäßig Sonderausstellungen statt, die die ständige Ausstellung ergänzen und erweitern.
Die Dauerausstellung Olle DDR befand sich in einer Mehrzweckbaracke des ehemaligen Rates des Kreises der DDR aus dem Jahre 1963. Die Baracke beherbergte bis 1990 in verschiedenen Zeitabschnitten die Bereiche Vorsitzender und Sekretär des Rates, Kreisplankommission, Berufsausbildung/Berufsberatung, Kreisbauamt/Kreisarchitekt, Kulturamt, Jugend- und Sportamt, Org.-Instrukteur-Abteilung, Amt für Arbeit und den Parteisekretär. Dort wurden in 17 Räumen ungefähr 12.000 Exponate aus dem Alltagsleben im sozialistischen Staat präsentiert. Neben einer nachgestalteten Neubauwohnung konnten das Büro eines Parteifunktionärs und ein Betriebsschwesternzimmer besichtigt werden. Am 29. Juni 2020 musste die Ausstellung „Olle DDR“ aufgrund des Insolvenzverfahrens des Vereins EURATIBOR geschlossen werden. Landkreis und Stadt suchen nach einer Möglichkeit zur Unterbringung der Sammlung.
Am 3. Oktober 2018 wurde der Lern- und Gedenkort Prager-Haus nach zehnjähriger Zeit der Rekonstruktion eröffnet. Der Prager-Haus Apolda e. V. hält das Museum von April bis Oktober an den Wochenenden geöffnet. Der Lern- und Gedenkort besteht aus einem „Gang der Erinnerung“, der an 12 Jahre Nazidiktatur in der Stadt erinnert. Eine Galerie präsentiert Porträtaufnahmen von 21 der insgesamt 136 Opfer des Faschismus. In einem Museumsraum wird an jüdisches Leben im 20. Jahrhundert erinnert durch Glasvitrinen mit der Darstellung der Geschichte von vier jüdischen Familien. Im Obergeschoss ermöglicht die außerschulische Bildungsstätte die Betrachtung von Filmen und DVDs durch Schülergruppen.

#### Kirchen
Bereits in der urkundlichen Ersterwähnung Apoldas 1119 wird die Martinskirche genannt. Reste romanischen Mauerwerks sowie ein romanisches Altar-Fundament sind noch vorhanden. Durch Umbauten von 1674 bis 1700 erhielt sie ihre jetzige Gestalt. Sie gehört zu den markanten Gebäuden der Stadt, da sie unter anderem eine Schweifkuppel besitzt. Die Kirche lag ursprünglich außerhalb der nicht mehr vorhandenen Stadtmauer am Zusammenfluss von Herressener und Schötener Bach. Das barocke Kirchenschiff ist mit seinen drei Emporen höher als der gotische Chor. In der Kirche befinden sich die Grabmale des Grafengeschlechts derer von Vitzthum.
Die Lutherkirche ist ein evangelisches Gotteshaus, dessen Baustil der Neugotik zuzurechnen ist. Sie befindet sich in der Stadtmitte am Melanchthonplatz und ist das größte der vier Apoldaer Gotteshäuser. Die Lutherkirche wurde von dem Berliner Architekten Johannes Otzen entworfen und von 1890 bis 1894 erbaut. Von außen ist die Anlehnung an den für Thüringen unüblichen Stil der Backsteingotik auffällig. Die Orgel der Lutherkirche wurde 1893 von Wilhelm Sauer erbaut und ist ein typisches Instrument der deutschen Spätromantik.
1884 hatte sich eine kleine katholische Gemeinde in Apolda gebildet. 1886 wurde eine katholische Schule eingerichtet, in der Gottesdienste stattfanden. Die Räumlichkeiten reichten für die wachsende Gemeinde bald nicht mehr aus. Deshalb erwarb das zuständige Bistum Fulda 1892 ein Grundstück an der Stobraer Straße für den Bau einer Kirche und eines Schul- und Pfarrhauses. Am 1. März 1893 begann der durch Sammlungen finanzierte Bau der neugotischen, dreischiffigen Hallenkirche. Die von dem Architekten und Erzbischöflichen Baudirektor Max Meckel aus Frankfurt am Main erbaute St.-Bonifatius-Kirche wurde am 30. September 1894 geweiht. Die Orgel mit 23 klingenden Registern stammt von Martin Schlimmbach aus Würzburg.
Das jüngste der vier Kirchengebäude Apoldas ist das Gotteshaus der Neuapostolischen Kirche in der Karl-Marx-Straße 1, das 1955 mit einem Kostenumfang von 60.000 Mark der DDR errichtet wurde. Die finanziellen Mittel wurden von den Mitgliedern der Gemeinde selbst aufgebracht. Im Jahre 1967 erhielt die Kirche eine neue Orgel aus der Werkstatt von Rudolf Böhm aus Gotha.

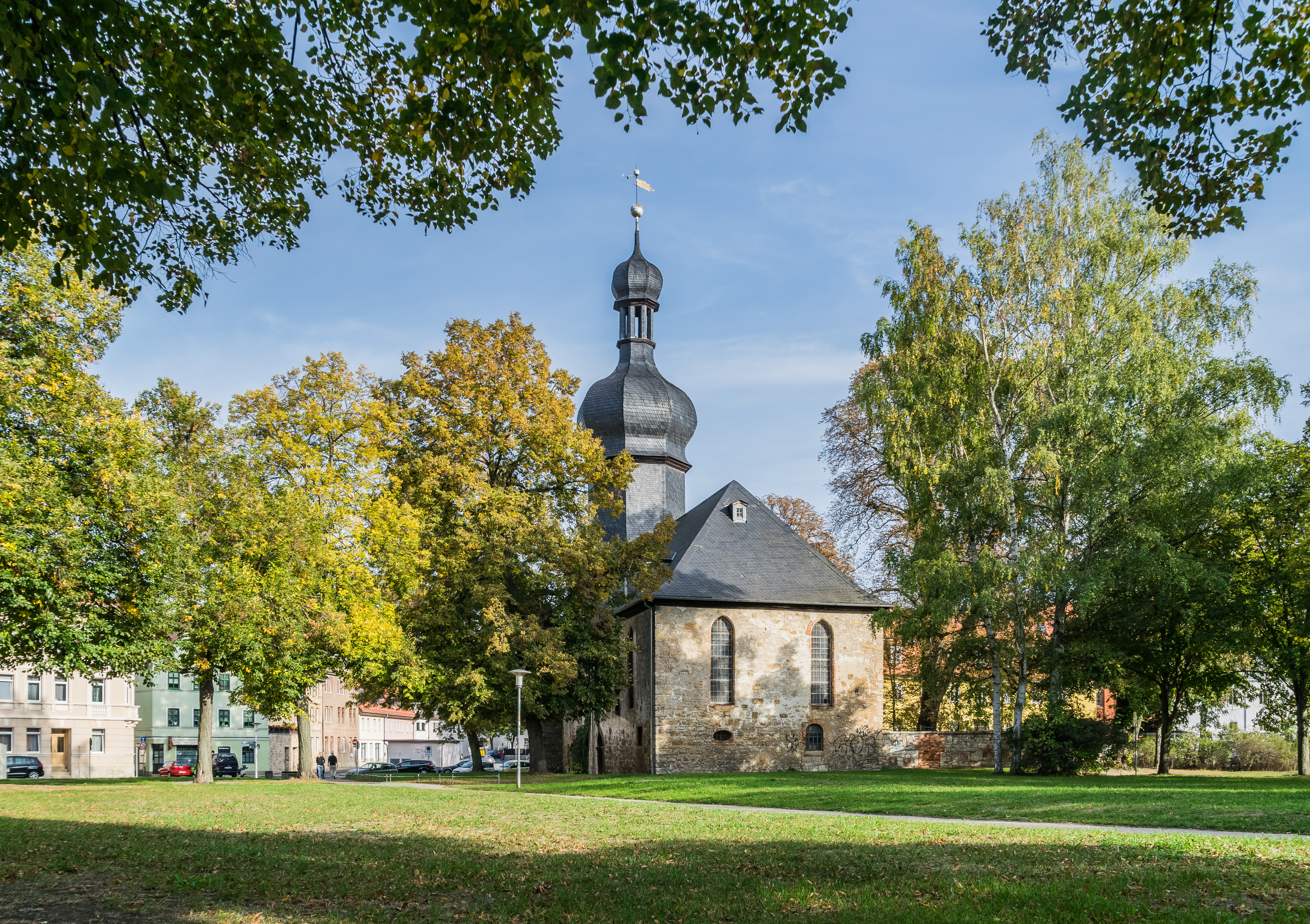
Martinskirche
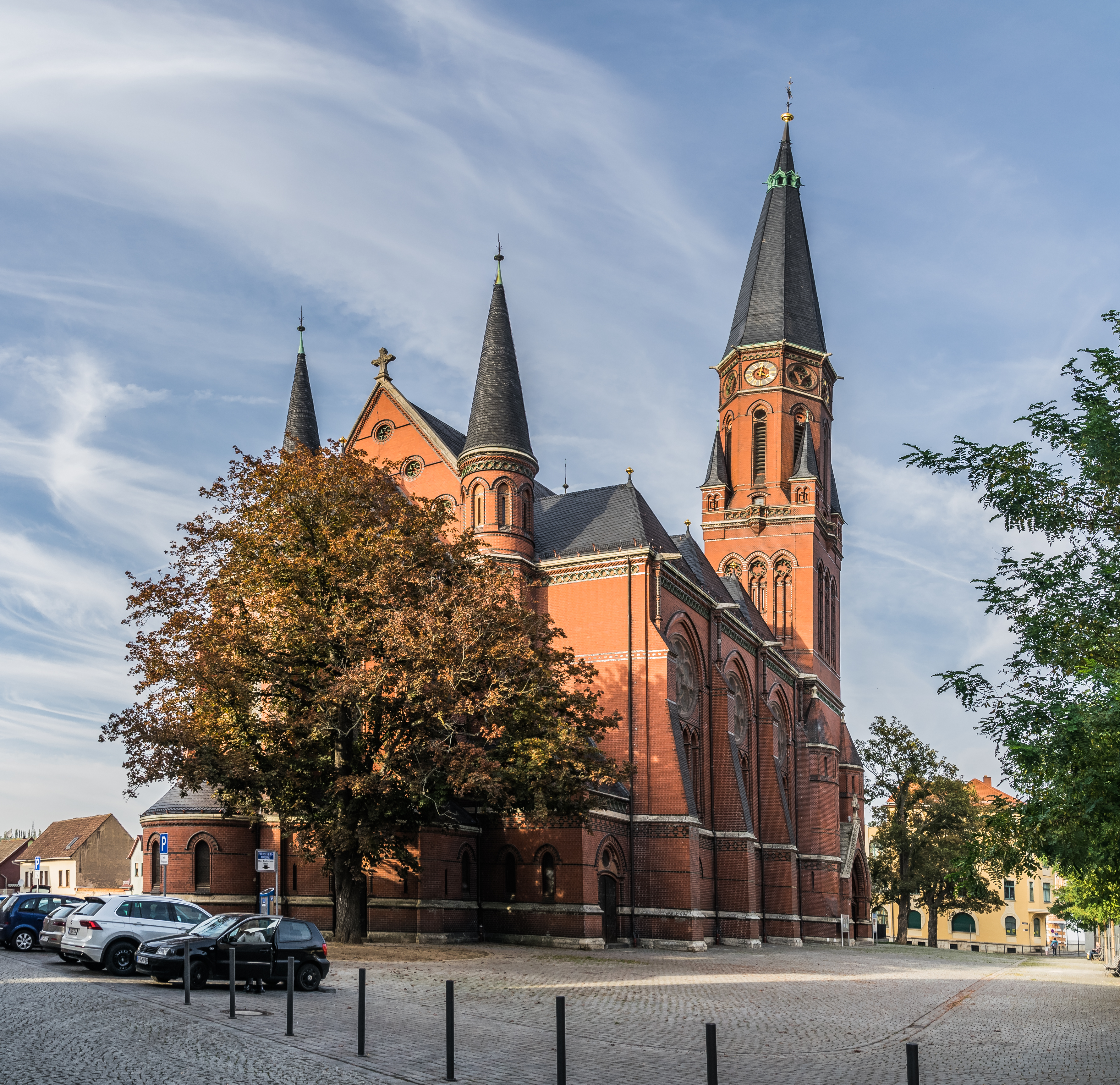
Lutherkirche
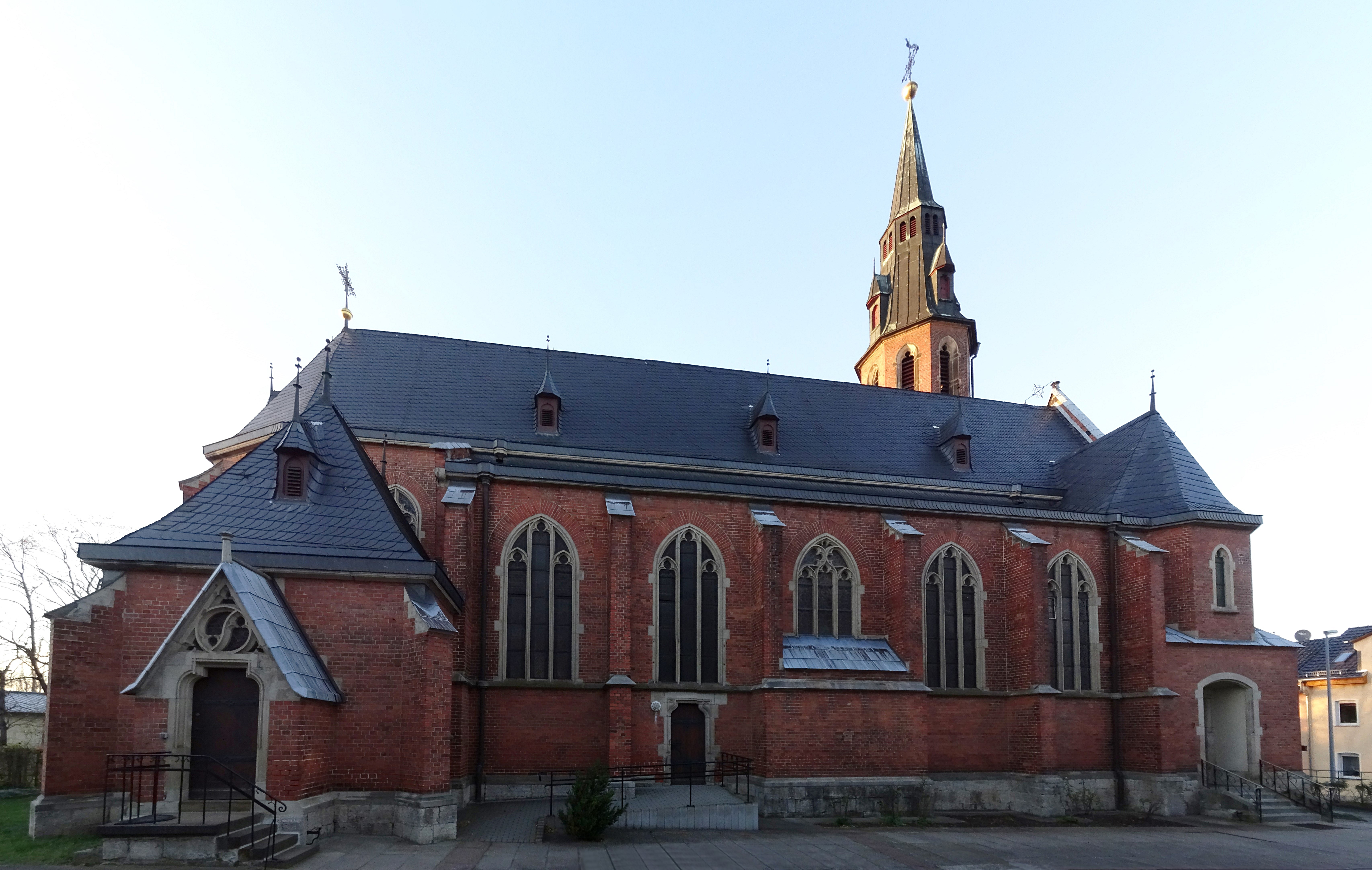
St.-Bonifatius-Kirche
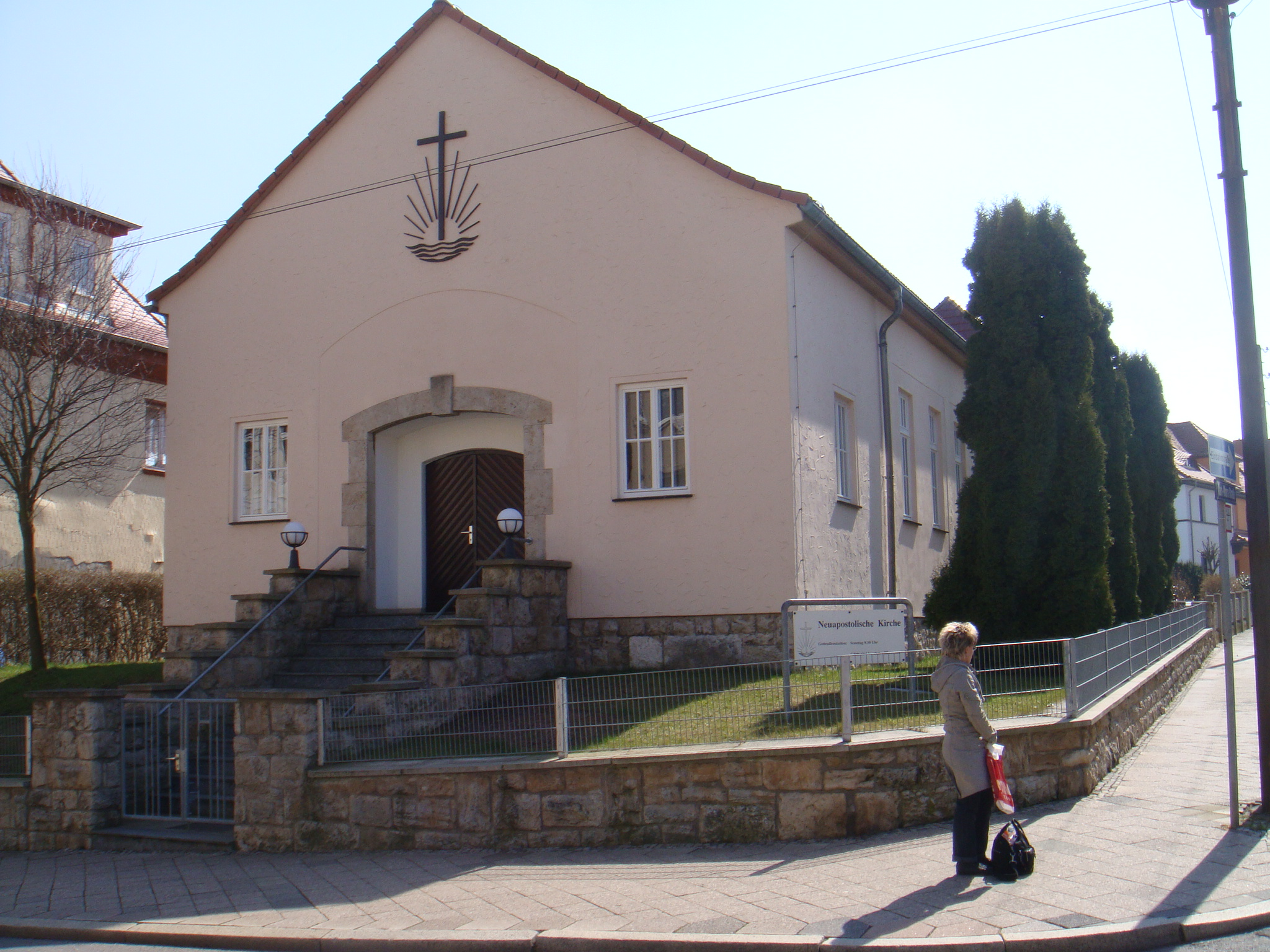
Neuapostolische Kirche

#### Kino und Theater

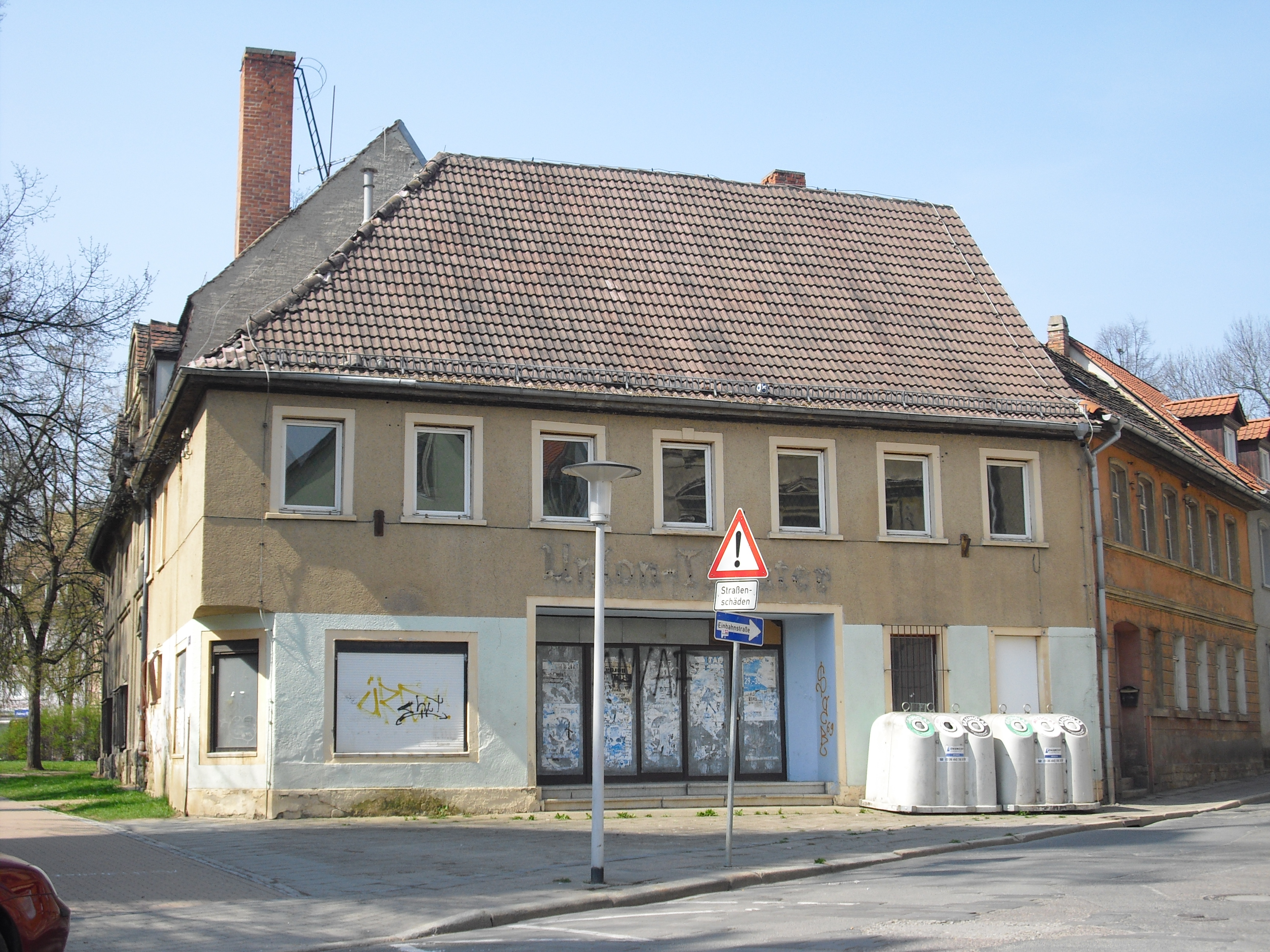
Ehemaliges Kino „Union-Theater“, abgerissen 2011

Bis Anfang der 1990er Jahre gab es in Apolda zwei Kinos. Das 1914 mit 370 Sitzplätzen eingerichtete Union-Theater war mit 160 Plätzen nach seiner Renovierung und dem Einbau einer Bar 1988 eines der größeren Klubkinos der DDR, in dem neben Filmvorführungen auch andere Veranstaltungen geselliger Art angeboten wurden. Anfang der 1990er Jahre ging der Kristall-Palast mit 666 Sitzplätzen an eine Kinokette und wurde ebenso wie das Union-Theater geschlossen. Seither gibt es in Apolda kein Kino mehr. Das Union-Theater wurde 2011 abgerissen, und der Kristall-Palast stürzte 2014 zusammen.
Mindestens seit dem Jahr 1896 wurde der Bühnensaal des sogenannten Krystall-Palasts in der Schillerstraße als Stadttheater genutzt, in dem namhafte auswärtige Bühnenensembles wie die Großherzoglichen Hoftheater von Weimar und Meiningen gastierten. Auf der Bühne des Bürgervereins fanden Gastspiele statt. Die Tradition des Laientheaters geht auf das Jahr 1910 zurück, damals unter der Leitung von Ernst Wagner. Seit etwa 1965 gab es weniger Aktivitäten. Erst 1990 wurde eine neue Laienspielgruppe des Kulturvereins unter der Leitung von Gisela Hollstein gegründet. 1997 machte sich das Apoldaer Amateurtheater selbständig. Die künstlerische Leitung hatte bereits 1995 Alfons Linnhofer, ein pensionierter Theatermann, übernommen. Von Januar 2001 bis April 2019 war Erika Block Regisseurin. Ihre Nachfolge in der Spielleitung trat im Mai 2019 Lukas Reuter an. Zum Repertoire gehören Boulevardstücke deutscher und englischer Komödien- und Kriminalkomödienschreiber wie zum Beispiel Curt Goetz, Loriot, Jack Popplewell, Oscar Wilde und George Bernard Shaw. Spielstätten sind der Saal des Schlosses Apolda und die Stadthalle. Kleinere Tourneen führten die Darsteller in verschiedene Orte Deutschlands. Aufgrund der Sanierung des Stadthauses ist das Schloss Apolda von 2023 bis mindestens 2026 durch die Stadtverwaltung belegt. Das Amateurtheater hat daher seit August 2022 eine neue Spielstätte in der Vereinsscheune des Heimatvereins in Utenbach gefunden. Auch die bisher dort ansässige Musikschule hat sich ein Ausweichquartier gesucht. Nach der Sanierung sollen beide Institutionen zurück ins Kulturzentrum Schloss Apolda ziehen. Am 10. November 2022 wurde dem Amateurtheater durch die Stadt der Apold'sche Stechapfel verliehen (siehe unten).

#### Glockenspiele

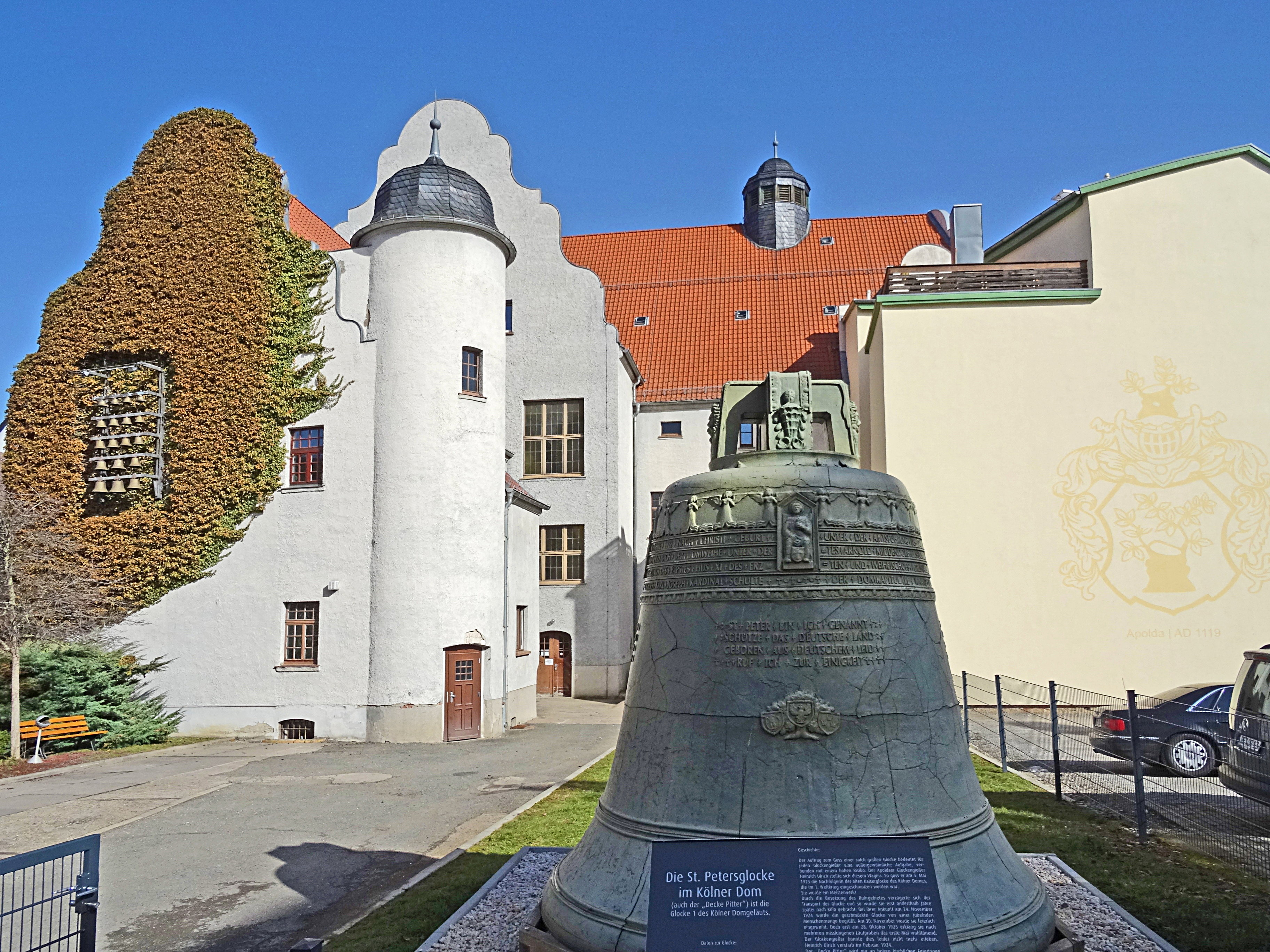
Glockenspiel am Stadthaus, im Vordergrund der Nachbau der St.-Peters-Glocke

Bereits 1977 gab es den Plan, ein großes Glockenspiel (auch als Carillon bezeichnet) einzurichten. Dieses wurde mit 40 Bronzeglocken von Peter Schilling und Margarete Schilling berechnet und 1989 in Waren gegossen. 1989 sollte es im Rahmen der Feierlichkeiten zum 700-jährigen Stadtjubiläum an einem zu errichtenden Glockenturm auf dem Schlossberg eingeweiht werden. Dieses Vorhaben wurde jedoch nicht realisiert; nur das Betonfundament, das man noch erkennen kann, wurde hergestellt. 1999 wurden 18 Glocken aus dem mittleren Tonbereich (fga–c2) zu einem kleinen Glockenspiel zusammengestellt, an der Rückseite des Stadthauses angebracht und beim ersten Weltglockengeläut am 31. Juli 1999 eingeweiht. Es wird elektronisch gesteuert und spielt täglich um 9:55, 11:55 und 16:55 Uhr je zwei Melodien.
Ein weiteres Glockenspiel befindet sich im Lichthof des Einkaufszentrums Glockenhof-Center im Norden Apoldas. Es umfasst 13 chromatisch abgestimmte Bronzeglocken mit Durchmessern von 19 bis 27 Zentimeter und Gewichten von 10 bis 21 Kilogramm. Drei Glocken davon wurden von der Familie Schilling finanziert. Die anderen zehn goss die Karlsruher Glocken- und Kunstgießerei Carl Metz GmbH mit der als Schilling-Rippe bezeichneten Bauform. Das Glockenspiel ist zu jeder vollen Stunde zu hören und spielt 40 verschiedene Melodien. Es erklang erstmals öffentlich am 3. November 1994 zur Einweihung des Glockenhof-Centers.
Ein aus acht Glocken bestehendes Glockenspiel aus dem oberen Tonbereich, das von Hand angeschlagen werden kann, ist im Glockenmuseum zu besichtigen. In der Lutherkirche befindet sich ein Glockenspiel aus sieben Glocken (A – H – cis – d – dis – e – fis), die ebenfalls von Hand angeschlagen werden. Sie befinden sich in einem Nebenraum der Empore und sind verkehrt herum aufgestellt.
Dank des Engagements von Margarete Schilling gehört die Stadt Apolda mit vier Stationen zur Straße der Musik:
- Villa Schilling in der Auenstraße 51 mit Sonnenuhrportal und Park,
- Gebäude der ehemaligen Glockengießerei Franz Schilling Söhne in der Robert-Koch-Straße/Bernhardstraße,
- Stadthaus mit Glockenspiel,
- GlockenStadtMuseum (Station 26)[42][43]

#### Denkmäler und Mahnmale

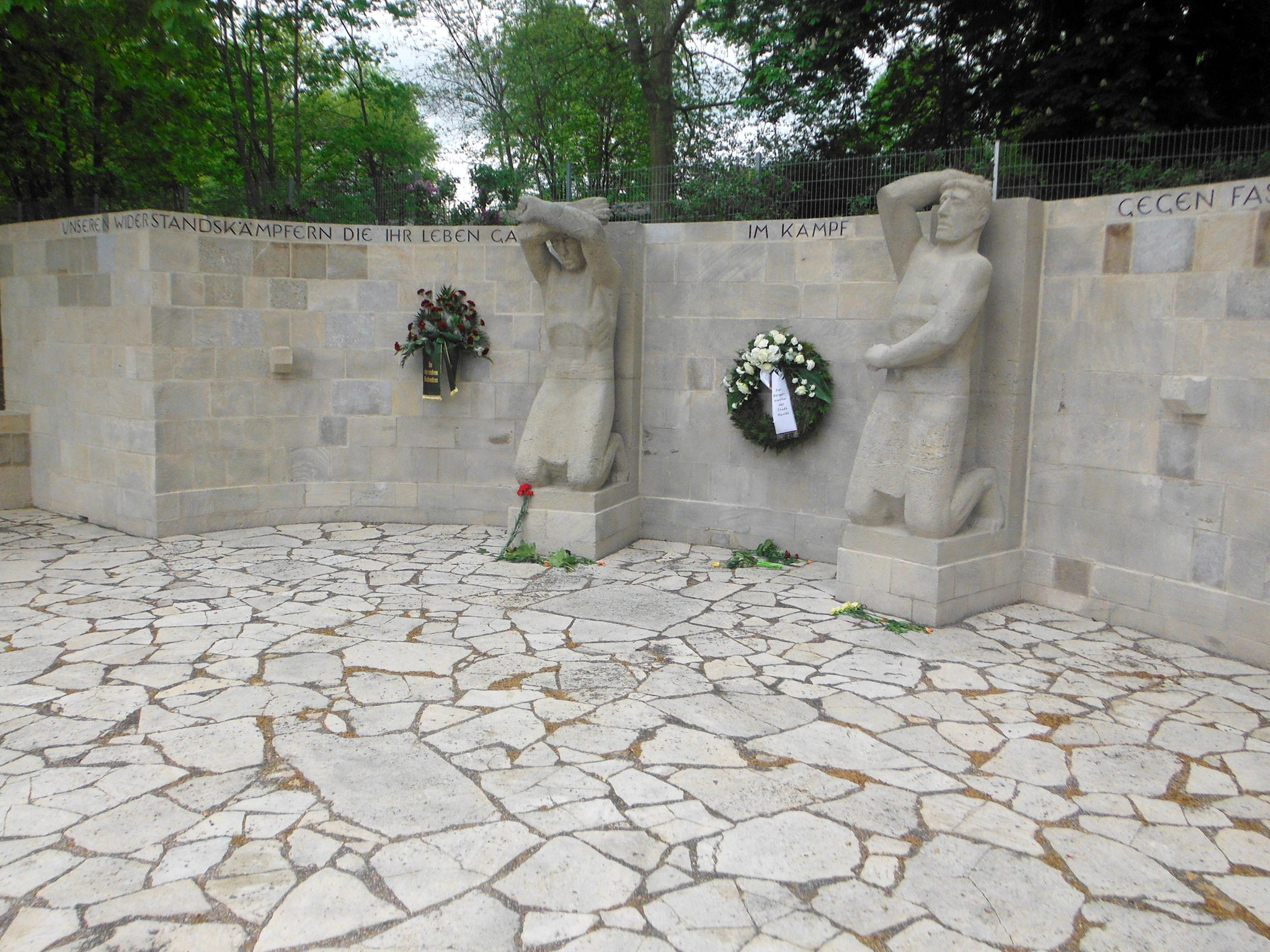
Mahnmal für die Opfer des Faschismus in der Bahnhofstraße

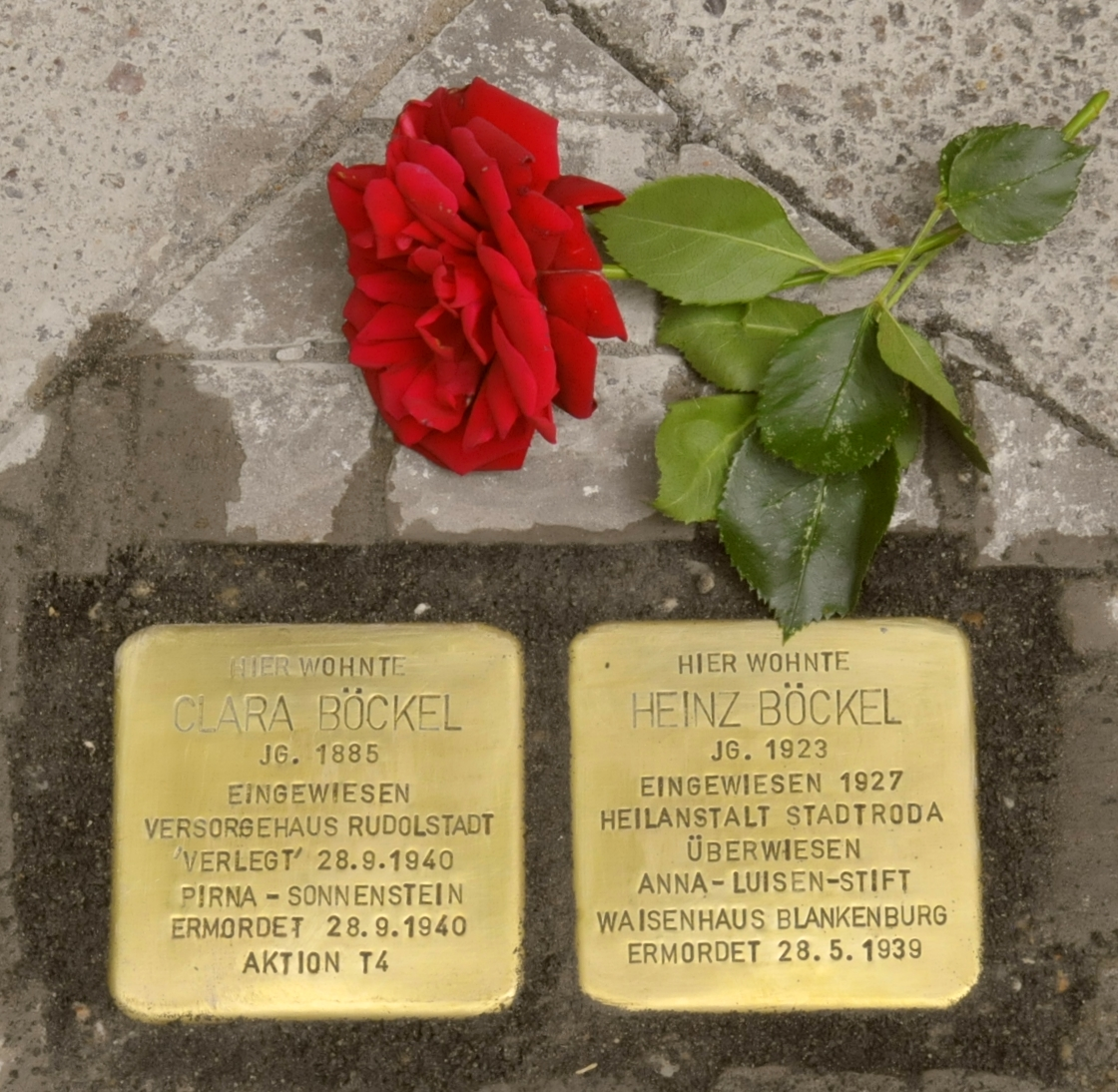
Stolpersteine für Familie Böckel in Apolda

Im Oktober 1951 wurde in der Bahnhofstraße das Mahnmal für die Opfer des Faschismus für 54 namentlich bekannte Apoldaer Opfer, 73 umgekommene ausländische Zwangsarbeiter und Zwangsarbeiterinnen und ihre Kinder, sechs standrechtlich erschossene Wehrmachtsdeserteure sowie für alle, die Widerstand gegen das nationalsozialistische Regime leisteten, durch den Landtagspräsidenten August Frölich eingeweiht. Die Anlage, die von dem Bildhauer Gustav Weidanz aus Halle-Giebichenstein entworfen wurde, trägt die Inschrift: „Unseren Widerstandskämpfern, die ihr Leben gaben im Kampf gegen Faschismus, für Freiheit, Einheit und Frieden“. Das Mahnmal verfiel seit Jahren. Im Jahre 2015 wurde die Denkmalanlage im Rahmen der Vorbereitung auf die Landesgartenschau 2017 einer gründlichen Restaurierung unterzogen. Dazu erschien eine kunsthistorische Studie über Entstehung und Botschaft dieses bedeutenden Kunstwerks.
Neben diesem Denkmal für alle Opfer des Faschismus erinnert die Stadt mit Gedenktafeln an die Opfer des politischen Widerstands und der Zwangsarbeit; so an die kommunistischen Widerstandskämpfer Helene Fleischer (1941 im Landeskrankenhaus Stadtroda ermordet) am Haus Christian-Zimmermann-Straße 15 und Johann Ollik (1945 von Gestapo-Beamten im Weimarer Marstall erschlagen) am Haus Lauthsweg 1. Sozialdemokratische Regimegegner wurden mit einer Gedenktafel für Hermann Schiering (1944 in Brandenburg-Görden ermordet) am Haus Franz-Mehring-Straße 7 und für August Berger (1945 im KZ Sachsenhausen ermordet) am Haus Lessingstraße 71 geehrt. Diese beiden Gedenktafeln für sozialdemokratische Opfer wurden nach Aufhebung ihrer Denkmalwürdigkeit 1993 entfernt und sind seither unauffindbar. Für den parteilosen Widerstandskämpfer Kurt Weiland (1945 in Brandenburg-Görden ermordet) wurde am Haus Königstraße 5 eine Gedenktafel angebracht und für 73 Zwangsarbeiter und Zwangsarbeiterinnen, darunter 33 Kinder, der Sowjetische Ehrenhain mit Obelisk auf dem Städtischen Friedhof angelegt.
Außerdem gibt es in Apolda ein Mahnmal für den Frieden von 1930. Es war ursprünglich als Kriegerdenkmal für die im Ersten Weltkrieg gefallenen Soldaten angelegt worden. In seinem Inneren befand sich auf einem Steinblock eine Pietà mit einer Frau und zwei verwundeten und sterbenden Jünglingen. Diese Bronze-Plastik des jüdischstämmigen Bildhauers Richard Engelmann wurde nach einer Propagandakampagne gegen das „undeutsche Machwerk“ auf Betreiben der NSDAP-Ortsgruppe 1941 in einer Nacht- und Nebel-Aktion entfernt und verschrottet. In den 1980er Jahren wurde das Denkmal-Relikt zum Friedensmahnmal umgestaltet. An den Innenwänden des Hexagons ist in deutscher, polnischer, russischer, englischer, französischer und vietnamesischer Sprache der Schriftzug „Frieden“ angebracht.
Nahe dem jetzigen Amtsgerichtsgebäude erinnert ein Gedenkstein: „Den Opfern stalinistischer Gewaltherrschaft. Hier begann im Herbst 1945 der Leidensweg von 19 unschuldigen Apoldaer Jugendlichen. Durch ein sowjetisches Militärtribunal zum Tode verurteilt und erschossen: (es folgen fünf Namen von Jungen im Alter von 17 und 18 Jahren). In Straflagern kamen ums Leben: (Namen von vier Jungen im Alter von 15 bis 18 Jahren). 10 der Verurteilten überlebten Folter und Qual“.
Seit dem 7. Mai 2008 erinnern drei von dem Kölner Aktionskünstler Gunter Demnig vor ihrem letzten Wohnhaus verlegte Stolpersteine an das Schicksal der jüdischen Familie Prager, die von den Nationalsozialisten verfolgt und Opfer der Shoa wurde. Am 6. Oktober 2008 wurden weitere neun Stolpersteine in Apolda verlegt. Der 2007 gegründete Prager-Haus-Verein engagiert sich für die Sanierung und Nutzung des jüdischen Wohn- und Geschäftshauses in der Bernhard-Prager-Gasse als Stätte der Erinnerung und Begegnung. 2013 wurden erstmals drei Stolpersteine für Euthanasie-Opfer und ein weiterer Stein für ein polnisches Zwangsarbeiterkind gelegt. Bis 2018 sind insgesamt 70 Steine für jüdische Einwohner, Widerstandleistende aus der Arbeiterschaft, Wehrmachtsdeserteure, Euthanasie-Opfer und Zwangsarbeiterinnen und ihre Kinder im Stadtgebiet verlegt worden.
Von Mitte bis Ende September 2010 wurde die heutige Gedenkstätte Lern- und Erinnerungsort Prager-Haus von Unbekannten zweimal mit der Ablage eines Schweinekopfs geschändet.
Auf dem 2019 neu gestalteten Platz an der Martinskirche befindet sich das der Hunderasse Dobermann und ihrem Züchter und Namensgeber Karl Friedrich Louis Dobermann gewidmete Dobermann-Denkmal mit der Darstellung einer Dobermannfamilie. Der Entwurf stammt von der Bildhauerin Kerstin Stöckel aus Kapellendorf. Der vorherige Standort befand sich in der Teichgasse.

#### Parks und Naherholungsgebiete
Die Schötener Promenade wurde bereits 1878 angelegt. Sie führt vom Zentrum Apoldas bis zum Ortsteil Schöten. Schautafeln informieren über Pflanzen und Tiere in dem Naturschutzgebiet. Dort liegt unter anderem die Motocross-Rennstrecke „Am Tannengrund“. Das Wasser der in Stein gefassten Bonifatiusquelle fließt in den Schötener Bach. In der Stadtchronik heißt es dazu: Es entspringt aus einem Felsen, dem einzigen in der ganzen Gegend, ein frischer Quell. Das Volk nennt ihn Bonifatiusbrunnen und erzählt, daß er durch die Kraft dieses Heiligen, der hier lehrte und predigte, entsprungen sei.
1930 wurde ein Ehrenmal für die Gefallenen des Ersten Weltkriegs errichtet mit der Inschrift: „Apolda Seinen Gefallenen Söhnen 1914–1918“. Im Nationalsozialismus trug die Schötener Promenade den Namen „Hermann-Löns-Park“. Die August-Bebel-Straße verläuft vom Eingang der Promenade bis zum Stadthaus, wo sie in die Bachstraße mündet; sie hieß früher „Schötener Grund“. Dort wurde aus Anlass des „17. Thüringer Sänger-Bundes-Festes“ vom 19. bis 21. Juli 1890 in Apolda ein Sängerstein in Form eines Obelisken aufgestellt, den eine Lyra ziert.
Die Herressener Promenade befindet sich im Süden von Apolda. Erste bauliche Maßnahmen fanden dort bereits 1880 statt. Das Bachufer wurde befestigt; kleine Kaskaden wurden angebracht. Wie bei der Schötener Promenade bieten sich dem Spaziergänger ständig wechselnde Landschaftsbilder. Der Lohteich entstand 1911 und 1912 und hat eine Wasserfläche von 7.400 Quadratmetern. Der „Friedensteich“ oder „Friedensparkteich“ mit der Wasserfläche von 15.000 Quadratmetern wurde 1924 bis 1926 angelegt. Im Rahmen der Landesgartenschau 2017 wurde die Promenade grundhaft saniert und als eine der beiden Kernzonen genutzt.
Seit 1926 findet auf der Festwiese der Herressener Promenade das Park- und Heimatfest statt. In der Zeit des Nationalsozialismus wurde der hintere Teil der Promenade, damals „Adolf-Hitler-Park“, zu einem Aufmarschplatz mit Tribünen für Propaganda-Veranstaltungen umgebaut. Der Verschönerungsverein unter dem Vorsitzenden Max Wiener ließ 1937 eine Säulenhalle für den Aufmarschplatz projektieren, die wegen des bald begonnenen Krieges nicht mehr ausgeführt wurde. Die Reste der Tribünen wurden in den 1990er Jahren abgerissen.
Beide Promenaden wurden in den 1920er Jahren vom Verschönerungsverein ausgebaut und dienen als Naherholungsgebiete mit der Möglichkeit zu ausgedehnten Spaziergängen. Sie werden durch die Ringpromenade und durch den Ringwanderweg am Rande der Stadt ergänzt.
Der dreigliedrige Paulinenpark am GlockenStadtMuseum gewährt mit Terrassen- und Glockengarten Einblicke in die „klingende“ Geschichte der Stadt. Der großzügig angelegte Landschaftspark mit altem Baumbestand in Richtung Bahnhof lädt zum Flanieren und weiteren Entdeckungen ein. Das Kunsthaus Apolda Avantgarde befindet sich direkt daneben. Die Parkbezeichnung geht auf Pauline Brandes zurück. Als Tochter des Strickwarenfabrikanten Franz Kreiter 1850 in Apolda geboren, würdigt die Namensgebung ihr soziales Engagement vor über 100 Jahren in der Stadt. Neben wohltätigen Einrichtungen an der Bürgerschule, engagierte sie sich in zwei Stiftungen für bedürftige Einwohner. Das ehemalige Grundstück der Familie Kreiter/Brandes ging im Rahmen der Realisierung der Landesgartenschau 2017 im Parkgelände auf.

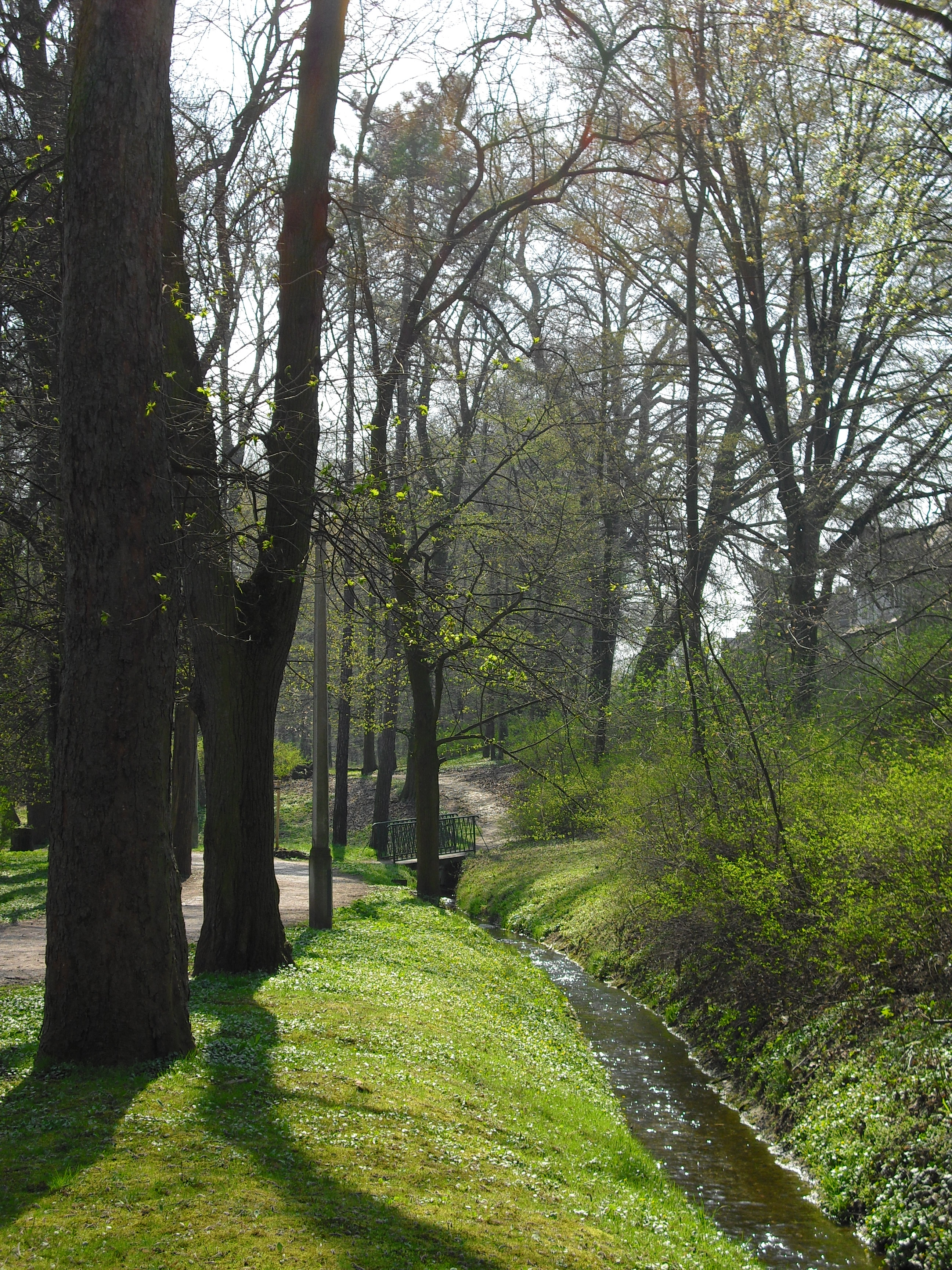
Schötener Promenade
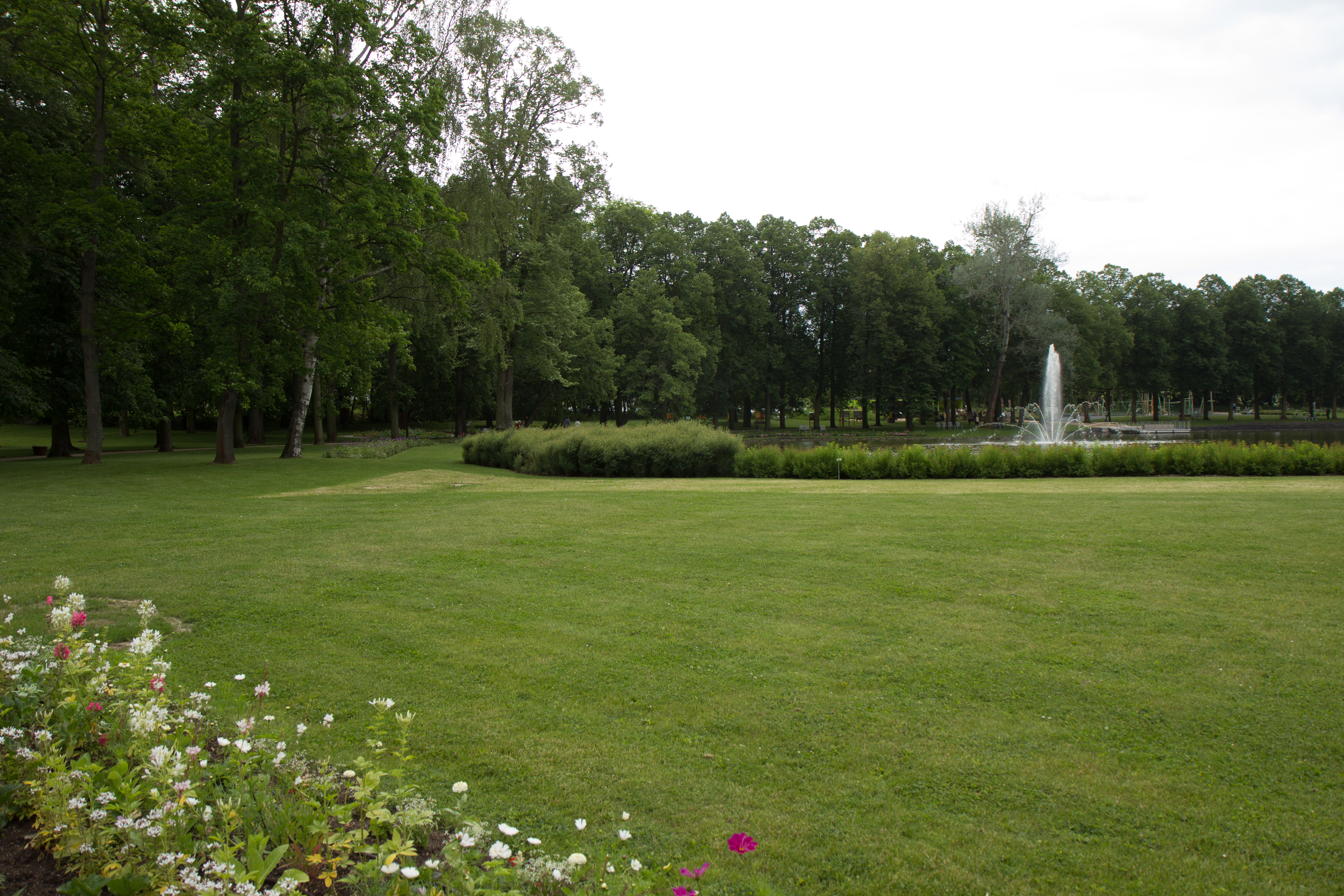
Herressener Promenade im Sommer
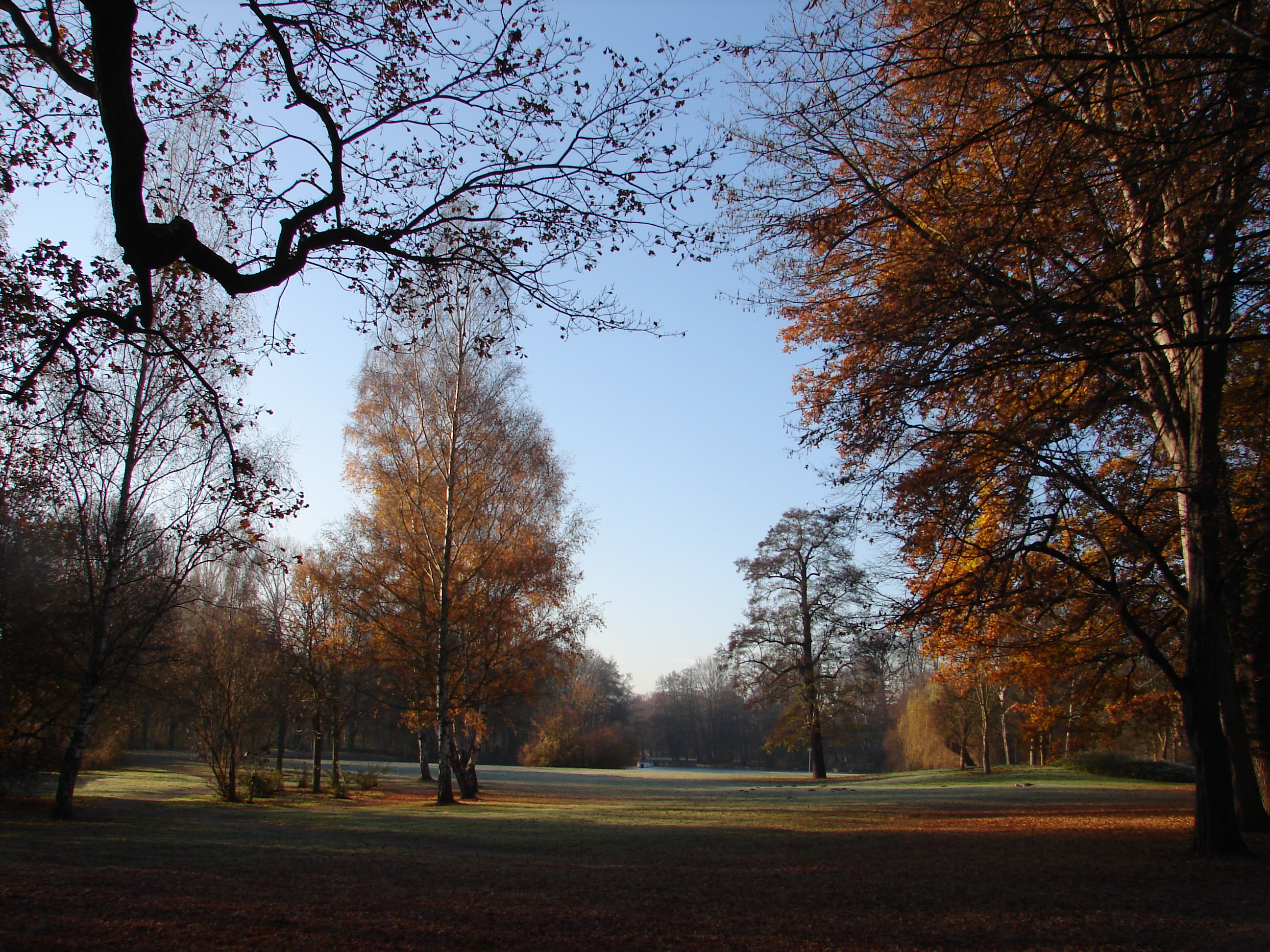
Herressener Promenade im  Herbst
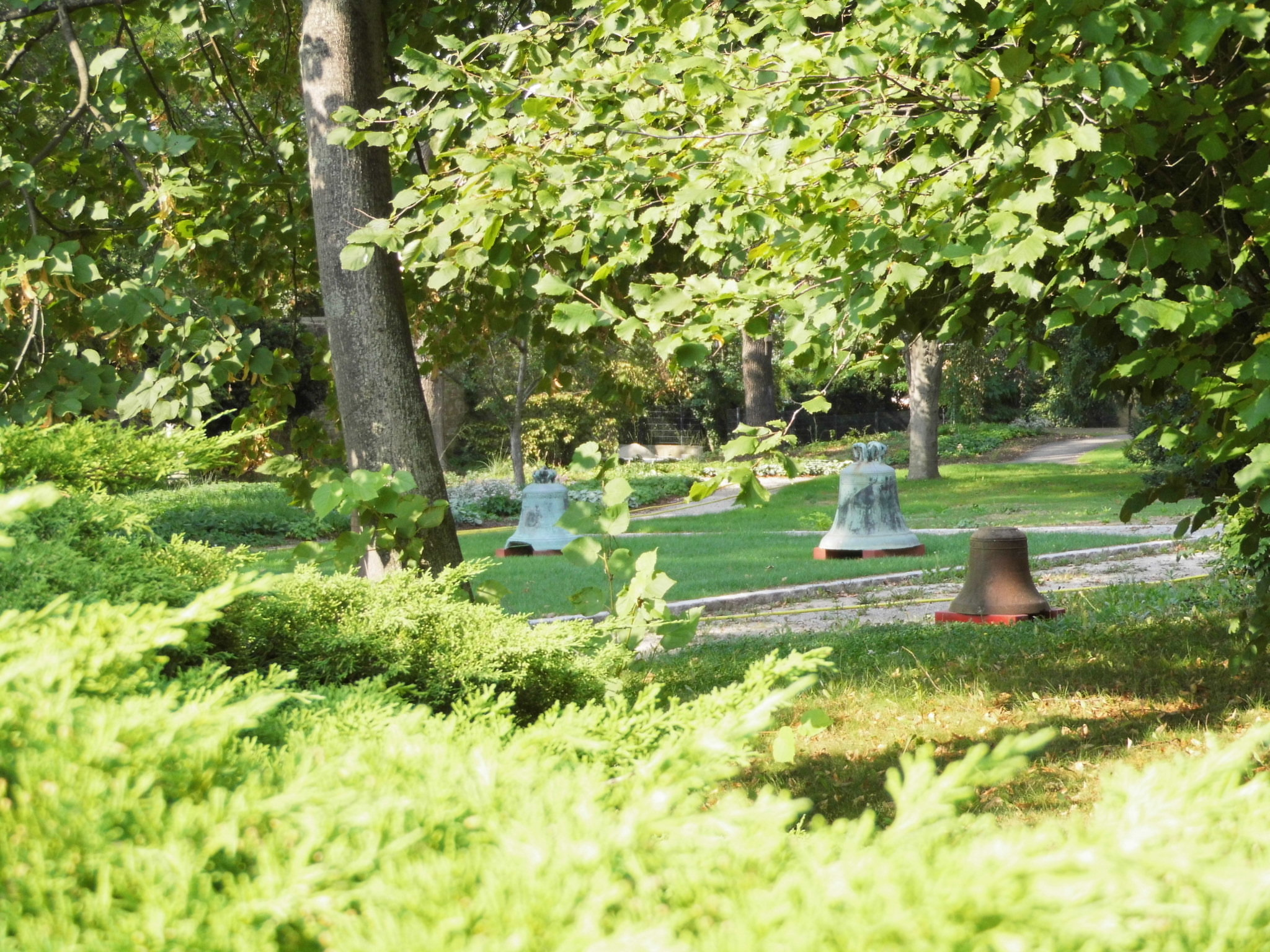
Glocken im Paulinenpark

### Sport

Preistafel Jahnbund Apolda 1930er Jahre (Wanderpreis Geräte-Siebenkampf)

Die Turn- und Sportbewegung setzte in Apolda 1842 ein. Vier Jahre später wurde der Schulsport eingeführt. 1848 gab es erstmals einen Turnrat und ein Jahr danach eine Turngemeinde. Seitdem gründeten sich verschiedene Turn- und Sportvereine. Der größte war der Turnverein Jahnbund e. V. Apolda. Sie wurden alle 1945 aufgelöst. Ab 1946 wurden zahlreiche Vereine neu gegründet, die zum Teil bis nach 1990 bestanden. Andere, die in der DDR-Zeit zu Gemeinschaften zusammengeschlossen worden waren, gründeten sich nach der politischen Wende neu.
Obwohl Apolda weder Sommer- noch Wintersportzentrum ist, hat die Stadt einige Olympiasieger und Medaillengewinner hervorgebracht. Der bekannteste Apoldaer Olympiasieger ist Wolfgang Hoppe. Er gewann 1984 bei den Olympischen Spielen in Sarajevo zwei Goldmedaillen im Bobfahren und hatte in den darauffolgenden Jahren immer wieder olympische Erfolge. Er ist der einzige Ehrenbürger der Stadt. In derselben Sportart ist Martin Putze erfolgreich. Bei den Olympischen Winterspielen 2006 in Turin gewann er Gold im Viererbob mit dem Piloten André Lange. Auch die ehemalige Leichtathletin Sigrun Siegl kommt aus Apolda. Sie war 1976 in Montréal Olympiasiegerin im Fünfkampf und verwies Christine Laser, ebenfalls aus Apolda, auf den zweiten Platz. Olympiasiegerin wurde Sybille Schmidt im Doppelvierer (Rudern) 1992 bei den Olympischen Spielen in Barcelona.

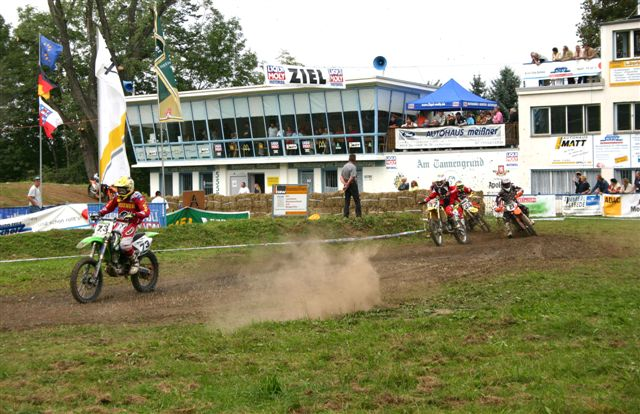
MSV-Rennen auf der Motocross-Strecke am Tannengrund

Seit mehr als 50 Jahren werden in Apolda Deutsche und Internationale Meisterschaften im Motocross ausgetragen. Der MSC Tannengrund Apolda im ADAC e. V. feierte 2006 als Veranstalter sein fünfzigjähriges Bestehen. 2007 wurde das hundertste internationale Rennen auf der Strecke im Tannengrund ausgetragen.
Der Fußball ist nach der Auflösung des SC Apolda mit den Klubs VfB Apolda und BSC Apolda vertreten. Der Apoldaer Leichtathletikverein erzielte nationale und internationale Erfolge mit Titeln bei Deutschen, Mitteldeutschen und Thüringer Meisterschaften. Zu den größten sportlichen Erfolgen zählen der Vizeweltmeistertitel bei der 16. Senioren-Weltmeisterschaft 2005 in San Sebastian/Spanien und der Vizeweltmeistertitel bei der 2. Senioren-Hallenweltmeisterschaft in Linz/Österreich. Die 1. Männer- sowie 1. Frauenmannschaft des Handballsportvereins Apolda 1990 e. V. spielt in der Saison 2019/2020 in der Mitteldeutschen Oberliga und somit in der vierthöchsten deutschen Spielklasse.
Die größten sportlichen Veranstaltungen im Jahr sind das Handball-Rasenturnier, der Stadtlauf, der Silvesterlauf und das Internationale Apoldaer Schachopen.
In Apolda gibt es das Hans-Geupel-Stadion, das Geschwister-Scholl-Stadion und in der Aue die Sportstätte Große Aue. Außerdem stehen zwei Turnhallen, eine Sporthalle, eine Tennisanlage mit Halle und je ein Freibad und eine Schwimmhalle mit Sauna zur Verfügung. Im Norden Apoldas befinden sich eine Kegel- und zwei Bowlingbahnen. In den Ortschaften Zottelstedt und Oberroßla bestehen weitere Sportanlagen.

### Regelmäßige Veranstaltungen
Mitte Mai findet in Apolda das Bornfest statt. Es entstand auf Initiative des Apoldaer Brunnen-Vereins, der seit 1993 besteht. Zu diesem Fest werden alle Brunnen in der Stadt und die Bonifatiusquelle in der Schötener Promenade von Kindern verschiedener Kindertagesstätten und Schulen mit Blumen, Schleifen und frischem Grün geschmückt. Die Kinder bieten an den Brunnen kleine Vorführungen dar, und Schulchöre untermalen das Fest mit Liedern über das Wasser.
Die Apoldaer Vereinsbrauerei veranstaltet seit 2002 jährlich den Apoldaer Biersommer. Höhepunkte der Veranstaltung 2005 waren ein Vergleich der Weimarer Boxstaffel gegen eine Auswahl aus Berlin und Mecklenburg-Vorpommern sowie die Radsternfahrt mit dem Ziel Vereinsbrauerei Apolda. Alljährlich wird der Apoldaer Bierkönig gekrönt.
Der Fasching wird in Apolda schon sehr lange gefeiert. Bereits vor der Wende zum zwanzigsten Jahrhundert veranstalteten die Turnvereine närrische Feste. Mit einem Aufruf der NSDAP Apolda und ihren Gliederungen DAF und KdF begann 1934 die Tradition des Faschingsumzuges. Die Feier der Volksgemeinschaft sollte Klassenkämpfe und Klassengegensätze vergessen machen. Nach der Unterbrechung im Zweiten Weltkrieg und in der Nachkriegszeit zogen 1953 die Narren wieder durch die Stadt. 1968 und 1984 wurde der Faschingsumzug von den städtischen Behörden verboten. Traditionell wird jedes Jahr am 11.11. die Herrschaft über das Rathaus von den vier Apoldaer Faschingsvereinen (AFC, FCT, LFC und FFG) bis Aschermittwoch übernommen. Der Apoldaer Faschingsclub e. V. (AFC) besteht seit 1972; sein Schlachtruf ist: Apolle hinein. Aus dem AFC gingen die 1. Thüringer Guggenmusiker Apolda e. V. hervor, gegründet am 11. November 2000 als die Sacktrommler des AFC. Diese sind mittlerweile überregional bekannt geworden, zum Beispiel durch Auftritte bei den Biathlon-Weltmeisterschaften 2004 bis 2011 und zum Weltcup 2005 in Oberhof. Im Februar organisiert der AFC mit Karneval- und Faschingsvereinen aus Erfurt und Wasungen in Apolda einen der größten Faschingsumzüge in Thüringen. Der Verein Faschings Freunde Gramont e. V. (FFG), gegründet am 27. Mai 2005, ist ein weiterer Karnevalsverein der Stadt. Er wirkt jährlich bei der MDR-Fernsehproduktion Herrliches Närrisches Thüringen mit. Der Lindwurmfaschingsclub Apolda e. V. (LFC), veranstaltet den Apoldaer Bluesfasching.
Die Nacht der Mode wird mit einer Modenschau auf dem Marktplatz veranstaltet. Sie ist mit der Verleihung des Apolda European Design Award verbunden, der seit dem Start 1993 zu einem Sprungbrett für talentierte Mode-Designer geworden ist und zu den meistgeschätzten Wettbewerben für Mode-Design zählt. 2002 wurden erstmals europäische Mode-Hochschulen mit ihren Diplomanden in das Projekt eingebunden. Der Apolda European Design Award hat sich zu einer Talentschmiede für den europäischen Mode-Nachwuchs entwickelt und ist mit 50.000 Euro Preisgeld einer der größten Modewettbewerbe in Europa. Modeschöpfer wie Rudolph Moshammer, Wolfgang Joop, Karl Lagerfeld oder Willy Bogner senior traten hierbei in vergangenen Jahren als Schirmherren auf.
1904 bis 1928 wurden in der Apoldaer Firma Apollo-Werke AG Rennautomobile der Marken „Piccolo“ und „Apollo“ hergestellt. Aus dieser Tradition heraus wurde 1994 das erste Apoldaer Oldtimer-Schlosstreffen durchgeführt. Seither findet diese Veranstaltung jeweils am ersten Juni-Wochenende statt. Das Oldtimer-Schlosstreffen stand in den vergangenen Jahren jeweils unter einem besonderen Motto.
Seit 1926 wird alljährlich 14 Tage nach Pfingsten das Park- und Heimatfest veranstaltet. 1954 ließ die Stadt die Tradition nach fünfzehnjähriger Zwangspause in den Kriegs- und Nachkriegsjahren mit dem Fest der 10.000 Lichter wieder aufleben. Das Fest wird mit zahlreichen Veranstaltungen auf der Festwiese in der Herressener Promenade gefeiert.
Die Apoldaer Kabarett-Tage finden seit 1992 im September im Städtischen Kulturzentrum Schloss Apolda statt. Bei den sechs Veranstaltungen treten sowohl Amateurkabaretts als auch Profis auf.
Am letzten September-Wochenende findet zusammen mit dem Oldie-Abend und dem Bockbieranstich der Vereinsbrauerei Apolda der Zwiebelmarkt statt. Im Zentrum der Stadt präsentieren über 300 Händler Zwiebelprodukte aller Art, überwiegend aber kunstvoll geflochtene Zwiebelzöpfe.
Das Handwerk der Glockengießerei wurde ab 1722 in Apolda betrieben. Obwohl seit einigen Jahrzehnten keine Glocken mehr gegossen werden, trägt die Stadt aus Tradition den Beinamen Glockenstadt. Am 31. Juli 1999 fand als Beitrag zum damaligen Kulturstadtjahr in Weimar das erste Apoldaer Weltglockengeläut statt. Nach 2003, 2007 und 2012 wird es seitdem im fünfjährigen Rhythmus wiederholt.
Seit einigen Jahren findet der Weihnachtsmarkt – nur noch verkürzt auf das erste Adventswochenende – zusammen mit dem Lichterfest statt, was sich positiv auf die Besucherzahlen und Atmosphäre ausgewirkt hat.
Während der Landesgartenschau 2017 fanden zahlreiche Konzerte auf der Festwiese in der Herressener Promenade statt. Mit dem Apoldaer Musiksommer soll seit 2018 an diese Konzerte angeknüpft werden. Dabei finden an einem Sommer-Wochenende verschiedene Konzerte mit nationalen und internationalen Künstlern statt. Bisher aufgetreten sind beispielsweise Roland Kaiser, Sarah Connor, Silbermond und Die Fantastischen Vier.

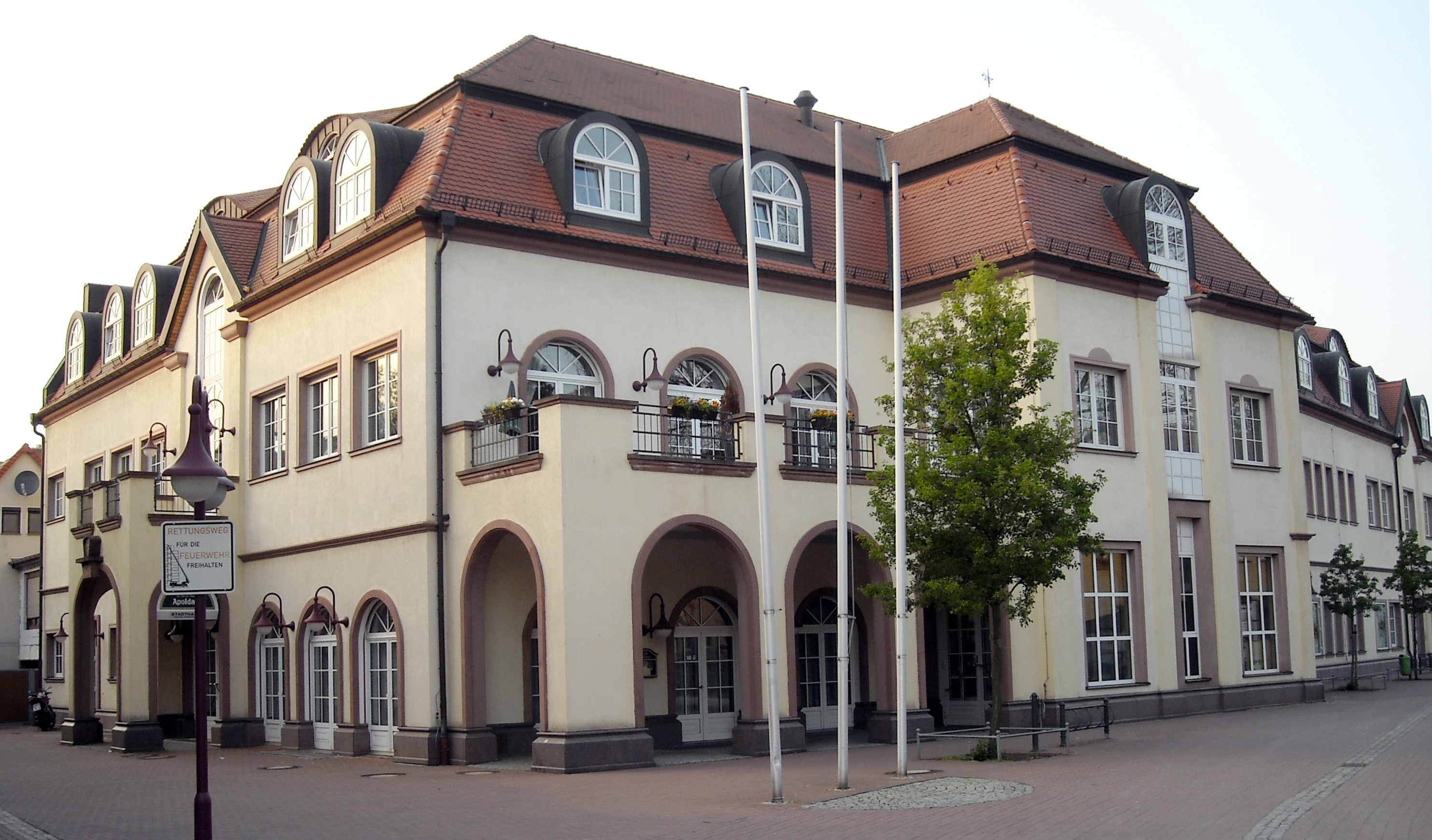
Veranstaltungs- und Kongresszentrum Stadthalle
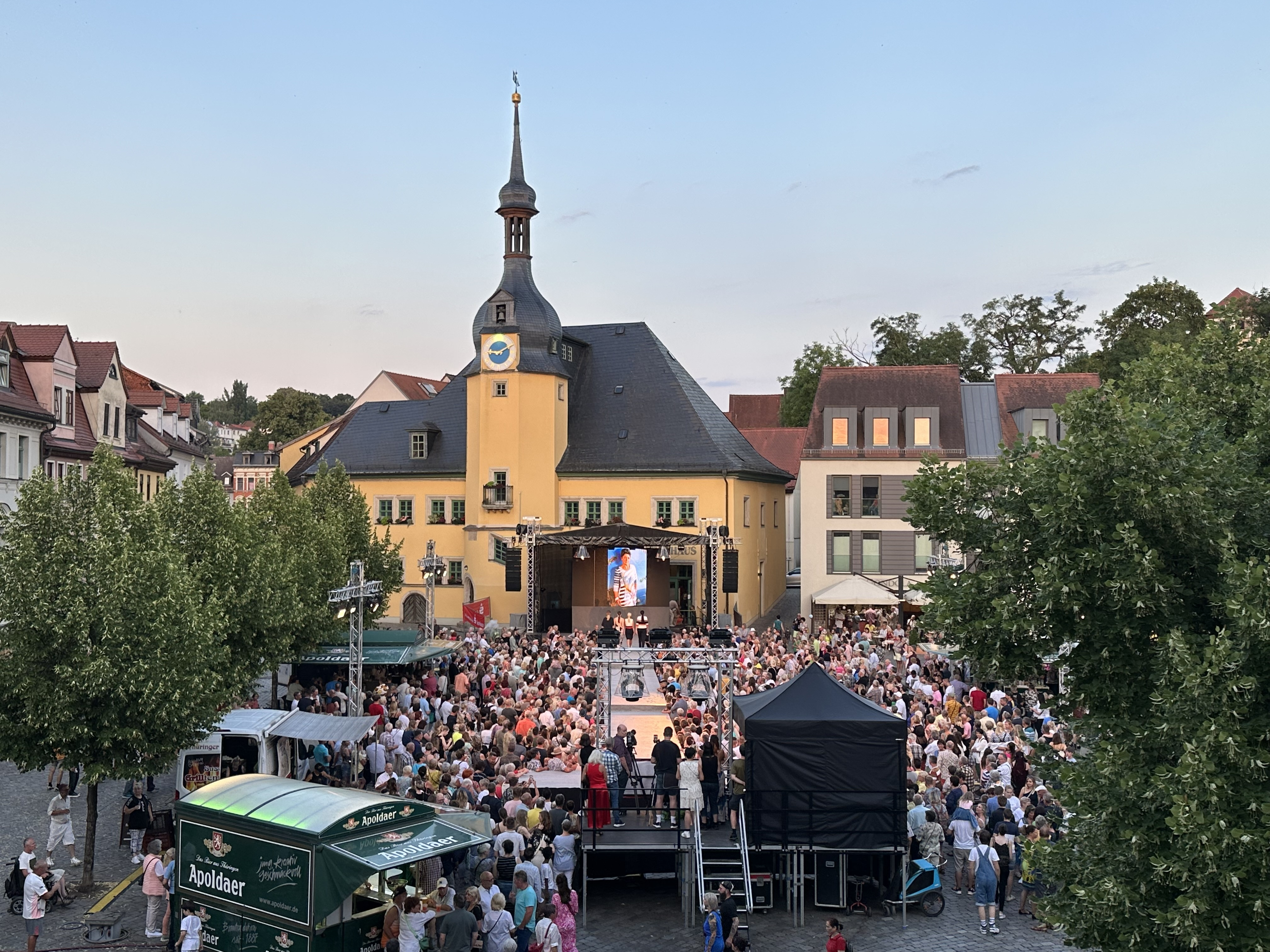
Modenacht 2023
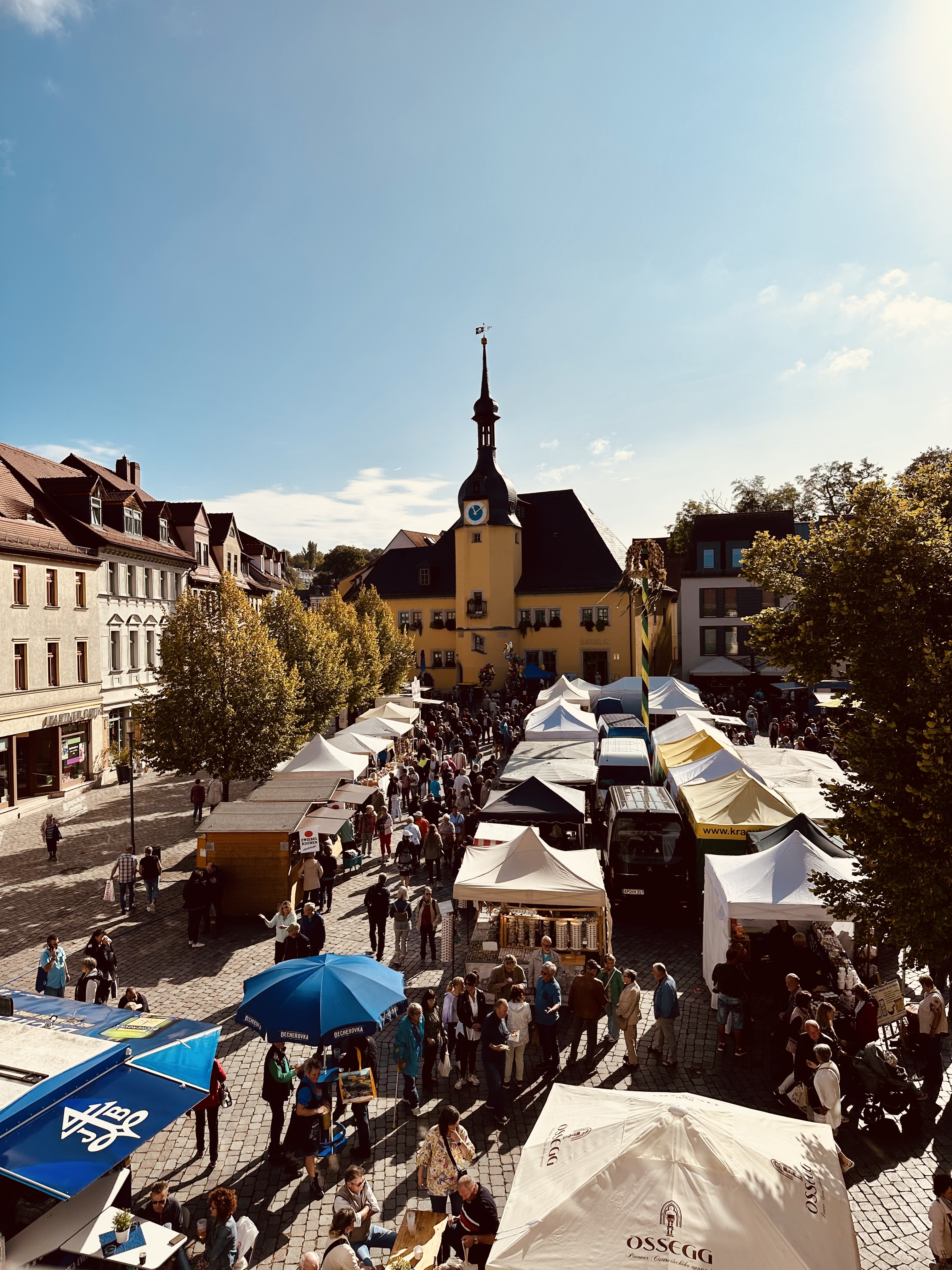
Zwiebelmarkt 2023
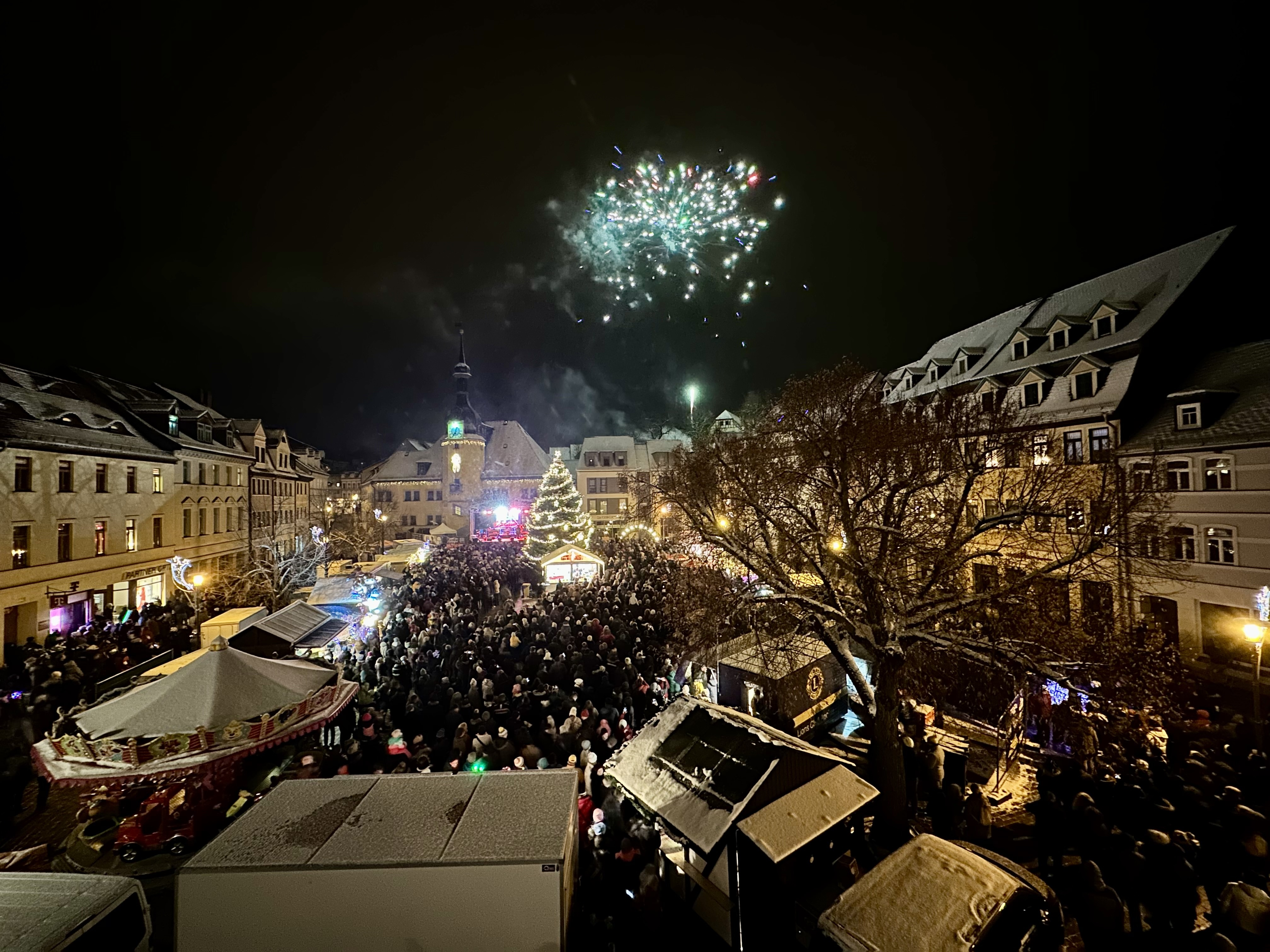
Lichterfest 2023

## Wirtschaft und Infrastruktur

### Gewerbegebiete

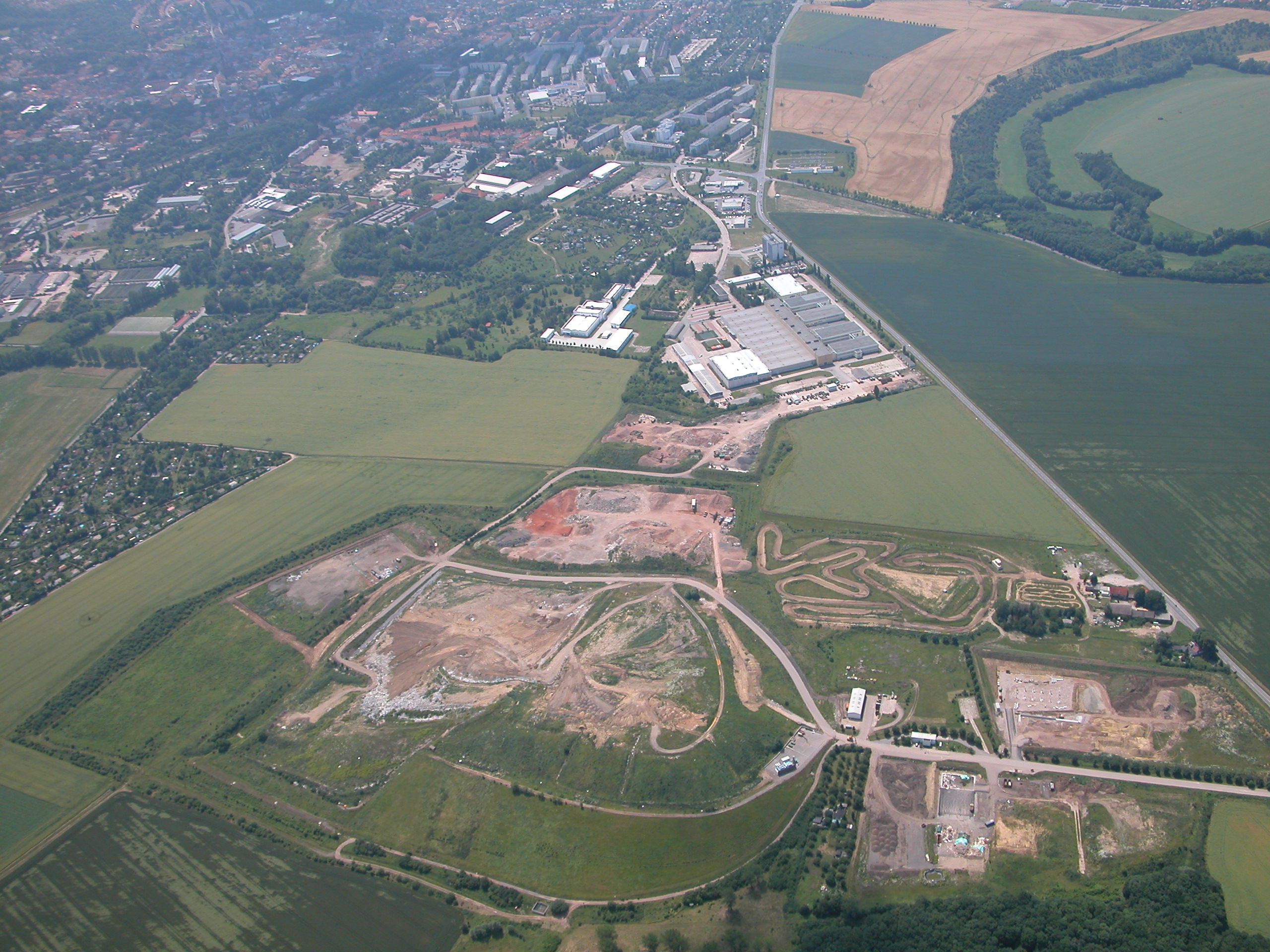
Gewerbe-Zentrum Weimarer Berg

Die Stadt Apolda verfügt über vier Gewerbegebiete. Das Gewerbe-Zentrum Weimarer Berg ist ein reaktivierter Altstandort mit einer Fläche von 20 Hektar an der Bundesstraße 87 in Richtung Naumburg. Der Gewerbepark B 87 liegt an der B87 zwischen den OT Oberrossla und OT Rödigsdorf in Richtung Autobahn A4. Er wurde 1993 mit einer Fläche von 38,4 Hektar erschlossen und 2004 um 17 Hektar sowie ab 2008 um 23,3 Hektar erweitert. Das Industriegebiet an der Utenbacher Straße ist ein neu erschlossener Altstandort, der vorzugsweise als Chemiestandort genutzt wird und eine Fläche von 16 Hektar hat. Das Gewerbegebiet Heusdorf, ein ergänzter Altstandort mit einer Fläche von 20 Hektar, liegt östlich von Apolda.

### Ansässige Unternehmen
Das Ackerland im Raum Apolda, meist mit sehr guten Böden, wird intensiv zum Anbau von Raps, Getreide oder Zuckerrüben genutzt. In Apolda wird eine Fläche von 20,61 Quadratkilometern durch 17 landwirtschaftliche Betriebe genutzt.
Die Stadt Apolda war ein Standort für die Herstellung von Strickereimaschinen. So stellte z. B. die Firma August Förster Raschelmaschinen her.
Apolda war bis zur Mitte des 20. Jahrhunderts bedeutendes Zentrum der Herstellung von Strick- und Wirkwaren (Strumpfindustrie) und zu DDR-Zeiten von Textilien für Armeen der Warschauer-Pakt-Staaten. Seit 1990 verschlechterte sich die Situation durch fehlende Arbeitsplätze und die damit verbundene Abwanderung tausender Einwohner.
Im VEB Thüringer Obertrikotagen Apolda (TOA), dem größten Maschenwarenhersteller der DDR, waren 1988 nahezu 3.000 Arbeiter und Angestellte beschäftigt. Der VEB Synthatex in Apolda war Produzent von Kunststoffen und Chemikalien. Unter anderem stellte dieser Betrieb für das VII. Turn- und Sportfest der DDR den größten Teppich der DDR mit einer Fläche von 110 × 80 Meter (Gewicht 16 Tonnen) her, der den gesamten Rasen im Zentralstadion in Leipzig abdeckte. Nach der Veranstaltung wurde er in kleine, etwa mannsgroße Stücke zerschnitten, die vorwiegend in Sporthallen von Schulen und Trainingsstätten als Turnunterlagen oder Ähnliches verwendet wurden.
Die Gründung des VEB Laborchemie Apolda (LCA), die heutige Laborchemie Apolda GmbH, erfolgte 1949 durch Enteignung der Chemischen Fabrik Dr. Reininghaus. Dr. Reininghaus, Essen, hatte nach Luftangriffen 1943 seine Firma in eine ehemalige Färberei nach Apolda, Buttstädter Straße, verlegt. Er verließ Apolda nach seiner Enteignung wieder Richtung Essen. LCA bezog ab 1951 ein Gelände (Laborierwerk /„L-Werk“) des ehemaligen Rüstungsbetriebes der Rheinmetall Borsig AG. Die Produktionsstätte in der ehem. Färberei (Buttstädter Straße) wurde als Werk II bis 1988 weitergeführt. Die Produktionspalette umfasste bis 1990 u. a.: Labor- und Feinchemikalien, Pharmazeutische Produkte, Industriechemikalien, Flüssigkristallsubstanzen und Hochreine Chemikalien für die Mikroelektronikindustrie sowie Gasprüfröhrchen und Atemalkoholröhrchen im Werk III, Eisenach. Seit 1993 ist die Laborchemie Apolda eine hundertprozentige Tochtergesellschaft von Heyl chemisch-pharmazeutische Fabrik GmbH & Co. KG, einem in Familienbesitz befindlichen Unternehmen in Berlin.
Von 1904 bis 1927 wurden in der Apoldaer Firma Ruppe und Sohn (ab 1910 Apollo-Werke AG) Automobile der Marken Piccolo und Apollo in verschiedenen Ausführungen hergestellt und bis in die USA exportiert. Die Fahrzeuge waren wegen ihres relativ niedrigen Preises, der guten Qualität und den vielen Erfolgen im internationalen Rennsport beliebt.
Glockengießereien waren von 1722 bis 1988 in Apolda beheimatet. Sie stellten viele Glocken, besonders für Glockenspiele und Carillons her. Insgesamt wurden im Laufe der Jahrhunderte in vier verschiedenen Gießereien circa 20.000 Glocken gegossen, unter anderem die Petersglocke des Kölner Doms, von den Kölnern Dr Decke Pitter (Dicker Peter) genannt, die größte am geraden Joch freischwingende Glocke der Welt.
In Apolda ist die aus der ehemaligen Bäckerei und Konditorei von Oskar Kompa hervorgegangene Gutena GmbH ansässig. Sie wurde der Nachfolgebetrieb der ehemaligen Süßwarenfirma von Paul Strasser, der als „jüdisch versippt“ galt und deswegen von den NS-Behörden so lange schikaniert wurde, bis er den Betrieb aufgab. Die Gutena GmbH stellt seit 1956 und ab 1998 in der neuen Produktionsstätte im Gewerbepark B 87 Filinchen (eine Art Knäckebrot, ursprünglich ein Waffelbrot) her. 15 % des Firmenumsatzes werden in den alten Bundesländern erzielt. Das nach der Originalrezeptur hergestellte Waffelbrot wird vor allem in der Region gekauft.
An gleicher Stelle hat im September 1999 die zur Ospelt-Gruppe aus Liechtenstein gehörende Papalina GmbH die Produktion von Fertigpizzen aufgenommen. Mit etwa 400 Mitarbeitern produziert Ospelt als größter Hersteller in Europa 18.000 Pizzen pro Stunde und Produktionslinie (bisher drei) im Dreischichtsystem. Die Produktion soll auf fünf Linien ausgebaut werden, da sich der Absatzmarkt mittlerweile bis in die USA und nach Indien erstreckt. In der Nacht vom 18. zum 19. Januar 2007 zerstörte der Orkan Kyrill den Lagerturm der Firma Ospelt fast vollständig. Es entstand ein Schaden in Höhe von acht Millionen Euro. 2012 wurden die Produktionshallen der Ospelt Petfood Werks eröffnet. Am 26. Mai 2020 kam es zu einem Großbrand in der Tierfutterfabrik des Unternehmens.
Die Vereinsbrauerei Apolda produziert mit der Marke Apoldaer 14 überregional bekannte Biere. Bereits 1440 wurde das Bierbrauen in Apolda erstmals urkundlich erwähnt. Am 1. Oktober 1887 vereinigte sich die Braugenossenschaft mit der Firma Gebr. Bohring zur Vereinsbrauerei Apolda Aktiengesellschaft. 1936 wurde die Emil-Bohring-Siedlung für die Stammarbeiter der Vereinsbrauerei mit 19 Heimstätten geplant. Brauerei und Stiftung gewährten jedem Arbeiter ein Darlehen. 2002 wurden 100.000 Hektoliter Bier verkauft. Apolda liegt an der 500 Kilometer langen Bier- und Burgenstraße, die im Wesentlichen der Bundesstraße 85 von Passau nach Bad Frankenhausen folgt.
Von 1969 bis 1990 fertigte die Tischlerei Immisch in Apolda verschiedene Typen des Wohnwagen des Typ Apolda.
2006 hat die Dr. Schär GmbH aus Burgstall (Südtirol) Apolda als neuen Produktionsstandort gewählt. Das Werk besteht aus einem Neubau und bietet Arbeitsplätze für vierzig Beschäftigte. Die Produktion von glutenfreier Nahrung begann am 8. Dezember 2006.

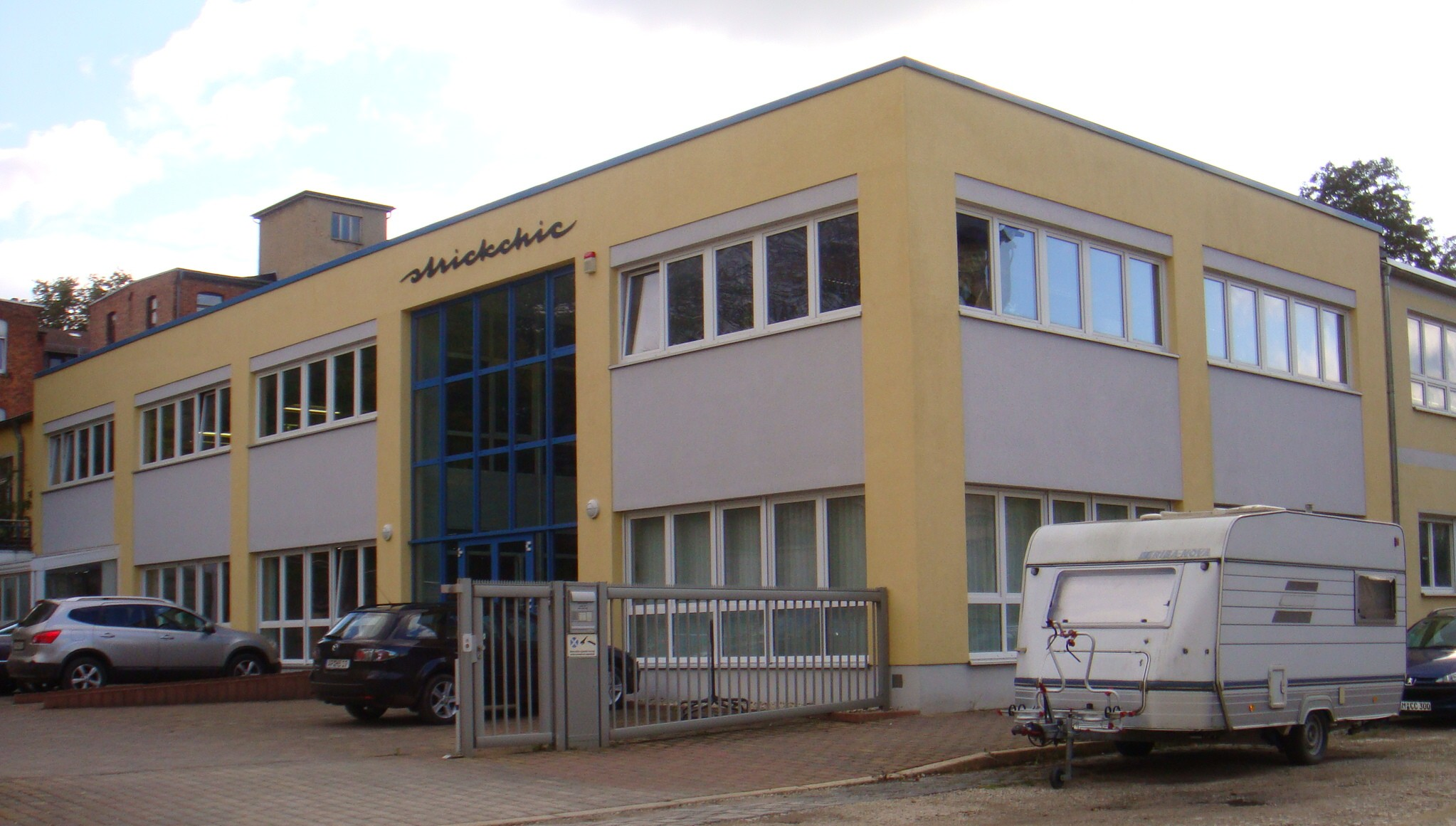
Firma Strickchic
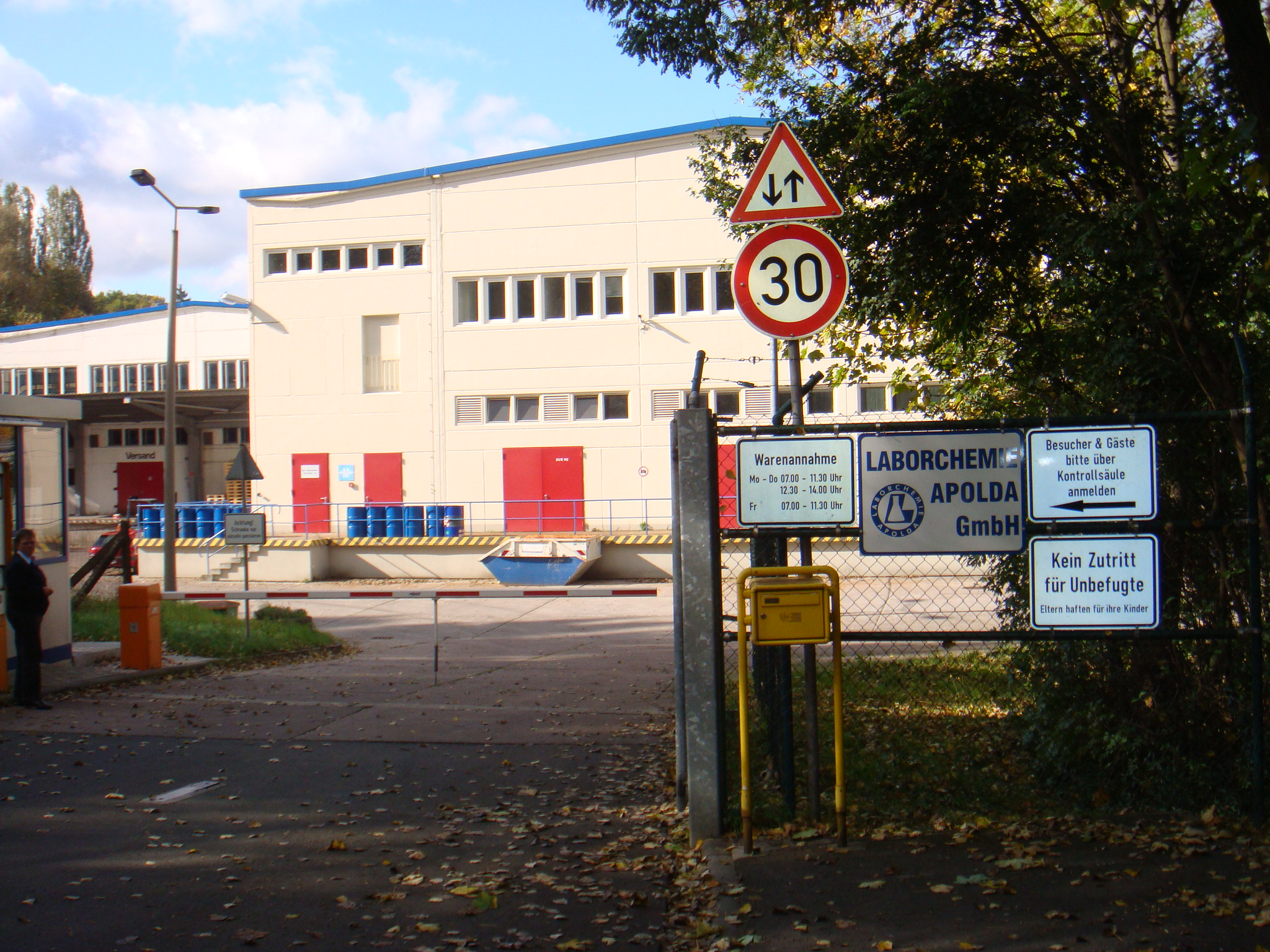
Laborchemie Apolda GmbH
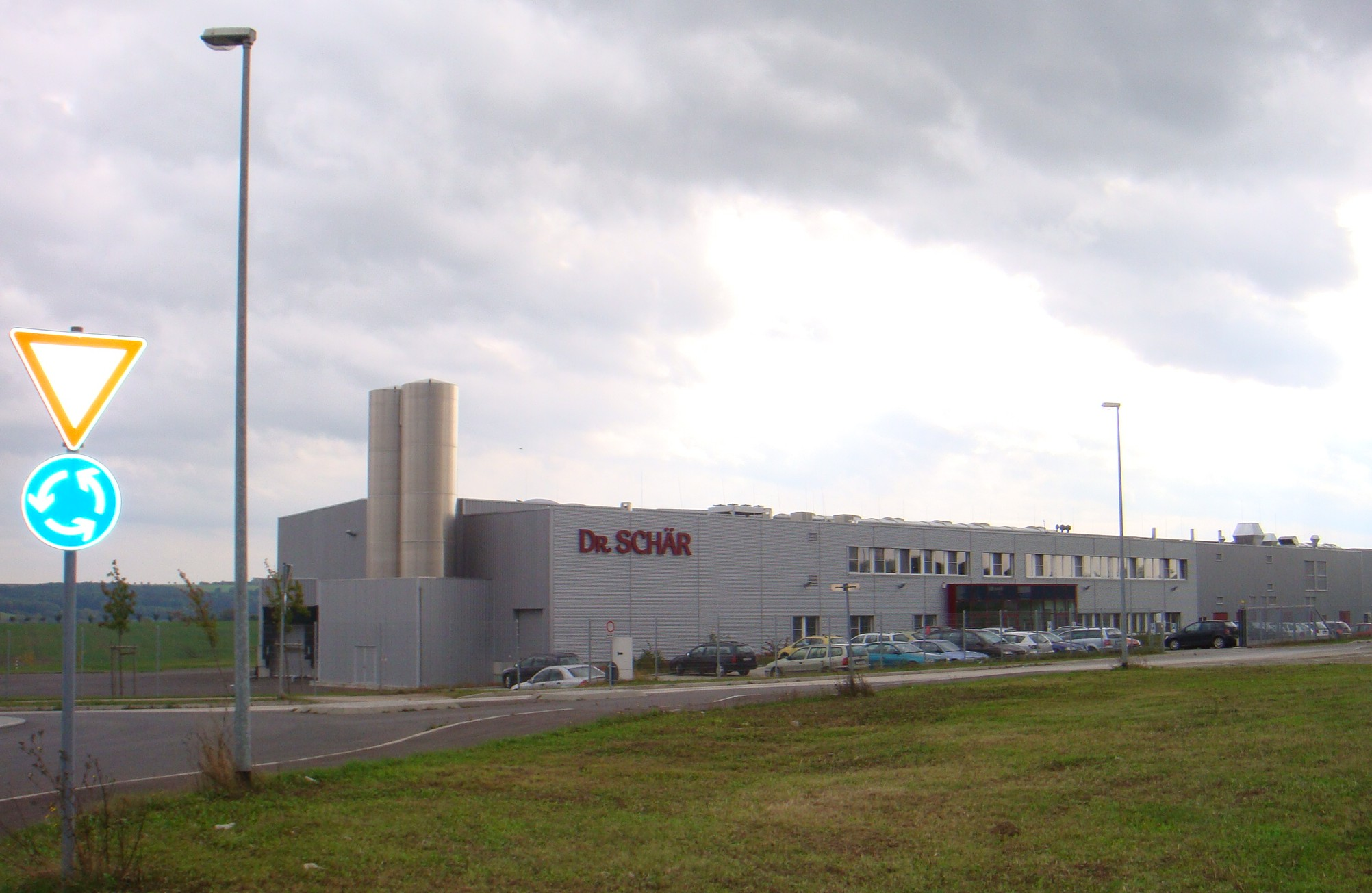
Firma Dr. Schär
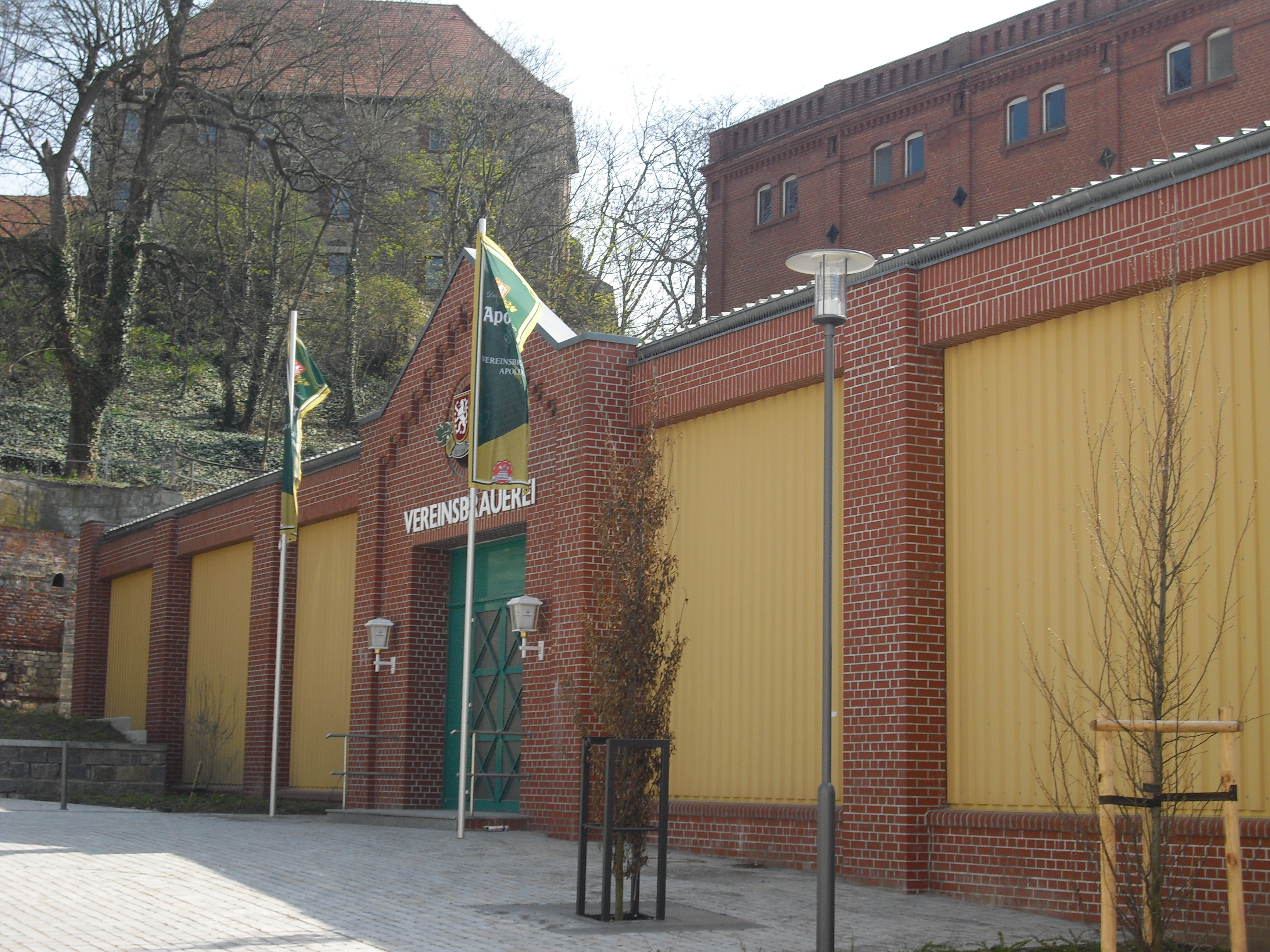
Vereinsbrauerei

### Verkehrsanbindung

#### Straßen- und Flugverkehr
Apolda liegt an der 1804 gebauten Bundesstraße 87 (Ilmenau – Naumburg), welche die Stadt im Norden und Westen tangiert. Im Volksmund wird sie „Leipziger Straße“ genannt, da sie in Richtung Leipzig führt. Die Bundesautobahn 4 Dresden – Apolda – Frankfurt am Main mit der Anschlussstelle Apolda (Nr. 50) verläuft etwa 15 Kilometer südlich und die Bundesautobahn 71 etwa 35 Kilometer westlich von Apolda. Im Stadtgebiet kreuzen sich die Landesstraßen 1057, 1059 und 1060. Der Ortsteil Oberroßla liegt am Ilmtal-Radwanderweg.
Zum Flughafen Erfurt-Weimar sind es 40 und zum Flughafen Leipzig/Halle 110 Kilometer. Im Ortsteil Schöten befindet sich ein Agrarflugplatz und in Umpferstedt bei Weimar der Flugplatz Weimar-Umpferstedt.

#### Öffentlicher Personennahverkehr

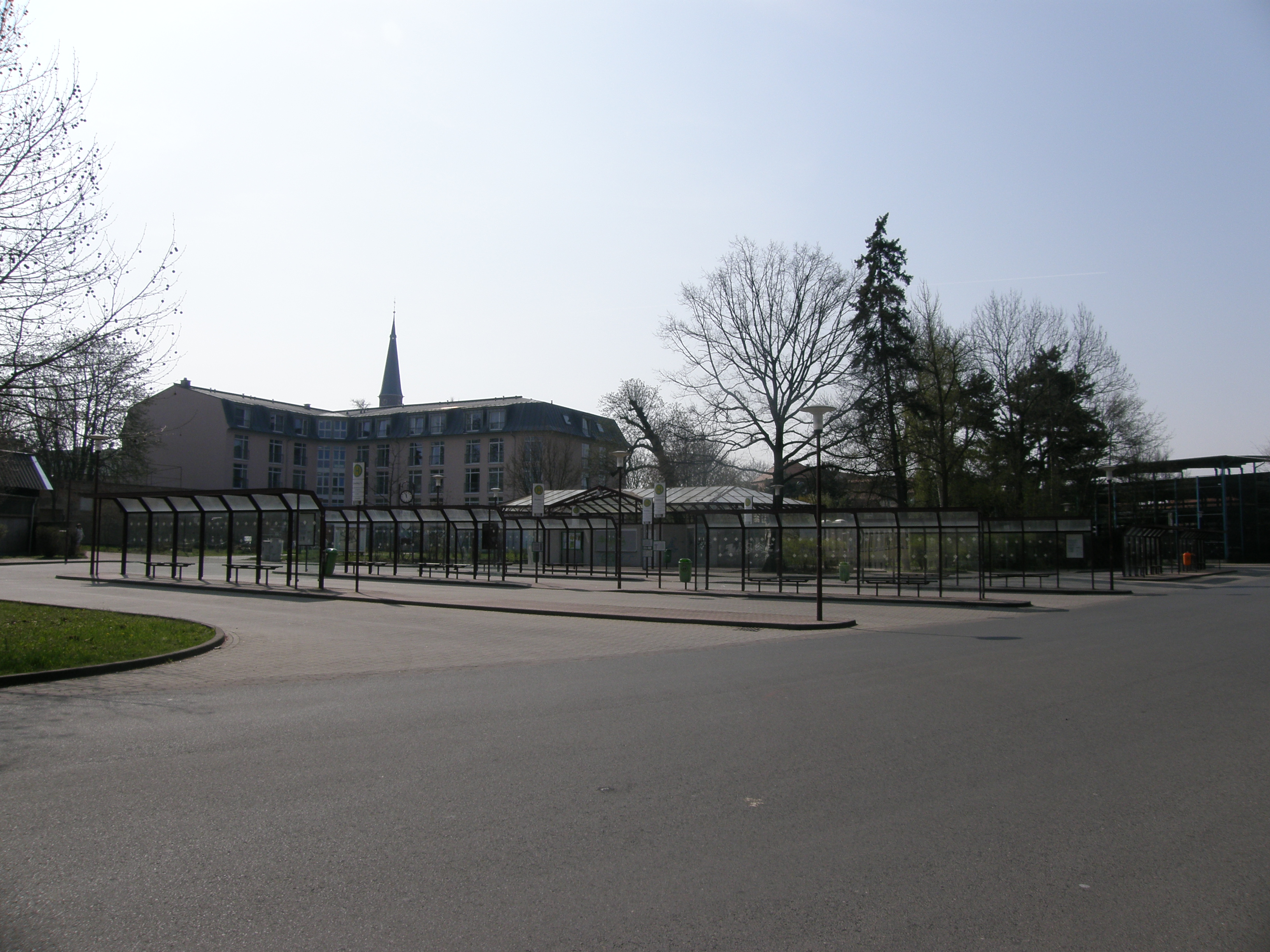
Der Busbahnhof zwischen Robert-Koch-Straße und Tyroffstraße

Der regionale Busverkehr wird von der Personenverkehrsgesellschaft mbH Weimarer Land (PVG) mit Firmensitz in Apolda durchgeführt.
Die Omnibuslinie Apolda–Jena, die am 5. September 1909 den fahrplanmäßigen Verkehr aufnahm, ist die älteste regelmäßige Kraftverkehrsverbindung zwischen zwei Thüringer Städten. Die erste innerstädtische Omnibuslinie wurde bereits 1925 eingerichtet. Die Eröffnung der Linie Bahnhof – Markt – Goethestraße fand am 16. Dezember statt. 1926 durchquerten zwei weitere Linien das Stadtgebiet. 1930/1931 bediente die Omnibusverkehrsgesellschaft zehn Strecken auf einer Gesamtlänge von 85 Kilometern.
Im Stadtkern von Apolda wurde 1972 zwischen Robert-Koch-Straße und Tyroffstraße der zentrale Busbahnhof errichtet. Er wurde am 9. September in Betrieb genommen und umfasst neun Haltestellen sowie ein Serviceobjekt. Die Anfangs- und Endhaltestellen in der Dornburger Straße, Dornsgasse, Goethestraße und am Kantplatz, die bis dahin als Start- und Endpunkte für die Buslinien dienten, entfielen. Wichtige Umsteigehaltestellen im Stadtgebiet sind der Kantplatz, die August-Bebel-Straße, der Schlachthof und der Thüringer Hof, da dort zahlreiche Überlandlinien zusammentreffen. Den öffentlichen Personennahverkehr bedienen die Buslinien der Personenverkehrsgesellschaft Weimarer Land (PVG), die in der Stadt drei Linien (Linie 1 in Nord-Süd-Richtung, Linie 2 in Ost-West-Richtung und Linie 3 in das Gewerbegebiet an der B87, die sich am Busbahnhof zum Rendezvous treffen) und im Überlandverkehr 39 Linien betreibt.
Am 1. April 2006 wurde in den Städten Erfurt, Jena, Weimar, Apolda und im nördlichen Landkreis Weimarer Land der einheitliche Verbundtarif Mittelthüringen eingeführt. Alle öffentlichen Verkehrsmittel der Region können seitdem zum einheitlichen Tarif benutzt werden.

#### Schienenverkehr

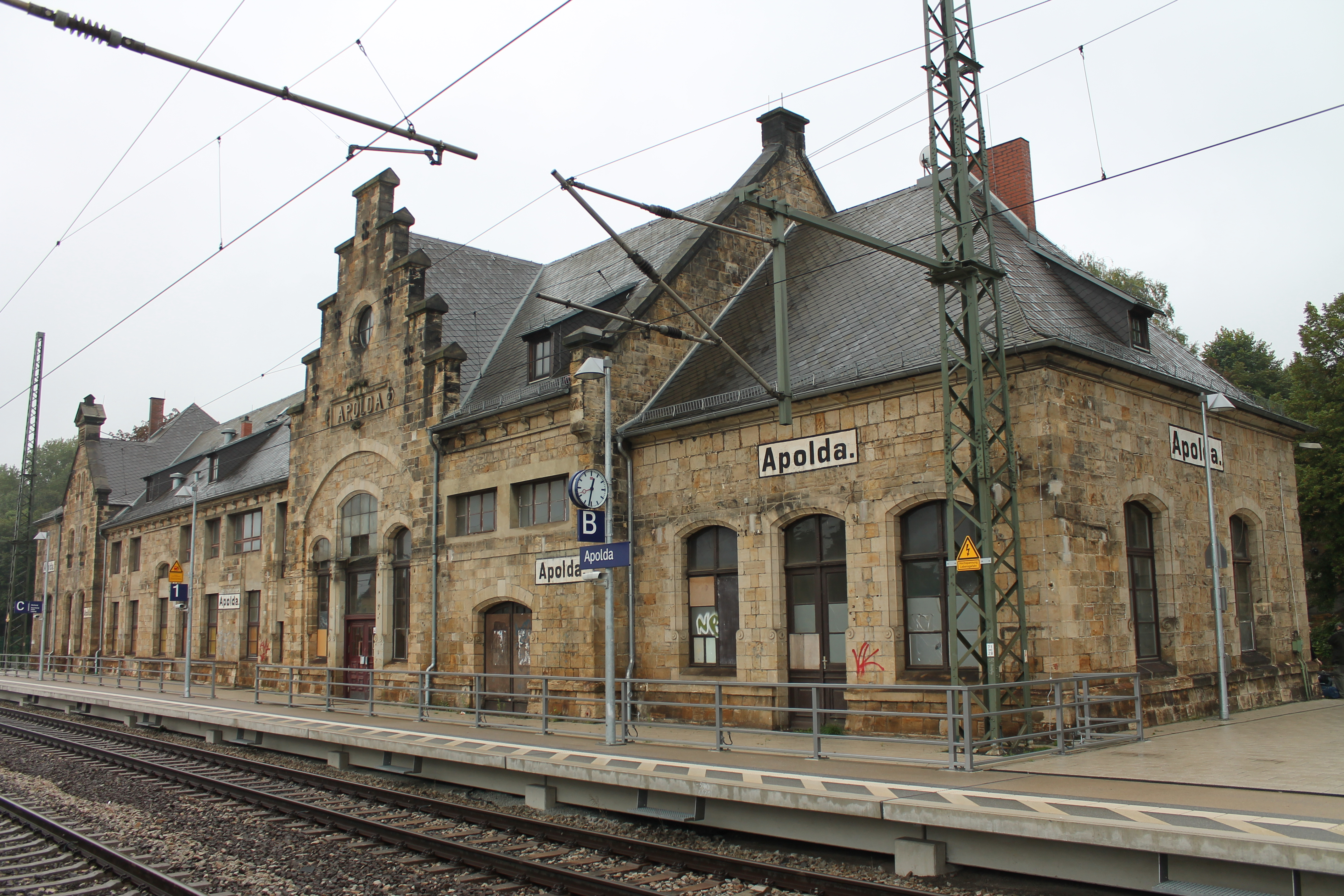
Das Bahnhofsgebäude

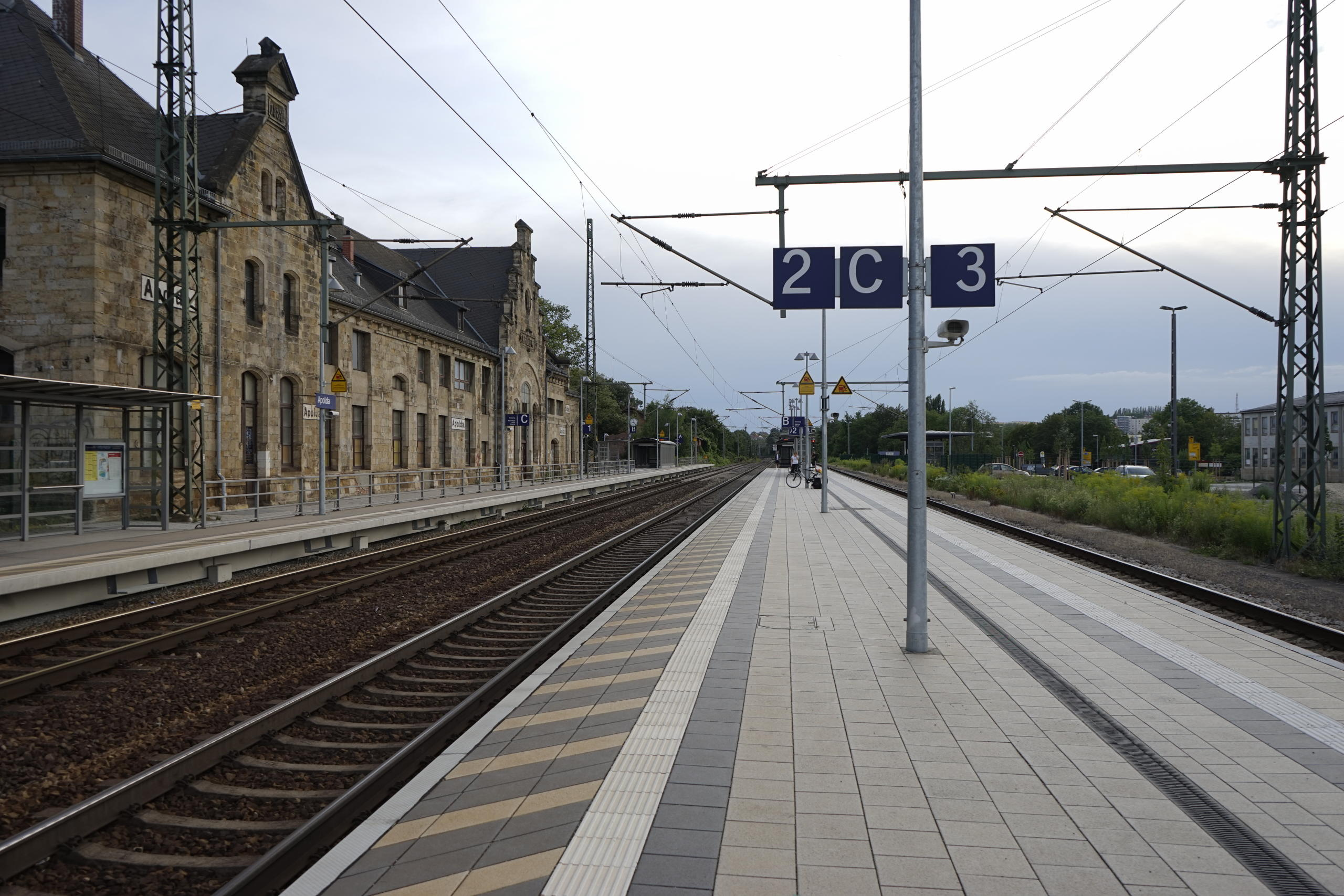
Bahnsteig mit den Gleisen 2 und 3

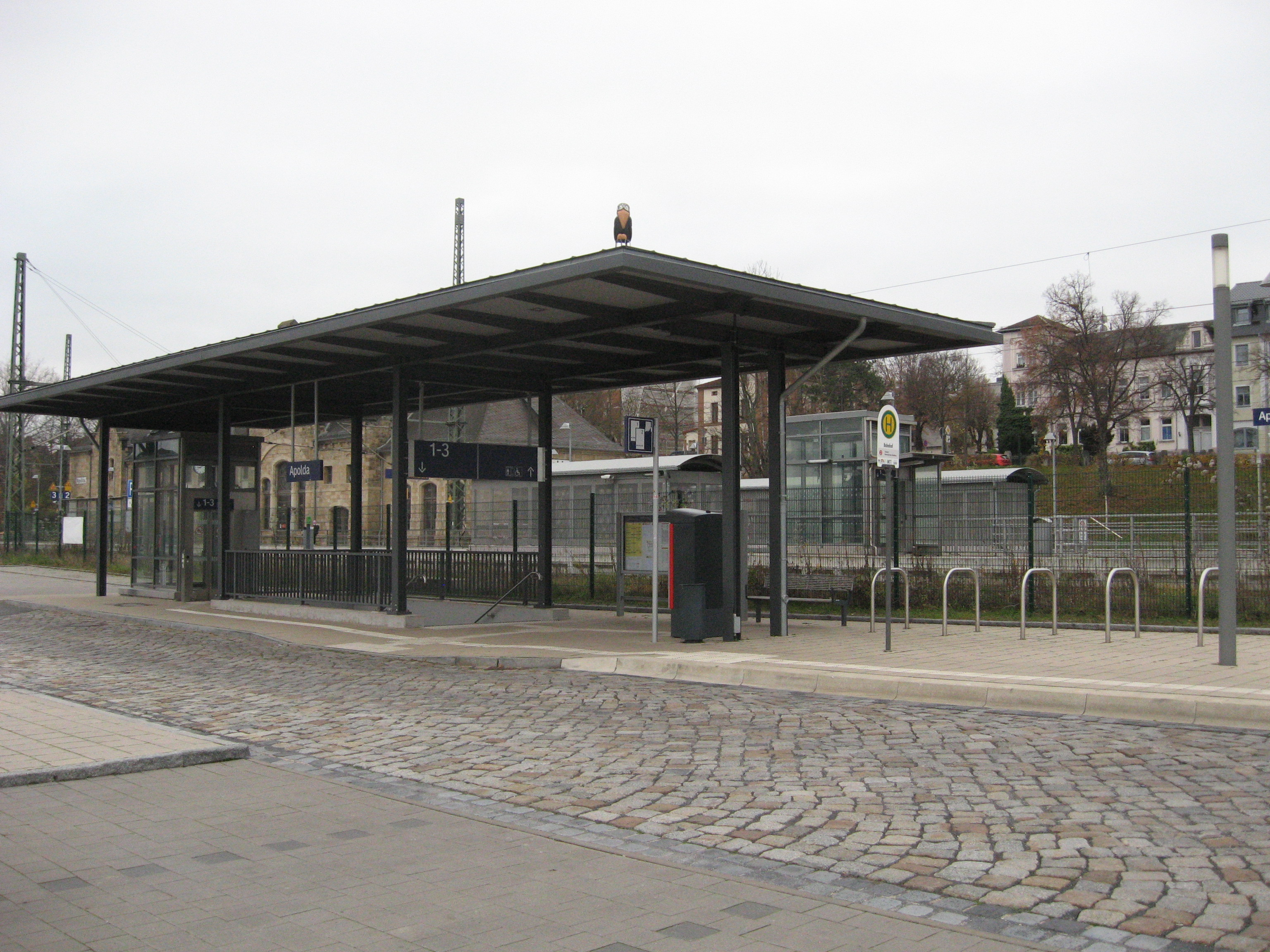
Der P+R-Parkplatz mit ÖPNV-Haltestelle

Die Stadt Apolda erhielt bereits 1846 durch die Thüringer Bahn Anschluss an das Eisenbahnnetz. Dazu war der Bau des auf 1336 Holzpfählen gegründeten Viaduktes mit 95 Meter Länge und 23 Meter Höhe notwendig. Der alte Apoldaer Bahnhof wurde 1846 eingeweiht, brannte jedoch 1884 vollkommen nieder. Nach einem Provisorium wurde 1889 der heutige Bahnhof errichtet. Das Gebäude aus Sandstein mit Türmchen und Ziergiebeln ist eine Stilmischung aus deutscher und italienischer Neurenaissance. Der Bahnhof wird stündlich von der RB Leipzig–Erfurt-Eisenach angefahren sowie stündlich von den RE Erfurt–Apolda (auf Grund von Bauarbeiten nicht weiter nach Halle (Saale)), wodurch sich ungefähr ein Halbstundentakt ergibt.
Zwischen Oktober 2012 und Herbst 2013 wurde der Bahnhof in mehreren Bauphasen modernisiert und barrierefrei ausgebaut. Zuerst wurden die Fußgängerunterführung neu errichtet und der Bahnsteig 1 neu gebaut. Anschließend erfolgte der Umbau der Bahnsteige 2 und 3. Die Bahnsteige sind durch Rampe und Aufzug erschlossen und mit Wetterschutzhäusern sowie einem Blindenleitsystem ausgestattet. Durch Verlängerung der Fußgängerunterführung wurde ein Zugang zur künftigen ÖPNV-Schnittstelle der Stadt Apolda geschaffen. Zur Reisendeninformation stehen Dynamische Schriftanzeiger zur Verfügung. Die Kosten beliefen sich auf rund 5,5 Millionen Euro. Die Stadt Apolda legte 2014 in Zusammenarbeit mit der Deutschen Bahn AG, einen Park-and-ride-Parkplatz auf dem ehemaligen Gleisfeld im Norden des Bahnhofsgebäudes an. Dort finden sich PKW- und Busparkplätze sowie eine Bushaltestelle. Für die bessere Erreichbarkeit des Platzes erfolgte ein Durchstich der Bahnsteigunterführung, die somit die Bahnsteige mit den neuen Parkplätzen verbindet. Am 29. Februar 2012 fand auf den ehemaligen Flächen des Güterbahnhofs der symbolische Spatenstich statt. Nach der Eröffnung des P+R-Parkplatzes wurde die ÖPNV-Haltestelle „Bahnhof“ dorthin verlegt. Nun fahren hier die Stadtbuslinie und im Regionalbusverkehr die Linien 280 Richtung Jena und 285 Richtung Bad Sulza ab.
Am 6. September 1882 wurde der Bau einer Eisenbahnverbindung von Jena nach Bürgel in Erwägung gezogen. Apolda wollte eine direkte Anbindung an die Saalbahn. Folgende Varianten der Streckenführung standen zur Wahl:
- Apolda – Nerkewitz – Golmsdorf – Bürgel
- Apolda – Nerkewitz – Porstendorf – Jena – Bürgel
- Apolda – Kapellendorf – Großschwabhausen – Göschwitz – Jena – Bürgel

Die Untersuchungen wurden 1884 ohne Ergebnisse eingestellt. 1888 beriet die Saal-Eisenbahn-Gesellschaft über den Bau einer Strecke von Apolda über Porstendorf nach Bürgel mit diesen Varianten:
- Porstendorf – Bürgel
- Porstendorf – Bürgel – Eisenberg
- Apolda – Porstendorf – Bürgel – Eisenberg
- Apolda – Porstendorf – Bürgel

Die Überlegungen führten zu keinem Ergebnis, da die Einnahmen die Betriebsausgaben nicht gedeckt hätten.
Verschiedene Projekte zur Anlage eines Straßenbahnsystems 1912 und 1913 bis 1916 wurden nicht realisiert, da einige Abschnitte der Strecke Bahnhof – Obere Bahnhofstraße – Markt – Weimarische Straße – Kaiser-Wilhelm-Straße zu steil gewesen wären.
Im Fahrplanjahr 2024 wird der Bahnhof Apolda von folgenden Linien bedient:
| Linie               | Fahrtverlauf                                                                                 | Takt (min) | EVU     |
| ------------------- | -------------------------------------------------------------------------------------------- | ---------- | ------- |
| RE 16               | Erfurt – Weimar – Apolda                                                                     | 60         | Abellio |
| RB 20               | Eisenach – Gotha – Erfurt – Weimar – Apolda – Großheringen – Naumburg – Weißenfels – Leipzig | 60         | Abellio |
| Stand: 8. Juni 2024 |                                                                                              |            |         |

### Bildungseinrichtungen

#### Kindertagesstätten
In Apolda gibt es acht Kindertagesstätten, die über das gesamte Stadtgebiet verteilt sind und nach unterschiedlichen pädagogischen Konzepten arbeiten.

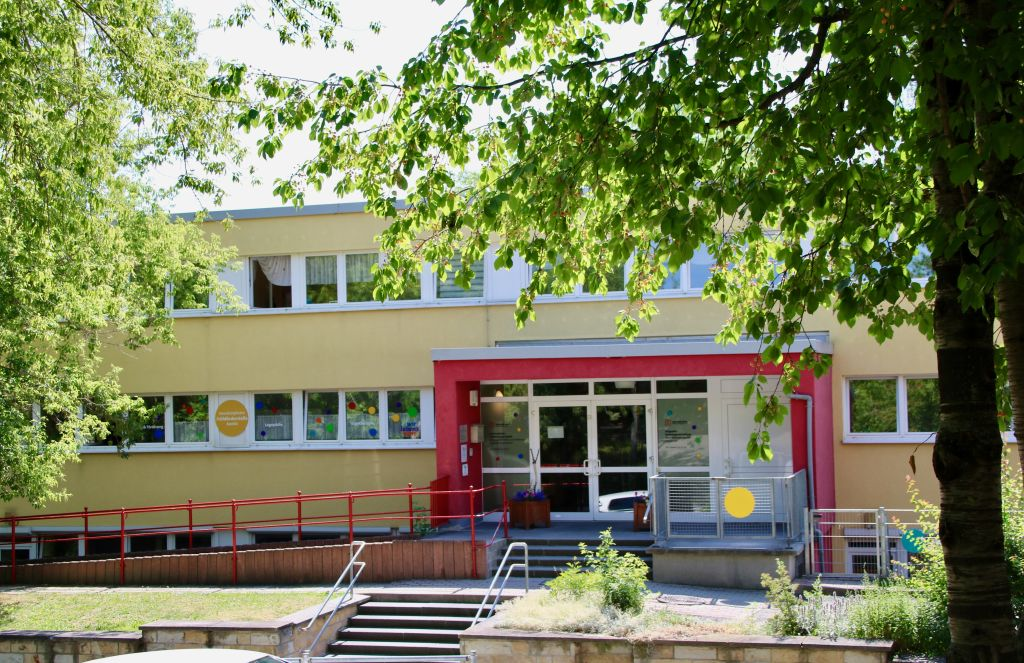
Integrative Kita „Ernst Thälmann“
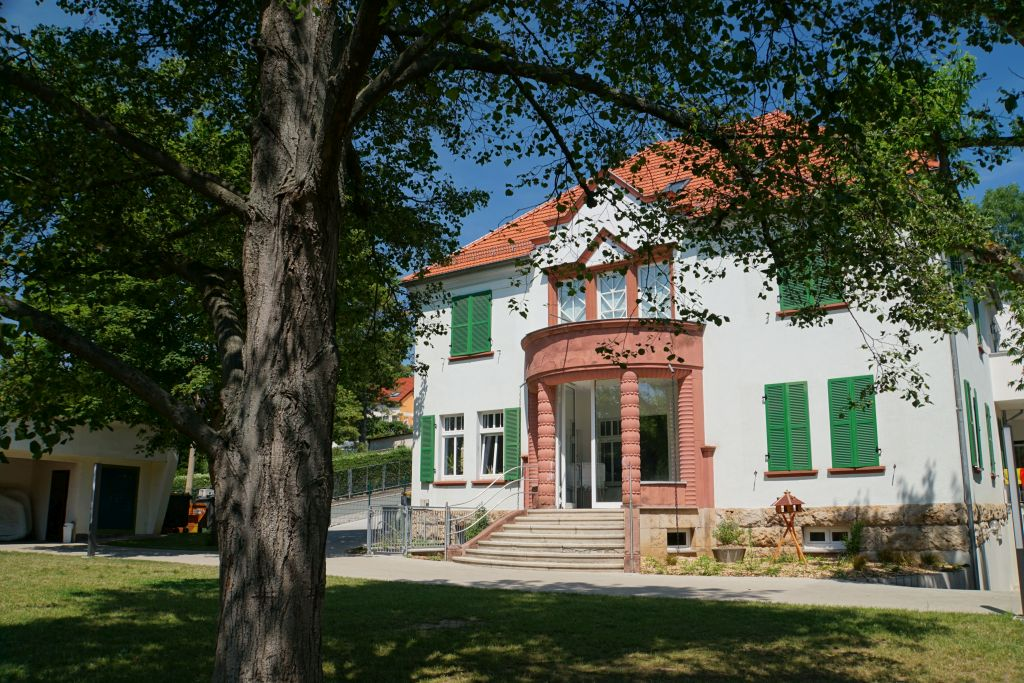
Kita „Grönlandsonne“
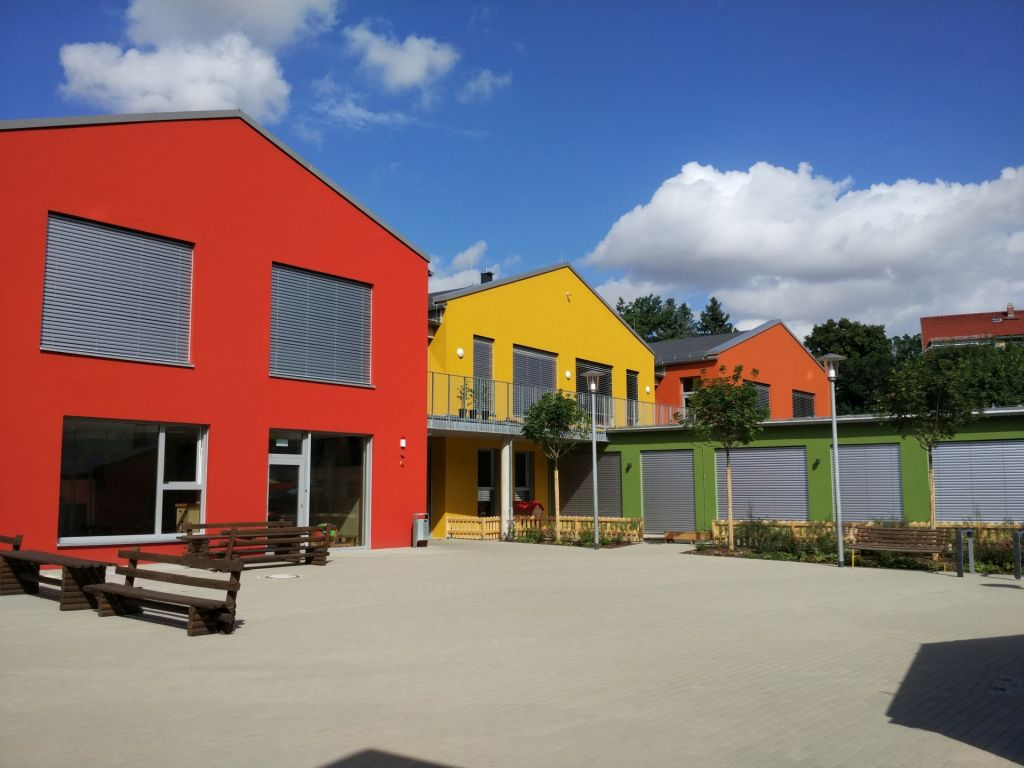
Kita „Kunterbunt“
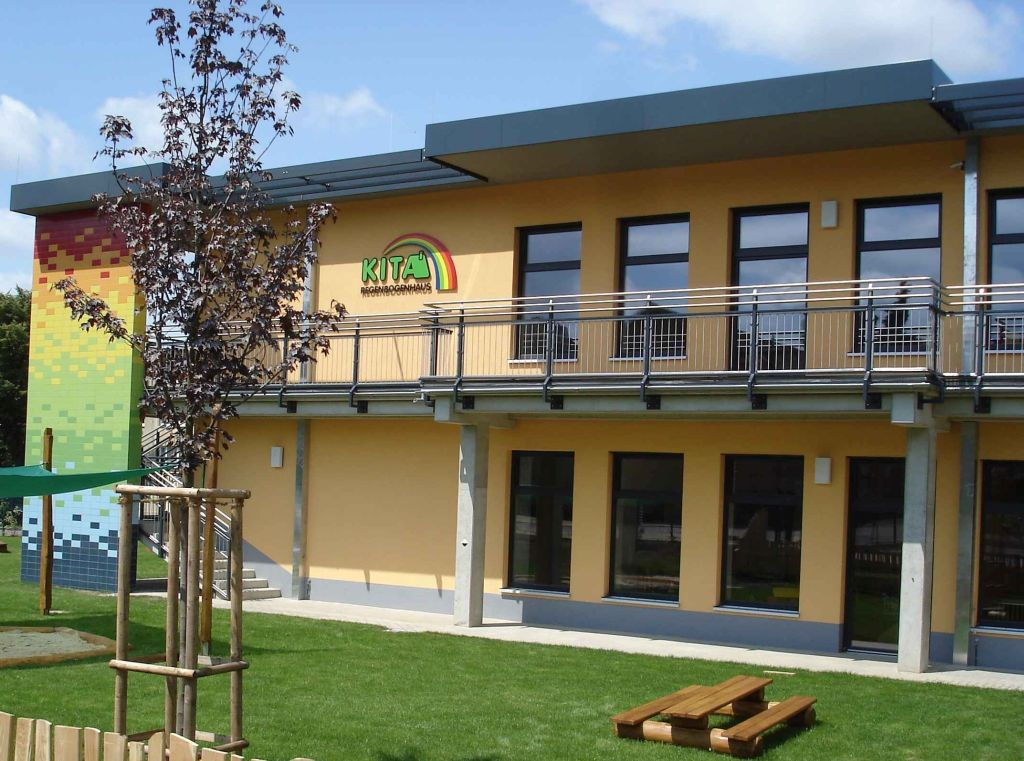
Kita „Regenbogenhaus“
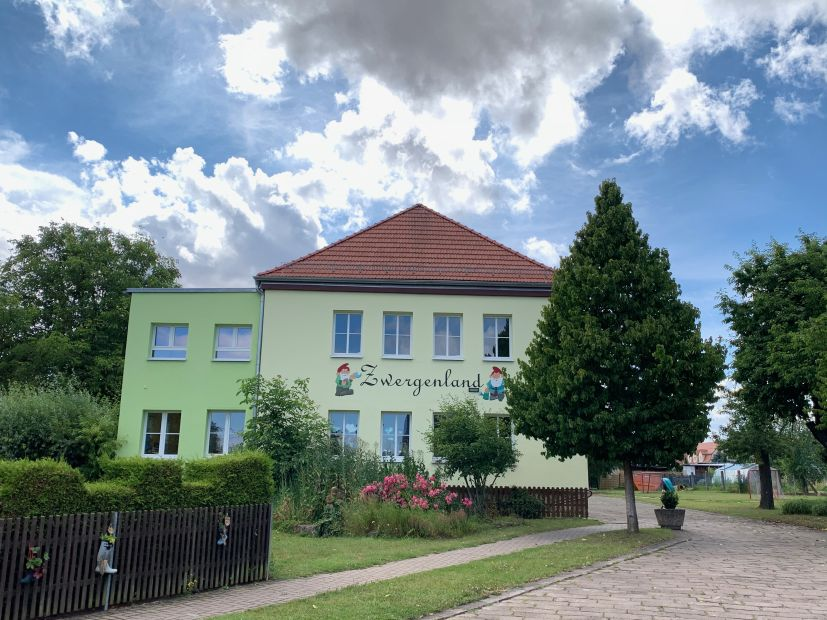
Kita „Zwergenland“

#### Allgemeinbildende Schulen
Das Gebäude der ehemaligen Grundschule Geschwister Scholl stammt aus dem Jahr 1859. Als Privatanstalt von Diakonus Facius um die Mitte des 19. Jahrhunderts gegründet, trug sie anfangs den Namen Großherzoglich-Sächsische Wilhelm- und Louis-Zimmermann’sche Realschule. Der ursprüngliche Bau wurde mehrmals erweitert. 1884 kamen ein Physiksaal und weitere Räume hinzu, 1899 wurden die Turnhalle und ein neuer Schulsaal errichtet. Durch Spendensammlung konnte das Gebäude im selben Jahr mit einem Anbau erweitert werden. Die Lehranstalt war ab 1911 in einen Realschulteil und einen Gymnasialteil gegliedert und wurde am 24. März in Großherzogliches Reform-Realgymnasium mit Realschule umbenannt. Im Rahmen der Entlassung der Abiturienten am 16. Juli 1950 erhielt die Schule den Namen Geschwister-Scholl-Schule. Mit Beginn des Schuljahres 1990/1991 wurde die vierjährige Abiturstufe wieder eingeführt. Die Schülerzahl verdreifachte sich, weswegen die Räumlichkeiten nicht mehr ausreichten. Die Bergschule wurde Gymnasium und die Geschwister-Scholl-Schule erst Regelschule und später Grundschule. Die Schüler und das Personal der Geschwister-Scholl-Schule zogen zum Schuljahresbeginn 2008/2009 in das Gebäude der Lessingschule um. Mit Schließung des Gebäudes als Schule begannen die Umbauarbeiten zum Mehrgenerationenhaus, welches am 22. Januar 2011 unter dem Namen „Geschwister-Scholl-Haus“ öffnete. Dort befinden sich nun die Stadt- und Kreisbibliothek, ein Seniorenclub, das Frauen- und Familienzentrum sowie ein offener Club.
Am 7. Januar 1915 wurde das von dem Architekten Hermann Schneider aus Apolda geplante Städtische Lyzeum, die heutige Grundschule Am Schötener Grund eingeweiht. Mit der Höheren Mädchenschule wurde eine Lücke im Bildungssystem Apoldas geschlossen. Um in das Städtische Lyzeum aufgenommen zu werden, musste von den Eltern Schulgeld entrichtet werden. Zu Beginn wurden an der Schule 137 Schülerinnen in acht aufsteigenden Klassen unterrichtet. Am Ende des Schuljahres 1917/1918 gliederte sich die Schule in zehn Klassen. Nach 1950 diente das Gebäude als achtklassige Grundschule und ab 1964 als zehnklassige Polytechnische Oberschule. Danach wurde sie wieder in eine vierklassige Grundschule umgewandelt. Im Schuljahr 2022/2023 wurden 197 Schülerinnen und Schüler unterrichtet.
In Apolda-Nord befand sich bis 2016 die Grundschule Christian Zimmermann. Im selben Gebäude ist auch die Kindertagesstätte Nordknirpse untergebracht. Die Grundschule zog in das Gebäude der Werner-Seelenbinder-Schule. Im Schuljahr 2022/2023 wurden 171 Schülerinnen und Schüler dort unterrichtet.
Im Ortsteil Herressen-Sulzbach existiert eine weitere Grundschule, die zu DDR-Zeiten den Namen der antifaschistischen Widerstandskämpferin Olga Benario trug, der nach 1990 wieder aufgehoben wurde. Im Schuljahr 2022/2023 wurden dort 138 Schülerinnen und Schüler unterrichtet.
Die Grundsteinlegung für die Sophienschule, jetzt Regelschule Johann Heinrich Pestalozzi, fand am 17. September 1888 statt. Die Sophienschule wurde direkt neben der Grauen Schule, einer Bürgerschule, errichtet. Die Gesamtkosten für den Bau aus gelbem und rotem Klinkerstein beliefen sich auf 250.000 Mark. Die Schlüsselübergabe war am 3. Juli 1890. Im Schuljahr 2022/2023 wurden dort 380 Schülerinnen und Schüler unterrichtet.
1971 wurde im Neubaugebiet Apolda-Nord die Regelschule Werner Seelenbinder in der gleichnamigen Straße gebaut, da die in Apolda vorhandenen Schulen nicht mehr ausreichten. Zum Schuljahr 2001/2002 wurde die Regelschule Am Nußberg in die Werner-Seelenbinder-Schule eingegliedert. Im Schuljahr 2022/2023 wurden dort 306 Schülerinnen und Schüler unterrichtet.
Zum Schuljahresbeginn 2008/2009 wurde die Regelschule Gotthold Ephraim Lessing als Regelschule geschlossen. Seit dem Schuljahresbeginn 2008/2009 ist sie eine Grundschule. Das Gebäude wurde 1965 als Otto-Grotewohl-Schule gebaut. Im Schuljahr 2022/2023 wurden dort 241 Schülerinnen und Schüler unterrichtet.
Bereits 1924 kam die Idee für den Neubau des heutigen Gymnasiums Bergschule auf, die vor allem Oberbürgermeister Ernst Stegmann und Stadtoberbaurat Rudolf Hertneck vertraten. 1928 wurde der Beschluss für den Neubau gefasst. Im selben Jahr begannen die Erdarbeiten. Bereits zwei Jahre später konnte die Bergschule als Volksschule mit einer Knaben- und einer Mädchenabteilung eingeweiht werden. Sie entstand nach Plänen des Architekten Paul Mebes, die Baukosten beliefen sich auf 1.750.000 Mark. 1935 wurde die Schule in Horst-Wessel-Schule umbenannt. Während des Zweiten Weltkriegs diente sie als Lazarett, der Unterricht musste ausgelagert werden. Erst 1947 konnte er wiederaufgenommen werden. 1951 wurde sie als Mittelschule in Bergschule 1 und Bergschule 2 aufgeteilt. Acht Jahre später erfolgte die nächste Umbenennung in Dr.-Theodor-Neubauer-Schule 1 und 2. 1969 brannte die Aula nieder und wurde abgerissen. 1991 erhielt die Schule den alten Namen Bergschule zurück. Ein Jahr danach wurde sie als Gymnasium Bergschule umgewidmet. Im Schuljahr 2022/2023 wurden dort 566 Schülerinnen und Schüler unterrichtet.
Im Jahr 2010 wurde die Evangelische Grundschule Apolda gegründet. Bis 2017 war sie in im Gymnasium „Bergschule“ beherbergt. Sie zog dann um in das Gebäude der ehemaligen Grundschule „Christian Zimmermann“ in Apolda-Nord, neben der Kindertagesstätte „Nordknirpse“. Im Schuljahr 2022/2023 wurden dort rund 90 Schülerinnen und Schüler unterrichtet.
Jährlich fahren Schüler aus Apolda – von 1999 bis 2017 gemeinsam mit Schülern aus Mühlheim am Main in Hessen und seither ohne Mühlheimer Beteiligung – in das NS-Vernichtungslager Auschwitz, um dort bei Erhaltungsarbeiten zu helfen. Sie betreiben eigene Recherchen und dokumentieren die Ergebnisse in Ausstellungen und Berichten unter dem Motto „Mensch – erinnere, was in Auschwitz dir geschah!“. Im Januar 2009 wurden sie dafür in der Rede des Bundespräsidenten Köhler zum Tag des Gedenkens an die Opfer des Nationalsozialismus erwähnt.

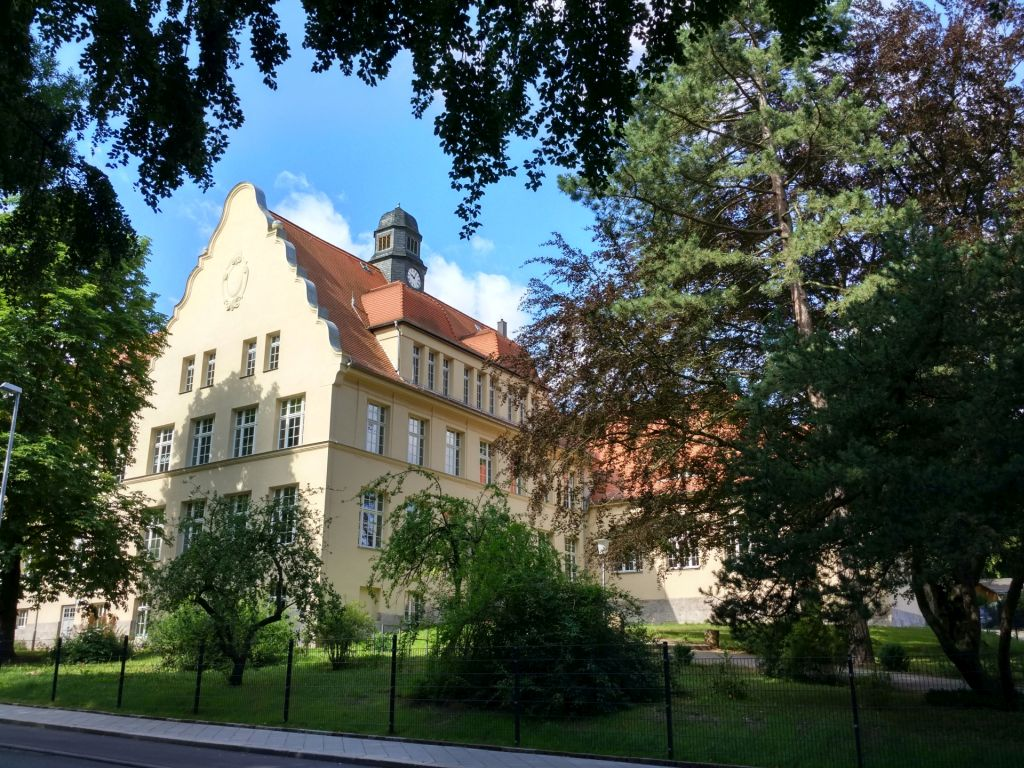
Grundschule „Am Schötener Grund“
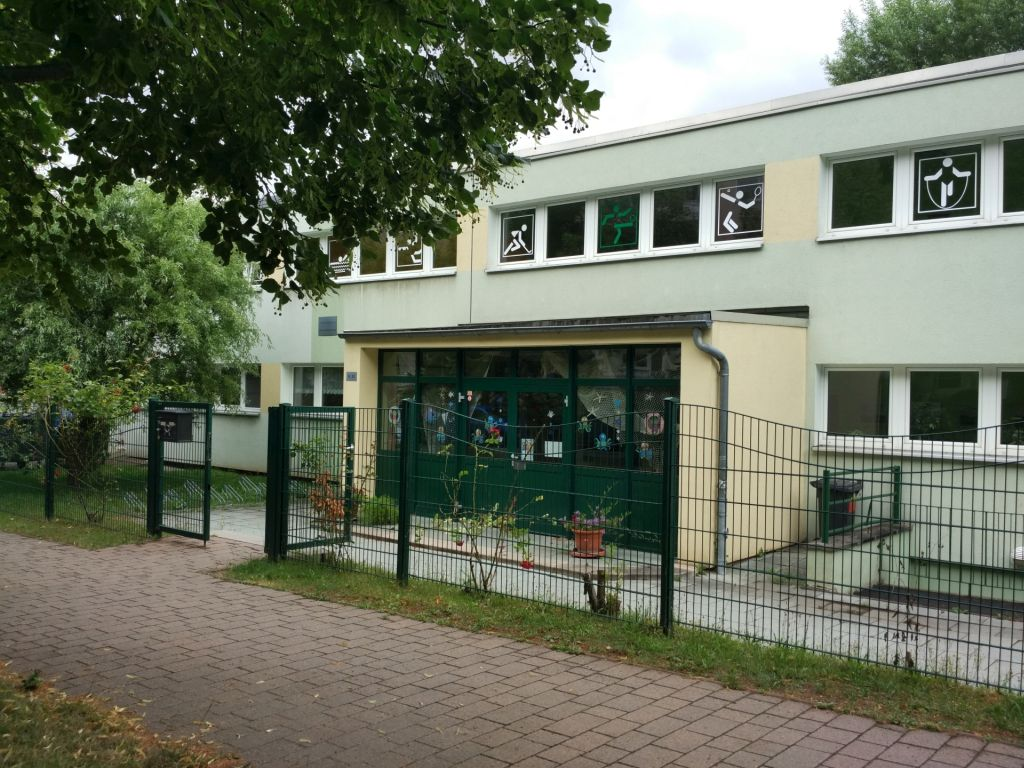
Evangelische Grundschule
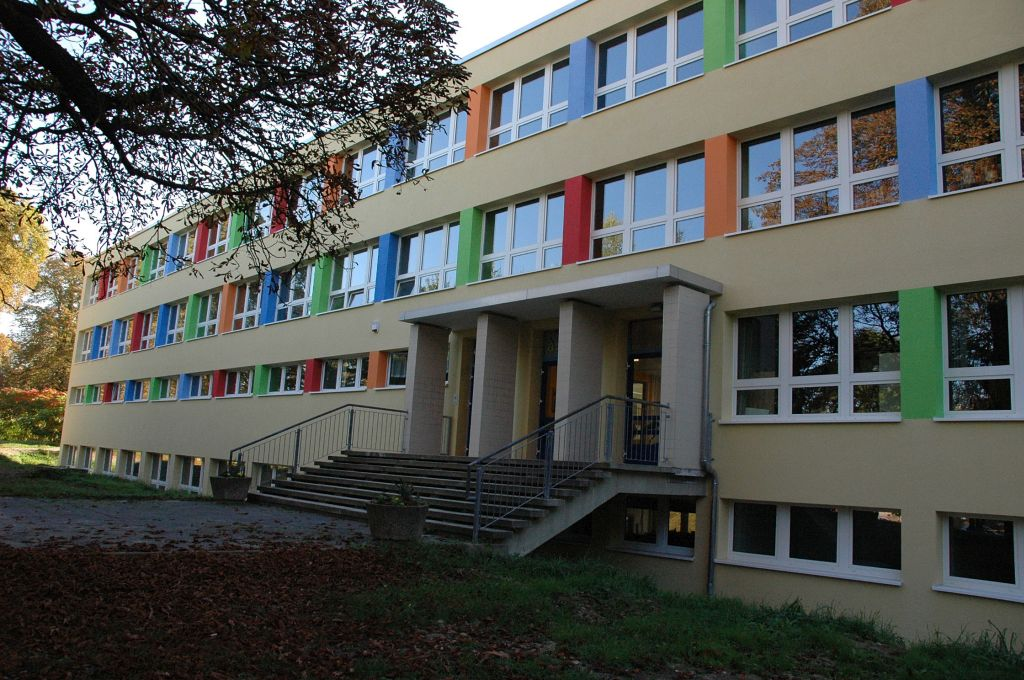
Grundschule „G. E. Lessing“
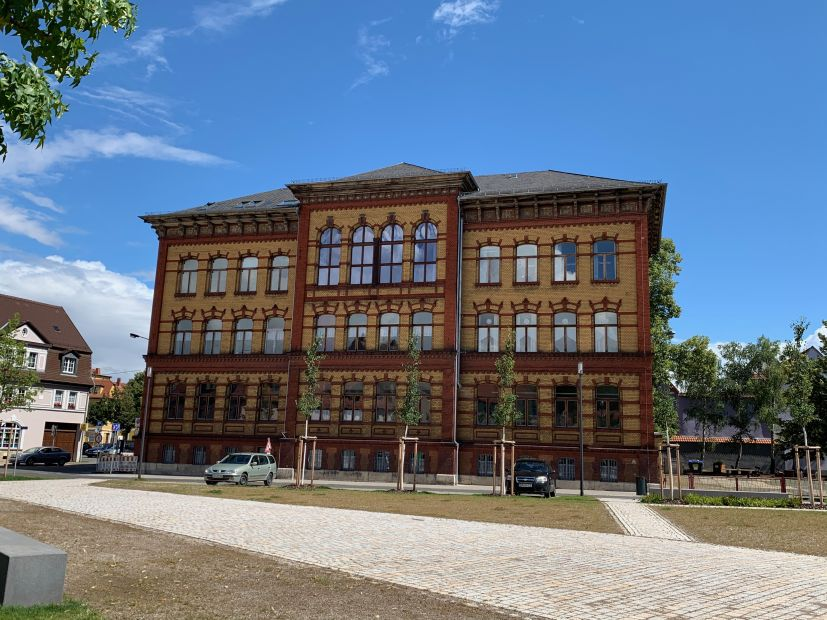
Regelschule „Pestalozzischule“
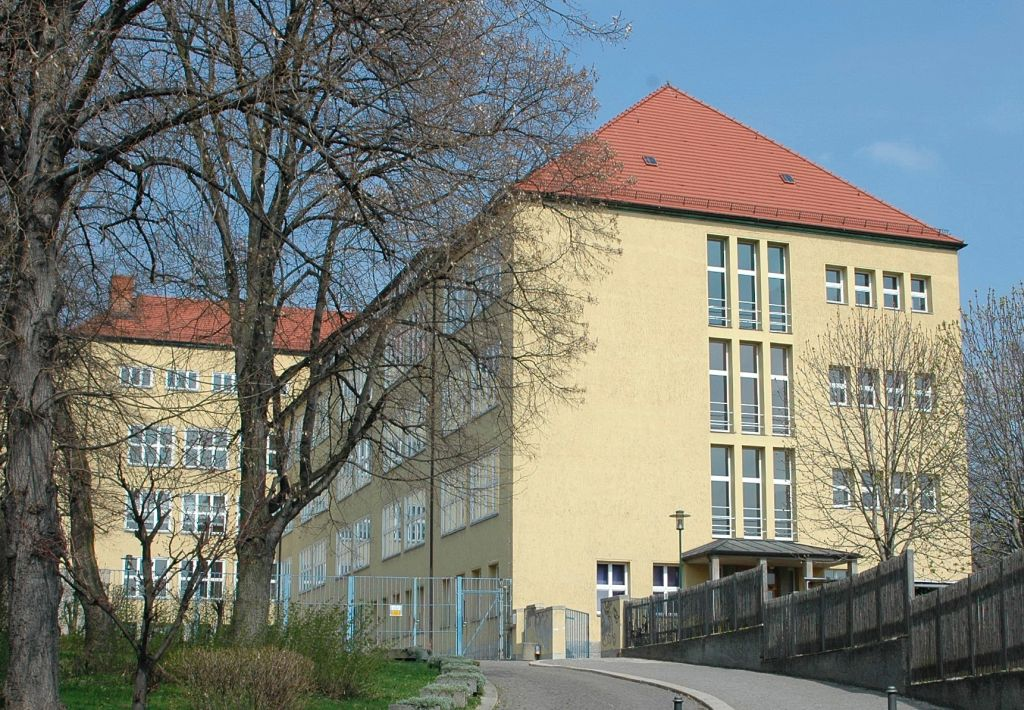
Gymnasium „Bergschule“

#### Fach- und Berufsschulen

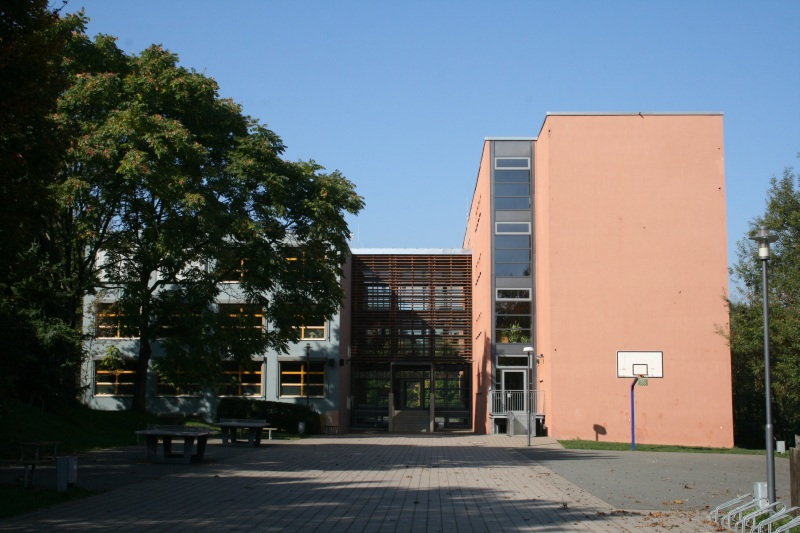
Förderzentrum Apolda

Apolda wurde im Oktober 1951 Sitz einer Fachschule für das Bauwesen. Sie befand sich in der Klement-Gottwald-Straße, der heutigen Louis-Opel-Straße. Im gegenüber liegenden Gebäude war die Staatliche Gewerblich-Technische Berufsbildende Schule untergebracht, die heute ihren Sitz im Gebäude des Gymnasiums „Bergschule“ hat. Rund 120 Schüler werden dort unterrichtet. Die Berufsbildende Schule ist einer von drei Standorten des Schulverbundes Staatliche Berufsbildende Schulen Weimarer Land/Sömmerda, zu dem neben Apolda noch Standorte in Sömmerda und Schwerstedt gehören.
Am 24. April 1919 wurde die Volkshochschule Apolda gegründet. Großen Anteil daran hatte der damalige Apoldaer Oberpfarrer Gustav Thoellden. Das Angebot umfasst verschiedene Kurse, vor allem in den Themenbereichen Fremdsprachen, Gesundheit, Büro. Als eine von sechs Volkshochschulen (daneben Bielefeld, Bremen, Konstanz-Singen, Ludwigshafen und Weimarer Land) nimmt sie am Projekt Elternkompass teil. 2009 wurde die Leiterin Olga Vitzthum mit dem Meister-Eckhart-Brief des Thüringer Kultusministeriums ausgezeichnet.
In der Rosestraße 30 befindet sich eine Außenstelle der Musikschule Johann Nepomuk Hummel, die bis 2015 den Namen Ottmar Gerster trug. Die Musikschule ist eine Außenstelle und gehört zum Zweckverband „Musikschule Johann Nepomuk Hummel“, der seinen Sitz in Weimar hat.
In der Schule am Kirschberg, dem Staatlichen regionalen Förderzentrum, einer Förderschule, werden ungefähr 140 Schüler unterrichtet und von sonderpädagogischen Fachkräften betreut. Zu DDR-Zeiten trug sie den Namen des antifaschistischen Widerstandskämpfers Magnus Poser.

#### Bibliothek und Archive

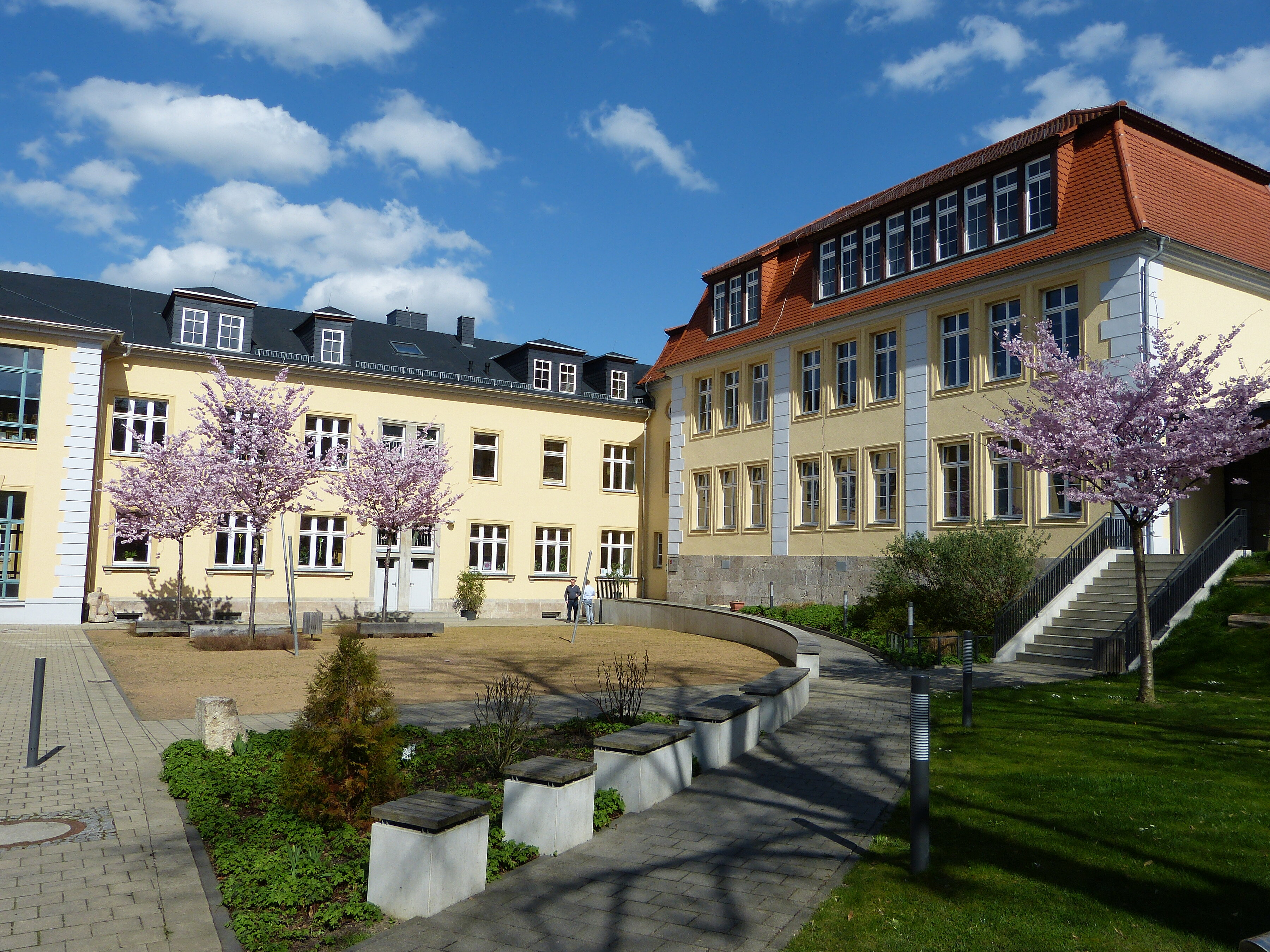
Mehrgenerationenhaus mit Bibliothek

Die Stadtbibliothek Apolda, basierend auf einer Stiftung von 225 Bänden des 1860 verstorbenen Gottlob Müller, wurde am 17. Januar 1863 eröffnet. Bis 1923 wurde sie aus den Stiftungsmitteln finanziert, danach wurde sie eine städtische Einrichtung. Zu DDR-Zeiten war ihr letzter Standort die Opel-Villa in der Bachstraße, der wegen einer Eigentums-Rückübertragung 1991 aufgegeben werden musste. Bei der überstürzten Räumung sollten tausende Bücher und Tonträger auf einer Mülldeponie entsorgt werden. Bücherfreunde haben etwa 5.000 Bände gerettet und sie seit 2007 in einer DDR-Bücherstube wieder der öffentlichen Nutzung zugeführt. Die Stadtbibliothek befand sich seit 1992 in der Bahnhofstraße 43. Seit dem 10. Januar 2011 hat sie ihr neues Domizil im Gebäude des Mehrgenerationenhauses in der Dornburger Straße. Dort ist sie mit der Kreisbibliothek des Weimarer Landes fusioniert.
Das Stadtarchiv Apolda gibt es bereits seit dem 18. Jahrhundert. 1910 bis 1947 war es im Kellergeschoss des Stadthauses untergebracht. Danach wurde es in freigewordene Räumlichkeiten der ehemaligen Stadtpolizei im Rathaus umgelagert, da das Stadthaus auf Befehl der sowjetischen Kreiskommandantur geräumt werden musste. 1966 musste das Stadtarchiv erneut umziehen und befand sich seitdem im Haus Schleiergasse 1 neben dem Rathaus. Auf Beschluss des Kreistags vom 6. November 1975 wurde es mit dem Kreisarchiv Apolda zusammengelegt. Es erhielt den Namen Kreisarchiv mit Sitz in der Dornsgasse 4. Der Beschluss des Kreistages wurde am 28. Januar 1993 wieder aufgehoben. Beide Archive arbeiten seit 1995 wieder selbständig. Das Kreisarchiv hat seinen Sitz im Landratsamt in der Bahnhofstraße 28, das Stadtarchiv in der August-Bebel-Straße 4. Dort wird unter anderem die älteste erhaltene Stadtordnung, das Rote Buch und die älteste Apoldaer Zeitung, das Apoldaische Wochenblatt von 1848, aufbewahrt.

### Medizinische Versorgung

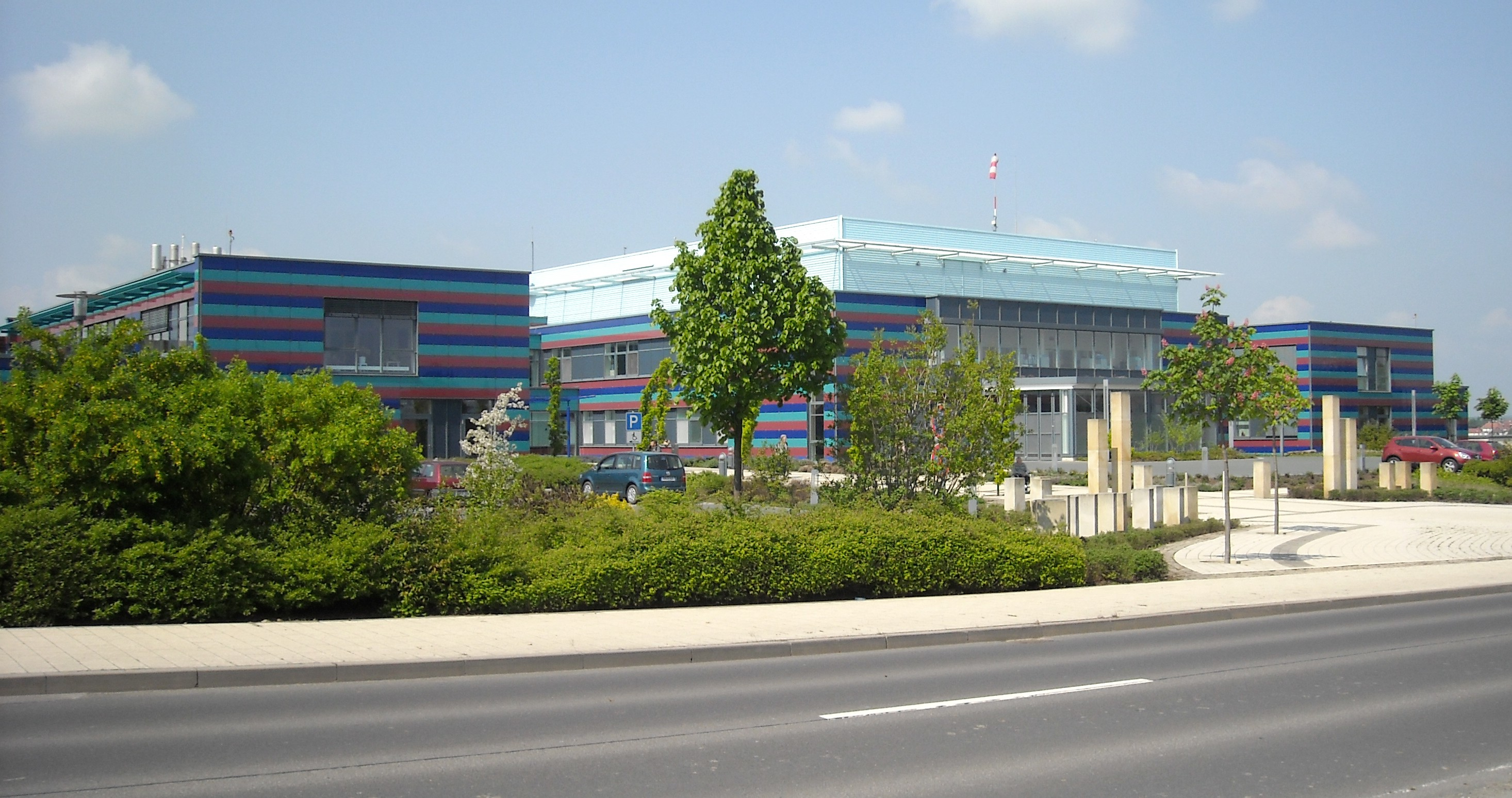
Robert-Koch-Krankenhaus

Die medizinische Versorgung der Stadt Apolda und des Umlandes wird durch das Robert-Koch-Krankenhaus sichergestellt. Es ist ein Akutkrankenhaus der
Regelversorgung sowie Lehrkrankenhaus der Friedrich-Schiller-Universität Jena. Das Krankenhaus verfügt über 233 Betten in 145 Patientenzimmern. Das Krankenhaus wurde am 11. Dezember 2002 nach fast dreijähriger Bauzeit eingeweiht. Das Richtfest wurde im April 2001 gefeiert. Der Neubau wurde direkt hinter dem Ortseingang aus Richtung Jena errichtet und ersetzt die drei bisherigen, auf das Stadtgebiet von Apolda verteilten Klinikstandorte des Robert-Koch-Krankenhauses. Diese litten unter teils über 100 Jahre alter und nicht mehr erweiterbarer Bausubstanz. Der Neubau kostete insgesamt 55 Millionen Euro. Ungefähr 50,85 Millionen Euro stammen aus dem Krankenhaus-Sonderprogramm von Bund, Ländern und Krankenkassen für die neuen Bundesländer.

### Gerichtsbarkeit

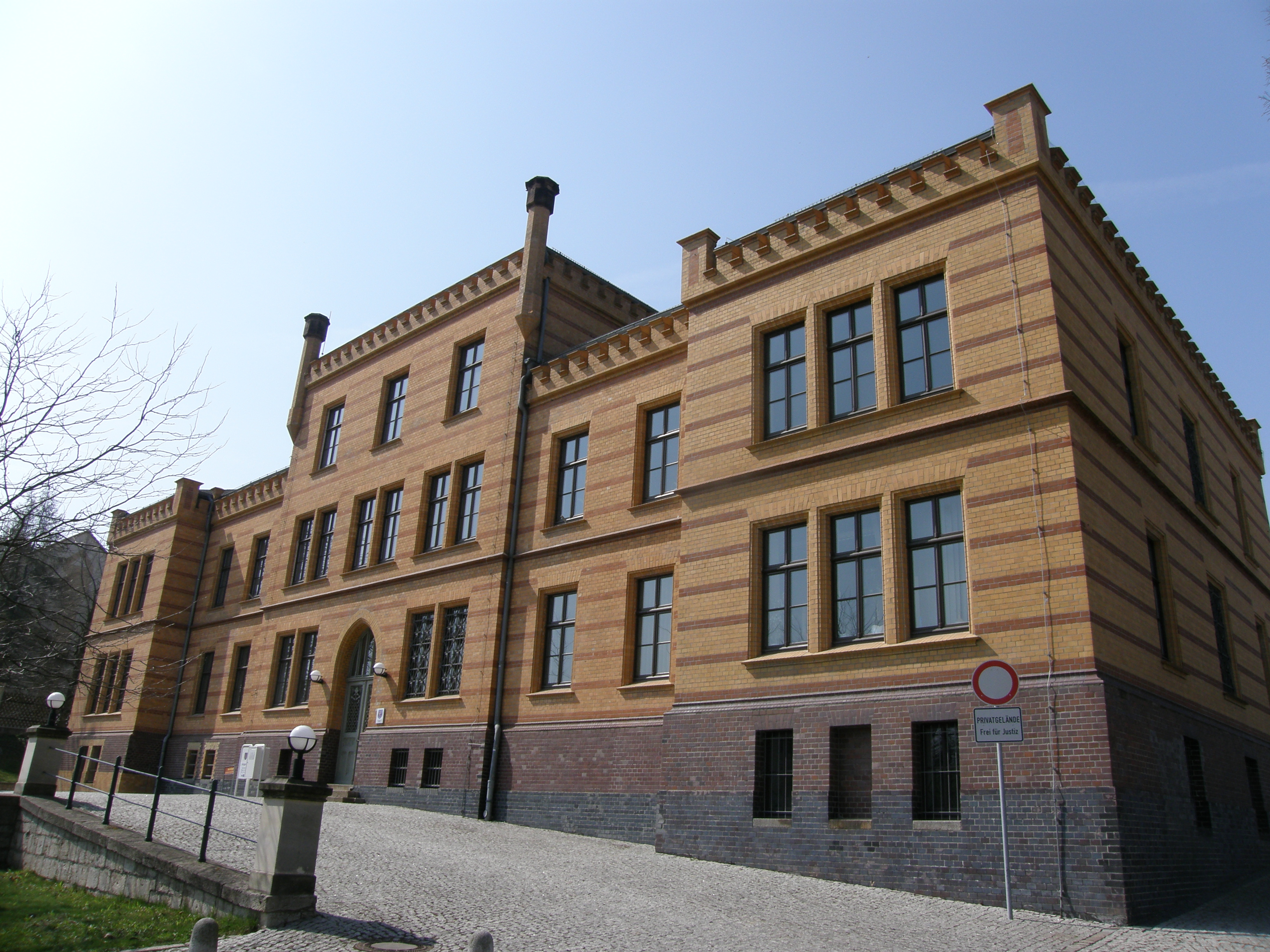
Amtsgericht Apolda

Das Amtsgericht Apolda ist zuständig in allen Bereichen der ordentlichen Gerichtsbarkeit für das gesamte Gebiet des ehemaligen Landkreises Apolda, der heute einen Teil des Landkreises Weimarer Land bildet. Dies betrifft die Gemeinden Apolda, Bad Sulza, Eberstedt, Großheringen, Ilmtal-Weinstraße, Niedertrebra, Obertrebra und Schmiedehausen.

### Medien
Die regionale Tageszeitung ist die Thüringer Allgemeine mit der Lokalausgabe Apolda. Die Lokalausgaben der kostenlosen Anzeigenblätter Allgemeiner Anzeiger mit einer zusätzlichen Sonntagsausgabe und Hallo in Thüringen zum Sonntag werden ebenfalls in Apolda herausgegeben.
Die erste Apoldaer Zeitung wurde als Apoldaisches Wochenblatt (1866 Apoldaisches Tageblatt) von 1848 bis 1869 publiziert. Zwischen 1870 und 1943 sowie noch einmal kurz im Sommer 1945 erschien das Apoldaer Tageblatt. Daneben wurden die Apoldaer Zeitung zwischen 1895 und 1918, die Apoldaer Volkszeitung zwischen 1919 und 1932 sowie die Apoldaer Nachrichten zwischen 1932 und 1935 herausgegeben. Außerdem gab es von 1936 bis 1944 die Thüringer Gauzeitung mit einem Lokalteil für Apolda. Von 1945 bis 1946 erschien als verbreitetste Zeitung die kommunistische Thüringer Volkszeitung, aus der nach der Vereinigung von KPD und SPD zur SED mit der sozialdemokratischen Tribüne das sozialistische Thüringer Volk wurde, das 1950 in Das Volk umbenannt wurde. Aus dieser Zeitung ging 1990 die Thüringer Allgemeine hervor. Diese Zeitungen hatten bzw. haben jeweils einen Lokalteil für Apolda.
Die Stadt Apolda veröffentlicht zehnmal jährlich das Amtsblatt, in dem offizielle Verlautbarungen des Stadtrats, Veranstaltungen, Ausschreibungen, Adressen, Geburten oder Eheschließungen veröffentlicht werden, außerdem einmal jährlich die Ausgabe Apolda – Zahlen und Fakten, mit Daten zur Bevölkerung, zur Lage auf dem Arbeitsmarkt, zum Haushalt der Stadt und Ähnlichem.
Salve.TV ist der regionale Fernsehsender über Kabelfernsehen und Internet für die Städte Weimar, Apolda und den Landkreis Weimarer Land.
Die Jahresschrift Apoldaer Heimat war seit 1983 das Publikationsorgan der Apoldaer Kreisvorstände der Gesellschaften für Natur/Umwelt, Denkmalpflege und Heimatgeschichte. In den Heften werden Beiträge aus den Bereichen Geologie, Geographie, Flora, Fauna, Landeskultur, Naturschutz, Geschichte, Denkmal- und Erbepflege sowie Kultur veröffentlicht. Seit 1991 gibt der Apoldaer Kulturverein e. V. die Schrift heraus. Außerdem hat der seit 2007 in Apolda wirkende Prager-Haus-Verein mit seinen Schriftreihen gesucht und gefunden mehr als ein Dutzend Veröffentlichungen über religiöse, politische und aus rassistischen Gründen während der NS-Zeit ausgegrenzte, verfolgte und vielfach ermordete Familien und Einzelpersonen herausgegeben.

## Persönlichkeiten

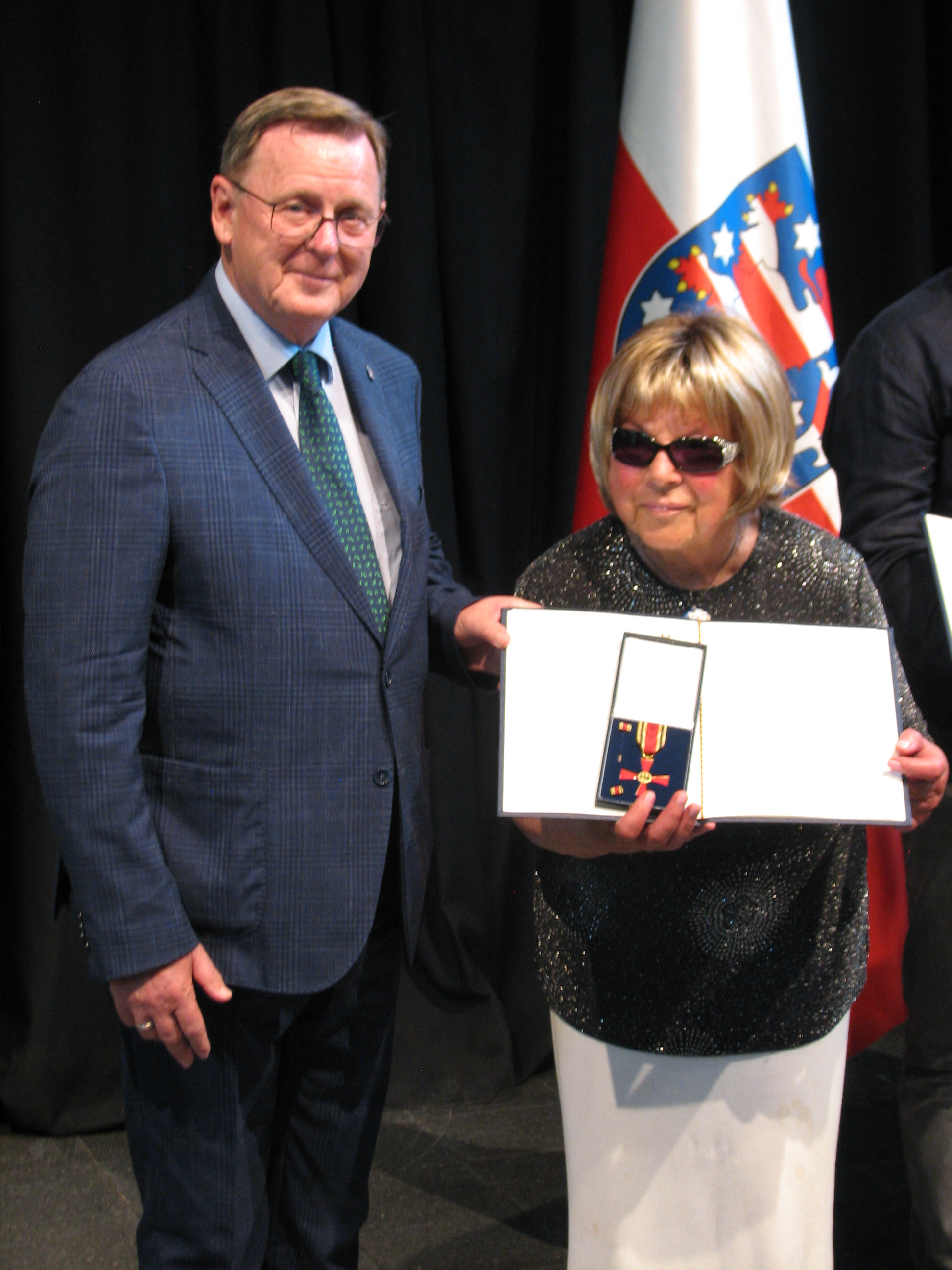
Margarete Schilling mit ihrem Bundesverdienstkreuz, überreicht von Bodo Ramelow im Reithaus Weimar am 21. Juni 2023

Zu den Persönlichkeiten, die mit Apolda in Verbindung gebracht werden, zählt vor allem der ehemalige Bobsportler Wolfgang Hoppe. Er gewann sechs Medaillen bei Olympischen Spielen. Sein Bruder Heinz Hoppe war ein erfolgreicher Sportler. Weitere bekannte Sportler aus Apolda sind oder waren Hermann Fischer, Marco Riemer, Anne Schäfer, Sybille Schmidt, Sigrun Siegl und Andrea Eskau.
Der Apoldaer Friedrich Louis Dobermann legte durch Kreuzung von Pinschern, Weimaranern, Pointern und Vorstehhunden den Grundstein für die Zucht des später nach ihm benannten Dobermanns. 1863 präsentierte Dobermann auf dem Apoldaer Hundemarkt erstmals seine neue Hunderasse.
Der in Obertrebra geborene Willi Brümmer war Mitglied einer Apoldaer kommunistischen Widerstandsgruppe, der 1936 im Amtsgerichtsgefängnis den Freitod fand. Ein Stolperstein zu seinem Gedenken liegt vor seiner letzten Wohnadresse Stobraer Straße 21.
Zu den bekannten Persönlichkeiten des öffentlichen Lebens zählen der in Apolda aufgewachsene ZDF/RTL-Moderator Marco Schreyl, der Teilnehmer des RTL-Dschungelcamps 2009 Nico Schwanz, der ehemalige Fraktionsvorsitzende der CDU-Landtagsfraktion Mike Mohring und der außerhalb von Apolda bekannte volkstümliche Sänger Ronny Weiland.
In der Glockenstadt Apolda lebt bis heute (2020) Margarete Schilling (* 1932), Autorin und Expertin für Glocken und Carillons, die letzte kenntnisreiche Zeitzeugin und Angehörige der Jahrhunderte alten Glockengießer-Familie Schilling. Am 6. Dezember 2019 würdigte die Sparkassenstiftung Weimar – Weimarer Land Margarete Schilling mit ihrem Bürgerpreis 2019 in der Kategorie Lebenswerk. In ihrer Laudatio sagte die Landrätin des Landkreises Weimarer Land, Christiane Schmidt-Rose (CDU): „Margarete Schilling hat maßgeblich dazu beigetragen, dass Apolda auch heute noch den Titel Glockenstadt zu Recht trägt.“

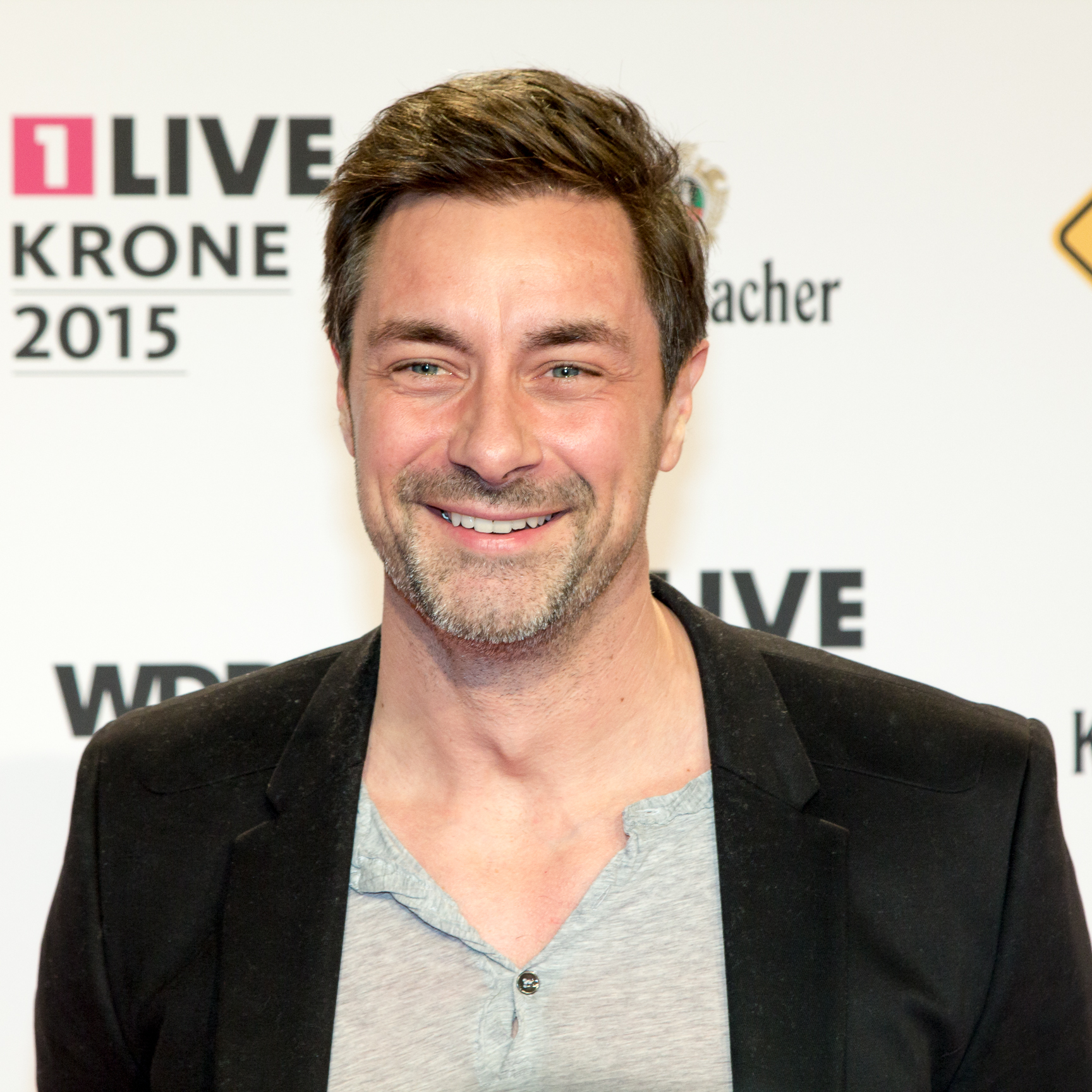
Marco Schreyl (2015)
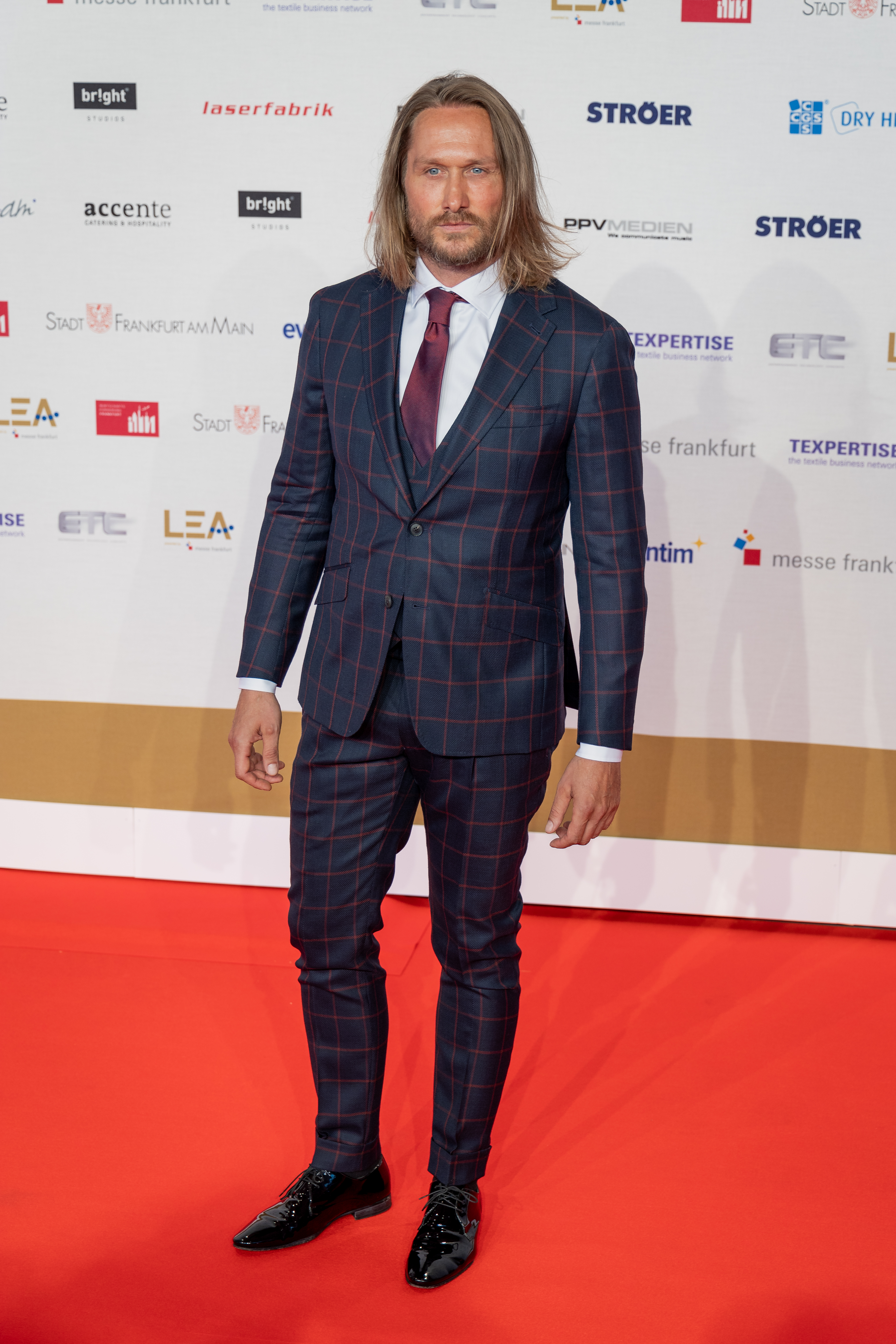
Nico Schwanz (2022)
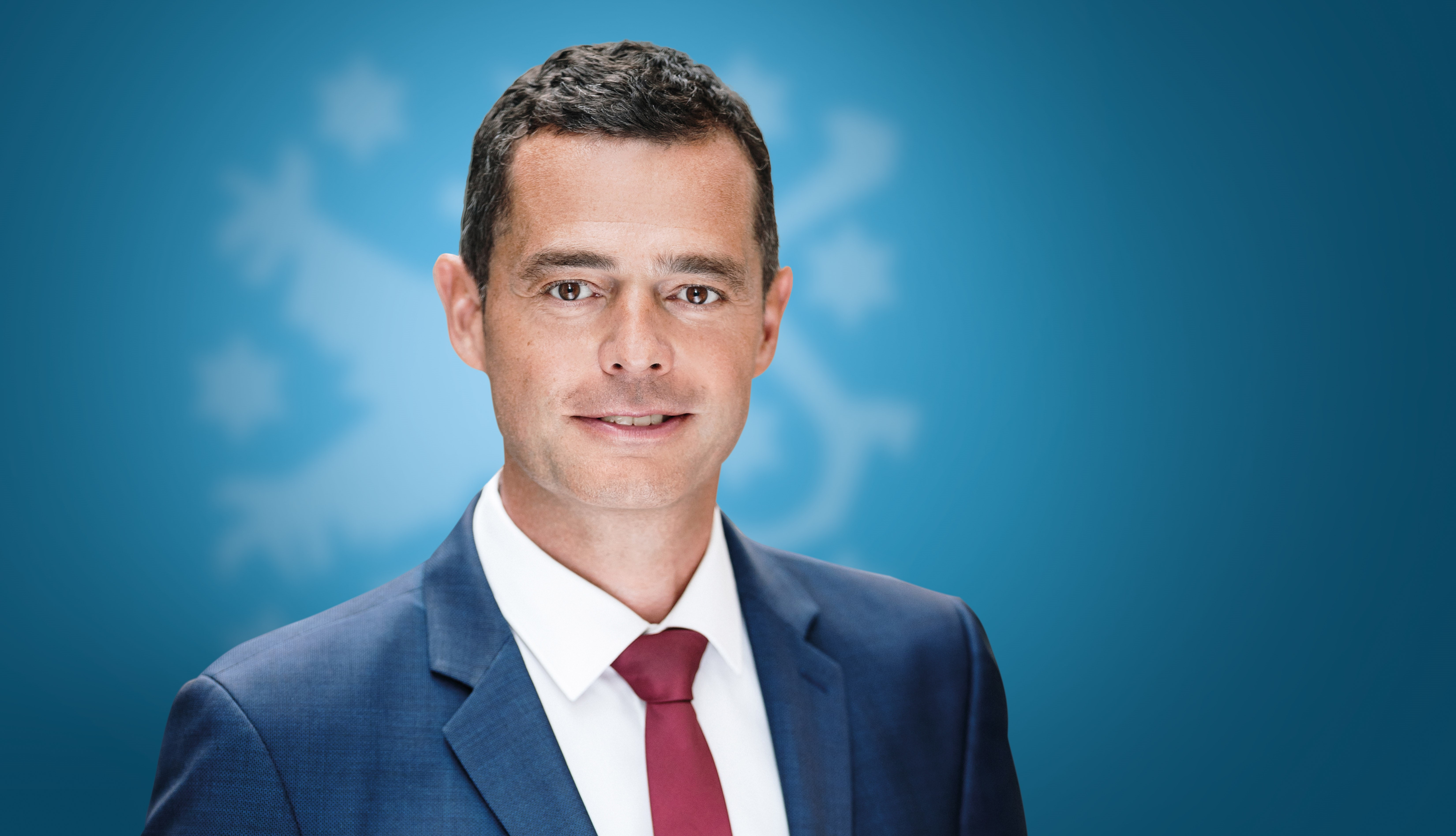
Mike Mohring (2021)
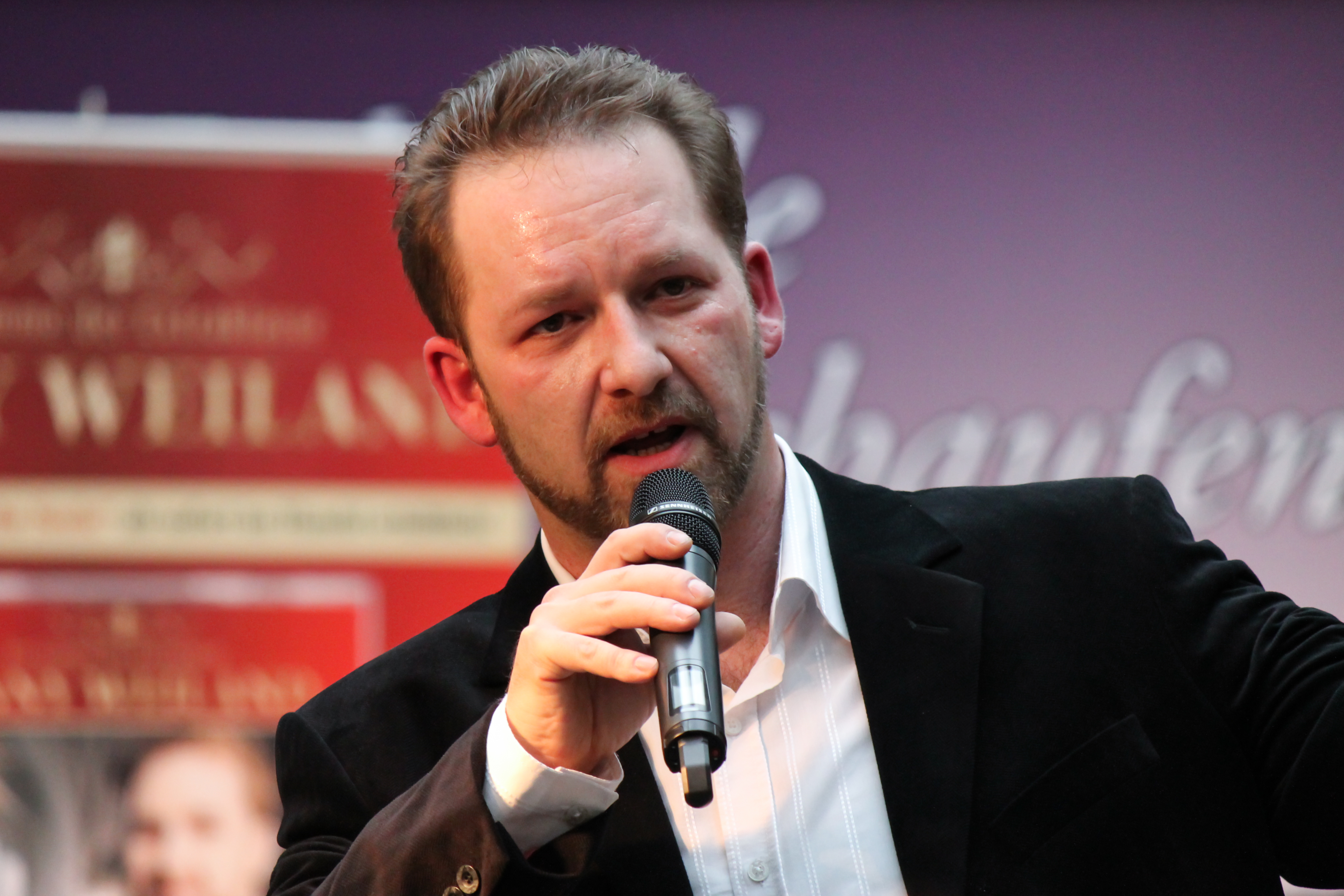
Ronny Weiland (2013)
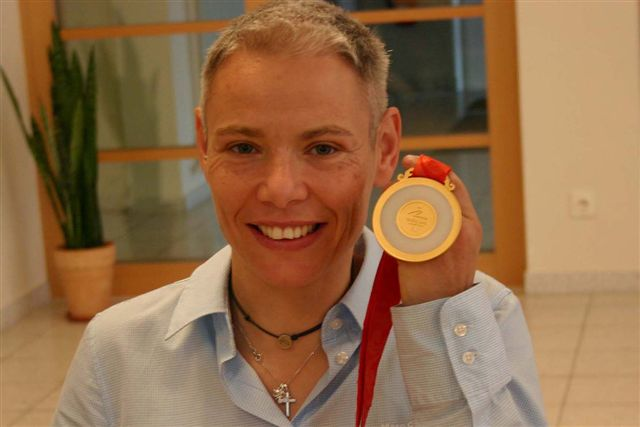
Andrea Eskau (2008)
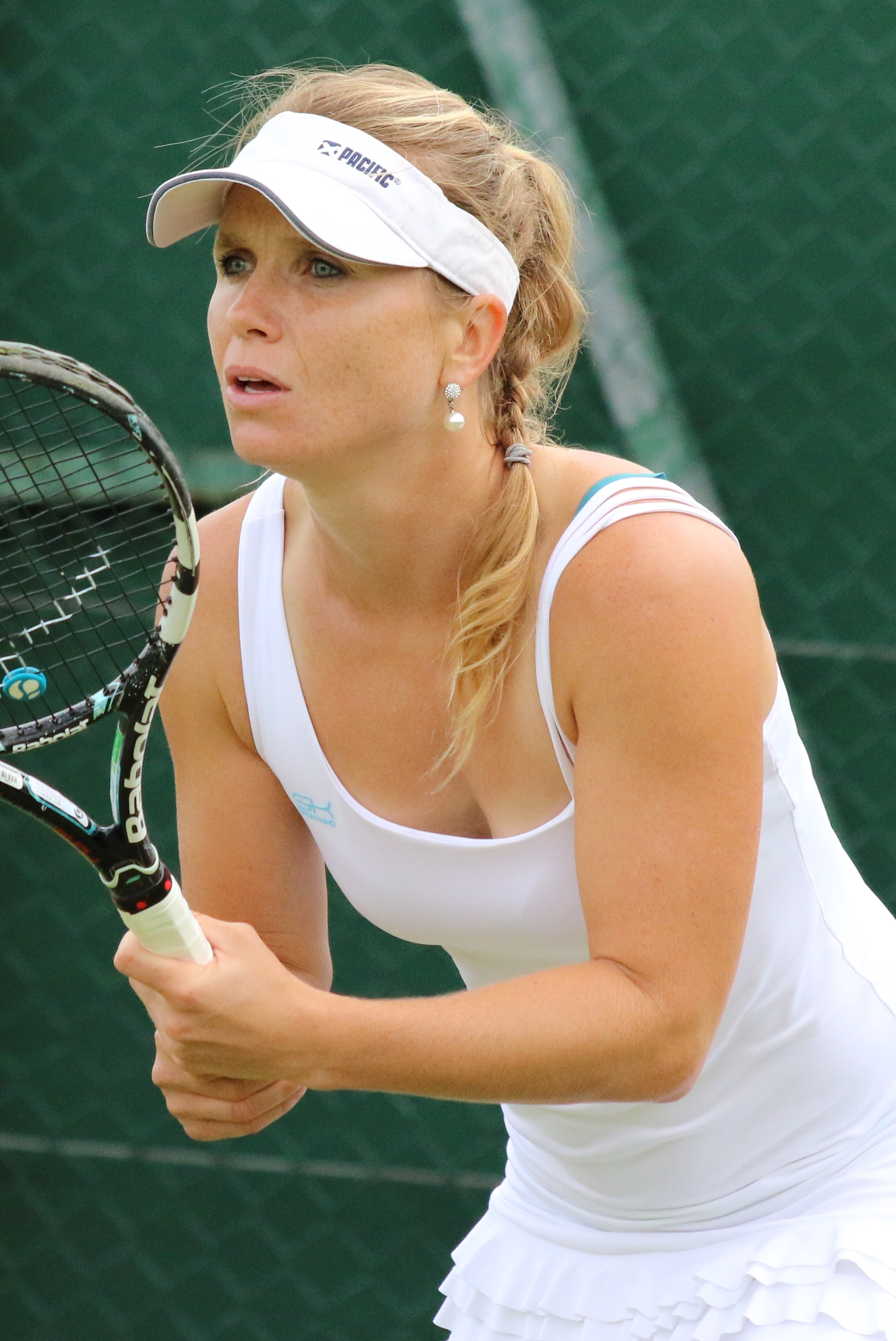
Anne Schäfer  (2016)

## Sonstiges

### Beinamen
Den Beinamen Gramont in Anlehnung an eine französische Stadt erhielt Apolda vermutlich in der Schlacht von Jena und Auerstedt (1806), als Napoléon, beim Rückzug an die Stadtgrenzen Apoldas gelangte und beim Anblick der Stadt ausgerufen haben soll: „Ah, ça c’est Gramont!“ (Ah, das ist Gramont!). Eine andere Anekdote über die Herkunft des Spitznamens geht auf den Deutsch-Französischen Krieg zurück.
Wegen der über 250-jährigen Tradition des Glockengießens wird Apolda als Glockenstadt bezeichnet. Bereits 1722 wurde dort eine Glockengießerei gegründet. Bis 1988 wurden in Apolda etwa 20.000 Glocken gegossen.
In Apolda war lange Zeit die Strick- und Wirkwarenindustrie dominierend und prägte den Beinamen Thüringisches Manchester. Ebenso wie bei der englischen Großstadt wirkte diese Wirtschaftsstruktur hinsichtlich des Einpendelns von Arbeitern und des Einkaufs von Garnen und Wolle weit in das Umland hinein.

### „Don Quichotte“

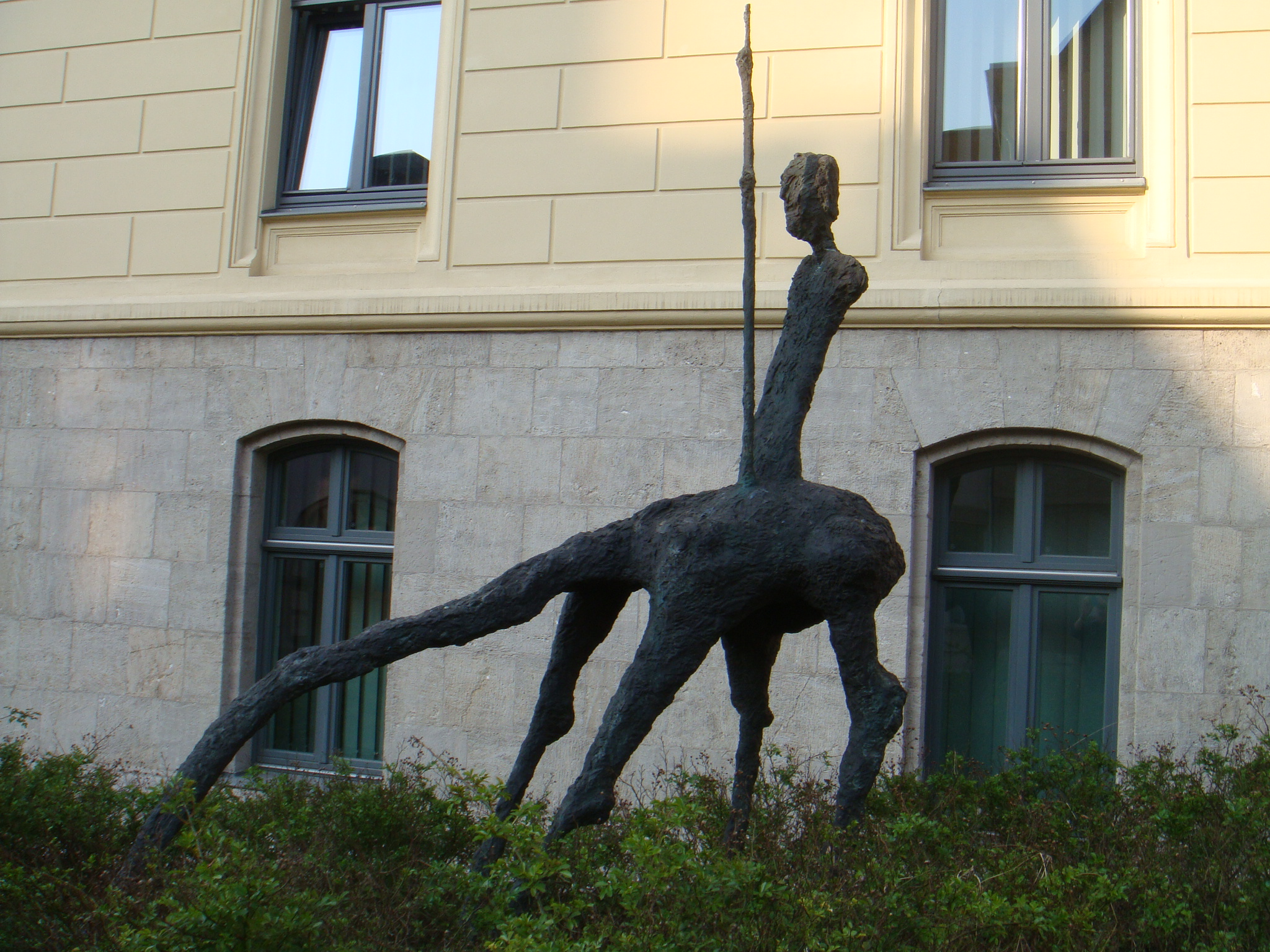
Bronzeplastik Gralsucher

2002 wurde vor der Polizei-Inspektion Apolda, Bahnhofstraße/Ecke Dornburger Straße, die Bronzeplastik „Gralsucher“ der Künstlerin Anne-Katrin Altwein aufgestellt. Unter der einheimischen Bevölkerung wird diese liebevoll „Don Quichotte“ genannt.

### Goethe über Apolda
Johann Wolfgang von Goethe hatte nicht den allerbesten Eindruck von Apolda. 1779 war er zur Rekrutenaushebung in die Stadt gekommen, wo er jedoch vor allem mit dem Manuskript von Iphigenie auf Tauris beschäftigt war. Angesichts des sozialen Elends der Bevölkerung schrieb er in einem Brief vom 6. März 1779 an Charlotte von Stein: „Hier ist ein bös Nest und lärmig, und ich bin aus aller Stimmung. Kinder und Hunde, alles lärmt durcheinander… Hier will das Drama gar nicht fort, es ist verflucht, der König von Tauris soll reden, als wenn kein Strumpfwürker in Apolde hungerte.“ Später erwarb Goethe jedoch ein Freigut in Oberroßla, wo er Tage mit Christiane und Sohn August verbrachte, und auch mit Friedrich Schiller, Christoph Martin Wieland, Heinrich Meyer und Franz Kirms zusammentraf.

### Apolda in Film und Literatur
Apolda war mehrfach Spielort von Filmen der DEFA, so 1959 mit dem Film Wo der Zug nicht lange hält… und 1972 mit Peter und der Laubfrosch mit 12 PS. 1960 wurde der Lehrfilm Geisterstunde im VEB Laborchemie Apolda gedreht.
2007 drehte der Regisseur Oskar Roehler in Apolda Szenen des Films Lulu & Jimi. Das alte Union-Theater diente als Kulisse und wurde zu diesem Zweck in die 1950er Jahre zurückversetzt. Im Juni 2009 wurde Apolda Schauplatz der ProSieben-Produktion Go West – Freiheit um jeden Preis. Für einige Szenen wurde die alte Adler-Drogerie in die Prager Altstadt des Jahres 1984 versetzt. Im April 2013 wurden die ersten Szenen des Weihnachtstatorts 2013 mit Nora Tschirner und Christian Ulmen im Schlachthof Apolda gedreht.
Die Strickerstadt Apolda galt dem romantischen Dichter Clemens Brentano als Metapher für die Selbstgenügsamkeit der Philister: Alle Begeisterten nennen sie verrückte Schwärmer, alle Märtyrer Narren, und können nicht begreifen, warum der Herr für unsre Sünden gestorben und nicht lieber zu Apolda eine kleine nützliche Mützenfabrik angelegt.
Im Studentenlied Ça, ça, geschmauset aus dem 18. Jahrhundert beginnt eine Strophe mit „Knaster, den gelben, hat uns Apolda präpariert …“, was sich auf die damalige Tabakherstellung bezieht.
Der Zeichner Egbert Herfurth benutzte die Frontfassade des Apoldaer Bahnhofs als Vorlage für die Illustration auf dem Frontispiz eines Kinderbuchs.

### Kulinarische Spezialitäten

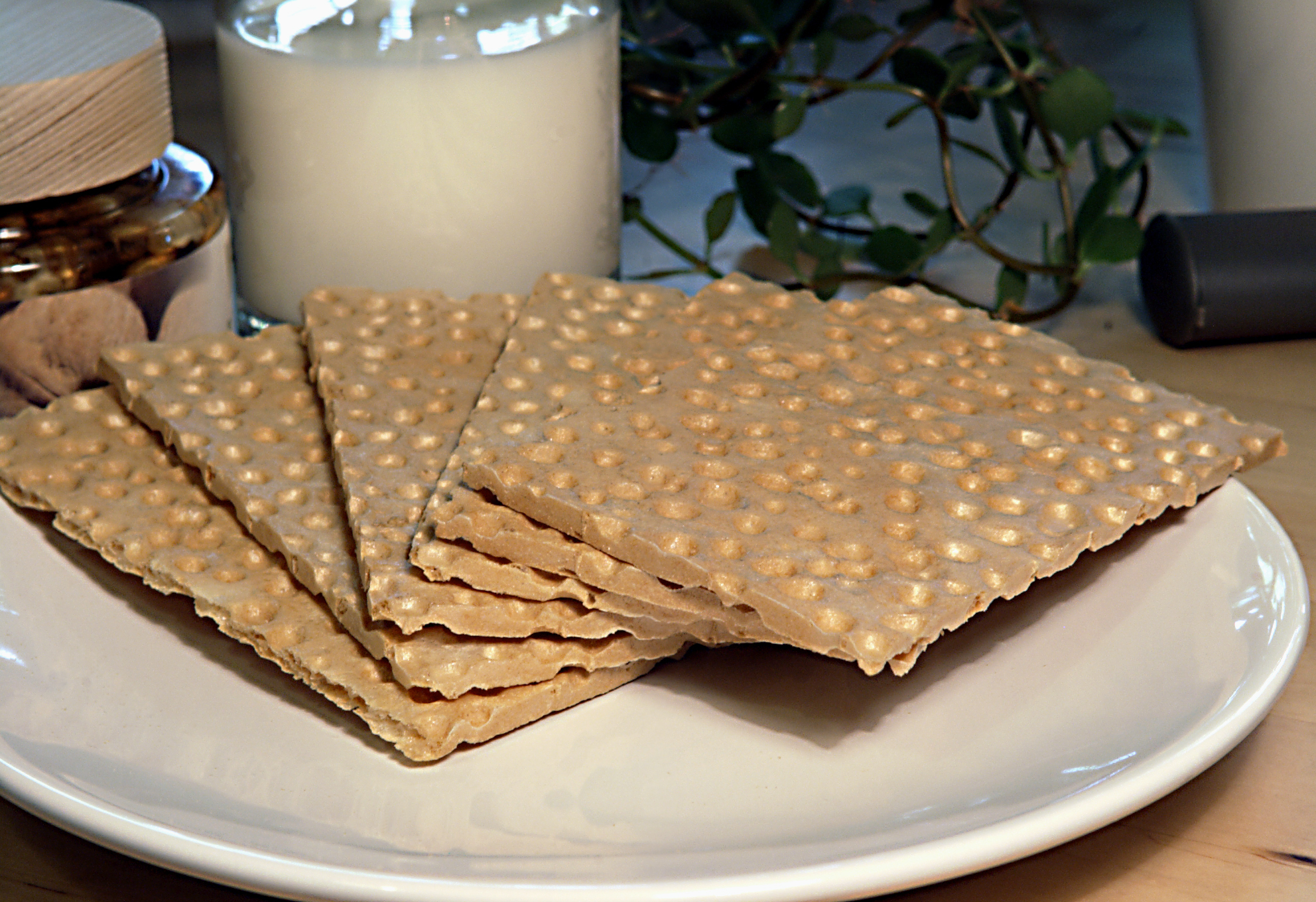
Filinchen

Die wohl bekannteste kulinarische Spezialität ist die Thüringer Bratwurst, die an mehreren Ständen in der Apoldaer Innenstadt verkauft wird. Die Thüfleiwa AG (Thüringer Fleischwaren Produktions- und Vertriebs AG) aus Apolda produziert unter anderem die Thüringer Rostbratwurst.
Seit 1956 wird das Filinchen von der Firma GUTENA hergestellt. Dieses Waffelbrot besteht aus länglichen, goldgelben Platten, die ein teilweise quadratisches Waffelmuster aufweisen. Es bricht leicht und lässt sich nur mit weicher Butter bestreichen. Filinchen werden fast ausschließlich mit süßen Belägen wie Honig, Nusscremes oder Marmelade gegessen. Filinchen ist kein Knäckebrot, obwohl viele heute unter diesem Namen vertriebene Sorten Knäckebrot sind.
Die  Vereinsbrauerei Apolda  produziert seit 1887 die Marke Apoldaer mit inzwischen 14 verschiedenen Sorten. Bereits 1440 findet das Bierbrauen in Apolda erste urkundliche Erwähnung. Beim Apoldaer Biersommer und beim Bockbieranstich steht das Apoldaer Bier im Mittelpunkt.

### Apold'scher Stechapfel
Die Stadt Apolda verleiht seit 2019 einen Preis an Personen und Institutionen, die sich kulturell in besonderer Weise um die Stadt verdient gemacht haben. Erster Preisträger 2019 war das karnevalistische Urgestein Lothar Trübner, der für seine Büttenreden bekannt geworden ist. Im Jahr 2020 folgte die Sparkasse Mittelthüringen, welche sich seit Jahrzehnten um die Apoldaer Kabarett-Tage und deren Austragung verdient gemacht hat. 2021 erhielt der singende Nachtwächter Thomas Burkhardt den Preis. Es ist im Stadtbild auch als David der  Strickermann oder auch als Darsteller des Goethe bekannt und war im Jahr der Landesgartenschau 2019 kultureller Repräsentant der Stadt. 2022 wurde erstmals der Preis an eine Gruppierung bzw. einen Verein verliehen. Das Apoldaer Amateurtheater erhielt als Anerkennung und Würdigung für sein regionales und überregionales Engagement für Kultur und Theater in der Stadt Apolda den Preis. Als weiteres Novum erhielt zeitgleich Frau Gundula Bernert, langjährige Mitarbeiterin des Kulturzentrums Schloss Apolda den Stechapfel. Sie ging Ende 2022 in den Ruhestand. Für ihr langjähriges Engagement, explizit bei der Organisation und Begleitung kultureller Veranstaltungen in der Apoldaer Lutherkirche, erhielt 2023 Britta Rehder Geßner die Auszeichnung.

### Straßen, Personen und Objekte, die nach Apolda benannt wurden
Vor allem in den Dörfern und Städten der näheren Umgebung sind Straßen und Wege nach Apolda benannt: so beispielsweise die Apoldaer Straße in Bad Sulza oder der Apoldaer Weg in Oßmannstedt. In Erfurt befindet sich seit 1978 eine Apoldaer Straße. Auch in anderen Städten gibt es nach Apolda benannte Straßen und Wege, wie zum Beispiel die Apoldaer Straße in Berlin-Lankwitz, Bremen, Halle an der Saale und Neuenhagen und den Apoldaer Weg in Göttingen, Mannheim, Frankfurt am Main und Köln. In der US-amerikanischen Partnerstadt Rapid City wurde der Stadt die Apolda Street gewidmet.
Der aus dem Ortsteil Oberroßla stammende Komiker Lutz Gundlach verwendet seit Jahren den Künstlernamen Apoldino.
Die Apoldaer Firma A.Ruppe & Sohn stellte Ende des 19. Jahrhunderts landwirtschaftliche Geräte unter dem Markenzeichen Apoldania her.
1914 befuhr ein Handelsschiff unter dem Namen Apolda die Weltmeere und in der zweiten Hälfte des 20. Jahrhunderts ein Massengutfrachter.
Eine Firma R. Stevenson in Newcastle lieferte 1847/48 ein Modell der Lokomotive „Apolda“ an die Thüringische Eisenbahngesellschaft.